# Geschichte Libyens

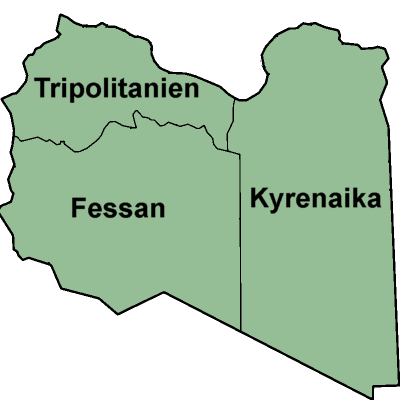
Die drei historischen Provinzen Libyens

Die ethnischen Gruppen Libyens

Die Geschichte Libyens umfasst die Entwicklungen auf dem Gebiet des Staates Libyen von der Urgeschichte bis zur Gegenwart. Die Geschichte Libyens im Sinne einer menschlichen Besiedlung lässt sich, auch wenn bis zu 2 Millionen Jahre alte Spuren in Nordwestafrika existieren, bisher nur über eine Zeitspanne von etwas mehr als 100.000 Jahren zurückverfolgen.
Libya ist das griechische Wort für das von „Libyern“ bewohnte Gebiet westlich von Ägypten. Später dehnte sich die Bezeichnung auf ganz Nordafrika zwischen Ägypten, Aithiopia und Atlantik aus.

## Ur- und Frühgeschichte

### Paläolithikum

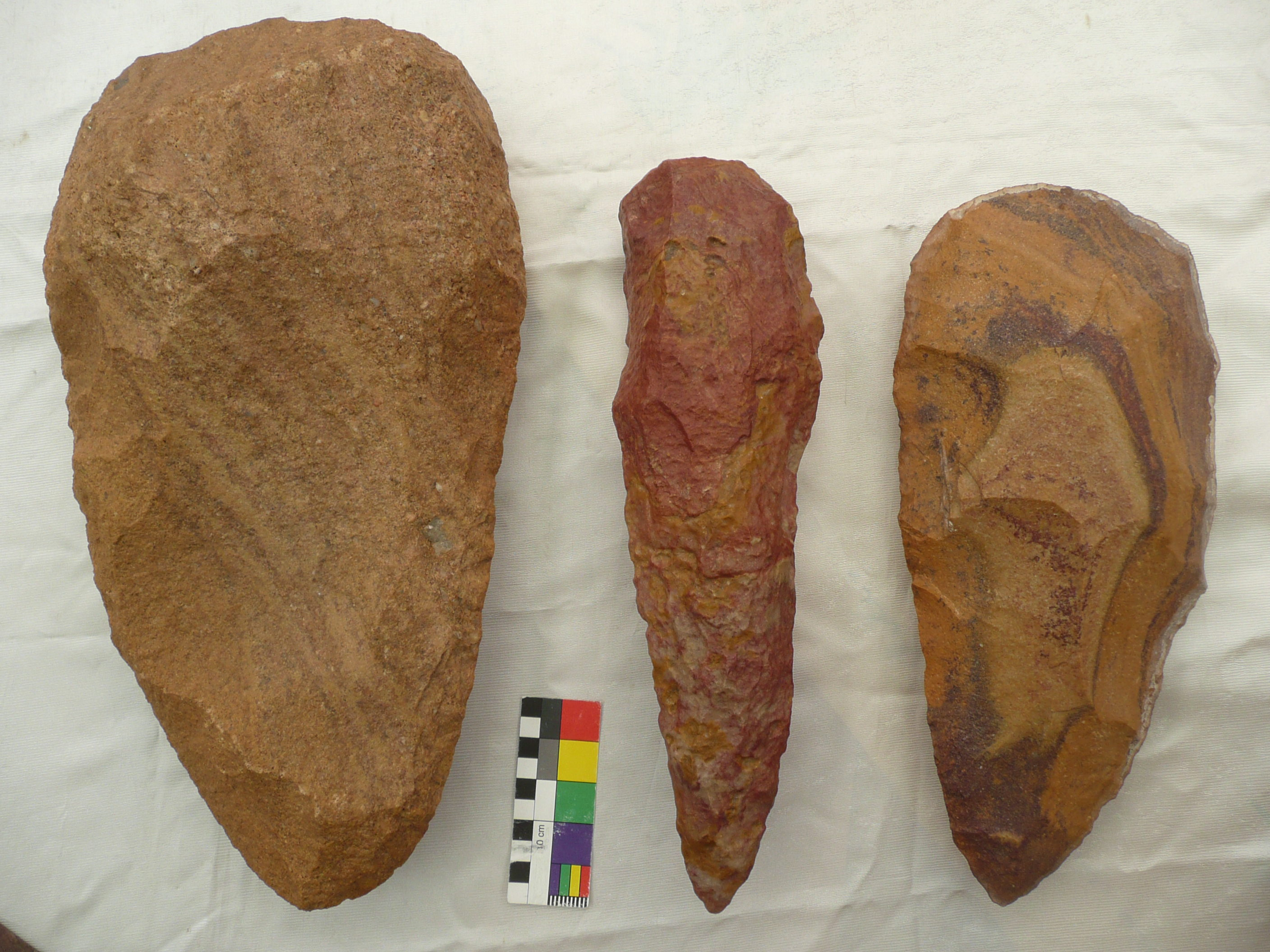
Faustkeile aus heutigen Sandwüsten Nordafrikas. Der linke, 440 mm lange, stammt aus Libyens Erg Tamiset, der rechte, 330 mm lange, aus dem Erg Murzuk im Südwesten. Der mittlere Faustkeil stammt aus Süd-Algerien.

Aufgrund von Fossilien- und Werkzeugfunden gilt es als erwiesen, dass einige Vertreter des Homo erectus Afrika erstmals vor rund 2 Millionen Jahren Richtung Levante, Schwarzmeerraum und Georgien sowie möglicherweise über Nordwestafrika Richtung Südspanien verließen. Vor rund 600.000 Jahren kam es wohl zu einer zweiten Ausbreitungswelle. In Afrika ging vor etwa 200.000 Jahren aus Homo erectus der frühe oder archaische anatomisch moderne Mensch und aus diesem der anatomisch moderne Mensch hervor. Dabei war die Sahara, im Gegensatz zum Küstensaum und den Oasen, nur phasenweise bewohnbar, wenn genügend Niederschläge eine ausreichende Flora und Fauna zuließen.

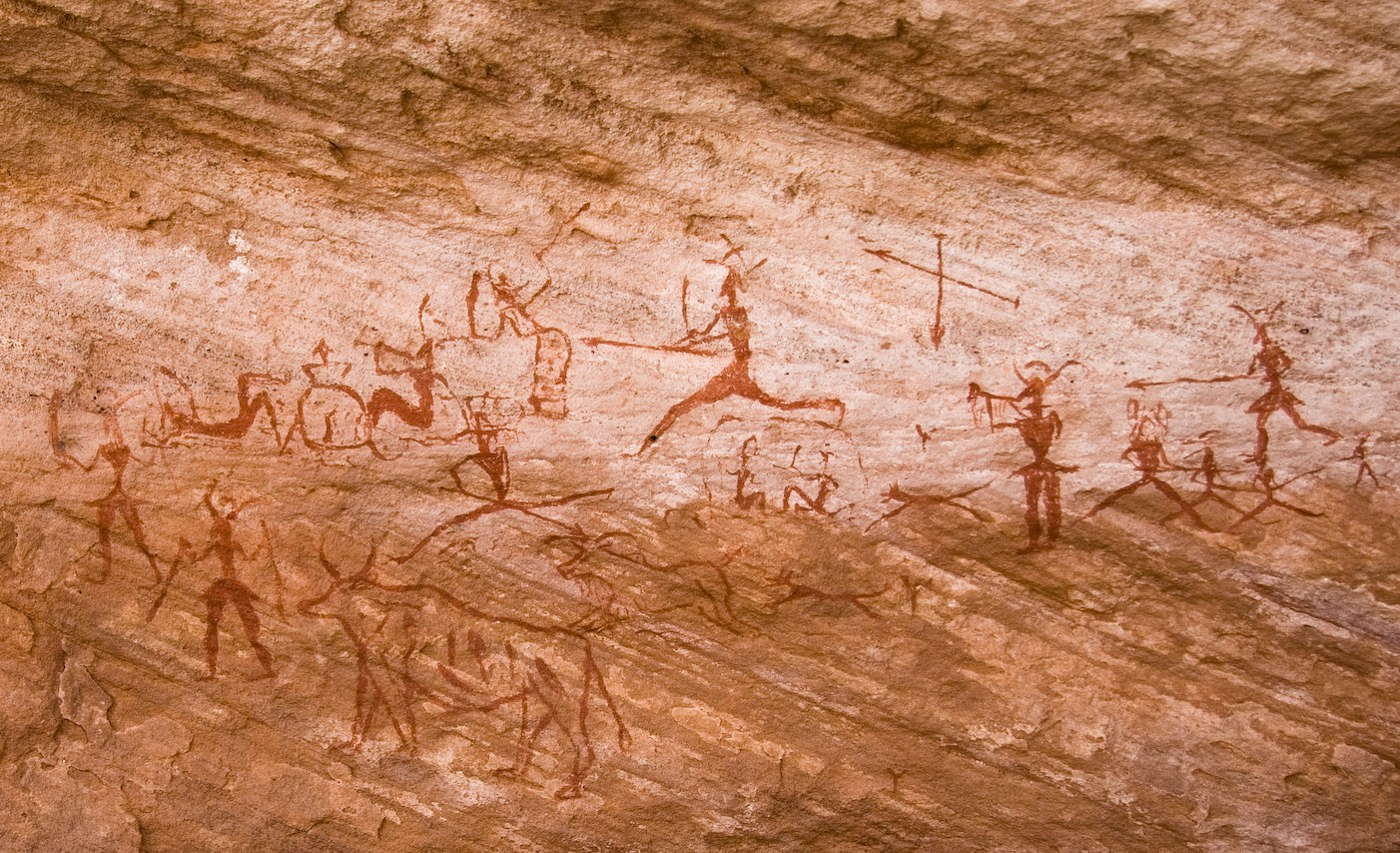
Piktogramme, die um 4000 v. Chr. entstanden, fanden sich im Tadrart Acacus, einem Gebirgszug im Südwesten Libyens an der algerischen Grenze. Sie gehören seit 1985 zum Welterbe.

Die Sahara war vielfach trockener, aber auch über lange Zeiten feuchter als heute, dehnte sich also aus bzw. schrumpfte. Phasen der „grünen Sahara“ konzentrierten sich mit ihren Maxima vor allem um die Zeit vor 315.000, 215.000 und 115.000 Jahren, Maxima ausgesprochen trockener Phasen finden sich vor 270.000, 150.000 und 45.000 Jahren. Dementsprechend war die Sahara bis auf wenige Refugia wohl vor 325.000 bis 290.000 und vor 280.000 bis 225.000 Jahren ein für Menschen kaum bewohnbarer Ort. Sollten zu dieser Zeit Menschen in der heutigen Wüste gelebt haben, müssen sie sich in den Süden, an das Rote Meer oder das Mittelmeer zurückgezogen haben. Unter diesen Bedingungen könnte der moderne Mensch entstanden sein, der immer wieder ausreichend lange isoliert war, und sich immer neuen Bedingungen ausgesetzt sah.
So bestand vor 125.000 Jahren ein ausreichendes Wasserwegenetz, um die Ausbreitung zahlreicher Tierarten nach Norden zu ermöglichen, denen menschliche Jäger folgten. Dazu trugen riesige Seen, wie der Mega-Fezzan-See (über 76.000 km²) bei, die sich in feuchten Phasen während der letzten 380.000 Jahre mehrfach weit nach Norden erstreckten. Hingegen dehnte sich die Sahara vor 70.000 bis 58.000 Jahren nordwärts bis zum Dschabal Gharbi aus. Danach kam es zu einer feuchteren Phase, der wiederum vor 20.000 Jahren eine trockenere folgte.

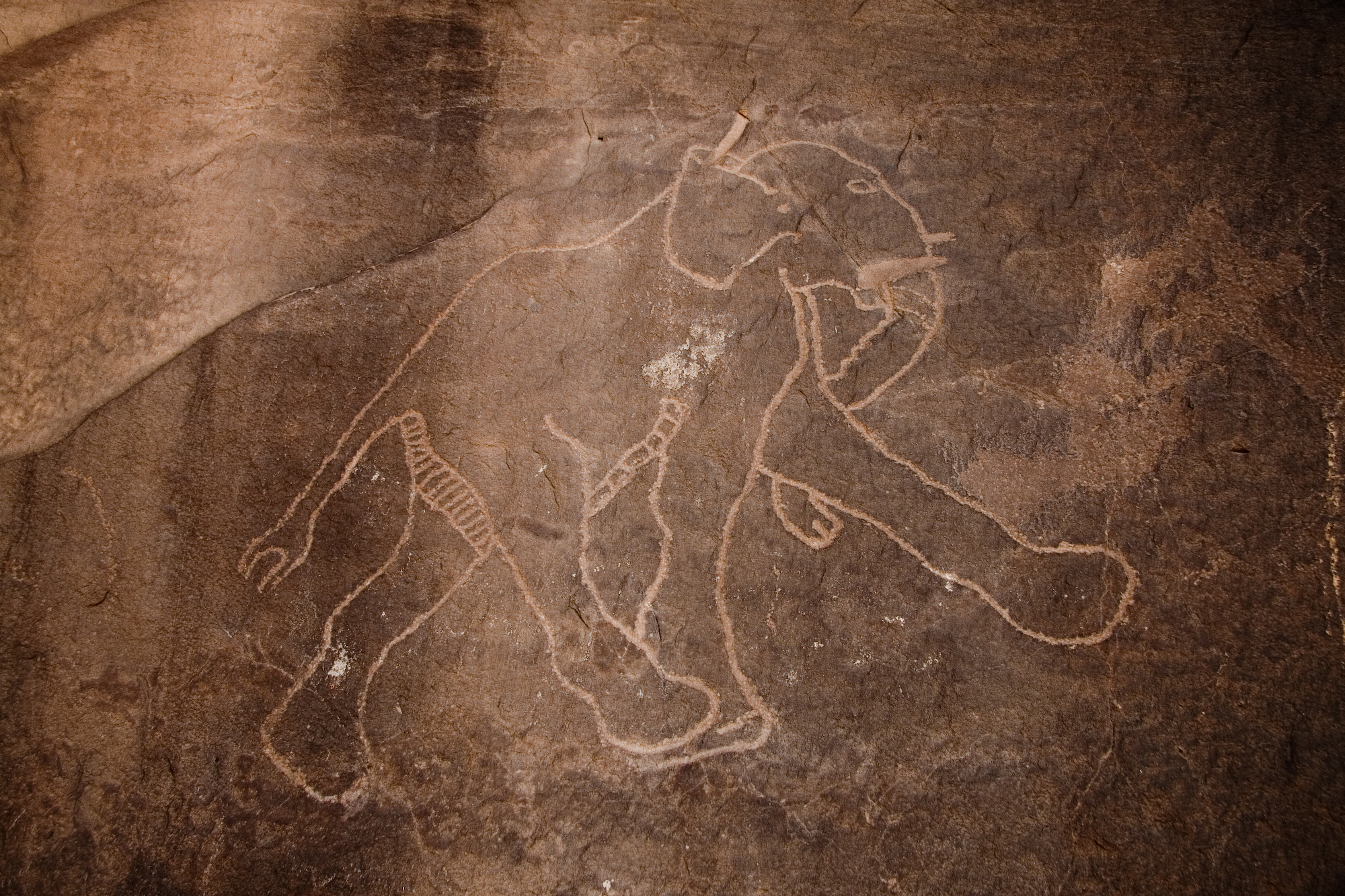
Petroglyphen belegen die Anwesenheit von Elefanten in Tadrart Acacus, die jedoch in den Trockenphasen aus der Region verschwanden.

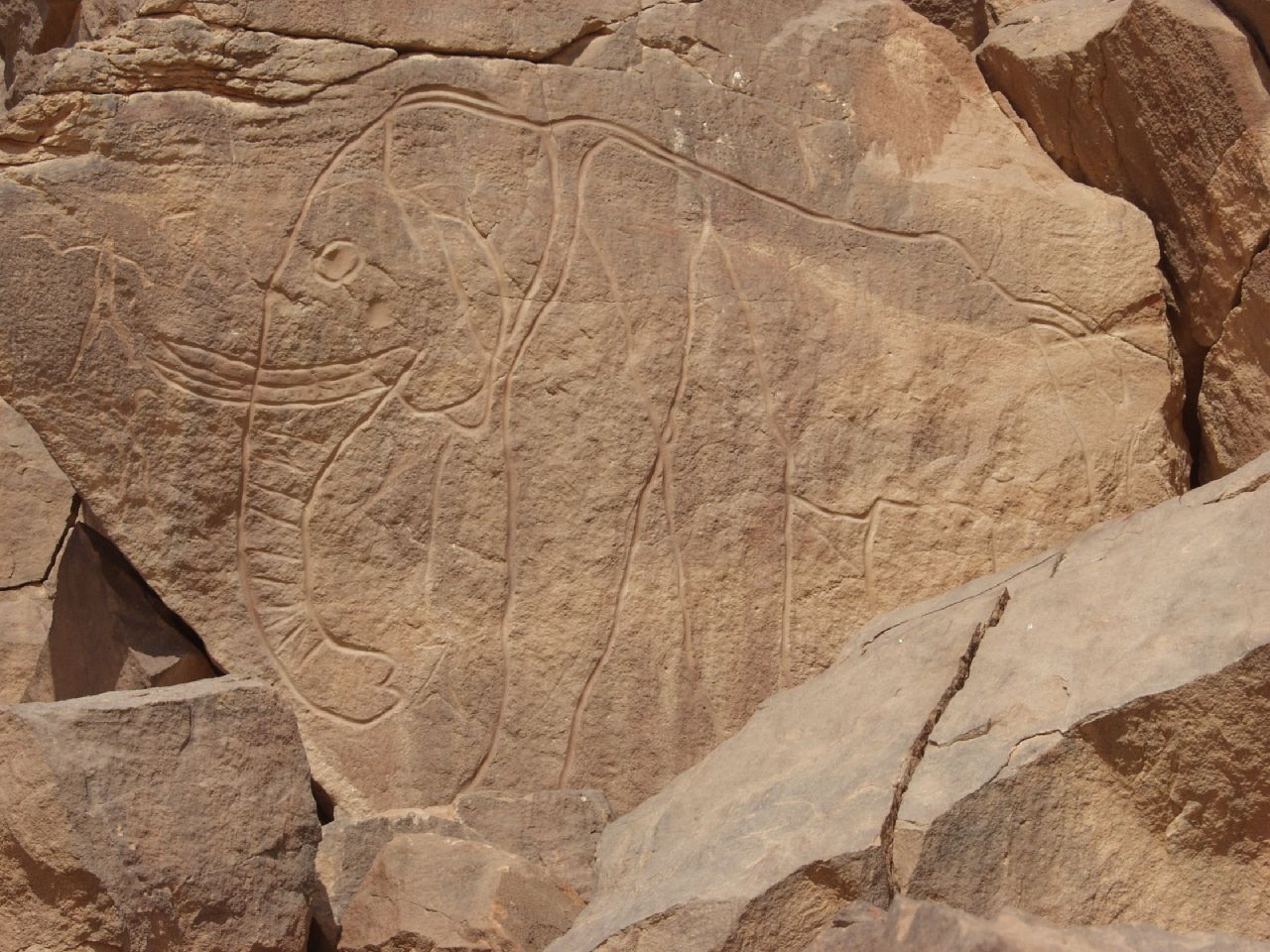
Ähnliches gilt für dieses Artefakt aus dem Wadi Mathendous

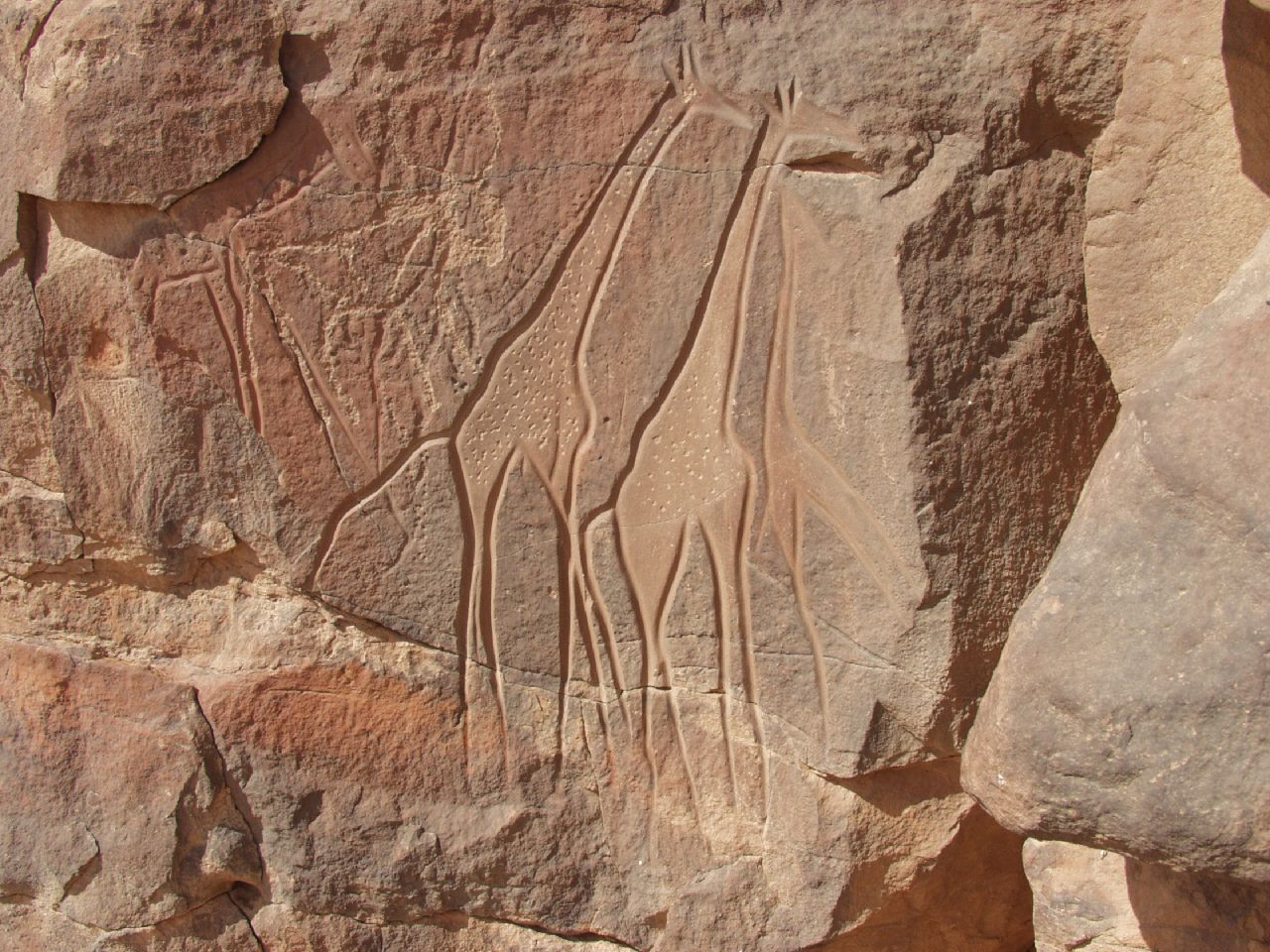
… wo sich auch Giraffen fanden.

Die frühesten Spuren menschlicher Besiedlung auf dem Gebiet des heutigen Libyen reichen nicht nur bis in das Atérien zurück, als die feuchtere Sahara von Jägern und Sammlern durchzogen wurde. Aus dem Paläolithikum fanden sich Überreste im Tadrart Acacus im Südwesten Libyens, im Dschabal Uweinat im Südosten, aber auch 25 km nordwestlich davon, im Dschabal Gharbi 60 km südlich der Mittelmeerküste, als auch am zentral gelegenen Shati-See (100 bis 110.000 Jahre). Von den insgesamt 56 Stätten (Stand: 2012), befinden sich 25 am Dschabal Gharbi (südlich von Tripolis) und 19 in der zentralen Sahara am Tadrart Acacus und in der Messak Settafet.
Für eine spätere Feuchtphase nimmt man heute an, dass nilo-saharische Gruppen aus dem Osten in die südliche Sahara zogen, um dort Wassertieren nachzustellen, während die nördliche Sahara eher von Jägern der Steppentiere aufgesucht wurde. Fischer zogen also an Flüssen und Seen westwärts, manche bis nach Nordwestafrika, um mit ihren Harpunen Fische, Krokodile und Flusspferde zu jagen, andere Jäger zogen südwärts, um mit Pfeil und Bogen Savannenbewohner zu erlegen, wie Elefanten und Giraffen. Letztere sind wohl dem Epipaläolithikum zuzuordnen und kamen um 8000 v. Chr. aus Nordwestafrika. Der Shati-See wurde gegen Ende der letzten Eiszeit ein Teil des sehr viel größeren Megafezzan-Sees, bei dem es sich, wie jüngere Untersuchungen zeigen, eigentlich um zwei Seen handelte, die sich vor 100.000 Jahren über eine Fläche von 1350 bzw. 1730 km² erstreckten.

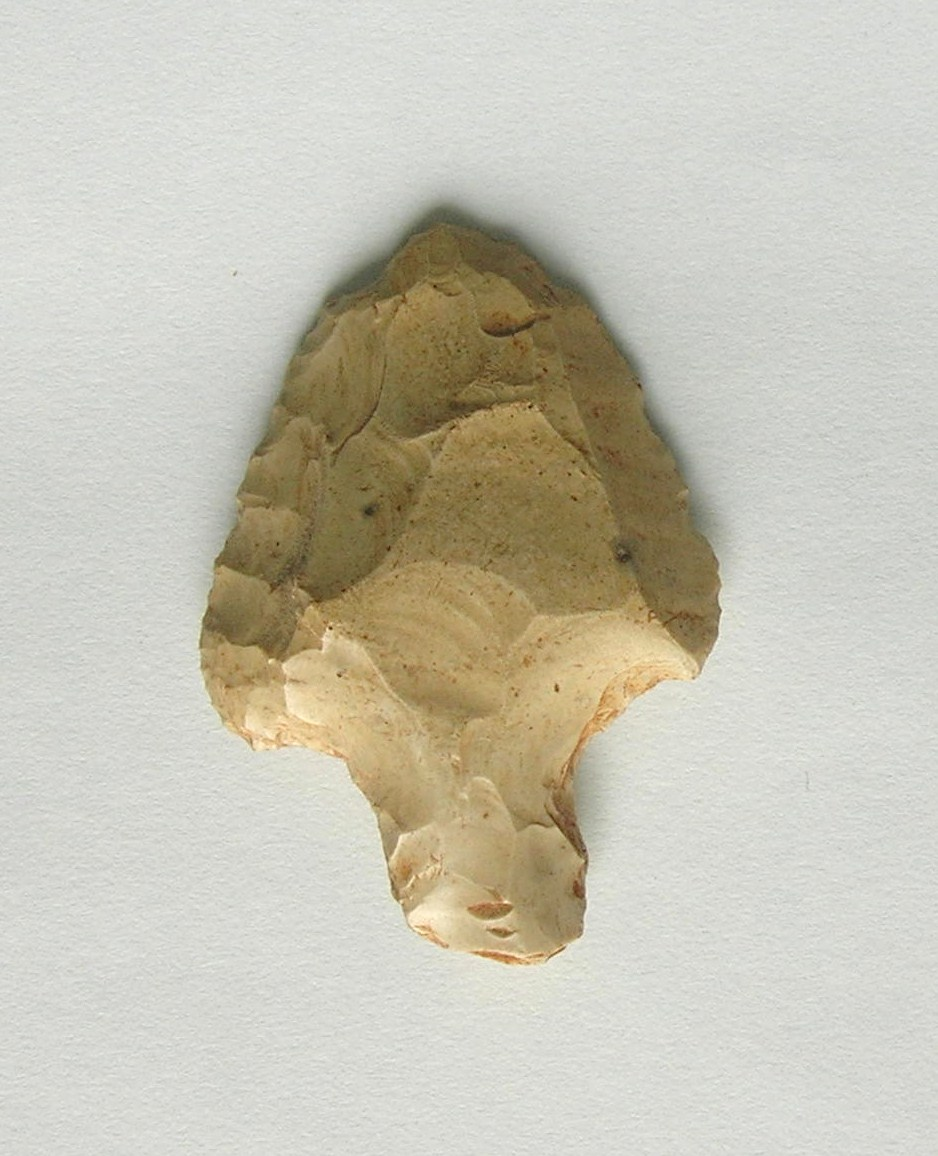
Atérien-Spitze aus Algerien

In Nordafrika folgten auf späte Faustkeilkomplexe die Abschlagtechnik, die den südeuropäischen und vorderasiatischen stark gleichen. Auch Blattspitzen, die der späteren Atérien-Tradition angehören, finden sich. Sie gilt als Kultur nomadischer Wüstenjäger und endete vor etwa 32.000 Jahren. Das Atérien galt lange als Teil des Moustérien, jedoch inzwischen als spezifische archäologische Kultur des Maghreb. Sie hatte einen sehr hohen Bearbeitungsstand ihrer Steinwerkzeuge erreicht. Die Jäger entwickelten einen Griff für Werkzeuge, verbanden also erstmals verschiedene Werkstoffe zu Kompositwerkzeugen. In Libyen sind 56 Atérien-Fundstätten (Stand: 2012) bekannt, von denen sich allein 25 im Dschabal Gharbi im Nordwesten des Landes fanden. Die Jäger und Sammler bevorzugten weiter im Süden höher gelegene Regionen, da sie ihren Ansprüchen an die ökologische Umgebung näher kamen. Vor 70.000 bis 58.000 Jahren dehnte sich die Sahara bis in das Gebiet des Dschabal Gharbi nordwärts aus, die nächste Trockenphase folgte erst vor rund 20.000 Jahren. Die Funde, deren sichere Datierung noch aussteht, müssen also zwischen diesen Trockenphasen zeitlich einzuordnen sein.
Meist lassen sich zeitliche Parallelen mit ägyptischen Kulturen nur typologisch erschließen. So ähneln die Klingen von Nazlet Khater denen von Haua Fteah in der libyschen Kyrenaika.
Aus dem späten Paläolithikum sind in Libyen einige Fundstätten bekannt. Sie reichen zwischen 21.000 und 12.000 Jahre zurück. Das Klima blieb extrem trocken, doch widerstanden viele Tierarten noch lange Zeit dem extremer werdenden Klima. Nordafrikanische Strauße (Struthio camelus camelus), die in der nördlichen Sahara lebten, kannten noch die Griechen. Die Erwärmung nach dem Ende der letzten Kaltzeit hatte jedoch weitere, massive Veränderungen zur Folge. So waren die Überschwemmungen außergewöhnlich ergiebig und erreichten Gebiete, die seit langem kaum mehr Wasser gesehen hatten. Von den jüngeren Bewohnern stammen die Felsmalereien und Gravuren, die ab 9000 v. Chr. einsetzen.
An der westägyptischen Fundstätte Nabta siedelten um 6700 v. Chr. Hirten mit ihren Rindern an einem flachen See kaum 100 km von Wadi Kubbaniya, am Ostrand der Sahara. Dort fanden sich 12 runde und ovale Hütten. Bei Elkab fanden sich Artefakte aus der Zeit zwischen 7000 und 6700 v. Chr. Die Elkabian-Industrie war mikrolithisch, es existierten zwar Mahlsteine, doch fanden sich an vielen von ihnen rote Pigmente, so dass sie nicht als Beleg für Ackerbau gelten können. Die Bewohner waren wohl eher Nomaden, die im regenreicheren Sommer in die Wüste zogen und im Winter im Niltal jagten und fischten.

### Neolithikum
Die Lebensverhältnisse blieben weiterhin äußerst fragil und geringfügige Verminderungen der sowieso geringen Niederschläge vertrieben die Menschen. In der westlichen Wüste Ägyptens unterscheidet man ein Frühes (8800–6800 v. Chr.) sowie ein Mittleres (6500–6100 v. Chr.) und ein Spätes Neolithikum (5100–4700 v. Chr.). Die Zeiten zwischen diesen Phasen entstanden durch die besagte Rückkehr der Trockenheit, die das Gebiet unbewohnbar machte und die zum Beispiel am Fundort Takarkori Rock Shelter gut dokumentiert wurde. Keramik war selten, zum Wassertransport bevorzugte man die Eier von Straußen. Wahrscheinlich handelt es sich bei der Keramik, deren Verzierung auf die symbolische Ebene verweist, um eine eigenständige Erfindung Afrikas. Die Werkzeuge der westlichen Wüste stehen in enger Beziehung zur Fayyum-Kultur, die zwischen 5450 und 4400 v. Chr. bestand. Erstmals wurde dort der Ackerbau zur Lebensgrundlage, was die Lebensweisen endgültig voneinander absetzte, wenn auch weniger drastisch als lange angenommen. So fand man an der küstennahen Stätte Hagfet al-Gama (8900–4500 BP) domestizierte Formen von Gerste und Hartweizen, was auf eine Mischkultur aus Viehhaltung, kleinräumigen Anbau einiger Getreidesorten und Sammeln hindeutet, denn die Funde wurden zusammen mit Überresten von Schafen, Ziegen und Landschnecken gemacht. Nach 4900 v. Chr. nahm die Regenmenge wieder ab, noch stärker nach 4400 v. Chr.
Mit der zunehmenden Austrocknung seit 3000 v. Chr. entwickelte sich die Sahara zu der uns heute bekannten Wüste, in den letzten Jahrhunderten vor der Zeitenwende entstanden die letzten Darstellungen von heute verschwundenen Tierarten, die Nomaden führten mehr und mehr Ziegen und immer weniger Rinder mit sich. Es kam zu weiträumigen Wanderungen, die Gruppen in die Wüste brachten, die die benachbarten Ägypter als „Libyer“ bezeichneten, über die die frühesten Nachrichten aus dem Osten kommen.

### „Libyer“ und Ägypter

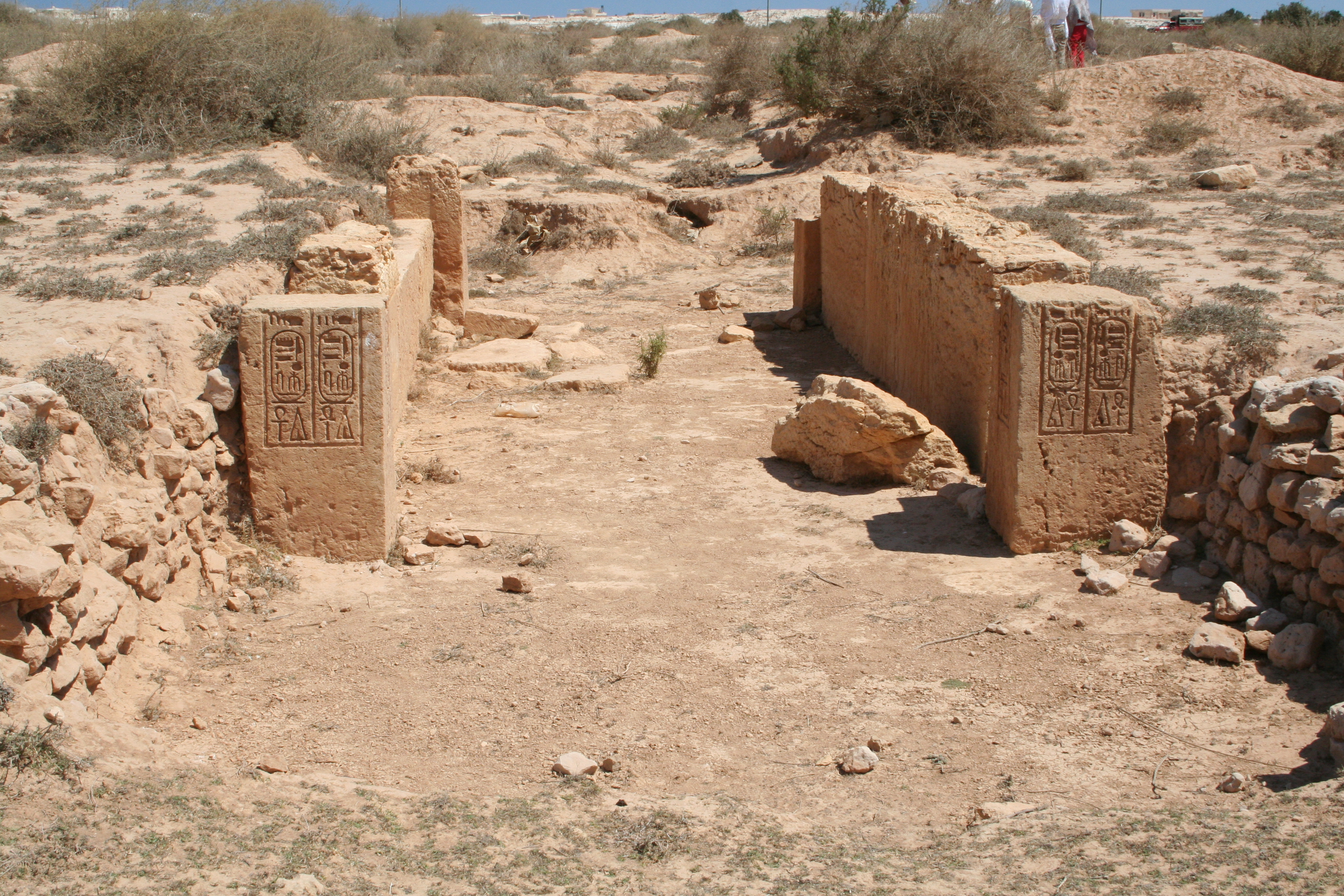
Zawiyet Umm el-Rakham; Eingangstor der ramessidischen Festung, die den Westen Ägyptens vor allem gegen Libyer sichern sollte. Ihre Grundfläche betrug 140 × 140 m

Spätestens seit etwa 4000 v. Chr. lassen sich dabei Kulturen nachweisen, die heute als Libyer bzw. deren Vorfahren angesprochen und die lange als Berber bezeichnet wurden. Als gesichert gilt dies jedoch nicht, weshalb viele Autoren die alte Bezeichnung „Libyer“ vorziehen. Die „Berber“ selbst bezeichnen sich als Imazighen (Singular: Amazigh). Die Bezeichnung „Libyer“ dehnten erst die Griechen auf alle Bewohner der Sahara aus.
Erste historische Nachrichten über „Lebu“ oder „Rebu“ stammen aus Ägypten, das seit dem 3. Jahrtausend v. Chr. immer wieder von Kämpfen mit Libyern berichtet. Seit etwa 2300 v. Chr. drangen Libyer in das Niltal ein und siedelten sich in den Oasen an. Später wurden viele von ihnen in die ägyptische Armee aufgenommen, um schließlich sogar selbst zu Pharaonen aufzusteigen. Dabei wurden die Libyer nur bis zu einem gewissen Maße ägyptisiert. So finden sich Anzeichen, dass religiöse Formen übernommen wurden. Zudem kam das Pferd, das aus dem Nahen Osten kommend nun als Reitpferd und zum Ziehen von Streitwagen eingesetzt wurde, über Ägypten nach Libyen. Um 1000 v. Chr. gelang es einem der Libyerstämme, den Garamanten, ein Reich um den Fessan zu errichten. Vielleicht brachten sie das Pferd und die Eisenverarbeitung mit.
Die frühesten Nachrichten erhalten wir durch ägyptische Inschriften aus dem Alten Reich (ca. 2686–2160 v. Chr.). Ein Feldzug des Pharaonen Snofru, der der erste Pharao der 4. Dynastie war, richtete sich gegen Libyen und fand gegen Ende seiner Regierungszeit statt. Bei diesem Kriegszug wurden 1.100 Libyer und 13.100 Stück Vieh erbeutet. Sein Nachfolger Cheops ließ eine Expedition in die Oase Dachla in der Libyschen Wüste durchführen, die der Beschaffung von Pigment diente. Durch Inschriften ist bezeugt, dass auch sein Sohn Radjedef eine Expedition nach Dachla entsandte. Die inschriftlichen Zeugnisse hierfür stammen von einem Lagerplatz in der Wüste, etwa 60 km von Dachla entfernt. Dieser liegt am Fuß eines Sandsteinfelsens und wurde offenbar als „Wasserberg des Radjedef“ bezeichnet. Von einem Feldzug gegen Libyen berichten Reliefs im Totentempel der Sahure-Pyramide (5. Dynastie). Da sich jedoch eine beinahe identische Abbildung auch in der Pyramidenanlage von Pepi II. fand, ist unklar, ob wirklich ein Ereignis dargestellt ist oder eher ein symbolisches Schlagen der Feinde Ägyptens, das von jedem neuen König wiederholt werden musste. Dabei bestanden nicht nur Verbindungswege zwischen Ägypten und Libyen entlang der Küste, sondern auch durch die Libysche Wüste. So ging von Charga eine Route westwärts nach Dachla, wo zur Zeit Pepis II. eine wichtige Station bei Ayn Asil bestand. Dass die Pharaonen des Alten Reiches ihren Machtanspruch auch im Süden Libyens stellten, zeigen Funde aus dem äußersten Südosten des heutigen Libyens am Dreiländereck Ägypten/Libyen/Sudan. Dort, im Gebiet des über 1900 m hohen Dschabal al-Awaynat, fand sich eine Kartusche des Pharaos Mentuhotep II.
Im Mittleren Reich hören wir von abermaligen Expeditionen gegen Libyen. Amenemhet I. ließ am Ostrand des Deltas zum Schutz vor asiatischen Invasionen Mauern errichten. Im letzten Jahr der Regierung Amenemhets I. zog sein Sohn Senusret (Sesostris I.) gegen die Libyer.
Im Neuen Reich nahmen die Pharaonen ihre aggressive Außenpolitik wieder auf. Sethos I. führte einen Feldzug nach Libyen. Gegen die erstmals aus Westen wohl aus Hunger in das Nildelta vordringenden Libyer setzte er ebenfalls die Armee ein. Aus Avaris, das lange die Hauptstadt der aus Westasien kommenden Hyksos gewesen war, machte Ramses II. seine große Hauptstadt, die den Namen Piramesse erhielt, ‚Haus des Ramses‘. Dies gab Ramses die Mittel, die Westgrenze gegen die Libyer durch eine Kette von Festungen zu sichern.

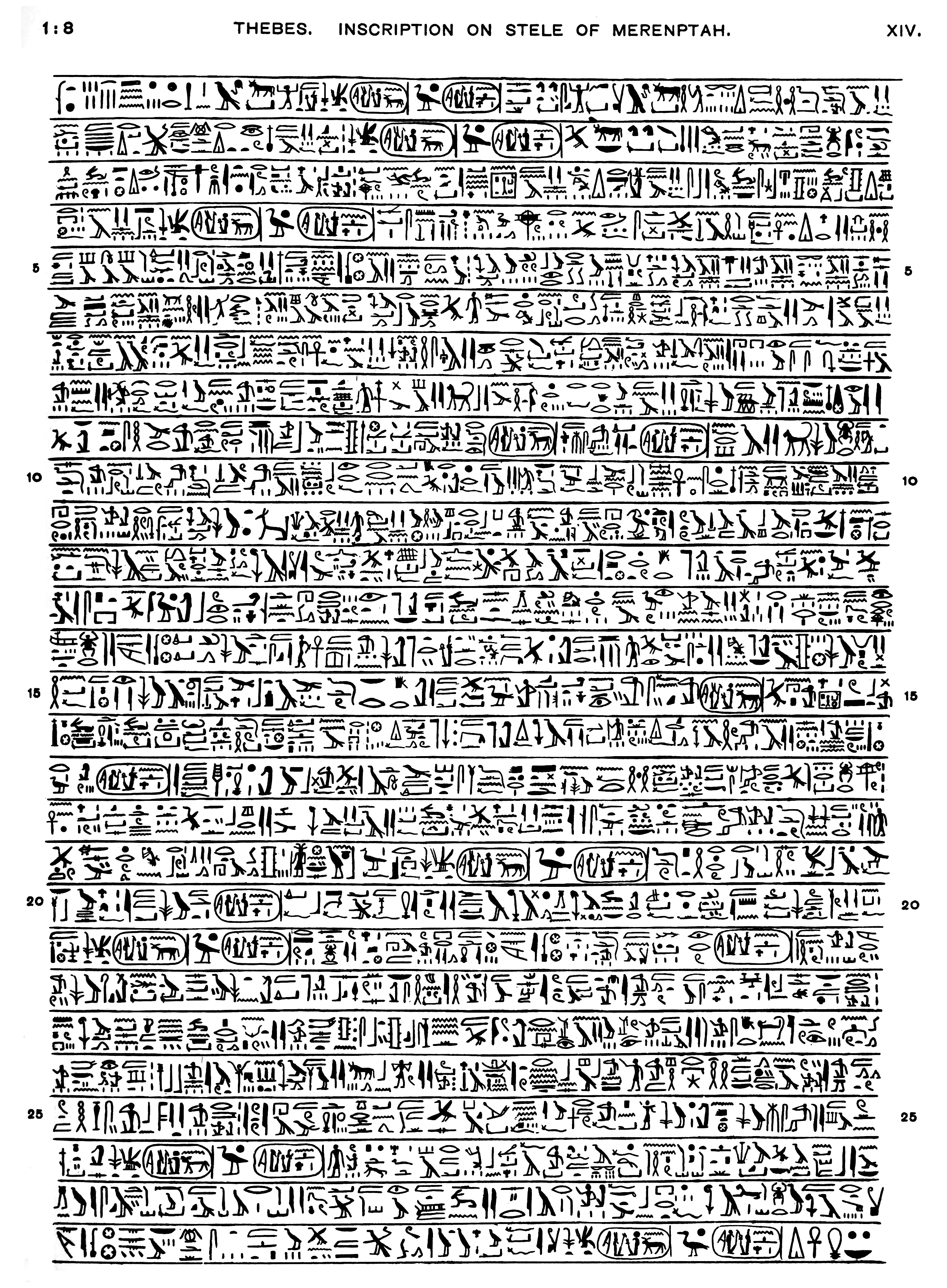
Vertikal gespiegelte Nachzeichnung der Siegesstele des Merenptah (F. Petrie).

Pharao Merenptah sah sich in seinem 5. Herrschaftsjahr einer Invasion durch eine Koalition gegenüber von Libyern und bis dahin teils unbekannten Völkern gegenüber. Führer der Invasoren war der Libyerkönig Mereye, der neben libyschen Mešweš, Tjehenu und Tjemehu auch „Völker aus dem Norden“ führte, nämlich Šardana, Turiša, Luka, Šekeleša und Ekweš oder Akawaša, die zu den sogenannten Seevölkern gezählt werden, die die politische und ethnische Lage im gesamten östlichen Mittelmeerraum drastisch veränderten. Ihre Spuren finden sich in der Ägäis, sie zerstörten das Hethiterreich, attackierten die levantinischen Reiche. Zwischen der Kyrenaika und Mersa Matruh gingen sie erstmals innerhalb der ägyptischen Einflusssphäre im Westen an Land und verbündeten sich dort mit den Libyern, so dass eine 16.000 Mann starke Armee zustande kam. Da sie Frauen und Kinder, aber auch ihr Eigentum, dazu Vieh mitgebracht hatten, planten sie wohl, sich in Ägypten anzusiedeln. Merenptah sah sich im Auftrag Amuns, der ihm das Schwert überreicht hatte, womit er eine Art „Heiligen Krieg“ führte. Zwar wurden in der Schlacht, die der Pharao gewann, Tausende getötet, doch wurden auch viele gefangen genommen und im Delta angesiedelt. Ihre Nachkommen wurden zu einem gewichtigen politischen Faktor.
Ramses III. (1184–1153 v. Chr.) sah sich in seinem zweiten und fünften Amtsjahr gleichfalls mit Einfällen der Libyer bis in das mittlere Nildelta konfrontiert, die sich mit den Mešweš und Seped verbündet hatten. Auch sie wurden geschlagen, doch schon einige Jahre nach dem Sieg über die Seevölker attackierten Libyer erneut das Nildelta. Ramses III. schlug sie zwar zurück, doch eine schwere Krise steigerte sich unter Ramses IX. durch Einfälle von Libyern bis nach Theben.

## Herrschaft der Libyer in Ägypten (ca. 1075–727 v. Chr.)
Schließlich gelang es den Libyern, die Herrschaft in Ägypten für mehr als drei Jahrhunderte zu übernehmen. Die 21. Dynastie ab Smendes I. gilt als libysche Dynastie. Auch wenn in der älteren Literatur erst die 22. Dynastie als die „libysche“ bezeichnet wird, müssen bereits während der 21. Dynastie sowohl das unterägyptische Königshaus als auch die Hohepriester und Militärführer in Theben (zumindest teilweise) libyscher Abstammung gewesen sein.
Im Gegensatz zu den Kuschiten passten sich die libyschen Herrscher nicht an die ägyptische Kultur an, weshalb sie in der Ägyptologie als „Fremdherrscher“ bezeichnet werden. Ihre ethnische Grundlage waren die Mešweš oder Ma sowie die Libu, die ihren Schwerpunkt wohl in der Kyrenaika hatten. Sie hatten als Hirtenvolk bereits das Neue Reich bedroht, in ihrer Heimat gibt es allerdings auch Hinweise auf feste Siedlungen. Ihre Führer trugen eine Feder in den Haaren, ihnen waren lange Ahnenreihen, die sich als Signum illiterater Völker deuten lassen, von großer Wichtigkeit. Damit konnte der Gegensatz zu den landsässigen, schriftkundigen, bäuerlichen Ägyptern nicht größer sein. Der ägyptische Zentralismus passte auch nicht zu ihrer familienorientierten, durch Heiratsbündnisse stabilisierten Herrschaftsform, in der einer von ihnen als Oberherr anerkannt wurde, dem aber eine Reihe von mehr oder weniger unabhängigen Lokalfürsten gegenüberstand. Die wohl früher eingesickerten Mešweš hielten das bessere Land um Mendes, Bubastis und Tanis, die später gekommenen Libu Gebiete um Imau am Westrand ihres Kernsiedlungsgebietes im westlichen Nildelta. Südlich von ihnen lebten die ebenfalls libyschen Mahasun. Die Gegnerschaft der Ägypter Thebens gegen die Libyer war so stark, dass sie selbst nach der Vertreibung der kuschitischen Monarchen weiterhin nach ihnen datierten. Dies hielten sie bis zur Zeit Psammetichs I. (664-610) durch.

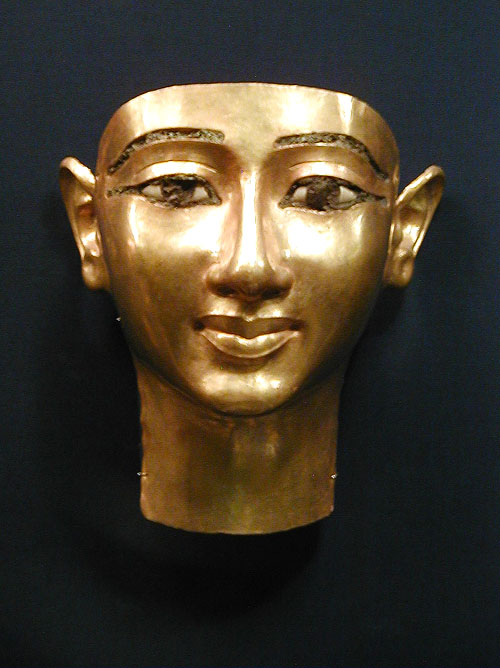
Maske des libyschen Generals Wendjebauendjed

Die Libyer fanden den herrschaftlichen Rückgriff auf altägyptische Traditionen zumindest nützlich, dennoch veränderten sich diese Traditionen unter ihrem Einfluss. So widersprach ihre Vorstellung, dass mehrere Könige gleichzeitig existieren konnten, diesen Traditionen. Zudem führten nun nicht-königliche Personen Handlungen aus, die bis dahin dem Pharao allein vorbehalten waren. So wendet sich ein libyscher Häuptling mit seinen Gaben unmittelbar an einen Gott. Auch Tempelzuwendungen, bis dahin nur vom Pharao geleistet, konnten nun von jedem Vermögenden überantwortet werden. Der Pharao war nun eine Art Feudaloberherr, in dessen Grabkomplex sogar Menschen eine Grabkammer erhalten konnten, die nicht der Dynastie angehörten, wie etwa ein General namens Wendjebauendjed im Grabkomplex Psusennes I.
Die Thronbesteigung des Smendes I. um 1069 v. Chr. kann als Beginn der 21. Dynastie angesehen werden. Es ist möglich, dass er seine Legitimation durch die Heirat mit einer der Töchter Ramses’ XI. erlangte. Er verlegte seine Residenz nach Tanis. Doch residierte der König (auch) in Memphis.
Im Kern war spätesten jetzt eine Theokratie entstanden, Amun selbst erteilte den Pharaonen über Orakel Anweisungen. Unter dem in Tanis regierenden Smendes war Oberägypten politisch und wirtschaftlich nahezu unabhängig und wurde von den Hohepriestern des Amun verwaltet. Der Pharao wurde aber als Oberherrscher anerkannt, was die Inschrift einer Stele in den Steinbrüchen von Dibabieh belegt.

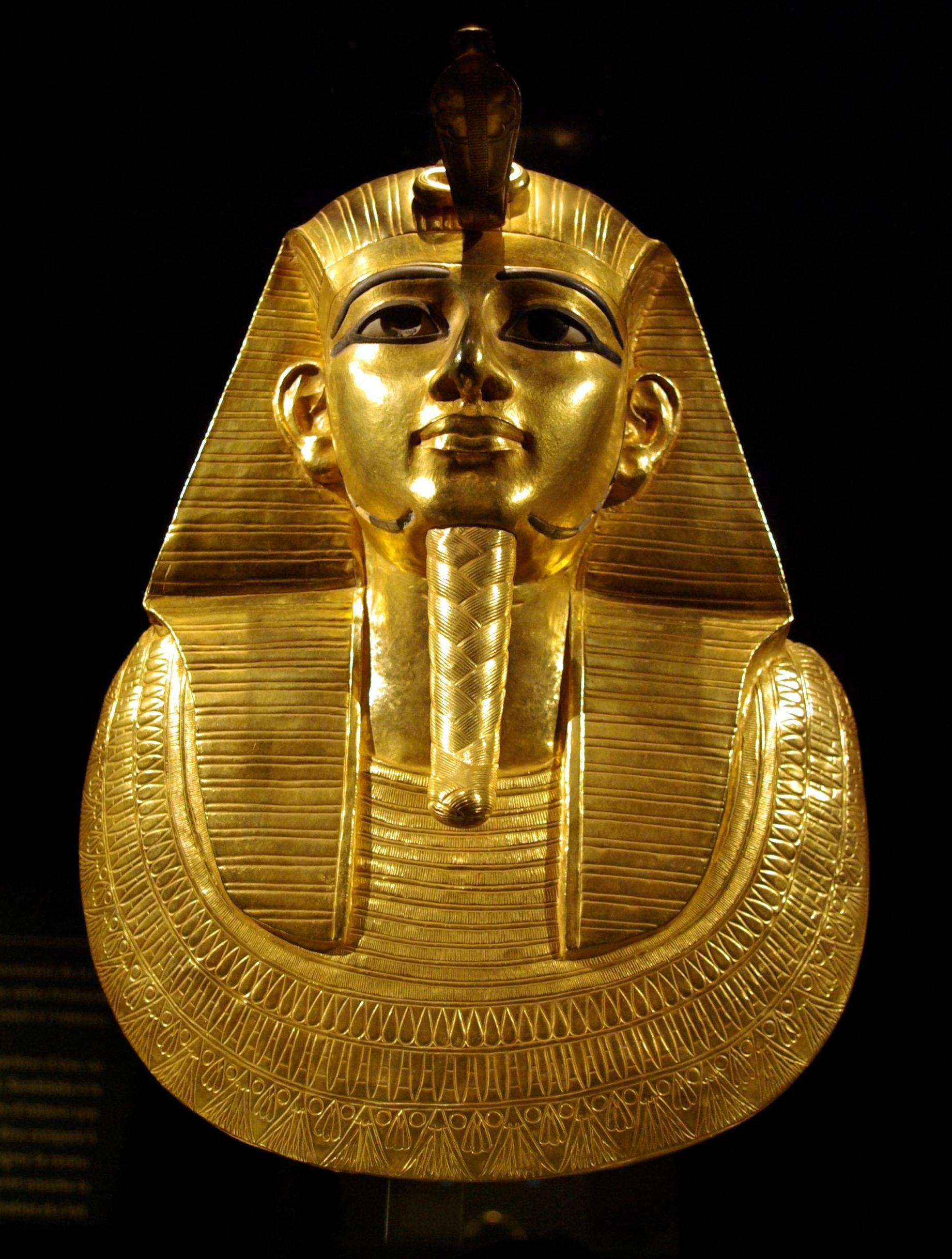
Goldmaske Psusennes' I.

Pinudjem I. wurde etwa zur Zeit der Thronbesteigung Semendes' I. Hohepriester des Amun in Theben und war vielleicht sein Neffe. Die Beziehungen zwischen Tanis und Theben blieben freundschaftlich und sie waren verwandtschaftlich wohl eng verbunden. Diese Beziehungen wurden durch Eheschließungen weiter gestärkt. Der bekannteste König dieser Dynastie ist Psusennes I. (1039–991 v. Chr.), dessen Goldmaske im Ägyptischen Museum in Kairo liegt.
Die 22. Dynastie, die Scheschonq I. (945–924 v. Chr.) gründete, wird häufig als Bubastidische Dynastie bezeichnet. Manetho gibt die Königsabstammung mit der Stadt Bubastis im östlichen Nildelta an. Ihr Gründer war Libyer. Obwohl die Libyer immer wieder von den Pharaonen besiegt worden waren, gelangten immer mehr von ihnen in das Nildelta. Möglicherweise stellten sie sogar den überwiegenden Teil der Armee. Er selbst war ein Neffe des Taniten Osorkon des Älteren; seinen Sohn Osorkon (I.) verheiratete er mit Maatkara, einer Tochter des letzten Pharaos der 21. Dynastie Psusennes II. Durch geschickte Familienpolitik gelang es ihm, das Reich unter seiner Macht zu vereinen. Er setzte dazu Familienangehörige wie seine Söhne und seinen Bruder in hohe Ämter ein, u. a. in das Priesteramt in Theben. Er eroberte in einem Feldzug um 925 v. Chr. Teile des Königreichs Juda, das ihm Tribut zahlte, doch endete damit seine Offensive. Immerhin wurden die traditionellen Handelskontakte mit Byblos wieder aufgenommen. In den ersten vier Jahren war Scheschonq jedoch nur in Unterägypten als Pharao anerkannt. In Oberägypten trug er in dieser Zeit noch den Titel „Fürst der Mešweš“, ehe er im fünften Jahr in Theben als Pharao erwähnt wird.
853 v. Chr. bedrohten die Assyrer unter Salmanassar III. den Nordosten, so dass sich König Osorkon II. genötigt sah, eine Waffenbruderschaft mit Byblos einzugehen, um das assyrische Heer zurückzuschlagen. Dies gelang den Verbündeten in der Schlacht von Qarqar am Orontes. Unter Takelot II. kam es 839 v. Chr. zu einem Aufstand der thebanischen Priesterschaft, der von ihm niedergeschlagen wurde. Doch einige Jahre später flammte der Aufstand wieder auf, und er dauerte rund zehn Jahre an. Nach seinem Tod stritten sich die Söhne um den Thron. Der jüngere erklärte sich zum König. Scheschonq III. (825–773 v. Chr.) regierte mehr als ein halbes Jahrhundert lang. Sein älterer Bruder Osorkon IV. wurde 20 Jahre später als Hohepriester von Theben erwähnt.

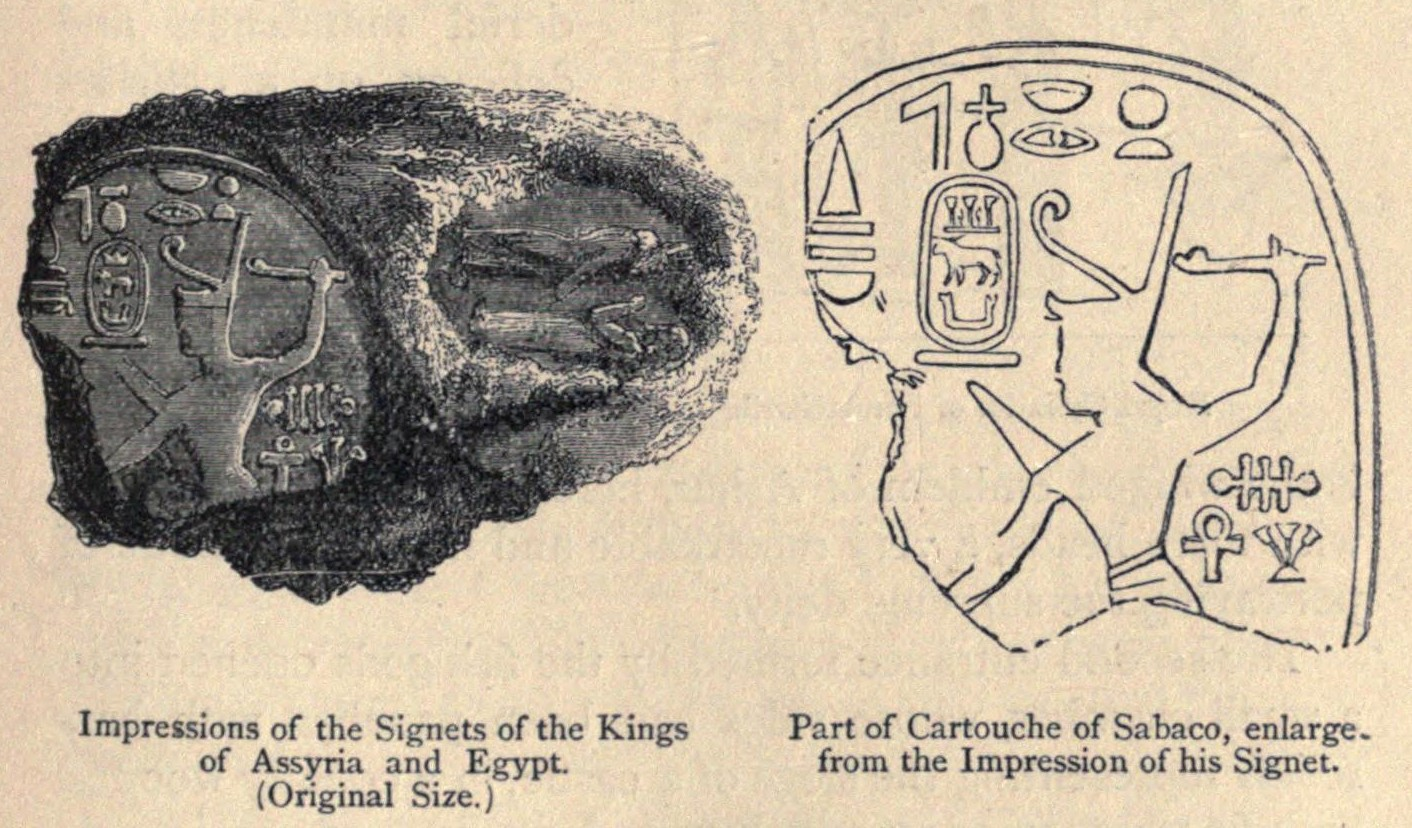
Die Siegelabdrücke von Schabaka und des assyrischen Königs Sennacherib, gefunden in Niniveh auf einer Tonbulle

Ägypten zerfiel nun in mehrere Kleinstaaten. So herrschte die 24. Dynastie Tefnachtes (727–720 v. Chr.) gleichzeitig mit der 22. und 23. Dynastie im Nildelta. Er herrschte über das westliche Delta und Memphis. Ihm gelang es, mit den anderen Dynastien einen Bund gegen die im Süden vorrückenden Nubier zu schließen. Allerdings unterlag er um 727 v. Chr. bei Herakleopolis der Streitmacht der Nubier unter Pianchi. Damit endete die libysche Herrschaft am Nil.

## Phönizier und Griechen
Eine gänzlich andere Entwicklung nahm die Heimat der Mešweš und der anderen libyschen Stämme, denn dort trafen Siedler aus Griechenland in der Kyrenaika und aus Phönizien in Tripolitanien ein.
Seit dem 7. Jahrhundert v. Chr. setzte an der libyschen Küste die Griechische Kolonisation ein. Die Neuankömmlinge ließen sich in der Kyrenaika (Cyrenaika), dem östlichen Teil des heutigen Libyen, nieder und gründeten u. a. Kyrene (631 v. Chr.), Taucheira, Ptolemais, Barke, Apollonia und Euhesperides (Bengasi). Auch das spätere Berenike wurde ursprünglich in dieser Phase als Euhesperides gegründet.

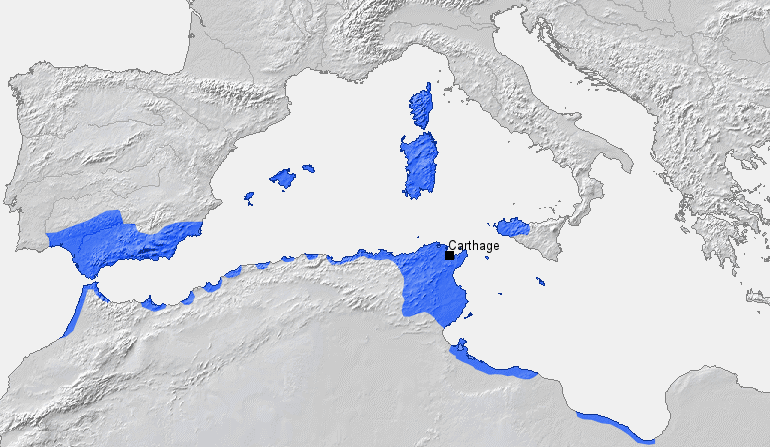
Das Gebiet Karthagos im Jahr 264 v. Chr.

Bereits Ende des 2. Jahrtausends v. Chr. kamen Phönizier aus Tyros und Sidon in das Gebiet des heutigen Tunesien, Mitte des 1. Jahrtausends dominierte dort Karthago, das der Überlieferung nach 814 v. Chr. gegründet wurde. Mit der Entstehung der hellenistischen Staaten in der Nachfolge Alexanders des Großen expandierte der karthagische Handel ostwärts, und die dortigen Händler saßen in jeder bedeutenden griechischen Stadt. Die Phönizier haben wahrscheinlich den Anbau von Oliven, die bis heute in Tripolitanien hervorragend gedeihen, aber auch Feigen und Wein mitgebracht. Die dortigen Libyer adaptierten vielfach die phönizische Kultur und Sprache, auch wurden viele der Nomaden zu Bauern.

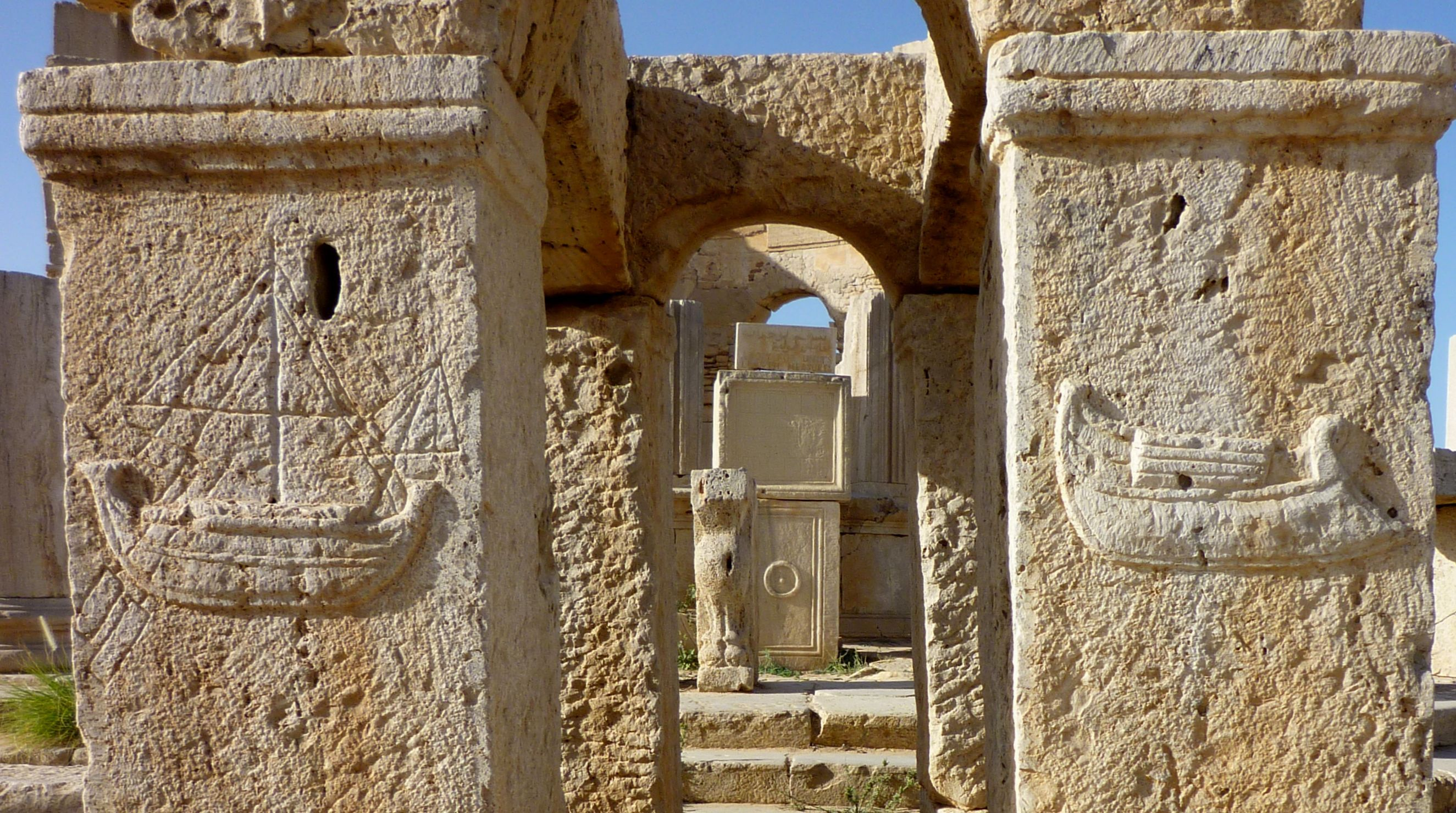
Darstellung eines römischen (links) und eines phönizischen Schiffes aus römischer Zeit in Leptis Magna

Die Phönizier hatten lange zuvor drei wichtige Städte gegründet. Diese waren Sabrata (7. Jahrhundert, eine dauerhafte Siedlung bestand vielleicht erst seit dem 5. Jahrhundert v. Chr.), das ebenfalls von Phöniziern aus Tyros gegründet wurde; dann Ui'at, das spätere Oea (heute Tripolis) und schließlich Lpcy, das die Römer Leptis Magna nannten. Ob das etwa 300 km weiter ostwärts gelegene Sirte ebenfalls eine phönizische Gründung war, ist unklar. Karthago richtete in Sabrata im 5. Jahrhundert v. Chr. einen Handelsstützpunkt ein, ähnliches galt für Lpcy. Nach Süden führten Handelswege bis in die Gebiete jenseits der Sahara, die vermutlich über Zwischenhändler Waren an die Küste brachten. So führte die Garamantenstraße, der spätere Bornuweg, von Oea und Lpcy über die Oasen des Fessan zur Oasenkette von Kaouar bis zum Tschadsee. Von Oea führte ein Karawanenweg nach Ghadames, von wo Wege in den Sudan führten. Sehr viel intensiver war die Kontrolle des Handels im westlichen und mittleren Mittelmeer. Karthago untersagte den Verkehr aller nichtkarthagischen Schiffe an der nordafrikanischen Küste und besteuerte die tripolitanischen Städte schwer. Sie stellten eigene Soldaten oder Söldner, deren Kosten sie selbst tragen mussten.
Mit der persischen Eroberung der Mutterstädte wurden die Beziehungen dorthin komplizierter und sie rissen mit der Zerstörung von Tyros durch Alexander den Großen 332 v. Chr. endgültig ab. Nach Karthagos Niederlage im Zweiten Punischen Krieg (218–201 v. Chr.) kam das Land 161 v. Chr. unter die Herrschaft Numidiens. 46 v. Chr. kam Tripolitanien an Rom.
Ganz anders verlief die Entwicklung in Kyrene, das sehr viel stärker unter ägyptischem Einfluss stand. Pharao Apries (589–570 v. Chr.) führte Grenzkämpfe gegen das griechische Kyrene, die zu seinem Sturz führten, denn nach einer schweren Niederlage gegen die griechische Kolonie rebellierten einheimische Soldaten, die durch den Feldherrn Amasis niedergeschlagen werden sollten. Nach der Rückkehr des Pharaos Apries in das Nildelta eskalierte die Revolte zu einem Aufstand gegen die griechische Vorherrschaft. Die Erhebung wurde nun von Amasis selbst geleitet und endete mit dem Sturz Apries' und seiner Flucht. Der siegreiche General bestieg den Thron. Amasis schloss ein Bündnis mit Kyrene, das sein Vorgänger noch bekämpft hatte. Dazu heiratete er eine kyrenische Prinzessin.

## Perser (ab 525 v. Chr.)

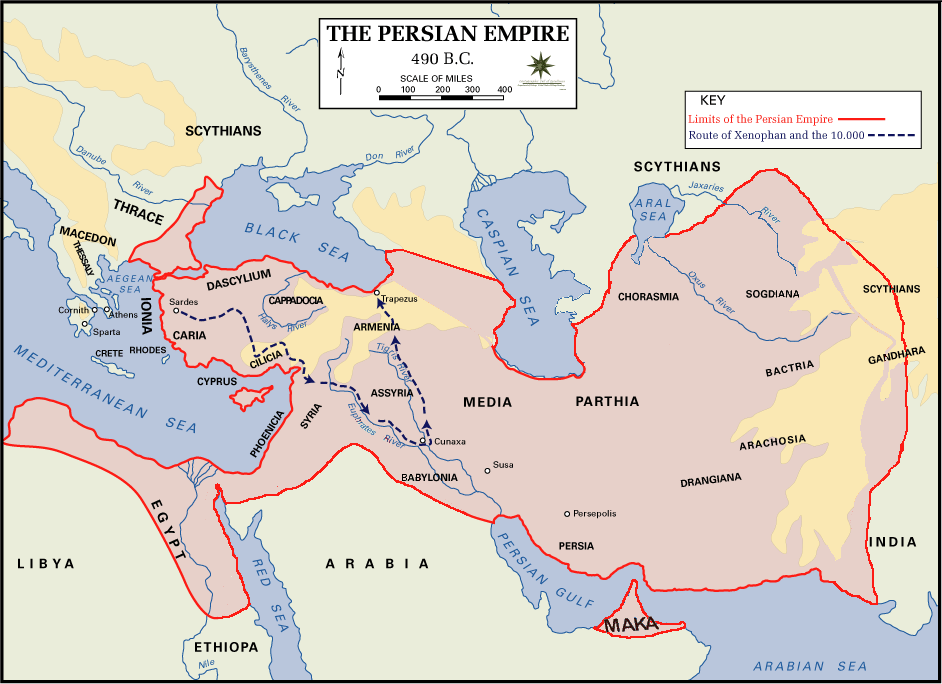
Ausdehnung des Perserreichs vor 490 v. Chr.

Dieses Bündnis war noch intakt, als 525 v. Chr. die Perser Ägypten attackierten. Ein halbes Jahr nach der Thronbesteigung Psammetichs III. kam es gegen die persischen Angreifer zur Schlacht bei Pelusion. Psammetichs Armee unterlag. Nach der Eroberung Unterägyptens zog Kambyses mit seinem Heer weiter nach Westen. König Arkesilaos III. von Kyrene musste die persische Oberherrschaft anerkennen. Er war nicht gewillt gewesen, die unter seinem Vater von Demonax vorgenommene Beschränkung der königlichen Gewalt anzuerkennen. Nach einem Putschversuch um 530 war er deshalb nach Samos gegangen, wo er mit dem Tyrannen Polykrates ein Heer sammelte. Mit dessen Hilfe brach er die Macht der großen Grundbesitzer in Kyrene und ließ eine Neuaufteilung des Bodens vornehmen. Seine Gegner flohen größtenteils nach Barke.
525 sandte Arkesilaos dem Perserkönig Kambyses II. Tribut. Arkesilaos fand jedoch in Barke, der Hochburg der Oligarchen, einen gewaltsamen Tod. Mit Hilfe des persischen Satrapen Aryandes nahm seine Mutter Pheretime Rache an den Barkäern, wie Herodot berichtet. Unter Dareios I. kam es auch zu Unruhen in Ägypten, die der Satrap Aryandes bis 519/18 ebenfalls niederschlug.
Dem neuen König Battos IV., der bis 465 v. Chr. herrschte, gelang es möglicherweise, sich von der persischen Oberherrschaft zu lösen. Dessen Sohn und Nachfolger Arkesilaos IV. versuchte durch die Vergrößerung des seit Ende des 6. Jahrhunderts bestehenden Euhesperides an der Großen Syrte, wohin er neue Kolonisten aus dem griechischen Mutterland rief, seine Stellung zu stärken. Unter dem Einfluss der griechischen Demokratie, die sich in den Mutterstädten nach und nach durchsetzte, kam es um 440 v. Chr. dennoch zum Sturz des Königs. Arkesilaos IV. wurde aus Kyrene vertrieben und floh nach Euhesperides. Bevor er von dort aus zum Gegenschlag gegen Kyrene rüsten konnte, wurde er ermordet.
Diese Eigenständigkeit gegenüber der persischen Großmacht erklärt sich hinreichend aus innerpersischen Konflikten, in deren Folge sich Ägypten versuchte unabhängig zu machen. Als während der persischen Thronwirren 465 v. Chr. Xerxes I. ermordet wurde, kam es unter dem libyschen Fürsten Inaros II. von Heliopolis, einem Sohn Psammetichs IV., und Amyrtaios von Sais, erneut zu einem Aufstand. Achaimenes, Satrap und Prinz des persischen Achämenidenhauses, kam mit seinem gesamten Heer in Papremis in der Nähe des heutigen Port Said bei einer Schlacht im Jahr 463 v. Chr. ums Leben. Dennoch behielt das Perserreich zunächst die Oberhand. Inaros wurde 454 v. Chr. nach der Niederschlagung des Aufstands hingerichtet.

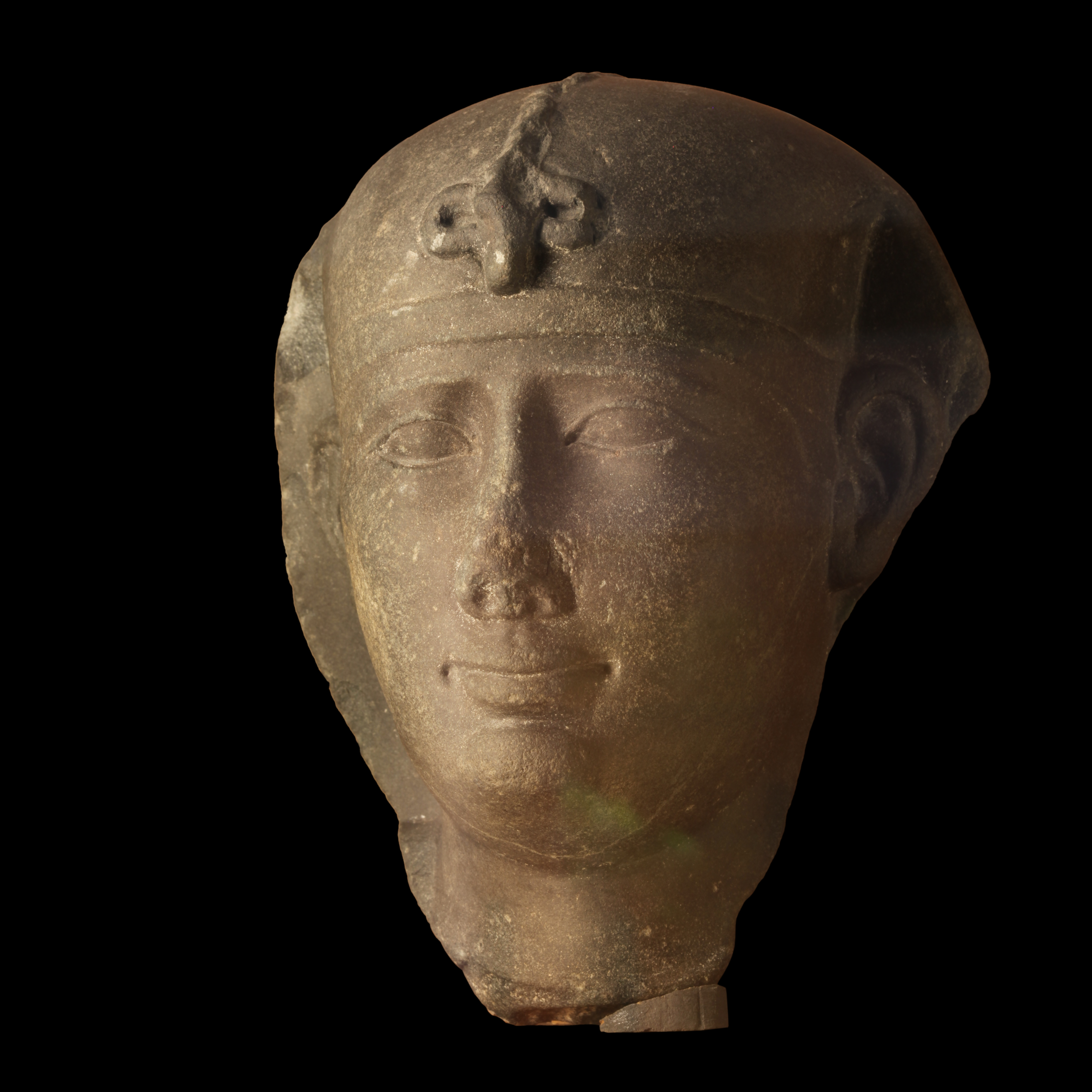
Kopf Nektqanebos II., Grauwacke, Musée des Beaux-Arts, Lyon

Relativ unangefochten herrschten die Achämeniden für etwa ein halbes Jahrhundert über Ägypten, bis sich Amyrtaios 404 v. Chr. vom persischen Großreich lossagte. Er regierte zunächst nur in Unterägypten, in Oberägypten wurde er erst vier Jahre später anerkannt. Artaxerxes III. unternahm nicht weniger als drei Versuche, das Land zu erobern, denn es spielte eine für Persien gefährliche Rolle in den Aufständen im Reich und im Kampf mit den Griechen. Diese, aber auch ägyptische Milizen und Phönizier spielten eine wichtige Rolle als Königsmacher, ebenso wie Libyer, von denen Nektanebos II. 20.000 aufbieten konnte. Ägypten blieb für mehr als 60 Jahre unabhängig.
Schließlich folgte eine letzte Besetzung Ägyptens durch die Perser, die ab 341 v. Chr. abermals Ägypten unterwarfen, wenn die lokalen Herrscher auch heftigen Widerstand leisteten. So kam es unter Chabbasch zu einem Aufstand, wohl von 338 bis 336 v. Chr. Er herrschte als Pharao und dominierte zeitweise erhebliche Teile des Landes. Doch die Herrschaft der Perser beendeten erst die Makedonen unter Alexander den Großen.
Dareios III. unterlag 333 v. Chr. in der Schlacht bei Issos gegen Alexander. Dieser konnte 332 v. Chr. Ägypten kampflos einnehmen. Der Satrap Mazakes übergab ihm das Land und den Staatsschatz. 331 v. Chr. kam auch die Kyrenaika unter die Herrschaft Alexanders. Nach der Gründung der Hafenstadt Alexandria im westlichen Nildelta Anfang 331 v. Chr. zog Alexander nach Osten. Er ernannte Peukestas, seinen Leibwächter, zusammen mit Balakros zum Befehlshaber der in Ägypten zurückgelassenen Truppen.

## Ptolemäer, jüdische Militärsiedlungen, Phasen der Unabhängigkeit, Rom

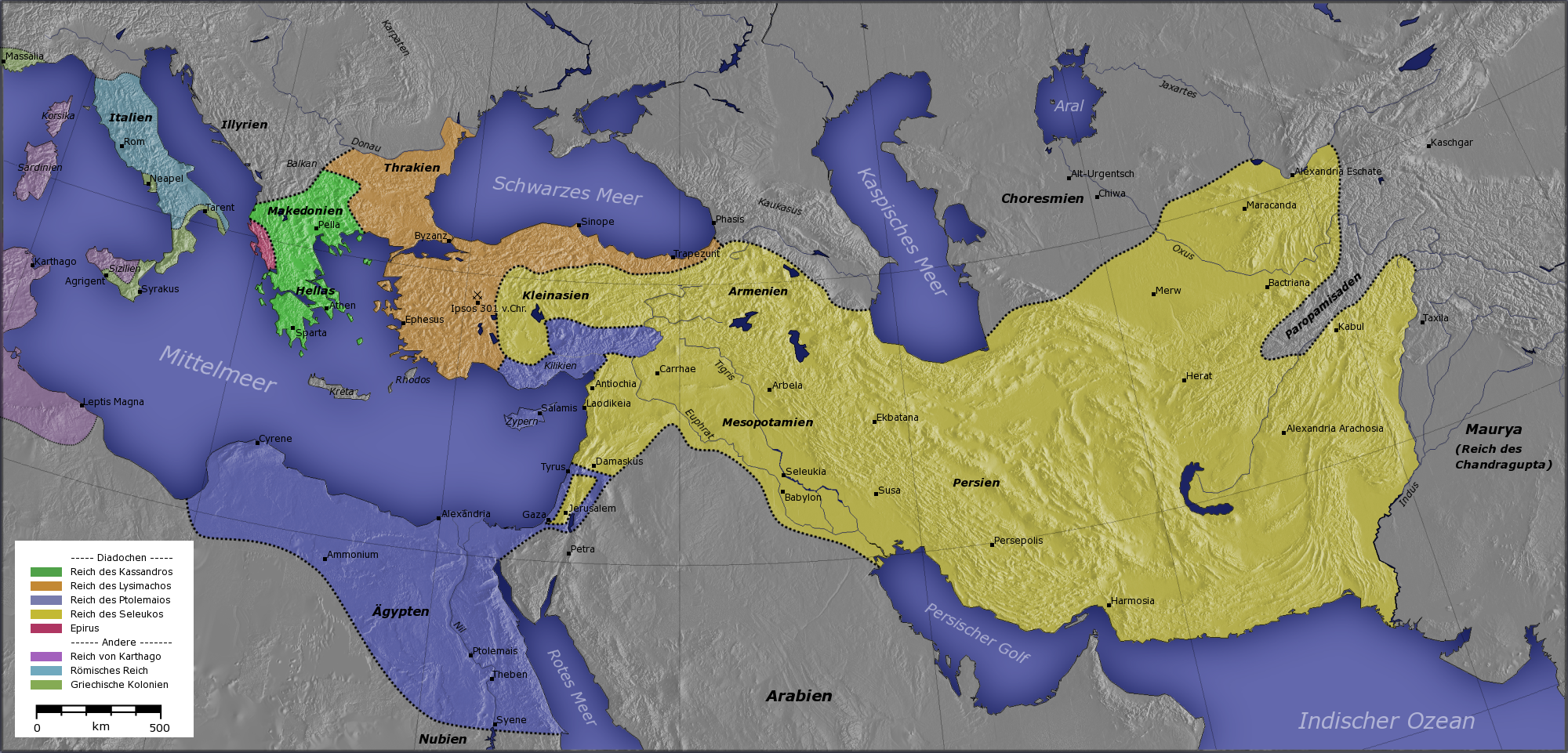
Die Diadochenreiche um 300 v. Chr.

Nach dessen Tod rissen die Ptolemäer Ägypten und die Kyrenaika im Zuge der Diadochenkämpfe an sich. Der Satrap Ptolemaios bemächtigte sich des Leichnams Alexanders und verschleppte ihn zum Heiligtum nach Siwa, um ihn dort beisetzen zu lassen. Bald nahm der Anteil der Ägypter und Libyer an der Reiterei stark zu, doch auch im Fußvolk stellten sie bald jeden zweiten Mann, die übrigen stellten zunehmend Söldner. Der Anteil der Makedonen ging stark zurück.

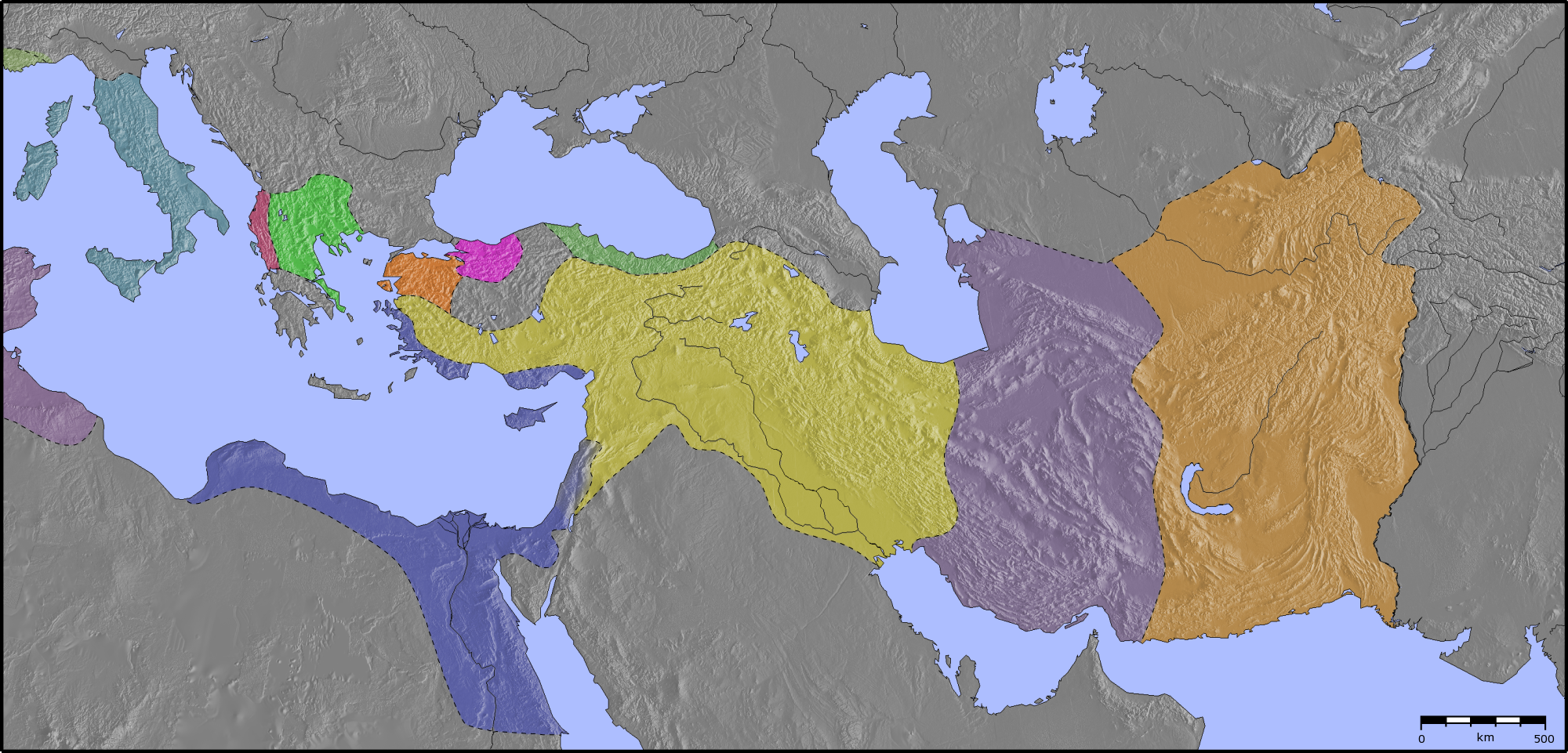
Die hellenistischen Reiche um 200 v. Chr.

Die frühen Ptolemäer erreichten eine bisher nicht mögliche Integration mit Blick auf die Verwaltung und die Wirtschaft in das Reich.  Zugleich bauten die Ptolemäer eine Seemacht auf, die an den Diadochenkämpfen in Syrien, Kleinasien und Griechenland teilnahm. Mit Athen und Zypern bestanden dabei enge Handelsbeziehungen, die die Ptolemäer jedoch zunehmend auf Ägypten konzentrierten. Das geschlossene Währungssystem galt nicht nur für Ägypten, sondern auch für Kyrene. Dieses Herrschaftssystem war keineswegs frei von starken Erschütterungen. So kam es 217 bis 197 zu einem Aufstand der Soldaten in Unterägypten, innerdynastische Auseinandersetzungen führten zu bürgerkriegsartigen Zuständen.

### Ophellas (322–308 v. Chr.)
322 v. Chr. eroberte Ptolemaios Kyrene., Perdikkas, den Alexander eingesetzt hatte, unterlag in einer Schlacht im Nildelta und wurde 320 v. Chr. von seinen eigenen Leuten ermordet. Ophellas, ebenfalls ein Gefährte Alexanders des Großen, stand im Dienst Ptolemaios’ I. Dieser beauftragte Ophellas 322 oder 321 v. Chr., den Söldnerführer Thibron zu beseitigen, der die babylonischen Steuereinnahmen gestohlen und sich in der Kyrenaika festgesetzt hatte. Thibron wurde besiegt und in Kyrene hingerichtet. Nun verloren die Stadt Kyrene und die umliegenden Städte ihre Unabhängigkeit, nachdem Ophellas die demokratischen Kräfte, die sich mit Thibron verbündet hatten, zerschlagen hatte. Ptolemaios erschien vor dem Ende der Auseinandersetzungen in Kyrene und traf Regelungen zum Status der Stadt. Ophellas erhob er zu seinem Statthalter in der Kyrenaika. 313/312 v. Chr. fiel die Kyrenaika zwar kurzzeitig vom Ptolemäerreich ab, wurde jedoch zurückerobert und danach wieder seiner Verwaltung unterstellt. Dem Aufstand, der von General Agis 313 v. Chr. unterdrückt wurde, folgten drei weitere.

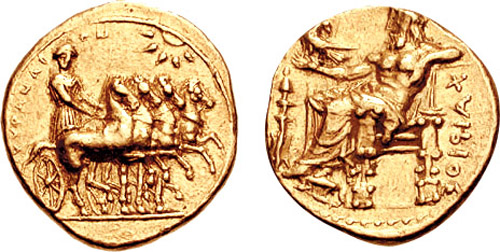
Kyrenaische Münze, geprägt unter dem Statthalter Ophellas (um 322–313 v. Chr.)

Offenbar zwischen 312 und 309 machte sich schließlich Ophellas unabhängig und strebte die Begründung einer eigenständigen Herrschaft an. Zu diesem Zweck verbündete er sich mit Agathokles, dem Tyrannen von Syrakus, der sich im Krieg gegen Karthago befand. Er hatte, als die Karthager ihn auf Sizilien bedrängten, eine Entlastungsoffensive unternommen, die jedoch ins Stocken geraten war. Daher schloss er ein Bündnis mit Ophellas. Die beiden vereinbarten, ihre Streitkräfte gegen Karthago zu vereinen. Nach der Vernichtung der karthagischen Macht sollte Agathokles nach Sizilien zurückkehren, die Insel fortan ungestört beherrschen und Ophellas die Herrschaft über das Reich der Karthager überlassen. Die Karthager wiederum besaßen nicht nur Handelskontakte und ein reiches Hinterland, sondern sie kontrollierten auch die spanischen Silbervorkommen bis zur Eroberung durch Rom 202 v. Chr.
Agathokles’ Sohn Herakleides blieb als Geisel bei Ophellas. Wie in zahlreichen Diadochenkriegen konnten die Militärführer auf enorme Ressourcen zurückgreifen. Ophellas warb in Griechenland, insbesondere in Athen, Söldner an, die beabsichtigten, sich mit ihren Familien in dem zu erobernden Reich niederzulassen. Zu Athen hatte er eine besondere Beziehung, da er mit einer vornehmen Athenerin namens Eurydike verheiratet war, die angeblich von Miltiades abstammte.
Im Sommer 308 brach er mit einer Streitmacht von mehr als 10.000 Fußsoldaten, 600 Berittenen, 100 Streitwagen und 10.000 Siedlern auf. Nach zwei Monaten erreichten sie das Heer des Syrakusaners, doch dieser beschuldigte Ophellas bald des Verrats. Ophellas starb im Kampf gegen die Truppen des Agathokles, seine führerlos gewordene Streitmacht wurde in dessen Heer eingegliedert. Agathokles seinerseits hatte ein gutes Verhältnis zu Ptolemaios, dessen Stieftochter er später heiratete. Die Ausschaltung des Ophellas lag naturgemäß im Interesse des ägyptischen Herrschers. Es ist daher möglich, dass Agathokles im Einvernehmen mit Ptolemaios Ophellas beseitigte.

### Aufstände, Expansion nach Palästina, verstärkte jüdische Ansiedlung
308 stellte König Ptolemaios jedenfalls die Kontrolle über die Kyrenaika dementsprechend leicht sicher und war wohl selbst in der Region. Möglicherweise musste sein Sohn Magas 301 eine abermalige Rebellion niederschlagen. Gleichzeitig expandierte das Reich nach Palästina. Ptolemaios I. attackierte Judaea in den Jahren 320, 312, 302 und 301 v. Chr.
Damit in Zusammenhang steht die Ansiedlung einer starken jüdischen Gemeinde sowohl in Ägypten, als auch in Kyrene. Der Beginn der jüdischen Gemeinden ist in Libyen allerdings nicht genau zu fassen. Als älteste Quelle gilt ein Siegel, das sich jedoch nur grob auf die Zeit zwischen dem 10. und dem 4. Jahrhundert v. Chr. datieren lässt. Die Siedlung Boreion an der Grenze zu Tripolitanien beanspruchte sogar, aus salomonischer Zeit zu stammen. Auch wenn dies jüdische Siedler auch vor den Ptolemäern nahelegt, so kamen sie doch erst in größerer Zahl mit den ersten Herrschern dieser Dynastie ins Land. Sicherlich im Zusammenhang mit der Expansion nach Westasien, vor allem nach 302, kamen erhebliche Mengen an Gefangenen nach Ägypten, jedoch wohl noch nicht ins gleichfalls rebellische Libyen. Darüber hinaus kamen auch Juden nach Ägypten, weil sie während des ersten syrischen Krieges geflohen waren.
Flavius Josephus schreibt, die Juden seien unter Ptolemaios Lagos dort angesiedelt worden, um das Land zu sichern. Diese Siedler wiederum stammten aus Ägypten, wobei Josephus behauptet, allein 120.000 von ihnen seien aus dortigen Gefängnissen entlassen worden. Weitere 30.000, so heißt es in einer anderen Quelle, stammten aus syrischen Gefängnissen. Es handelte sich also um mindestens drei Ansiedlungswellen, zuerst vor den Ptolemäern, dann um 300 und in der 2. Hälfte des 2. Jahrhunderts v. Chr. Wenn die erste ptolemäische Ansiedlung analog zu derjenigen in Ägypten erfolgte, so wurden die Juden als Kleruchen angesiedelt, jedenfalls bestanden spätestens ab Mitte des 3. Jahrhunderts eigene jüdische Dörfer. Im Gegensatz zu Judaea, wo zu dieser Zeit die Sklaverei verschwand, bestand sie anscheinend in der Diaspora fort.
Ähnlich wie in der übrigen Bevölkerung war die Kindersterblichkeit bei den Siedlern sehr hoch; auffallend ist, dass etwa 40 % der auf Friedhöfen Beigesetzten unter 20 Jahre alt waren. Besonders hoch war die Sterblichkeit anscheinend zwischen 16 und 20, wobei die der Männer noch einmal erheblich höher lag. Heiraten im Alter von 15 Jahren waren dabei offenbar nichts Ungewöhnliches. Es scheint, als hätten die Ptolemäer das Land der zuvor freien griechischen Städte ihren Zwecken untergeordnet. Im Laufe der Zeit fand eine deutliche Assimilation der Juden an die Griechen statt. Auch in Berenike existierte eine jüdische Gemeinde.

### Diadochenkämpfe, König Magas von Kyrene (um 283/276–250 v. Chr.), innerdynastische Kämpfe
Die Diadochenkämpfe, vor allem die mit den Seleukiden, hatten sowohl für Ägypten als auch für die Kyrenaika gravierende Auswirkungen. Die Kyrenaika erlangte immer wieder einen Status der Unabhängigkeit von Alexandria. Der Karthagozug von 309/8 stand im Zusammenhang mit dem Ehrgeiz des Tyrannen von Syrakus, Agathokles, der um 308 Theoxene, (vielleicht) die Schwester des Statthalters der Kyrenaika, Magas, zur dritten Frau nahm. Dieser Schachzug war, wie auch andere des Tyrannen, für ihn ohne Erfolg.

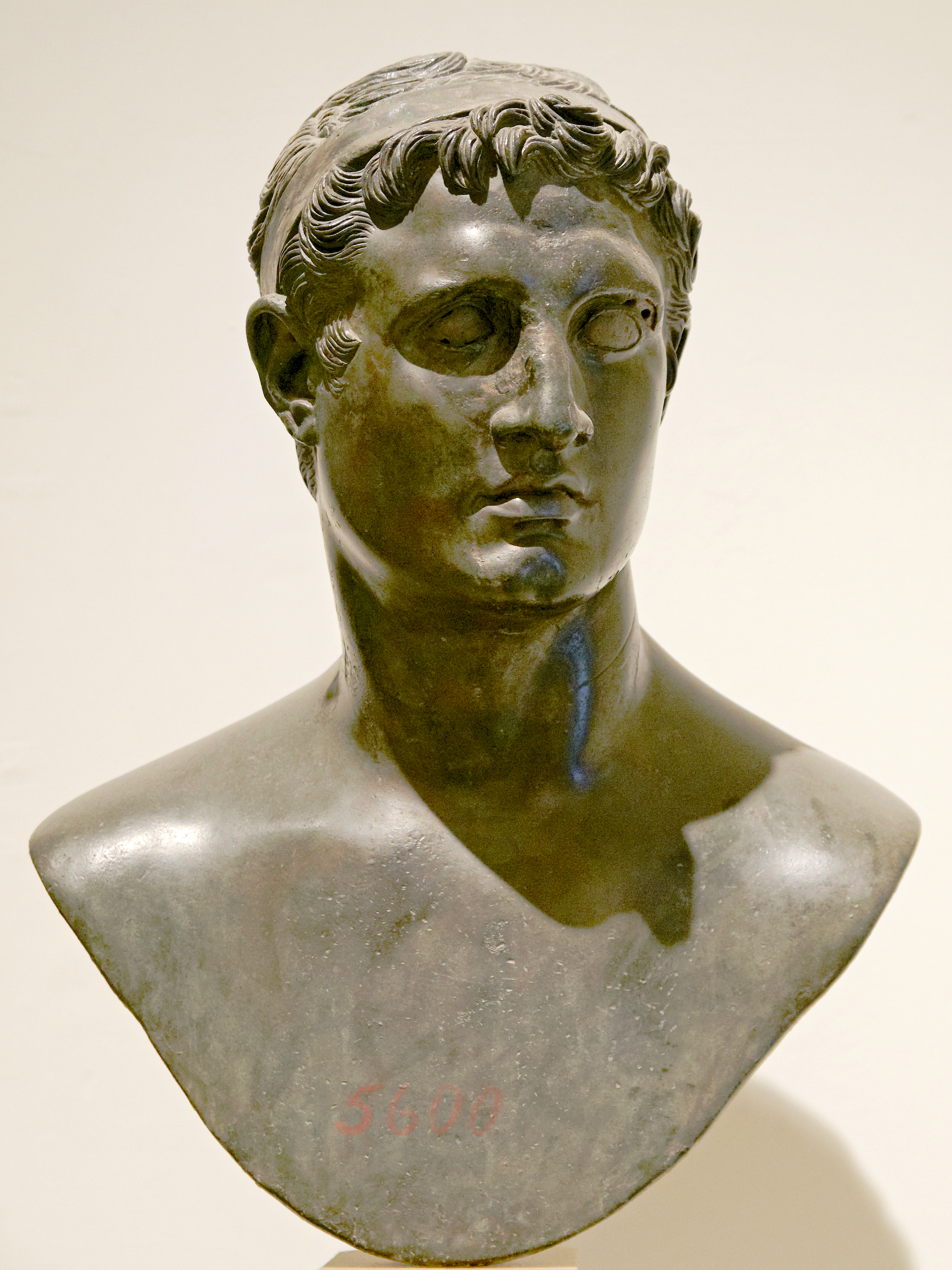
Büste eines ptolemäischen Königs, wahrscheinlich Ptolemaios’ II.; Höhe: 27 cm, 1754 in Herculaneum aufgefunden, Neapel

Magas, der Sohn eines ansonsten nicht weiter bekannten Makedonen namens Philippos und von Berenike, die 317 v. Chr. in zweiter Ehe Ptolemaios I. geheiratet hatte, war ein Halbbruder von Ptolemaios II. Nachdem es ihm gelungen war, einen fünfjährigen Aufstand in Kyrene niederzuschlagen, wurde er dort durch starke Fürsprache seiner Mutter Statthalter. Nach dem Tod seines Stiefvaters im Jahr 283 v. Chr. machte er sich weitgehend selbstständig und wagte um 276 v. Chr. den offenen Bruch, indem er sich selbst zum König von Kyrene erhob.
Magas heiratete Apame, die Tochter des Seleukidenkönigs Antiochos I. und nutzte die Heiratsallianz, um ein Abkommen zur Invasion Ägyptens zu schließen. Er eröffnete die Feindseligkeiten gegen seinen Halbbruder 274 v. Chr., während Antiochos von Palästina her aufmarschierte. Magas musste jedoch seine Aktivitäten aufgrund einer internen Revolte der Marmaridae, libyscher Nomaden, abbrechen. Immerhin gelang es ihm, die Unabhängigkeit von Kyrene bis zu seinem Tod um 250 v. Chr. aufrechtzuerhalten. 246 v. Chr. wurde das Königreich wieder ägyptisch.
Doch die Region führte weiterhin ein politisches Eigenleben. Ptolemaios VIII., der Sohn Ptolemaios’ V. und Kleopatras I., regierte ab 170 v. Chr. gemeinsam mit seinem Bruder Ptolemaios VI. und seiner Schwester Kleopatra II. Als der Seleukidenherrscher Antiochos IV., der Onkel der drei Könige, in Ägypten einfiel, riefen die Alexandriner den jungen Ptolemaios VIII. zusammen mit Kleopatra II. für kurze Zeit zum König aus. Nachdem Antiochos 169 v. Chr. wieder abgezogen war, stimmte der ägyptische König einer gemeinschaftlichen Regierung mit seinem älteren Bruder Philometor und dessen Ehefrau (und beider Schwester) Kleopatra II. zu. Im Oktober 164 v. Chr. beschwerte sich Philometor jedoch in Rom, drohte, die Kyrenaika den Römern zu überlassen, doch der römische Senat lieh ihm keine Unterstützung.
Ein Jahr später einigten sich die Brüder auf eine Herrschaftsteilung, wobei Ptolemaios VIII. die Kyrenaika erhielt. Doch die Brüder bekämpften sich weiterhin auf Zypern, ein Anschlag auf den Herrscher der Kyrenaika wurde verübt, der schließlich gefangen genommen wurde. Doch sein Bruder verschonte ihn, bot ihm sogar die Hand seiner Tochter Kleopatra Thea an und schickte ihn in die Kyrenaika zurück. Als Philometor 145 v. Chr. auf einem Feldzug starb, proklamierte Kleopatra II. ihren Sohn Ptolemaios VII. zum Nachfolger; Ptolemaios VIII. kehrte jedoch nach Ägypten zurück und schlug eine gemeinsame Regierung sowie die Ehe mit seiner Schwester Kleopatra vor. Er bestieg den Thron als Ptolemaios VIII. Euergetes II., ein Name, der an seinen Vorfahren Ptolemaios III. erinnern sollte.
Es kam zu Massenvertreibungen von Juden und Intellektuellen aus Alexandria, die Philometor unterstützt hatten. Josephus erwähnt ein gescheitertes Massaker an Juden mittels Kampfelefanten. Polybios gibt an, dass fast die gesamte griechische Bevölkerung aus Alexandria vertrieben worden sein soll. Allerdings gibt es keine Hinweise auf ein entsprechend brutales Vorgehen gegen die Juden der Kyrenaika. Ab 146 v. Chr. kam es, wenn man die Münzen richtig deutet, zu engen Handelskontakten mit Judaea, libysche Juden lassen sich noch im 2. Jahrhundert in Jaffa nachweisen.
Weitere dynastische Streitigkeiten führten 132/131 v. Chr. zu einem Bürgerkrieg. Kleopatra II. bot den ägyptischen Thron Demetrios II. Nikator an, der aber mit seinem Heer nur bis Pelusion kam; 127 v. Chr. floh Kleopatra nach Syrien, während Alexandria den Kampf noch ein weiteres Jahr führte.

### Zunehmende Dominanz Roms
Doch zu dieser Zeit war Rom bereits zur Garantiemacht für den Fortbestand des Ptolemäerreiches aufgestiegen. Nach dem römischen Sieg über Makedonien begab sich Gaius Popillius Laenas nach Alexandria, um dem Seleukiden Antiochos IV. ein Ultimatum zu überbringen, das den sofortigen Abzug aus dem besetzten Ägypten verlangte. Durch seine schroffe Art veranlasste er den Seleukidenkönig zur Annahme der römischen Forderung (Polybios 29,27; Tag von Eleusis).
Der Sohn des Ptolemaios VIII., Ptolemaios Apion konnte erst 105/101 v. Chr. sein Erbe in der Kyrenaika antreten, er hinterließ testamentarisch, da er erbenlos starb, sein Königreich der Römischen Republik. 96 v. Chr. erwarb Rom die Kyrenaika. 30 v. Chr. wurde auch Ägypten römisch.

## Karthago und Tripolitanien, Rom

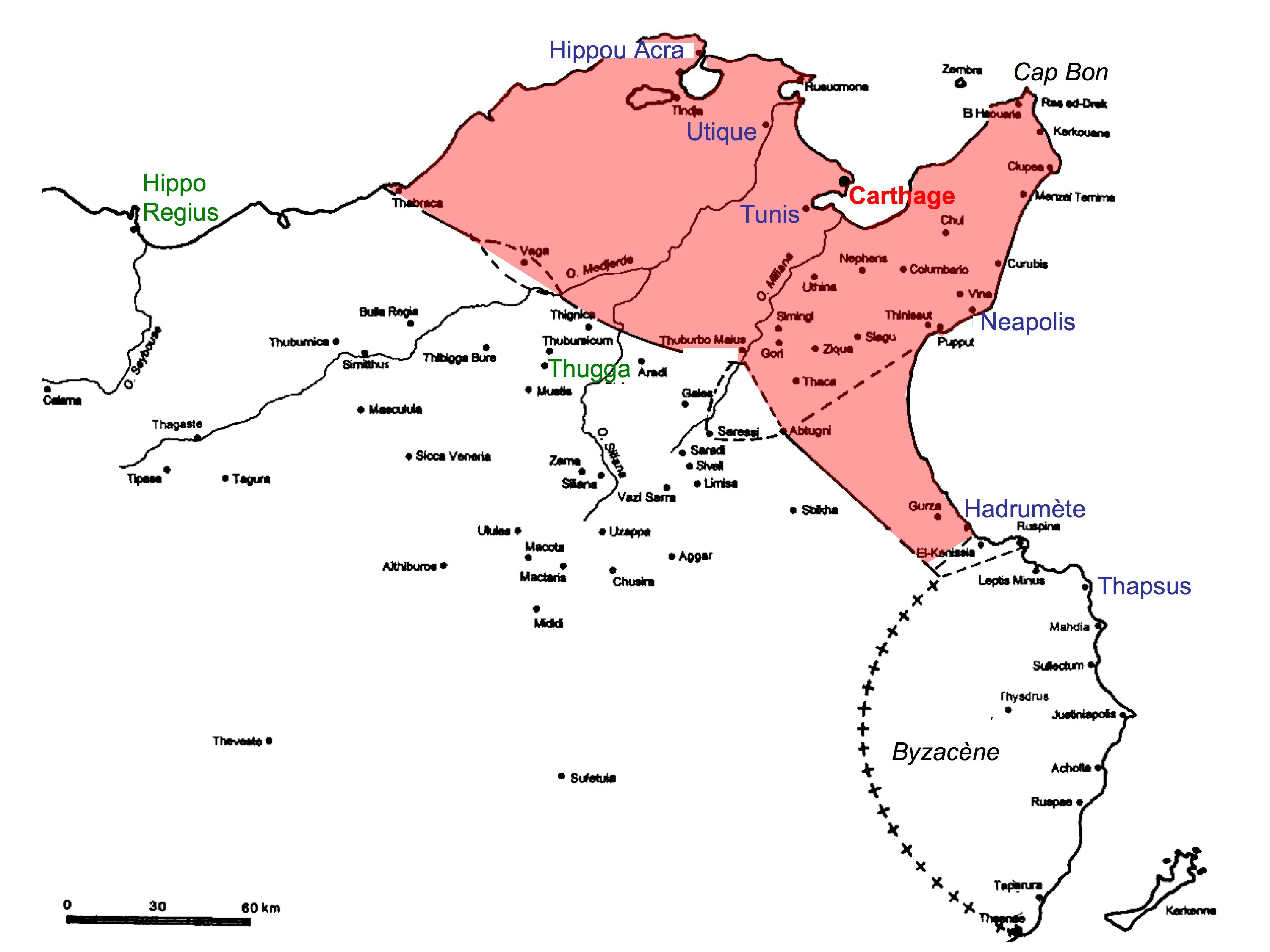
Das karthagische Herrschaftsgebiet im späten 4. Jahrhundert v. Chr.

In Tripolitanien, dem westlichen Teil, gründeten die Phönizier die Städte Sabratha, Oea (Tripolis) und Leptis Magna, die aber schon im 6. Jahrhundert v. Chr. unter die Kontrolle von Karthago kamen und bis 200 v. Chr. zur karthagischen Provinz gehörten. Anschließend war dieser Landesteil dem Königreich Numidien einverleibt, ehe er 46 v. Chr. römische Provinz wurde.

## Garamanten

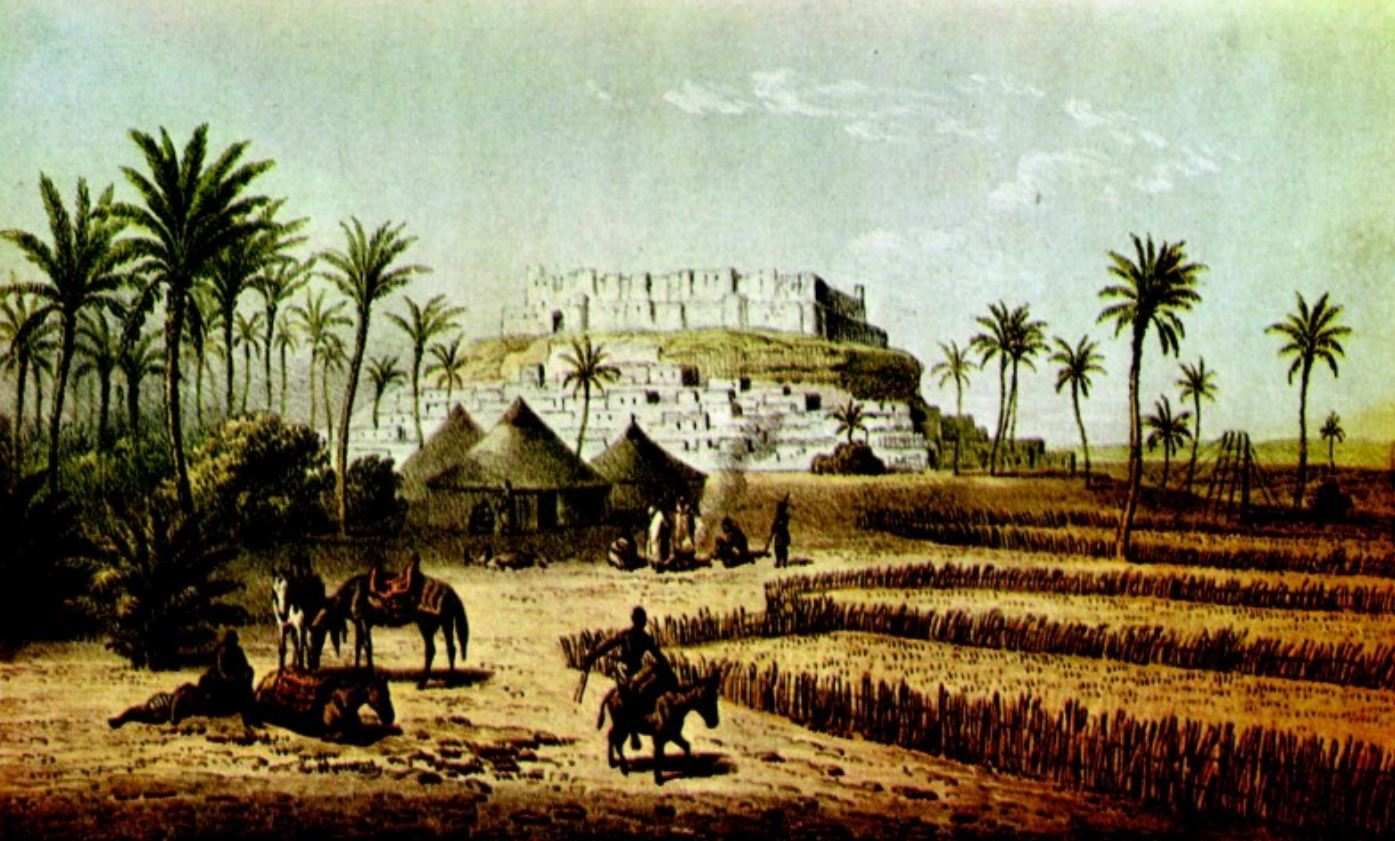
Ksar der Garamanten in der Oase Adiri, um 1850 (illustriert nach einer Skizze von Heinrich Barth)

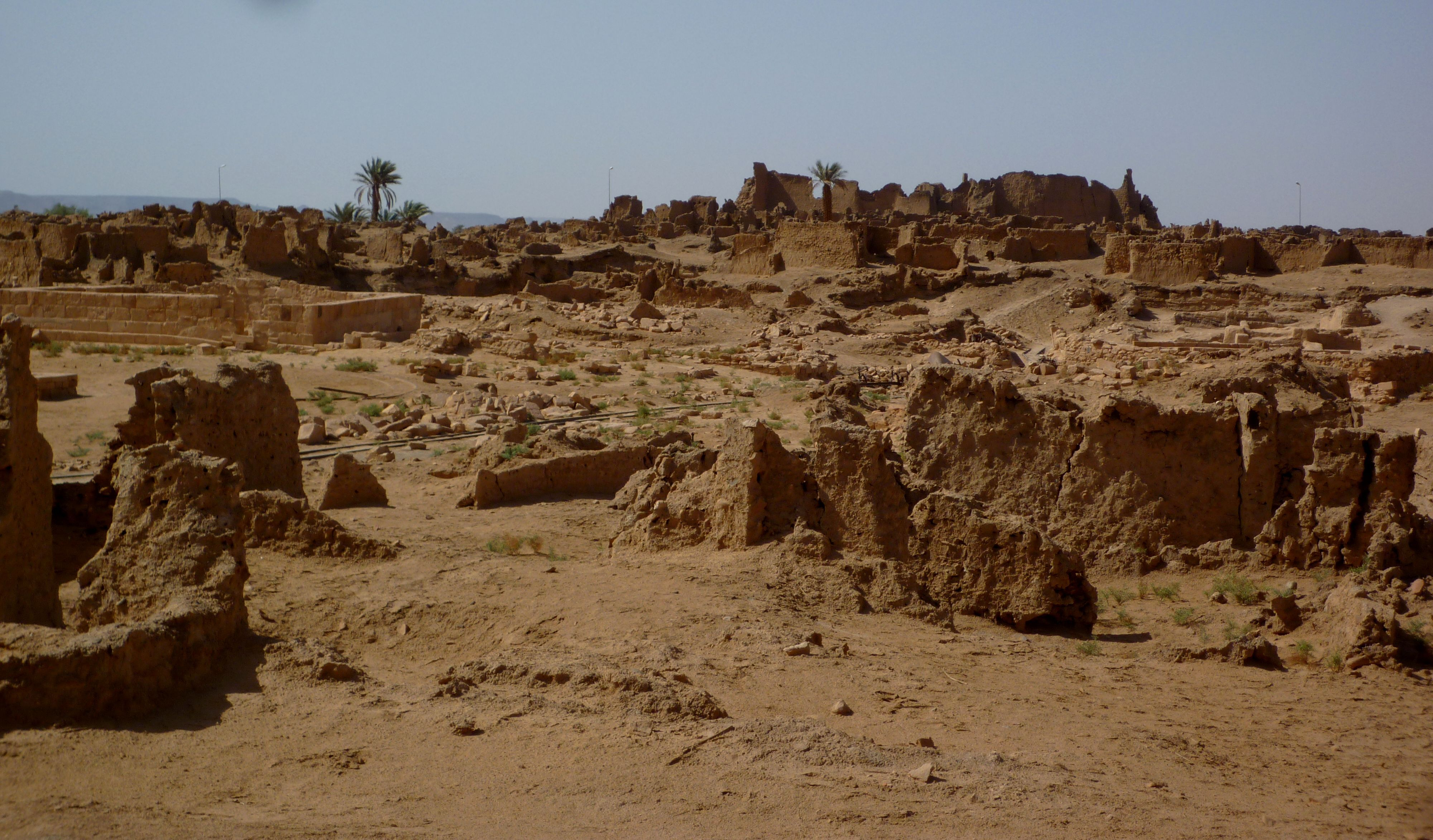
Ruinen Garamas

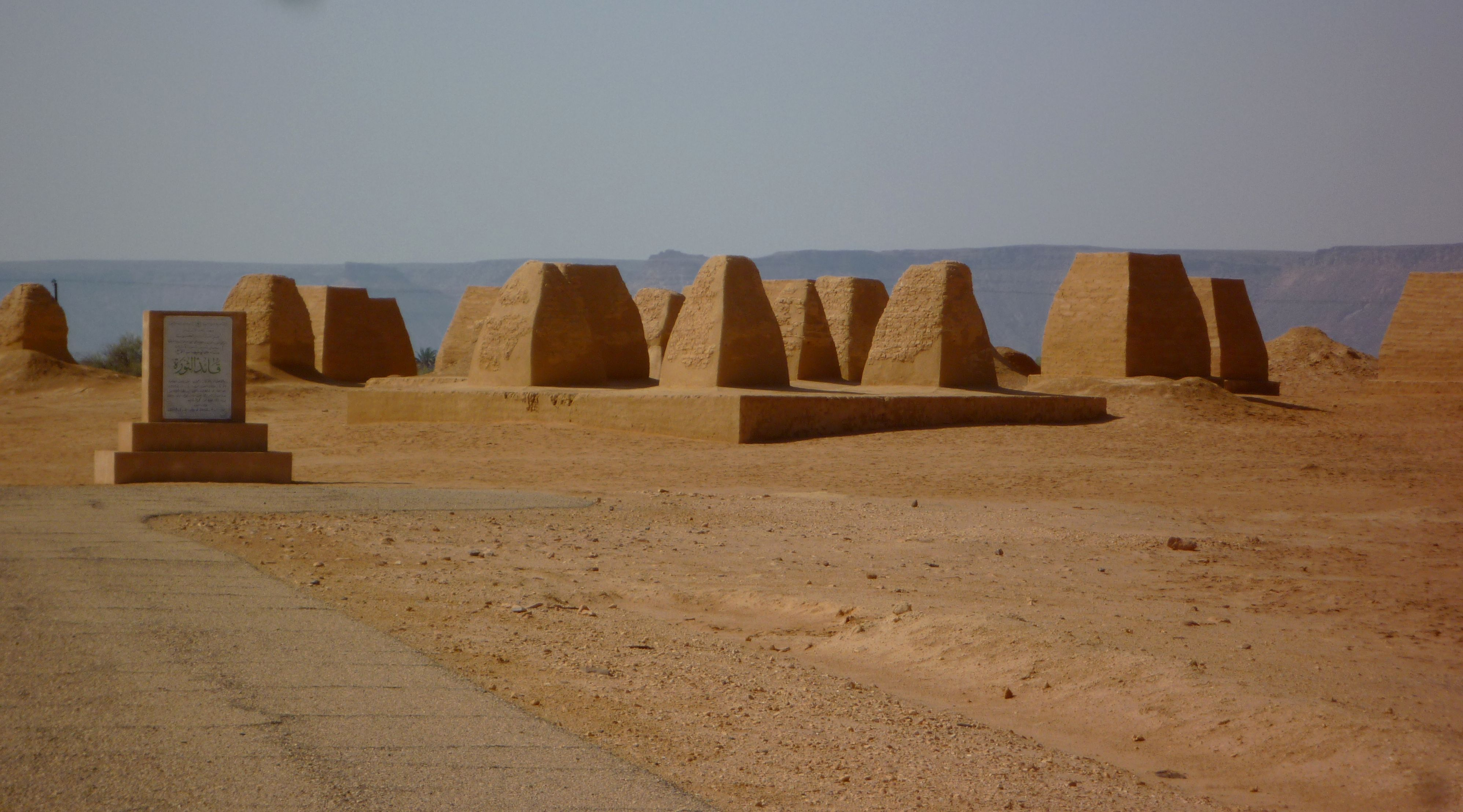
Garamantengräber

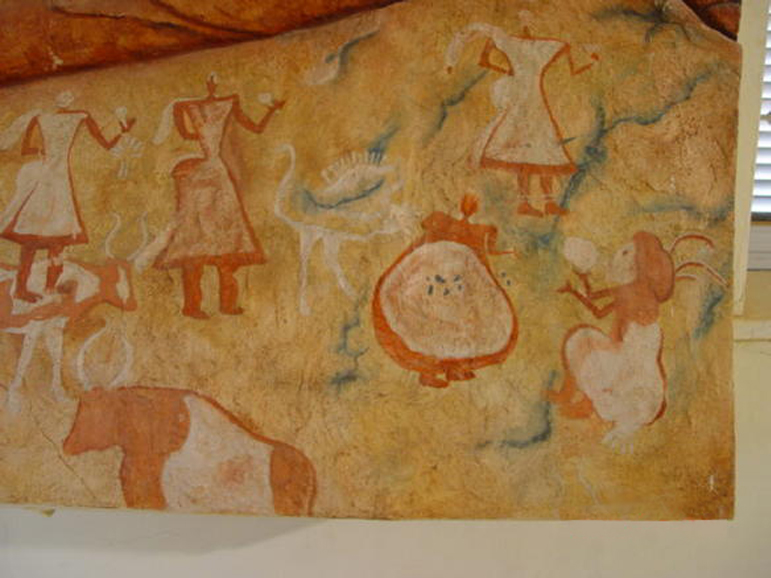
Wandmalerei aus dem Museum von Germa

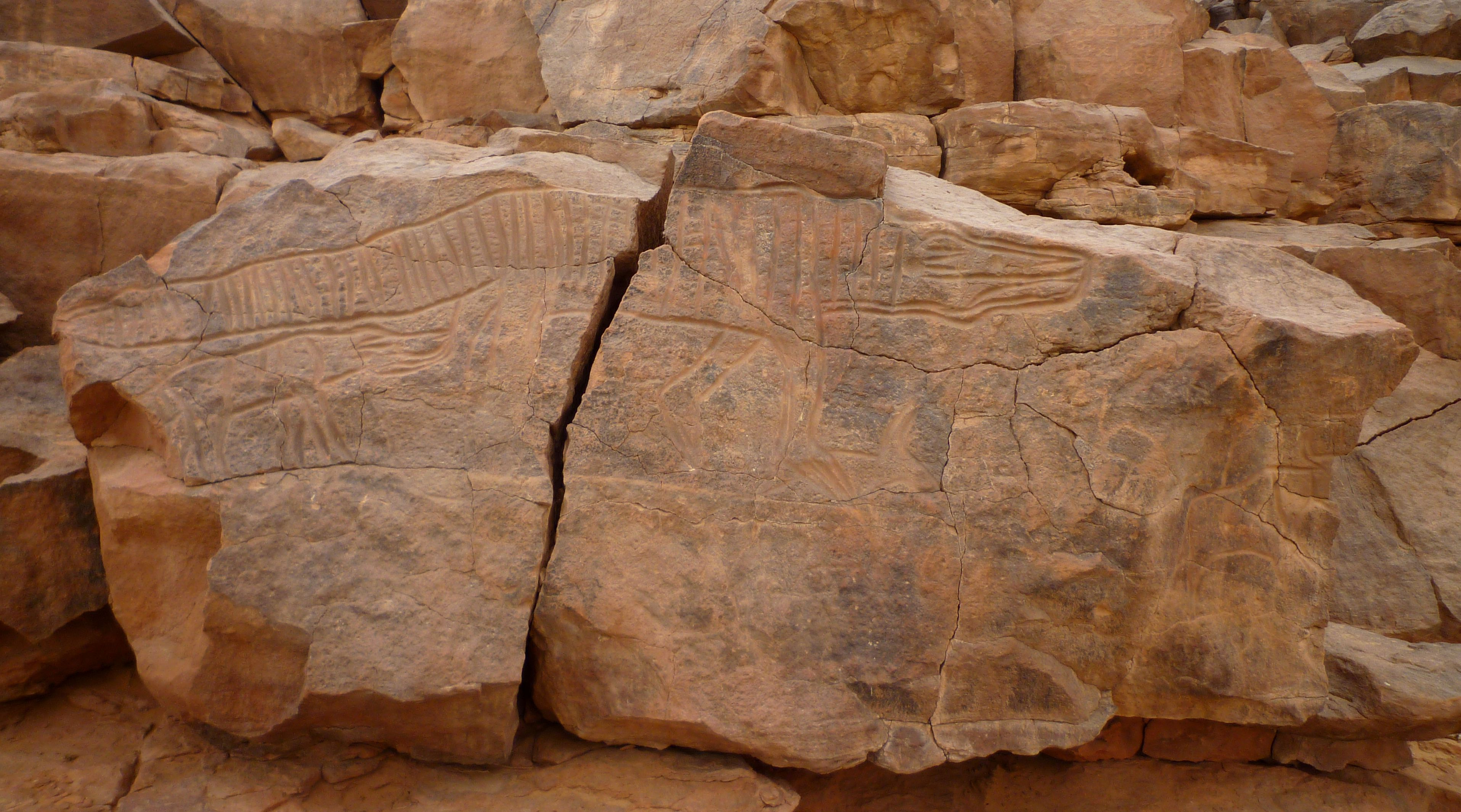
Felsgravur, Krokodil, Wadi Mathandous, nahe Germa

Die heutige Ökoregion Sahara

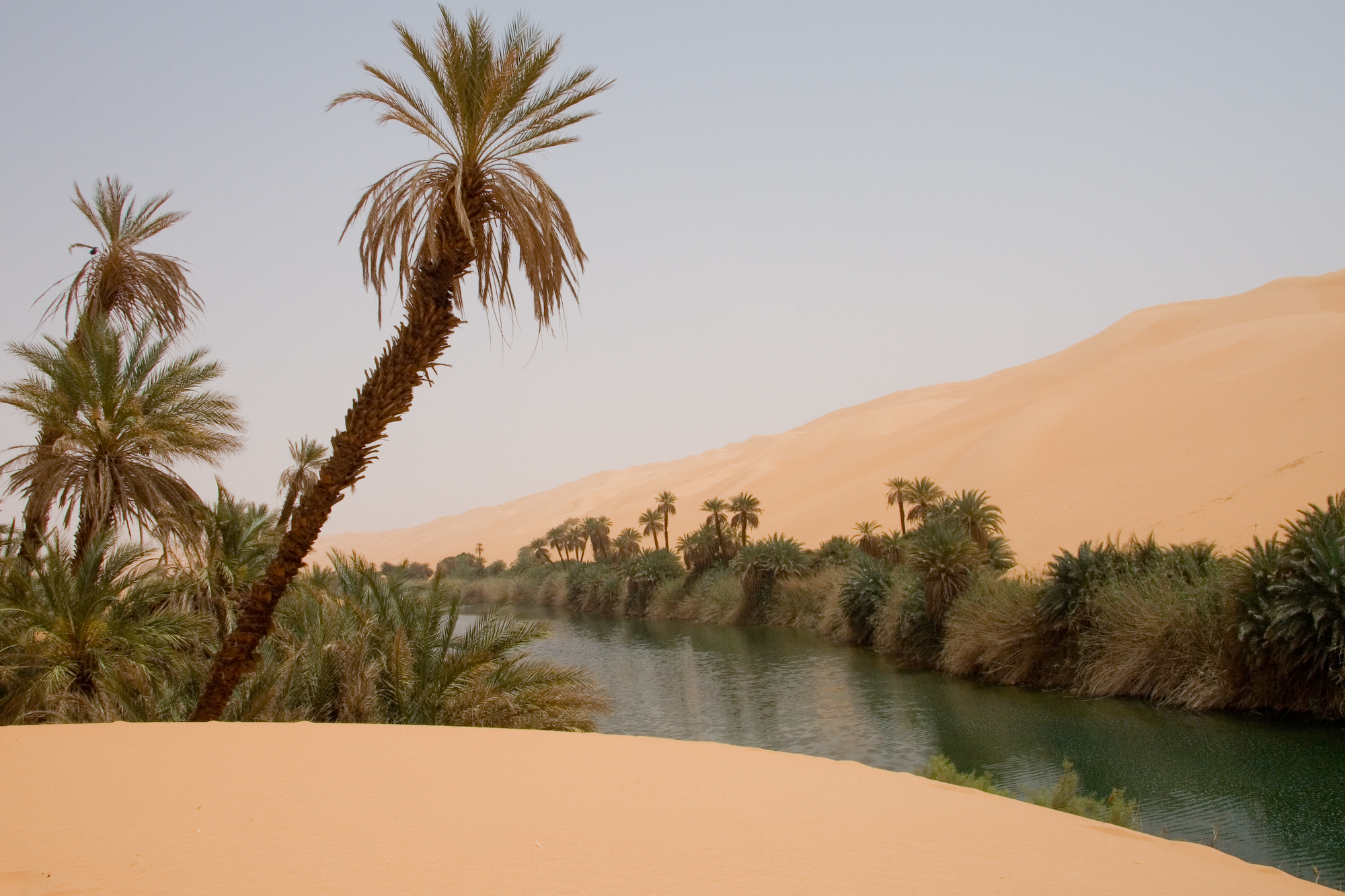
Eine Oase im Erg Ubari. Die Stadt Ubari selbst, liegt im Tal des Wadi al-Agial im Fessan. Die Straße, die Sabha im zentralen Bereich der Sahara mit Awaynat und Ghat an der Südwestgrenze zu Algerien verbindet, war eine der wichtigsten Routen des Transsaharahandels von Westafrika zu den Häfen am Mittelmeer. An dieser Straße etwa 30 km östlich von Ubari findet sich die Oasenstadt Garama mit Überresten der Hauptstadt der Garamanten.

Herodot nennt in Tripolitanien die Stämme der Maker, Gindanen und Lotophagen. Die von ihm beschriebenen Garamanten lebten hauptsächlich um die Stadt Garama im Fezzan. Nach ihm nutzten sie Streitwagen, wobei sie ihre Vorherrschaft im 1. Jahrhundert v. Chr. in den nördlichen Sudan ausdehnten. Sie züchteten Rinder und Schafe, pflanzten aber auch Weizen an. Ihre Toten setzten sie in ausgedehnten Nekropolen bei, die Grabmäler waren oftmals kleine Pyramiden. Den Toten wurden Alltagsgegenstände beigegeben.
Die Garamanten lebten in Zelten, einfachen Hütten oder in Troglodyten, wie in Tripolitanien. Letztere bezeichnete Herodot (Historien 4.138) als Trogodytai Aithiopes (Τρωγοδύται Αἰθίοπες), womit er einen Reptilien essenden Stamm im Süden Libyens bezeichnete, möglicherweise die Tubu. Aus der unzutreffenden Ableitung trogle (τρώγλη „Höhle“) und dynai (δῦναι „eintauchen“) wurde die Bezeichnung später auf alle Arten von Höhlen bewohnenden Völkern übertragen (Strabon Geographika 1.42). Es herrschte laut Herodot Polygamie, die Ahnenreihe verlief über die Mütter. Metalle wurden eingeführt, Metallverarbeitung wurde nicht geübt, auch wurde die Töpferscheibe zu Herodots Zeiten noch nicht eingesetzt. Opfergaben wurden Sonne und Mond dargebracht. Im 6. Jahrhundert verstärkte sich der aus Ägypten kommende Kult des Amun-Re.
20 v. Chr. initiierte der Prokonsul Lucius Cornelius Balbus Minor eine Militärexpedition gegen die Garamanten, wohl unter dem Vorwand, dass sie die römischen Küstenstädte bedrohten (einzige Quelle ist hierfür Plinius Naturalis historia 5. 35-37). Doch kam es nicht zu einer Unterwerfung, sondern zu einem Bündnis mit „Phazania“, das fortan Olivenöl und Wein lieferte. Balbus erhielt dafür am 27. März des folgenden Jahres einen Triumphzug. Es zeigte sich auch später, dass die Garamanten gegenüber Rom eine selbstständige Politik führten. Als von 17 bis 24 n. Chr. der Gaetuler Tacfarinas einen Aufstand gegen die römische Besatzung in Nordafrika führte, den zahlreiche libysche Stämme unterstützten, bewahrte der Garamantenkönig für ihn die Beute auf. Letztmals 70 n. Chr. kam es zu Kämpfen zwischen Rom und den Garamanten im Fessan. Diese mischten sich in Grenzstreitigkeiten zwischen Oea und Leptis (minor) ein.
Um 150 n. Chr. hatte Garama (heute Garma) etwa 4000 Einwohner. Dies war nur auf der Grundlage eines komplizierten Bewässerungssystems möglich, das die geringen Wasserressourcen schonend nutzte. Die dazu nötige Arbeitskraft beschafften sich die Garamanten durch Sklavenjagden. Die Krieger werden in Felsmalereien auf von Pferden gezogenen Streitwagen dargestellt, bewaffnet mit Schild, Bogen und Speer. Ob sie diese Wagenkampftechnik aus dem östlichen Mittelmeerraum, etwa durch Hyksos übernommen hatten, ist ungeklärt. In jedem Falle reichten ihre Beutezüge bis in den nördlichen Tschad und die Air-Region im nördlichen Niger. Doch wurden die Wagen nicht nur für den Kampf gebraucht, sondern auch in der Landwirtschaft und für den Personentransport eingesetzt. Herodot berichtet, die Griechen hätten den Wagen mit vier Pferden von den Garamanten übernommen.
Die Sprache dürfte der der Tuareg verwandt gewesen sein, die Garamanten entwickelten zudem eine eigene Schrift, die jedoch nicht entziffert ist.
Das Anzapfen der unterirdischen Wasserreservoirs geschah mittels Wasserstollen, des Foggara-Systems oder Qanat. Dieses System kam möglicherweise mit der persischen Eroberung Ägyptens (525 v. Chr.) dorthin und breitete sich weiter westwärts aus. Qanatsysteme bestanden etwa in der Oase Charga, aber auch in Marokko.
Möglicherweise durch Austrocknen der Wasserlöcher, die zum Unterhalt der pferde- und ochsenbetriebenen Wirtschaft vonnöten waren, und um den entsprechenden Handel aufrechtzuerhalten, begann im 4. Jahrhundert der Niedergang. In der zweiten Hälfte des 6. Jahrhunderts nahmen die Garamanten das Christentum an, im 7. Jahrhundert den Islam.

## Der Küstensaum als Teil des Römischen Reichs

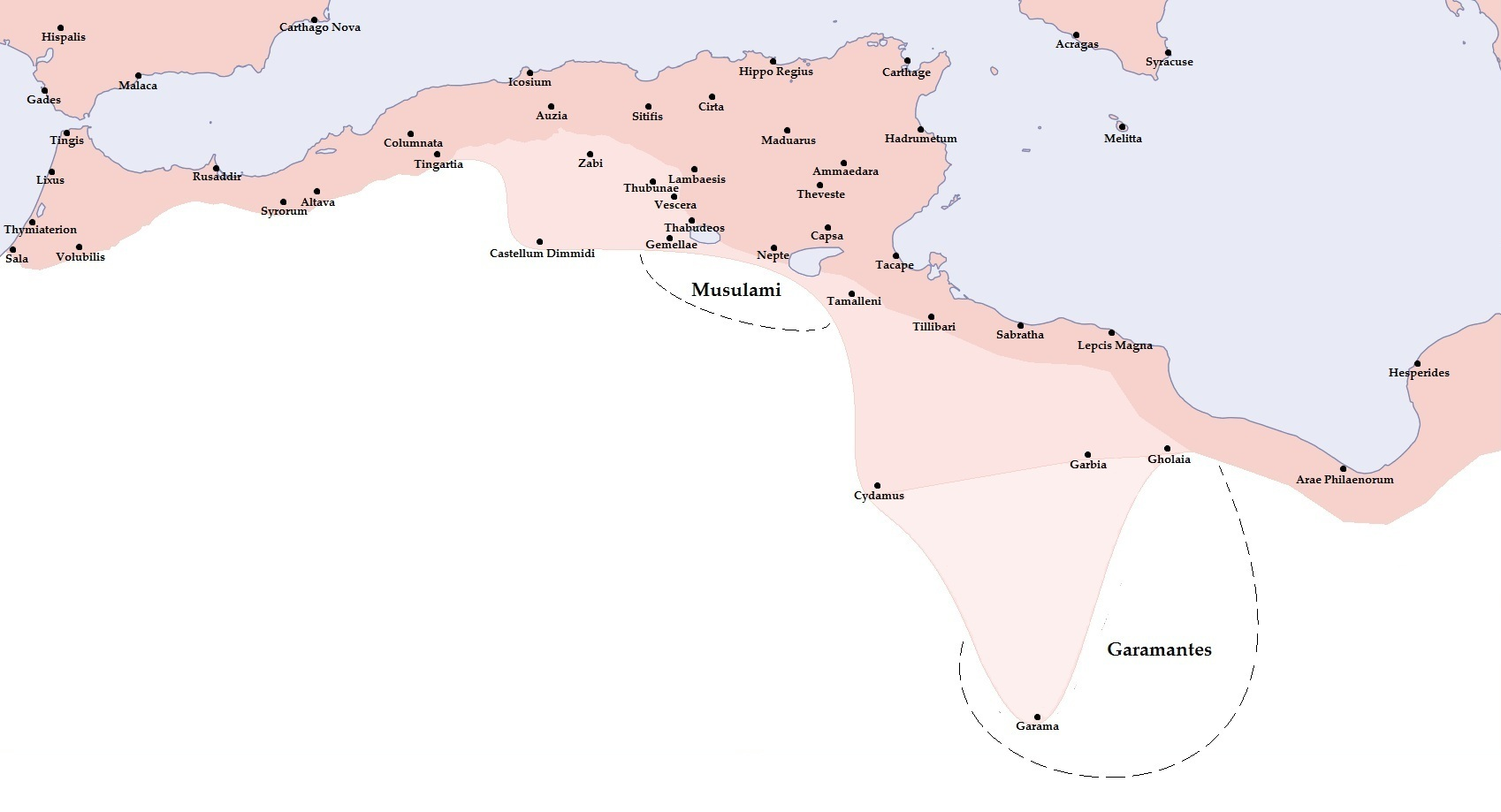
Das römische Nordafrika im frühen 3. Jahrhundert. Unter Septimius Severus kam es zu einer kurzlebigen Ausweitung der Grenze nach Süden.

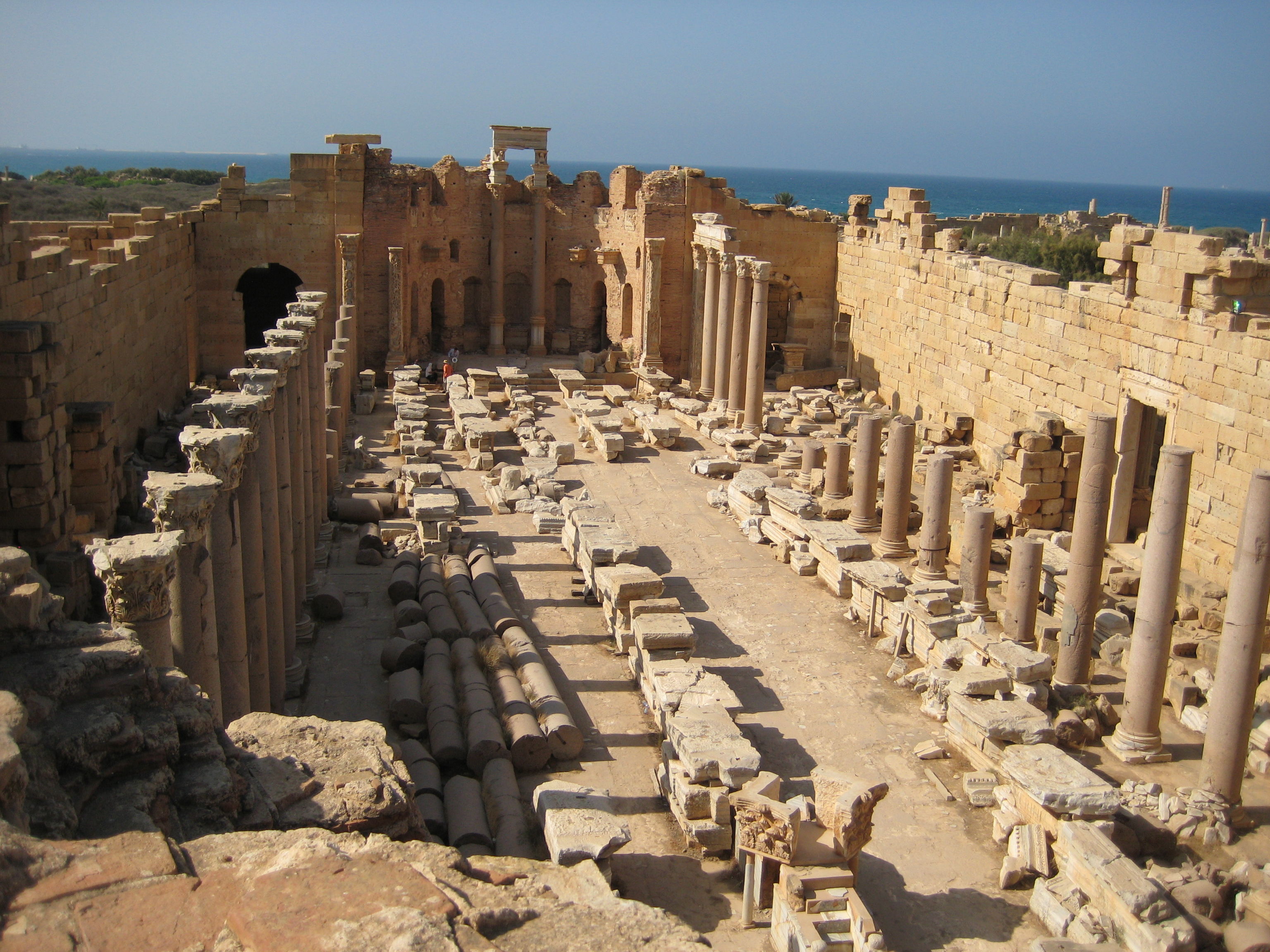
Die Severusbasilika

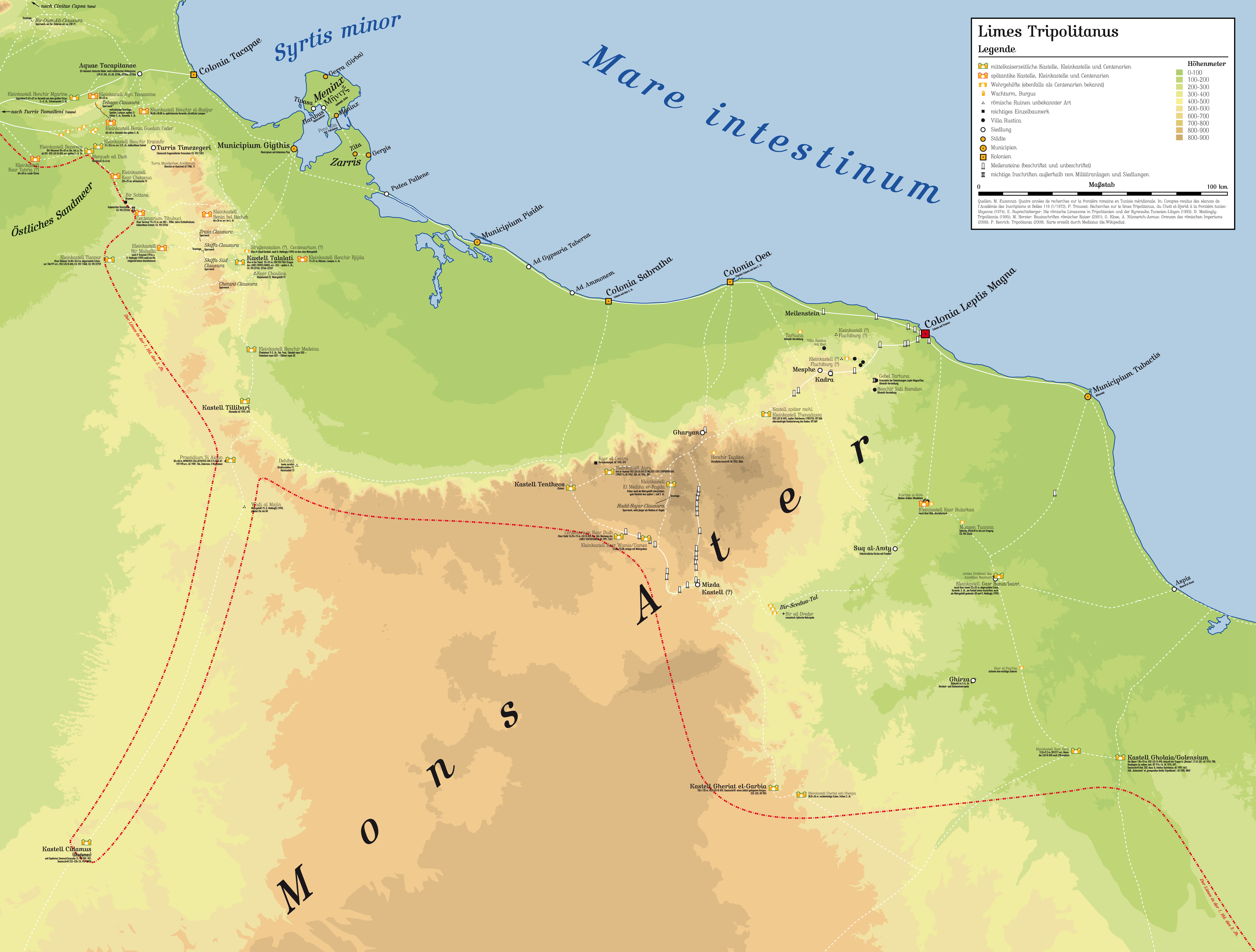
Der Limes Tripolitanus

Im 1. Jahrhundert v. Chr. eroberte das Römische Reich Tripolitanien und die Kyrenaika. Nur die Garamanten des Fessan im Süden konnten ihre Unabhängigkeit bewahren. Die römische Herrschaft intensivierte den Warenaustausch, zumal die Piraterie von Rom bekämpft wurde. Vor allem die Städte profitierten von der blühenden Landwirtschaft, die nun Teil eines sehr viel größeren, den gesamten Mittelmeerraum umfassenden Marktes war, und durch den Transsaharahandel mit der Sahelzone. Den Höhepunkt dieser Entwicklung markiert die Herrschaft von Kaiser Septimius Severus (190–211), der seine Geburtsstadt Leptis Magna sowie die anderen Städte der Region erweitern und ausschmücken ließ. Diese gewaltigen Bauarbeiten brachten der lokalen Ökonomie lang anhaltende Impulse. Wohl während seiner Regierungszeit entstand mit dem Kastell Cidamus ein kleiner militärischer Außenposten, der die Warenflüsse bereits jenseits der Grenzen Roms überwachen sollte. Das Kastell lässt sich allerdings nur inschriftlich fassen.

### Aufteilung in Provinzen, Berberstämme, Errichtung und Rückverlegung des Limes Tripolitanus

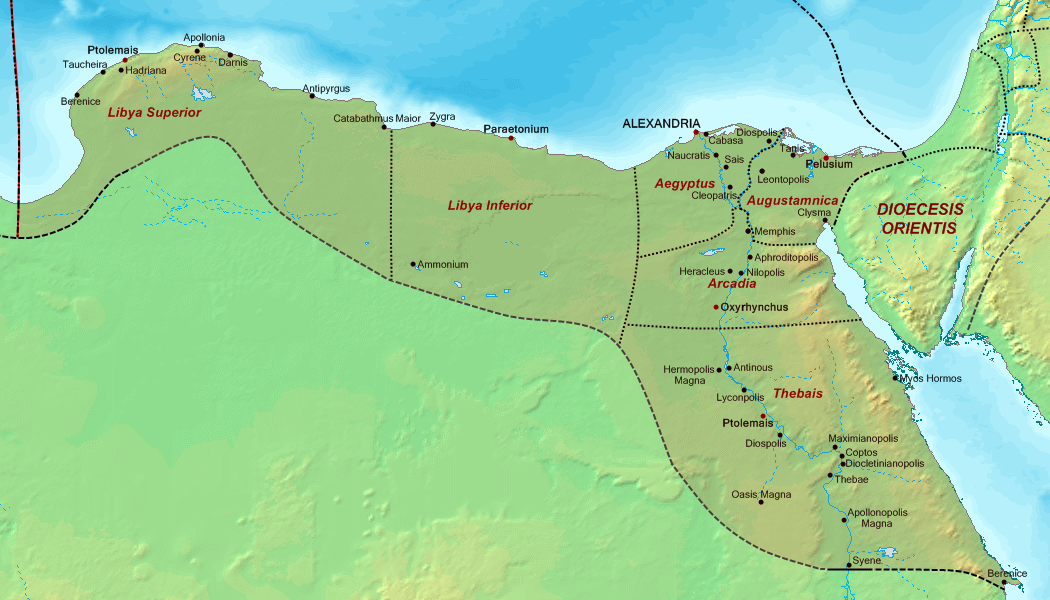
Die Diözese Ägypten mit ihren Provinzen und den bedeutendsten Städten

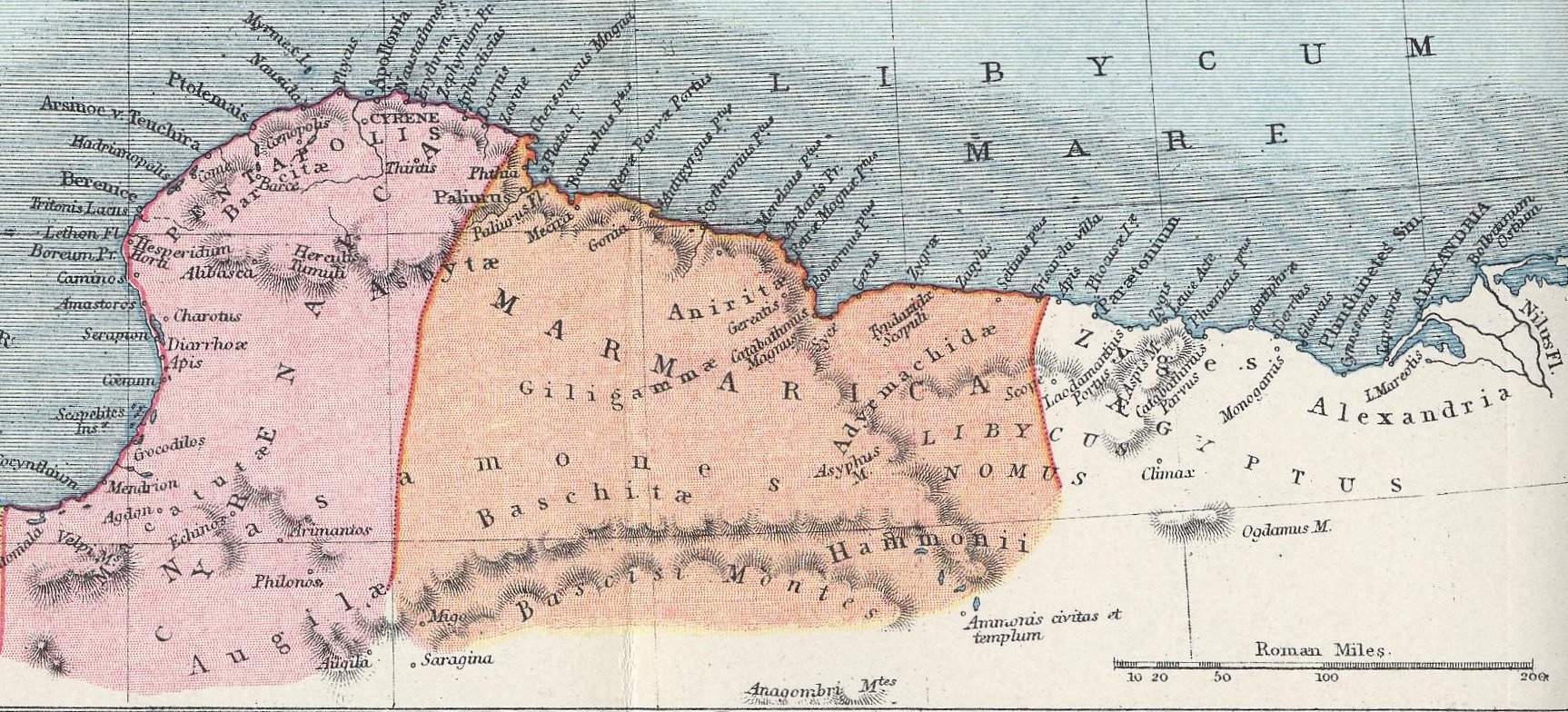
Cyrenaica und Marmarica

Unter Augustus wurde die Doppelprovinz Creta et Cyrene geschaffen, so dass die Kyrenaika vom kretischen Gortyn aus verwaltet wurde. Der Provinz stand ein Proconsul vor, den der Senat aus den Reihen der ehemaligen Praetoren bestimmte.
Bei der Provinzreform des Kaisers Diokletian wurden Kreta und Kyrene in die drei eigenständigen Provinzen Creta, Libya superior und Libya inferior aufgeteilt. Dem Praefectus praetorio per Orientem unterstanden nun die Diözesen Oriens, zu der neben Ägypten die Levante bis Kilikien und Isaurien gehörte, dann Pontica (Nord- und Ostanatolien) und Asiana (Süd- und Westanatolien). Um 380/395 teilte Theodosius I. die Provinzen Libya superior, Libya inferior, Thebais, Aegyptus, Arcadia und Augustamnica von der Dioecesis Orientis ab und richtete aus diesen Provinzen die Dioecesis Aegypti ein. Als Vicarius der neuen Diözese setzte er seinen Sohn Arcadius ein. Die Zahl der Präfekturen wurde auf fünf erhöht.

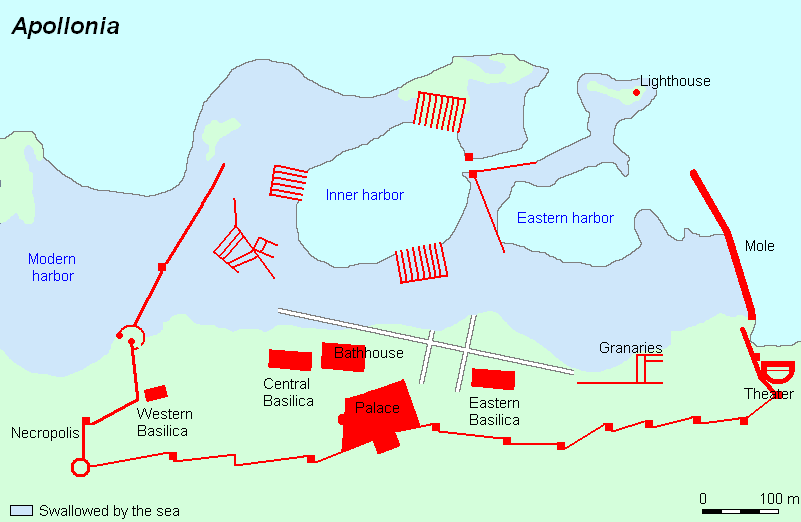
Karte Apollonias, die die Gebiete zeigt, die vom Erdbeben des Jahres 365 auf Kreta und dem dadurch ausgelösten Tsunami zerstört wurden. Danach wurde die Hauptstadt der Cyrenaica nach Ptolemais verlegt.

Die Bewohner von Marmarica in Libya inferior nannten die Römer Marmaridae. Nach Pseudo-Skylax erstreckte sich deren Siedlungsgebiet von Apis in Ägypten aus westwärts. Von den Römern wurden sie nach Florus um die Zeitwende von Publius Sulpicius Quirinius im Zuge des Feldzuges gegen die Garamanten unterworfen. Die Historia Augusta berichtet von erfolgreichen Kämpfen des Probus, wobei Tenagino Probus, damals Praefectus Aegypti, und nicht der spätere römische Kaiser Probus gemeint sein dürfte. In der Spätantike wurde das Gebiet auch als Libya Sicca bezeichnet, im Gegensatz zu der Libya superior genannten Kyrenaika.

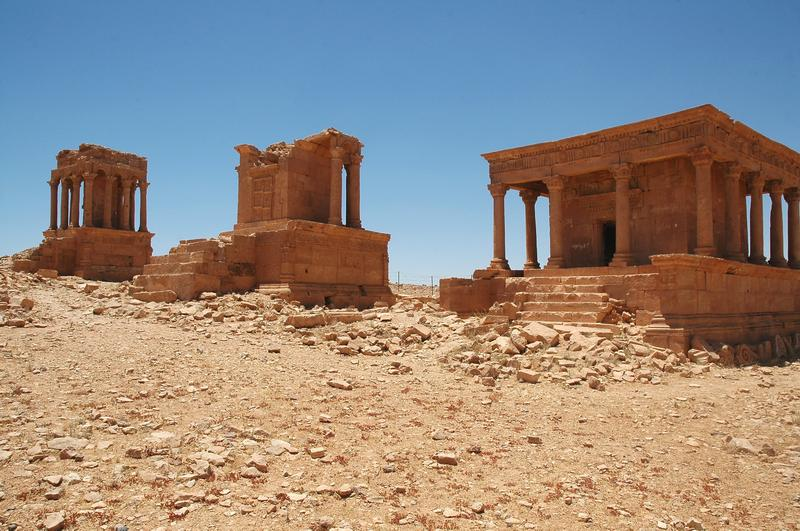
Römische Grabmäler auf dem nördlichen Friedhof von Ghirza, der südlichsten römischen Stadt in Nordwestafrika. Sie liegt etwa 250 km südöstlich von Tripolis. Der antike Name ist nicht bekannt, möglicherweise handelt es sich um das bei Ptolemaios genannt Gereisa.

Ende des 2. Jahrhunderts sah sich Rom veranlasst, seine Südgrenze durch eine Festungskette zu sichern, den Auftrag dazu erhielt der Legat Quintus Anicius Faustus. Zwischen 197 und 201 entstand der Limes Tripolitanus, der beständig weiter ausgebaut wurde. Ghirza wurde zu einem bedeutenden Handelszentrum. Während sich die Wirtschaft der Kyrenaika auf Wein, Öl und Pferde stützte, basierte sie in Tripolitanien zwar auch auf Olivenöl, doch spielte hier der Weizenanbau, aber auch der Sklavenhandel eine größere Rolle.
Als 292 ein Aufstand in Oberägypten begann und sich zwei Jahre später auch Alexandria gegen die Römer erhob, eroberte Kaiser Diokletian 295 das Land zurück. Südlich von Leptis Magna waren es die Nasamones, ein berberisches Hirtenvolk, das schon zu Zeiten des Herodot zwischen der Großen Syrte und Audschila lebte, das die Stadt bedrohte. Nach Plinius dem Älteren hatten sie die Psylli von der Großen Syrte vertrieben (Nat. hist. 7.14), wo sie ihr Vieh weideten, während sie die Dattelpalmen der südlichen Oasen nutzten. Herodot (2.32-33) berichtet, dass sie das Heiligtum das Amun in Siwa aufsuchten und Kontakte bis in den Sudan unterhielten. Ihm zufolge wurden die Toten sitzend beigesetzt.

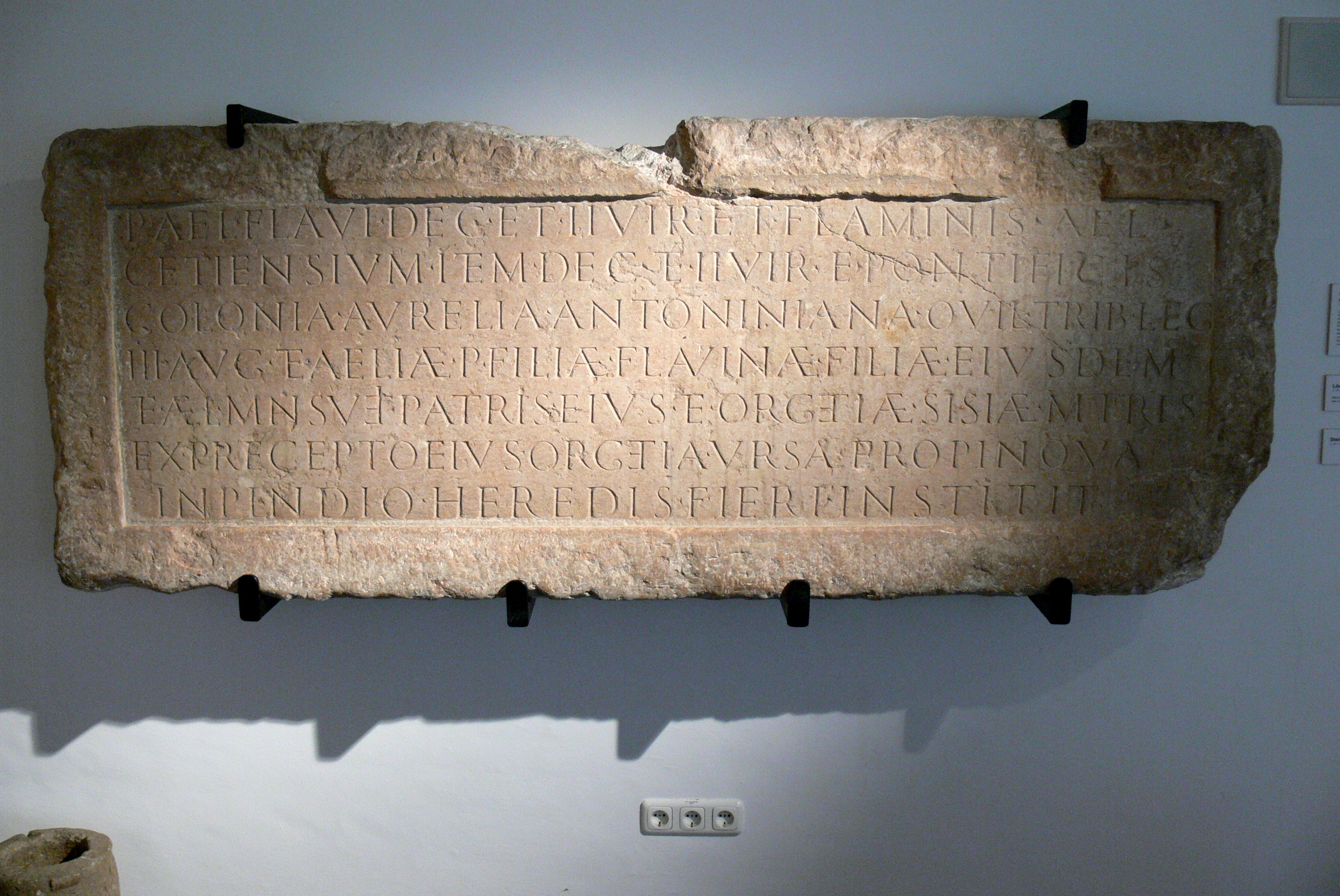
Familien-Grabinschrift aus dem oberösterreichischen Wels, Stadtmuseum Minoritenkloster – Römische Abteilung. Die lateinische Inschrift stammt aus dem 3. Jahrhundert und wurde von Orgetia Ursa u. a. für ihren Sohn Publius Aelius Flavius gesetzt, der in Aelium Cetium (St. Pölten) und in Colonia Ovilava (Wels) in hohe geistliche und weltliche Ämter aufgestiegen war. Zuvor war er Tribun der Legio III Augusta gewesen (Ende Zeile 3, Anfang Zeile 4).

Als die römischen Kollektoren versuchten, Abgaben einzuziehen, töteten sie diese. Sie besiegten zunächst die Legio III Augusta unter Führung des Gnaeus Suellius Flaccus im Jahr 285 oder 286, doch wurden sie im Gegenschlag beinahe ausgelöscht. Diese Legion war 238 aufgelöst, jedoch 253 wieder aufgestellt worden, um die Angriffe der Quinquagentiani, der „fünf Stämme“, sowie der Fraxinenses, einer Föderation von Berberstämmen, abzuwehren. Die auf die Kastelle des Limes Tripolitanus und verschiedene Oasen verteilten Vexillationen wurden bis 290 konzentriert und vorgeschobene Außenposten trotz des Sieges planmäßig aufgegeben. Schon seit den Severern war es üblich, dass die Rekrutierung aus der jeweiligen Provinz und dem „Lagernachwuchs“ erfolgte, sodass die III Augusta zu etwa 95 % aus „Afrikanern“ bestand. Nach 300 wurde die Legion gegen einen aufständischen Statthalter eingesetzt, wobei sie um diese Zeit von Lambaesis im heutigen Algerien in ein unbekanntes Lager in der Region verlegt wurde.
In Diokletians Herrschaftszeit fielen die letzten, aber auch die gewalttätigsten Christenverfolgungen. Nach Prokop blieb Audschila (Augila) bis in das 6. Jahrhundert den überlieferten Glaubensvorstellungen treu. Ihre Christianisierung erfolgte erst unter Justinian I., also nach der Rückeroberung des Vandalenreichs.

### Rechtsverhältnisse, Municipia, Kolonat

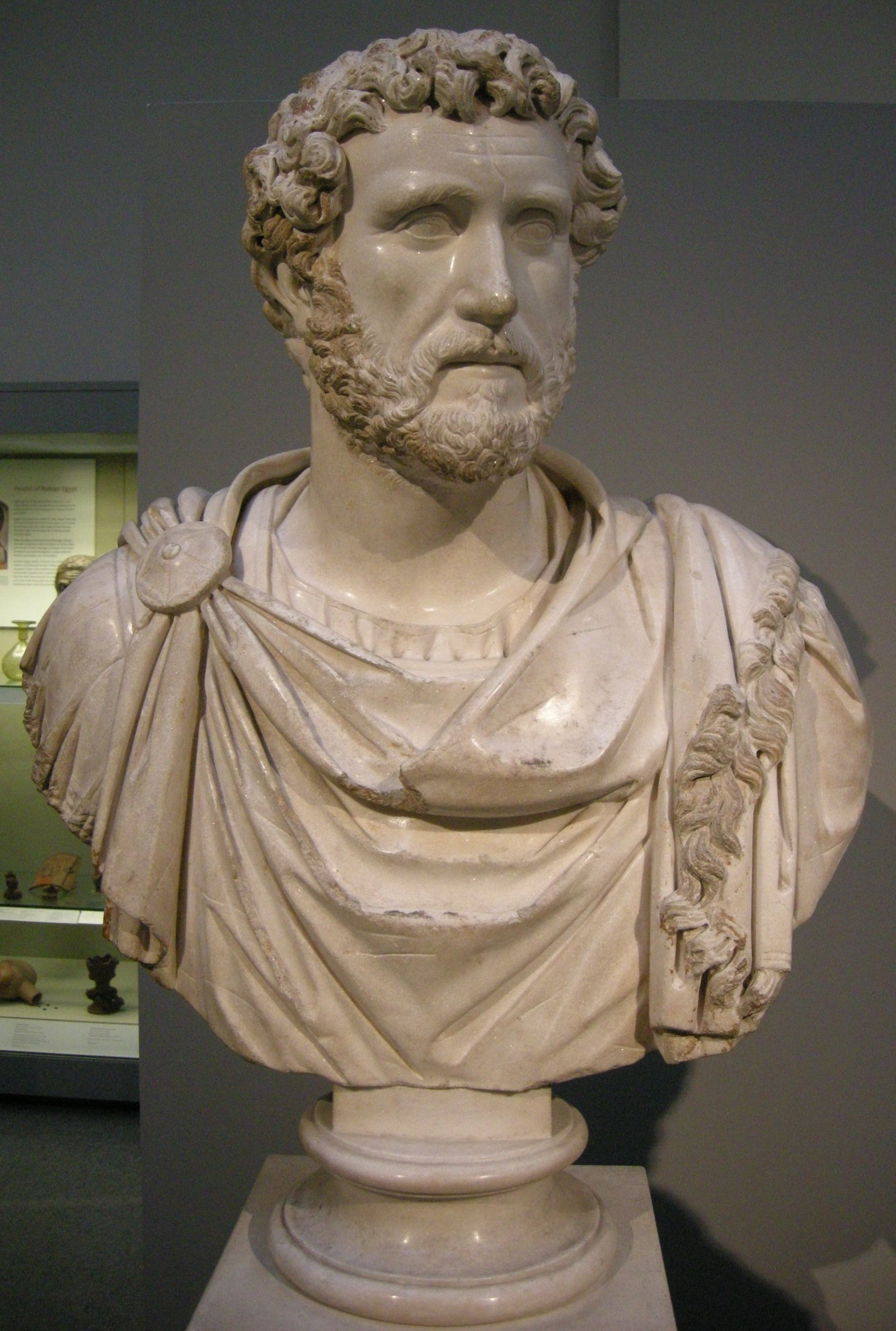
Büste des Kaisers Antoninus Pius aus Kyrene

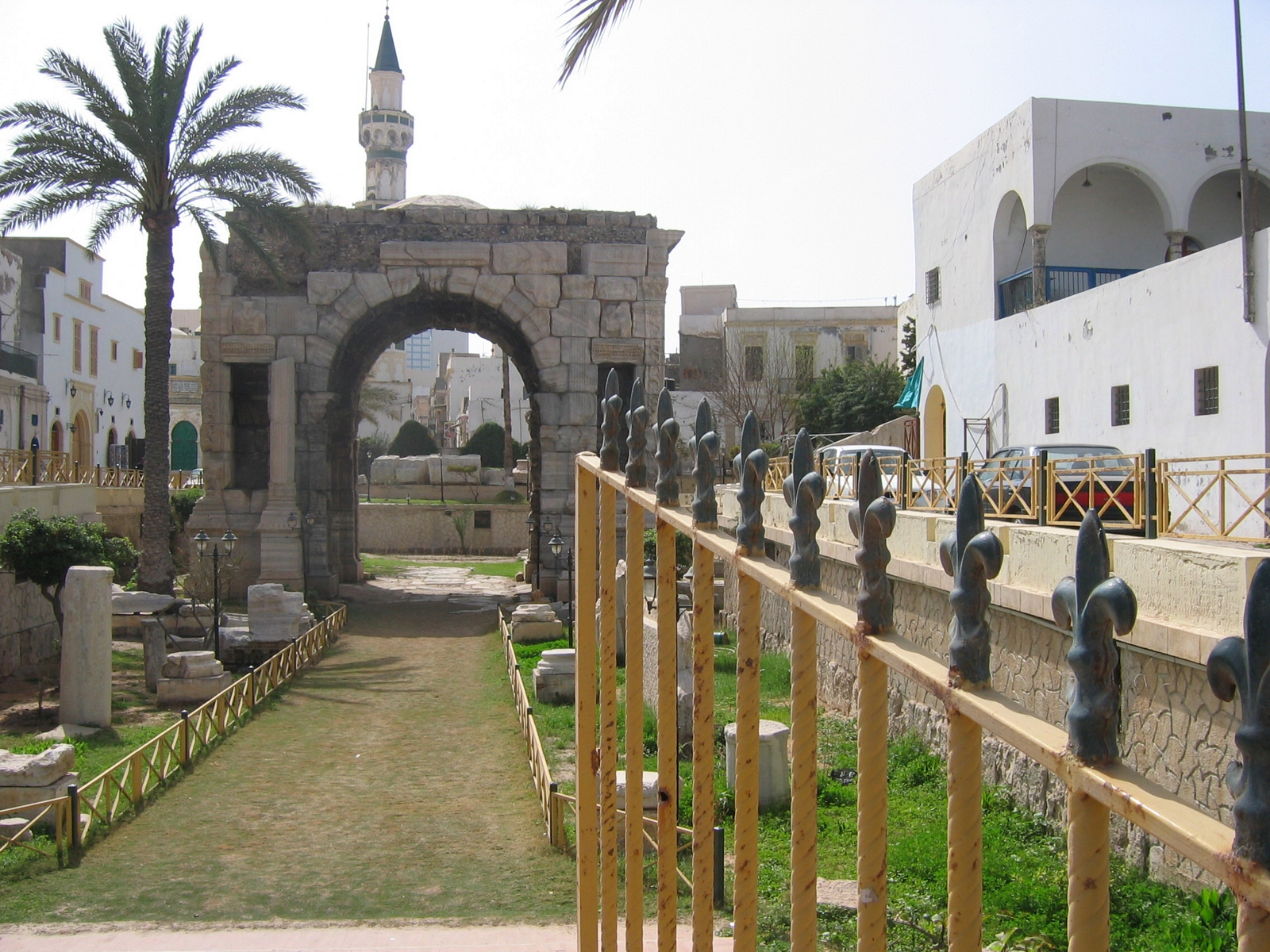
Bogen des Markus Aurelius in Tripolis

Ab 212 besaßen alle Städte des Reiches mindestens den Rang eines municipiums, was allerdings neben rechtlichen Vorteilen erhebliche finanzielle Lasten mit sich brachte. Jeder männliche Bewohner zwischen 14 und 60 musste eine jährliche Abgabe entrichten. Die kleine Gruppe der römischen Bürger war hiervon allerdings befreit, die oberen Klassen (metropolites) zahlten eine verminderte Abgabe.
Die Sicherheit der vor allem in den Städten konzentrierten Bewohner hing von den mit entsprechenden Mitteln ausgestatteten Statthaltern ab. Einer von ihnen, Romanus, der das Amt des comes Africae von 364 bis 373 bekleidete, galt als besonders korrupt. Folgt man dem spätantiken Geschichtsschreiber Ammianus Marcellinus, so scheute er sich nicht, sich von der Bevölkerung der Provinz Africa Tripolitana, das heißt vor allem von Leptis Magna, dafür bezahlen zu lassen, dass er gegen Stämme vorging, die aus dem Hinterland römische Städte überfielen. Es waren vor allem die Austoriani, die die Umgebung der Stadt, die rund 80.000 Einwohner zählte, in Razzien heimsuchten, wie es auch heute noch häufig heißt. Der auslösende Vorgang war jedoch ein anderer: Unter Jovian wurde einer ihrer Angehörigen namens Stachao hingerichtet, was die Austoriani als Unrecht ansahen und daher Rache übten. Daraufhin bewegte sich auf Bitten der Stadt Romanus mit einer Armee auf Leptis zu, doch verlangte er von der Stadt 4.000 Kamele, ohne die er nicht vorrücken könne. Die Stadt, die ihm keine solch gewaltige Herde stellen konnte, musste seine Gegenwart 40 Tage lang ertragen, bis er ohne einen einzigen Schwertstreich abzog. Eine Beschwerde beim Kaiser führte zu nichts, ebenso eine weitere. Eine dritte Delegation, die den Kaiser in Trier erreichte, hatte zur Folge, dass der empörte Kaiser Valentinian einen notarius namens Palladius entsandte, der wenigstens die Soldrückstände der Garnison ausgleichen sollte. Inzwischen belagerten die Austoriani in einem dritten Überfall, wenn auch erfolglos, acht Tage lang die Metropole, die noch nie zuvor belagert worden war. Romanus übergab Palladius nun größere Summen, doch als Palladius drohte, einen Bericht über sein korruptes und gieriges Verhalten an den Kaiser zu entsenden, drohte er ihm seinerseits, ihn wegen Bestechlichkeit bei Hof anzuzeigen. So sah sich der notarius gezwungen, einen positiven Bericht zu verfassen. Valentinian ließ daraufhin die Beschwerdeführer der Stadt Leptis wegen Vorbringens falscher Beschuldigungen zum Tode verurteilen. Erst Jahre später führte der Fund eines Briefes zur Wahrheit, dass Palladius den Kaiser belogen hatte. Dieser beging Selbstmord, Romanus musste in Mailand erscheinen. Ab diesem Zeitpunkt hören wir nichts mehr von ihm.
370 oder 372 bis 375 rebellierte der mauretanische Fürstensohn Firmus, gegen den Romanus intrigiert hatte. Gegen Romanus und den rebellierenden Firmus schickte Kaiser Valentinian seinen Feldherrn Flavius Theodosius, den Vater des späteren Kaisers Theodosius I. Er lehnte die von Firmus angebotene Unterwerfung ab. Nach der militärischen Niederlage nahm sich Firmus das Leben.
Diese Fälle zeigen, dass es nicht bloße Raubgier von Nomaden war, die sie in die Aufstände und die Plünderzüge trieb, sondern die existentielle Bedrohung durch korrupte Vertreter der Reichsmacht, die bei dem fernen Kaiserhof viel leichter Gehör fanden, als selbst die Gesandten der größten Städte, geschweige denn die Vertreter der Berberstämme.
Diesem auf römische Bedürfnisse ausgerichteten, vor allem in den Städten von der griechisch-römischen Kultur beherrschten System, von dem sich die Zentrale jedoch zunehmend entfernte, stand ein berberisches gegenüber, dem nur der Ausweg vollständiger Autonomie blieb. Die staatliche Entwicklung der Berber, die im 5. Jahrhundert v. Chr. begonnen hatte, hatten die Römer schon früher in mehreren Kriegen unterbrochen. Es kam jedoch immer wieder zu Aufständen, wie etwa 45 n. Chr., die vor allem deshalb endeten, weil Afrikaner bis in die höchsten Kreise zu Einfluss gelangten. So wurde etwa Lucius Quitus, ein Berber, Mitglied im Senat, Septimius Severus aus Tripolitanien sogar Kaiser. Doch danach setzte eine von starker Militarisierung begleitete Umkehr der Entwicklung ein. Als vor allem im 4. Jahrhundert die Donatisten aufkamen, unterstützten sie zudem aufständische Berber, wie etwa 372 bis 376 Firmus oder 396 seinen Bruder Gildon.
Wie im gesamten Reich veränderte sich im ländlichen Bereich zudem die Lage der Bauern und der Landbesitzer drastisch. Kaiserliche Gesetze schufen, vermutlich auf Initiative der großen Landbesitzer, die Voraussetzungen, um beinahe unbeschränkte Verfügungs- und Polizeigewalt an lokale Herren abzutreten, deren wachsende Wirtschaftseinheiten sich dadurch gegenüber staatlichem Einfluss zunehmend abriegelten. Die Landbevölkerung wurde zunächst gezwungen, das Land zu bebauen und Abgaben (tributum) zu entrichten. War bis ins 5. Jahrhundert vielfach die bodenbearbeitende Bevölkerung an ihr Land gebunden, während ihr Besitz ihrem Herrn gehörte, so konnten andere nach drei Jahrzehnten in diesem Rechtszustand ihren mobilen Besitz, bzw. ihr Vermögen in eigenen Besitz nehmen. Unter Kaiser Justinian I. wurde nicht mehr zwischen freien und unfreien Kolonen unterschieden. Kolone und Unfreier wurden nun identisch gebraucht, um Ackerbauer zu beschreiben, die an die Scholle gebunden waren und kein freies Eigentum besaßen.
Diese Entwicklung setzte jedoch spätestens im 3. Jahrhundert ein. Seit Konstantin dem Großen durften die Herren flüchtige Kolonen, die vor weniger als 30 Jahren verschwunden waren, in Ketten legen. Seit 365 war es den Kolonen verboten, über ihren eigentlichen Besitz zu verfügen, wohl in erster Linie Arbeitsgeräte. Seit 371 durften die Herren die Abgaben der Kolonen selbst eintreiben. Schließlich verloren die Ackerbauer 396 das Recht, ihren Herrn zu verklagen.

### Jüdische Gemeinde, Aufstand (115–118)

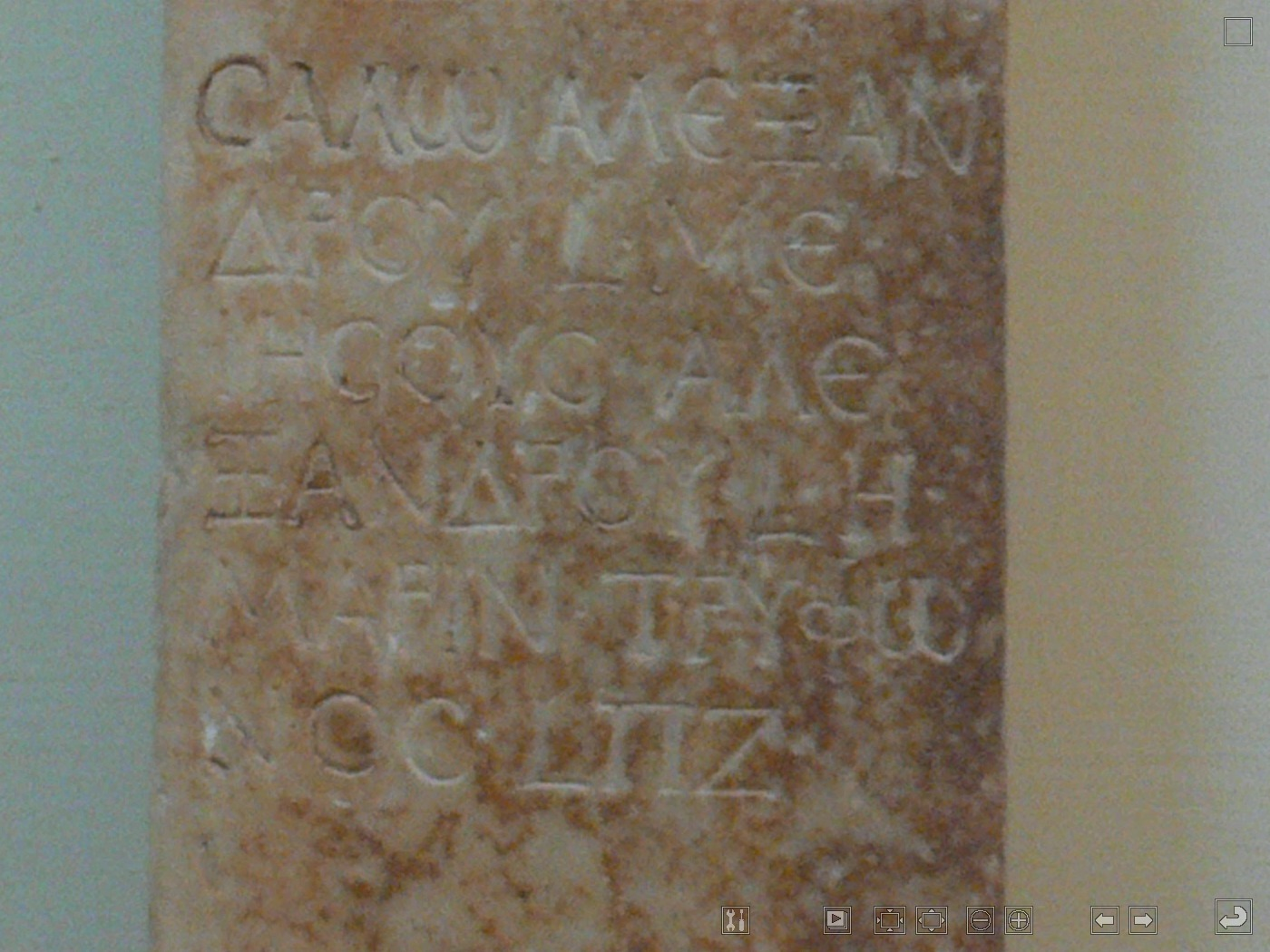
Griechische Inschrift auf der Grabstele einer jüdischen Familie (1. Jh. v. Chr.)

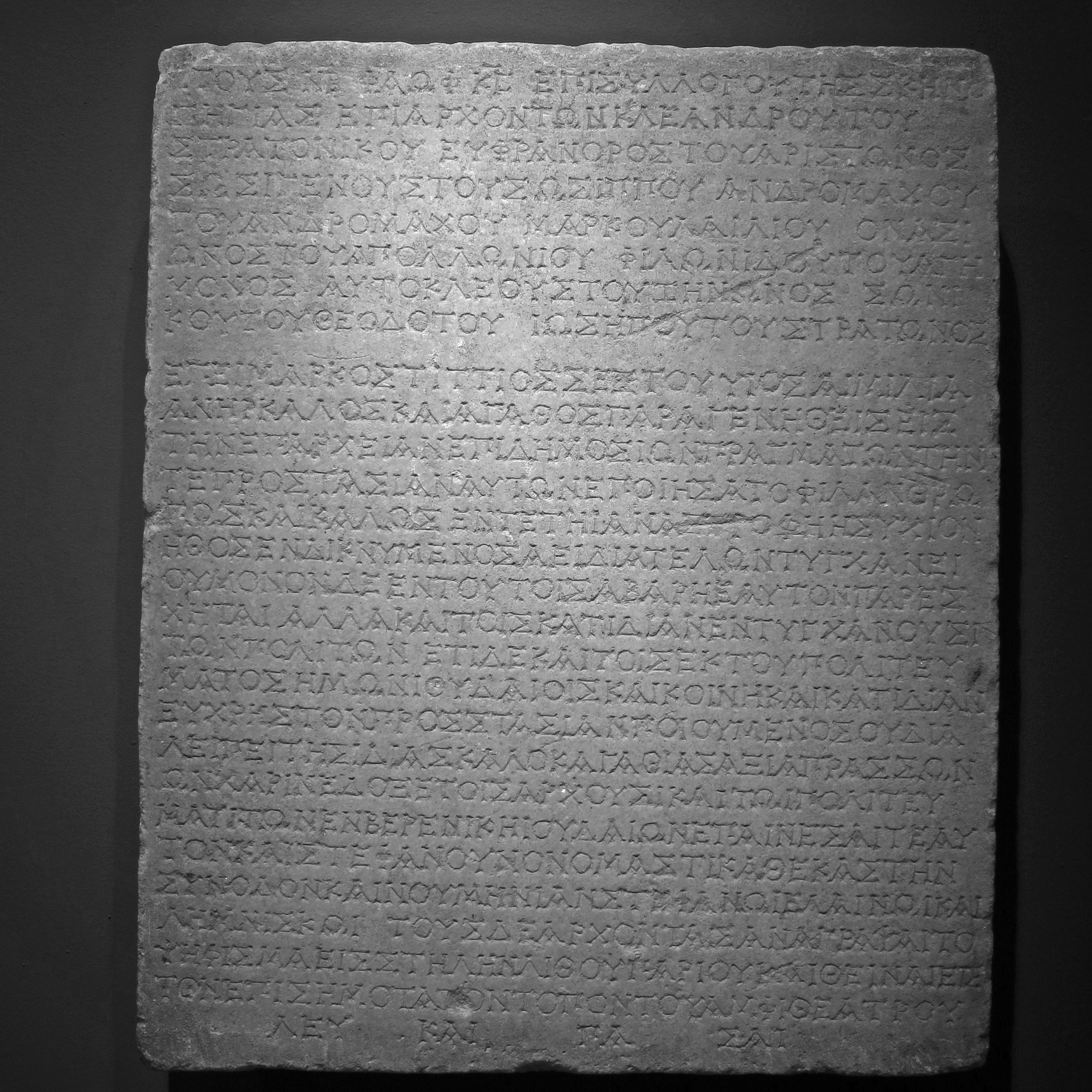
Dekret der jüdischen Gemeinde (politeuma) von Berenike zu Ehren eines Marcus Titius, Sohn des Sextus, 22 oder 25 n. Chr. Die Stele besteht aus Marmor von der Insel Paros und weist noch rote Farbspuren auf. Sammlung Cardin Le Bret (18. Jahrhundert), später Sammlung Clarac des Musée Saint-Raymond, Toulouse

Die jüdischen Gemeinden bestanden vor allem aus Bauern und Soldaten, es lassen sich aber auch Handwerker nachweisen, ebenso wie ein begrenzter Handel. Gemeinden lassen sich in Berenike, Kyrene, Ptolemais, Apollonia, Teucheira und möglicherweise Barka wahrscheinlich machen, doch auch außerhalb der Pentapolis bestanden offenbar Gemeinden, die wahrscheinlich auch das Umland einschlossen. In Berenike bestand offenbar eine Synagoge am Meer. Zu besonderen Feiertagen versammelte sich die mehrere Hundert, vielleicht auch mehrere Tausend Angehörige zählende Gemeinde in einem wahrscheinlich ihr gehörenden „Amphitheater“, das vielleicht um 25 v. Chr. errichtet wurde. Man muss sich jedoch kein elliptisches Gebäude vorstellen, den ‚ampho‘ bedeutet nichts anderes, als ‚auf beiden Seiten‘.
Während der römischen Kampagne gegen die Garamanten in den Jahren 20 bis 2 v. Chr. kamen anscheinend Militärsiedler aus Syrien in die Kyrenaika, darunter auch jüdische; daher darf es nicht wundern, dass Flavius Josephus die Gemeinden mit dem militärischen Begriff syntagmata bezeichnet. Diese Siedler übertrugen mitunter den Namen ihres Herkunftsortes auf die neue Siedlung, wie etwa im Fall von Magdalis in der Martuba-Region, möglicherweise auch von Targhuna, das vielleicht auf Trachon im syrischen Auranitis zurückging. Die größte Gemeinde bestand wohl in Kyrene, wo im Jahr 73 n. Chr. allein 3.000 relativ wohlhabende und 2.000 als mittellos geltende Bewohner Juden waren. Nach Flavius Josephus strebten sie seit Augustus Rechtsgleichheit mit den übrigen Stadtbewohnern an, die Alexandriner hatten diese Gleichstellung bereits durch Alexander den Großen erhalten. Die jüdischen Gemeinden der Kyrenaika waren jedoch von den städtischen Gemeinden getrennte Körperschaften. Doch wenigstens einige Juden erwarben die Bürgerschaft, um die Zeitenwende erlangten Juden Abschlüsse am Gymnasion von Kyrene. Einige wenige stiegen sogar in die lokalen Administrationen auf.
Eine eigene Binnenorganisation der Gemeinden geht auf ptolemäische Zeit zurück, sie ist unter dem Namen politeuma für die Jahre 8 v. Chr. sowie 24/25 und 56 n. Chr. in Berenike fassbar. Die Römer akzeptierten solcherlei Selbstorganisation, wenn sie keinen politischen Zwecken diente. Die jüdischen Gemeinden sorgten etwa für die Einsammlung der kollektiven Beiträge für den Tempel von Jerusalem und für die Pflege des Glaubens, für die Errichtung eigener Friedhöfe oder den Unterhalt einer internen Gerichtsbarkeit. Bei der Wahrnehmung öffentlicher Aufgaben mussten sie weder an jüdischen Feiertagen vor Gericht erscheinen, noch die römischen Götter oder den Kaiser rituell ehren.
Schon im 3. Jahrhundert v. Chr. unterhielten Juden Kontakte zu Libyern. So nahm einer ihrer Könige in der Zeit Arkesilaos III., ein Mann namens Aladdeir, König in Barka, den jüdischen Namen Eleazar an. Seine Nachkommen lebten in Barka. Im Maghreb bekannten sich später ganze Stämme zum jüdischen Glauben, jedoch ist dies für die libyschen Stämme nicht nachgewiesen. Arabische Traditionen legen nahe, dass es in verschiedenen Dörfern jüdische Traditionen gab, wie etwa in Gubba, Negharnes oder Messa, aber auch Ras e-Sabbat oder Kaf e-Sabbat nördlich von Barka.
Während des Bürgerkriegs von 91 bis 82 v. Chr., der in Kyrene mit einer aristokratischen Regierung unter Arataphila endete, kam es zu einem jüdischen Aufstand oder internen Streitigkeiten (stasis), von dem bzw. denen nichts weiter bekannt ist. Vielleicht bestand ein Zusammenhang zum Aufstand der unteren Gesellschaftsschichten in der ägyptischen Thebais ab 88 v. Chr. Auch an anderen Stellen im östlichen Mittelmeer verursachten die Kriege des Königs Mithridates heftige soziale Aufstände, in Rom zu Bürgerkriegen. Die Piraterie nahm bis dahin nicht gekannte Ausmaße an. Gleichzeitig brachte die römische Herrschaft ein Ende der Kontrolle durch den ptolemäischen Libyarchen, so dass ein Libyerkönig namens Anabus sich mit der Pentapolis verbünden konnte. Vielleicht gerieten die libyschen Nomaden, die wahrscheinlich nun größere Bewegungsfreiheit mit ihren Herden genossen, infolgedessen mit den jüdischen Bauern in Konflikt. Letztere waren schon durch die ptolemäische Politik der Ausdehnung von Staatsgütern zu Lasten der kleinen und mittleren Bauern unter Druck geraten. Mit den Römern wurde das Staatsland zum ager publicus, möglicherweise aber auch nur der persönliche Besitz des letzten ptolemäischen Herrschers. Die griechischen Bewohner zahlten eine Abgabe, die Libyer eine Weideabgabe.
Die wirtschaftliche Depression der Kyrenaika nahm Rom als Vorwand 75/74 v. Chr. das Land vollständig in Besitz zu nehmen und als Provinz gemeinsam mit Kreta einzurichten. Offenbar wollte man so Auseinandersetzungen ein Ende setzen, die zur Flucht von Bauern geführt hatten; bis 2 v. Chr. gelang es Rom, das Bündnis der Städte mit den südlichen Nomaden endgültig zu zerbrechen. Das Land wurde neu aufgeteilt, publicani nahmen Ansiedlung und Abgabeneinzug vor. Es entstand ein Ausbeutungssystem im Bündnis mit den römischen Amtsinhabern in den Städten, das Augustus 7/6 v. Chr. dazu veranlasste einzugreifen. Er gestattete den Betroffenen, Gerichte anzurufen. Das System der Transhumanz, das die publicani gefördert hatten, die etwa Abgaben auf die Wolle einzogen, zerstörte offenbar die lokale Ökonomie, denn die Ausbeutung durch die publicani lohnte sich offenbar ab Mitte des 1. Jahrhunderts nicht mehr. Lucius Acilius Strabo wurde im Jahr 59 als eine Art Vermittler eingesetzt, doch letztlich entschied Kaiser Nero persönlich über die Frage, ob das Land Rom oder den Bewohnern der Kyrenaika gehörte, nachdem der Senat dies nicht entscheiden mochte. Er überließ den Bewohnern der Landschaft ihren Grund als Konzession, wobei die früheren Besitzer wohl abgewiesen wurden. Diese Wiederherstellung römischen Staatseigentums lässt sich anhand dreier Grenzsteine, die dies ausdrücklich erwähnen, auch archäologisch nachweisen. Damit hatten die älteren Siedler, darunter die Juden, endgültig ihren Schutz vor Überfällen der Libyern, den Schutz der ptolemäischen Könige verloren, und vor allem waren sie schutzlos den römischen conductores ausgeliefert. Damit war der Weg für die Entstehung eines landlosen Proletariats geebnet. Vielleicht unter Kaiser Trajan bereiste Hyginus Gromaticus das Land, ein Landvermesser, dem die Verteilung der Besitzverhältnisse nicht entging.
Im Jahre 115, während Trajan seinen Eroberungskrieg im Osten führte, brach in den östlichen Diasporaländern ein umfassender jüdischer Aufstand aus. Er entwickelte sich bald zum offenen Krieg, der auf die Kyrenaika und Libyen, auf Ägypten, Mesopotamien und Zypern übergriff. Diesem Krieg gingen Gefechte zwischen Juden und Christen in Alexandria und Kyrene voraus, doch richtete er sich bald gegen Rom. Die Kämpfe waren so heftig, dass noch nach drei Jahrzehnten Städte verwüstet waren. Zudem weisen Inschriften aus der Zeit Kaiser Hadrians darauf hin, dass die Straße zwischen Kyrene und Apollonia „während des jüdischen Aufstands verwüstet und unbenutzbar gemacht worden war“. Auch wenn Cassius Dio (Römische Geschichte, LXVIII, 32) 100 Jahre später sicherlich jeden erdenklichen Vorwurf der Unmenschlichkeit der Aufständischen versuchte aufzuhäufen, wie es häufig zwischen politisch-religiösen Gegnern geschah, so spiegelt sich in seiner Beschreibung wohl auch die Erinnerung an die Brutalität der Auseinandersetzungen wider: „Inzwischen hatten die Juden der Kyrenaika einen gewissen Andreas zum Anführer gemacht und vernichteten sowohl Römer als auch Griechen. Sie aßen vom Fleisch ihrer Opfer, machten sich Gürtel aus Eingeweiden, schmierten sich mit dem Blut ein und kleideten sich in die Häute; viele zersägten sie von oben nach unten, andere warfen sie wilden Tieren vor und wieder andere zwangen sie, als Gladiatoren zu kämpfen. Insgesamt starben zweihundertzwanzigtausend Menschen.“ Am Ende sahen sich die Kaiser veranlasst, zahlreiche Kolonisten ins Land zu holen, um die menschlichen Verluste auszugleichen.
Anscheinend unterstützten die nichtgriechischen Bauern die Juden gegen Rom, denn dort, wo sie es nicht taten, wurden sie mit Lob überhäuft. Die jüdischen Armeen zogen nach Ägypten, doch unterlagen sie schließlich den Legionen Kaiser Hadrians im Jahr 118. Anführer des Aufstands war ein Jude namens Andreas oder Lukas; vermutlich trug er sowohl einen hebräischen wie auch einen griechischen Namen. Da er als König bezeichnet wird, wird er als messianischer Prätendent anzusehen sein, vergleichbar mit Simon bar Kochba, dem Anführer im letzten großen Aufstand der Juden von 132 bis 135. In Kyrene scheinen vor allem die griechischen Tempel Ziel der Zerstörungen gewesen zu sein. Die Tempel des Apollon, des Zeus, der Dioskuren, der Demeter, der Artemis und der Isis, aber auch die Symbole römischer Herrschaft wie das Caesareum, die Basilika und die Thermen wurden zerstört oder schwer beschädigt. Neu errichtete Gebäude und Meilensteine geben als Grund der Erneuerung den jüdischen Aufstand (tumultus Iudaicus) an. Die jüdische Gemeinde verschwand nach den Kämpfen zwar nicht, doch war die Zeit ihres großen Einflusses vorbei, nachdem die römische Herrschaft ihr eine lange Phase des ökonomischen Niedergangs und des Verlustes ihrer Landrechte beschert hatte.

### Christianisierung, religiöse Konflikte

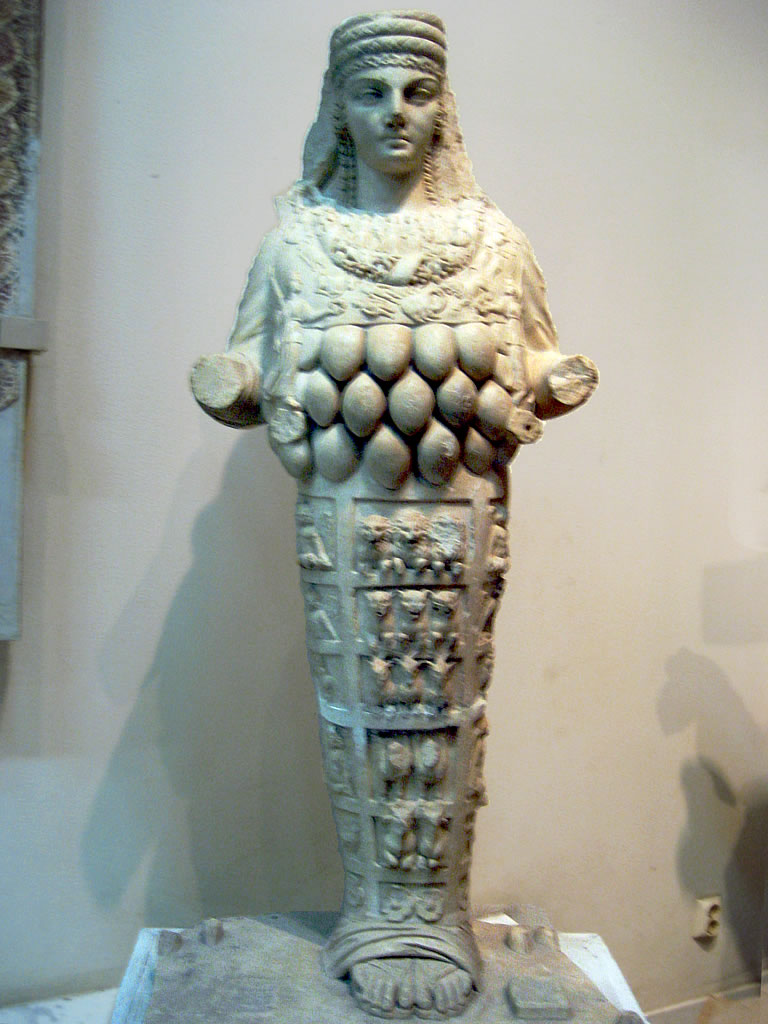
Statue der Artemis aus Leptis Magna, Nationalmuseum Tripolis 2010

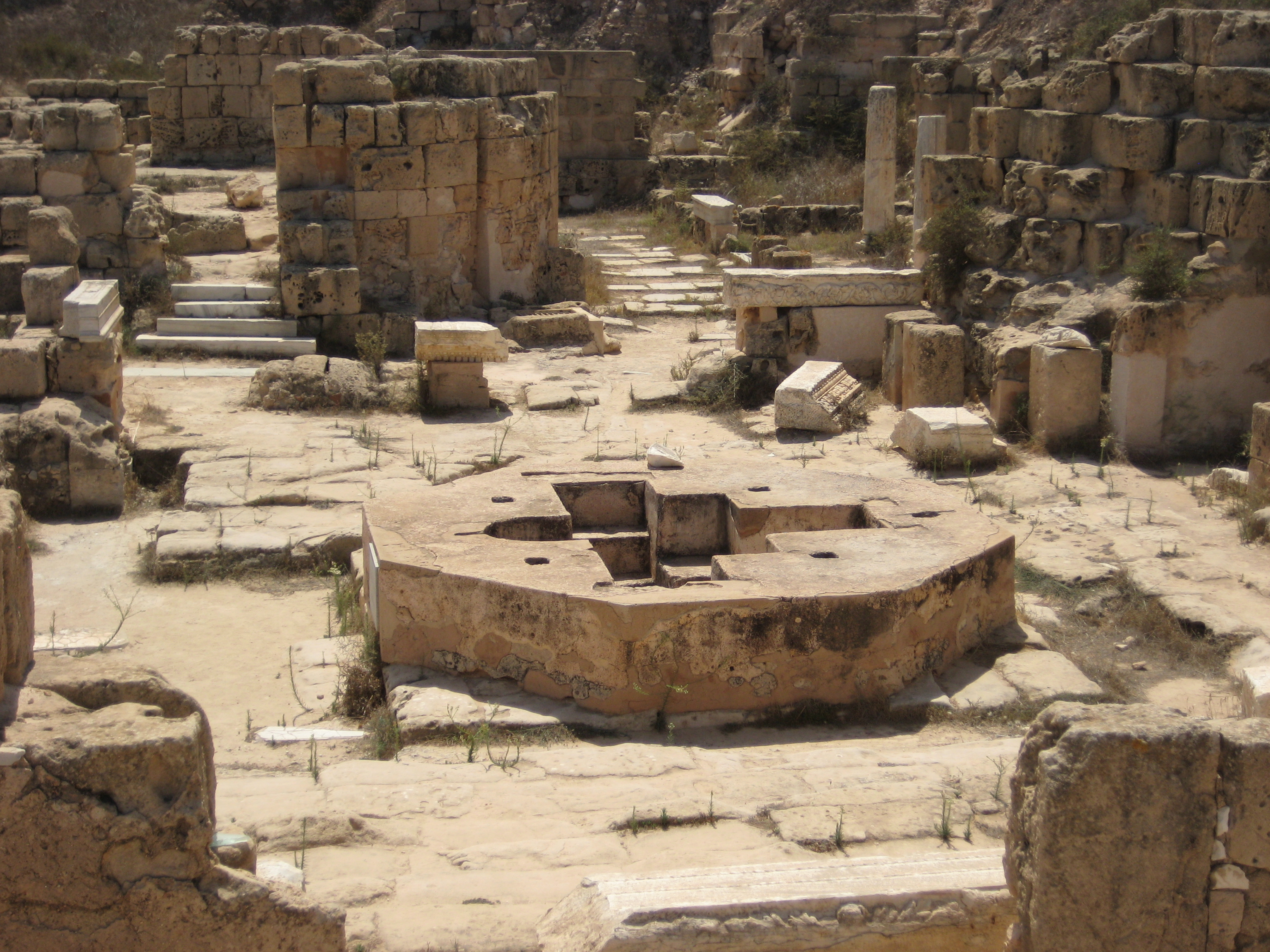
Baptisterium in der Basilika des Apuleius in Sabratha

Mit der Verlegung der Reichshauptstadt von Rom nach Byzanz wurde das Christentum nach und nach die dominierende Religion im Römischen Reich, 380 sogar Staatsreligion. Es dürfte sich von Ägypten her ausgebreitet haben, wo der Evangelist Markus spätestens im 4. Jahrhundert mit Wallfahrten verehrt wurde. Nach koptischer Tradition stammte Markus sogar aus Kyrene (oder der Gegend von Kairuan in Tunesien), von wo seine jüdischen Eltern aus Angst vor Angriffen der Berber nach Palästina flohen. Demnach ging er 48 n. Chr. von Palästina nach Alexandria. Mit der zunehmenden Privilegierung durch den Staat, wozu die Steuerfreiheit zählte, entstand eine steilere kirchliche Hierarchie. Die Bischöfe in der jeweiligen Metropolis der Provinzen wurden ab 325 Erzbischöfe, denen die anderen Bischöfe der Provinz Gehorsam schuldeten. Unterhalb der Bischofsebene fanden sich Diakone und Diakoninnen, Presbyter und Lektoren, hinzu kamen Totengräber, Türhüter, Protopresbyter und Subdiakone. Der Klerus war dabei der einzige Stand, zu dem alle sozialen Schichten Zugang hatten, wenn auch nicht jeder in die höchsten Positionen der bedeutendsten Kirchenzentren aufsteigen konnte und die höheren Schichten wohl nicht nach einem Bistum in wenig angesehenen Gebieten strebten. Den Klerus auf den Landgütern der Großgrundbesitzer stellten die dort wohnenden Kolonen.
Synesios von Kyrene (um 370 bis nach 412), ab 410 bzw. 411 Bischof von Ptolemais, erhielt seine Ausbildung in Alexandria. Als Neuplatoniker verehrte er Hypatia, die letzte heidnische Neuplatonikerin. Synesios wurde von Theophilos, dem Patriarchen von Alexandria 411 zum Bischof erhoben. Seit 325 gehörte die Kirchenprovinz zur Hauptstadt Ägyptens. Dem koptischen Papst untersteht die Kirchenprovinz in Rechtsfragen noch heute. Synesios hielt als Platoniker an seiner Überzeugung von der Ewigkeit der Welt und der Präexistenz der Seele fest. Er verwarf die Auferstehung des Fleisches, kirchliche Dogmen, die er als Philosoph unannehmbar fand, hielt er für Mythen, die nur für Unverständige bestimmt seien, er blieb verheiratet. Gegen den Praeses Andronikos, dem er schwere Verbrechen vorwarf, ging er mit der Exkommunikation vor, Andronikos wurde abgesetzt. Synesios setzte sich beim Patriarchen Theophilos für den gestürzten Statthalter ein.

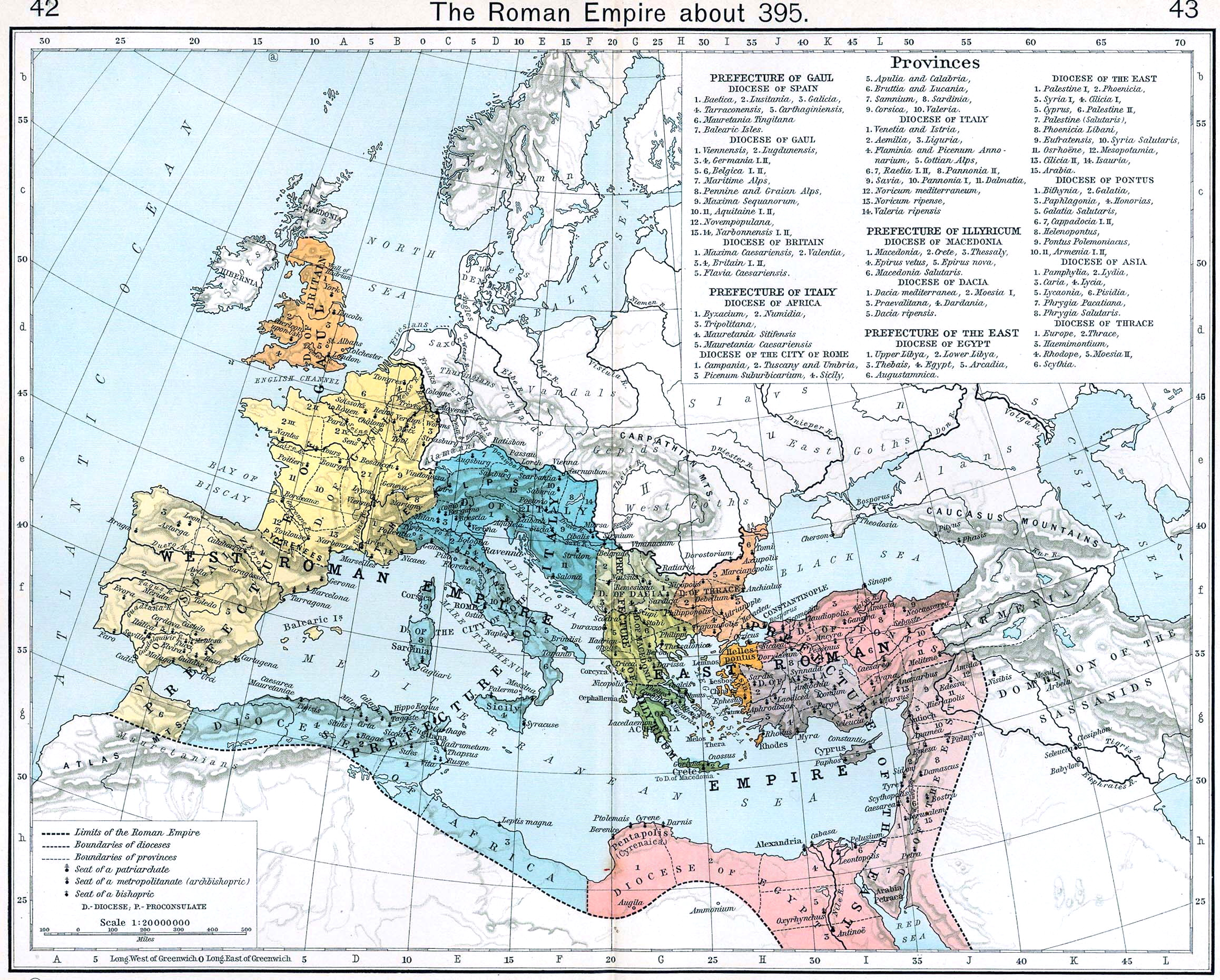
Das Römische Reich im Jahr 395

Nach der Teilung des Römischen Reiches 395 wurde Tripolitanien an das Weströmische, Kyrenaika an das Oströmische Reich angegliedert. Das Griechische erlangte über das Lateinische als Amtssprache im Osten des Reiches endgültig die Oberhand. Unter Justinian I. sind noch letzte heidnische Kulthandlungen belegt.
Die religiösen Konflikte setzten sich im Osten des Reiches fort, doch nun handelte es sich eher um theologische Auseinandersetzungen innerhalb des Christentums, die um christologische Fragen kreisten. 412 starb Theophilus, sein Nachfolger wurde Kyrill, einer der mächtigsten Kirchenmänner seiner Zeit, der 431 auf dem ökumenischen Konzil von Ephesos seine theologischen Positionen für die Reichskirche verbindlich durchsetzen konnte und bis heute als wichtigste Gründergestalt der Miaphysiten gilt. Kyrills Nachfolger Dioskur, der 444 das Patriarchenamt übernahm, konnte sich auf der so genannten Räubersynode von Ephesos 449 mit seiner monophysitischen Lehre zunächst durchsetzen. Doch nur zwei Jahre später kam es auf dem vierten ökumenischen Konzil in Chalcedon zur Spaltung: Papst Leo der Große verwarf die monophysitische Lehre, und die Konzilsmehrheit und Kaiser Markian schlossen sich dieser Position an. Die Ägypter hielten aber mehrheitlich an der Ablehnung der Konzilsbeschlüsse fest, was immer wieder zu Spannungen zwischen Ägypten und Konstantinopel führte.
Der Monophysitismus entstand vor dem Hintergrund von Rivalitäten zwischen dem Patriarchat von Alexandria und dem von Antiochia. Außer in Ägypten gewann der Monophysitismus auch in Syrien zunehmend an Boden. In den 480er Jahren versuchten die Kaiser, eine im Henotikon formulierte Kompromisslösung durchzusetzen, die alle Streitpunkte zwischen „orthodoxen“ und „monophysitischen“ Christen ausblendete und die Beschlüsse von Chalkedon ignorierte; doch dieser Versuch scheiterte und führte statt zu einer Einigung mit den Monophysiten nur zum 30 Jahre währenden Akakianischen Schisma mit der römischen Kirche (bis 519). Auch das 2. Konzil von Konstantinopel von 553 konnte keine Einigung erzielen. Gleiches galt für die kurzlebige Förderung der monophysitischen Sonderströmung des Aphthartodoketismus durch Kaiser Justinian I.
Im frühen 7. Jahrhundert wurde als Versuch einer Kompromisslösung der Monotheletismus entwickelt. Danach besitzt Jesus eine göttliche und eine menschliche Natur. Göttliche und menschliche Natur haben in ihm aber nur einen einzigen, gemeinsamen Willen. Auch dieser Versuch, den Abstand zwischen Monophysitismus und der Position von Chalcedon zu überbrücken, scheiterte. Der Monotheletismus wurde nach dem Einspruch von Maximus Confessor in der Reichskirche zurückgewiesen. Schon seit etwa 640 betrieb dieser seine Polemik gegen den Monotheletismus, der vielfach von Flüchtlingen aus den von Arabern eroberten oströmischen Gebieten mitgebracht wurde. Er konnte 645 in einer öffentlichen Disputation den ehemaligen Patriarchen von Konstantinopel Pyrrhos von seiner dyotheletischen Lehre überzeugen. Die beiden Lehren stimmten zwar darin überein, dass Jesus Christus zwei Naturen, nämlich eine göttliche und eine menschliche habe, aber in Konstantinopel herrschte zu dieser Zeit der Glaube an nur einen Willen oder Ziel vor, während Karthago und auch Rom die Auffassung von zwei getrennten Willen vertraten.
Während die religiösen Konflikte die Monophysiten von Konstantinopel entfremdeten, setzten sich die Regionalkonflikte fort. Kaiser Markian bekämpfte während seiner Herrschaft (450–457) Nubier und Blemmyer, von Westen bedrohten die (arianischen) Vandalen Tripolitanien und die Kyrenaika mit ihrer Flotte, in der ersten Hälfte des 7. Jahrhunderts waren es Perser und muslimische Araber.

## Vandalen in Tripolitanien, Rückeroberung durch Ostrom, Expansion der Berber
siehe auch: Byzantinische Zeit (Maghreb)

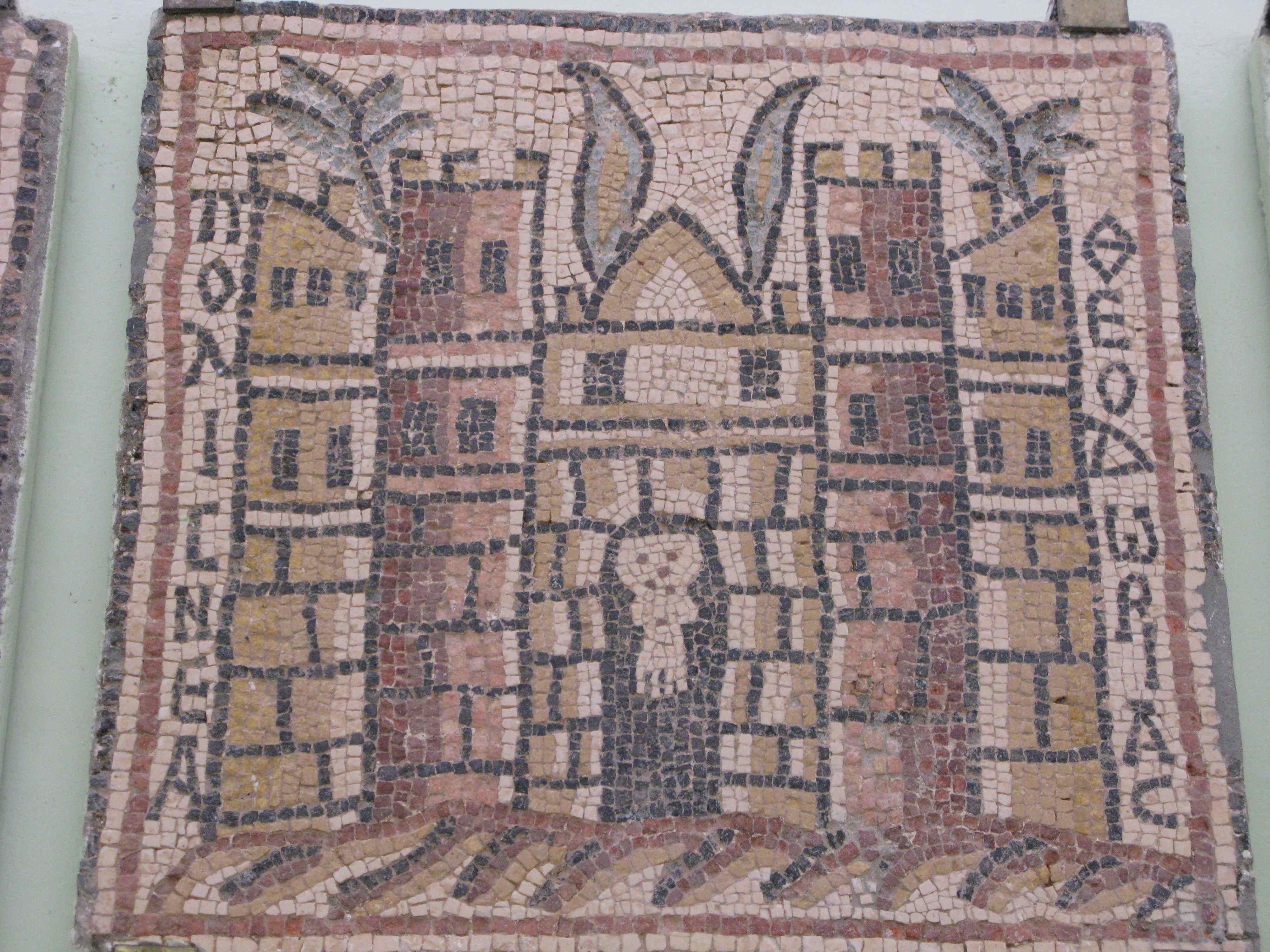
Mosaik, das an die Neugründung von Olbia durch Kaiserin Theodora I. erinnert

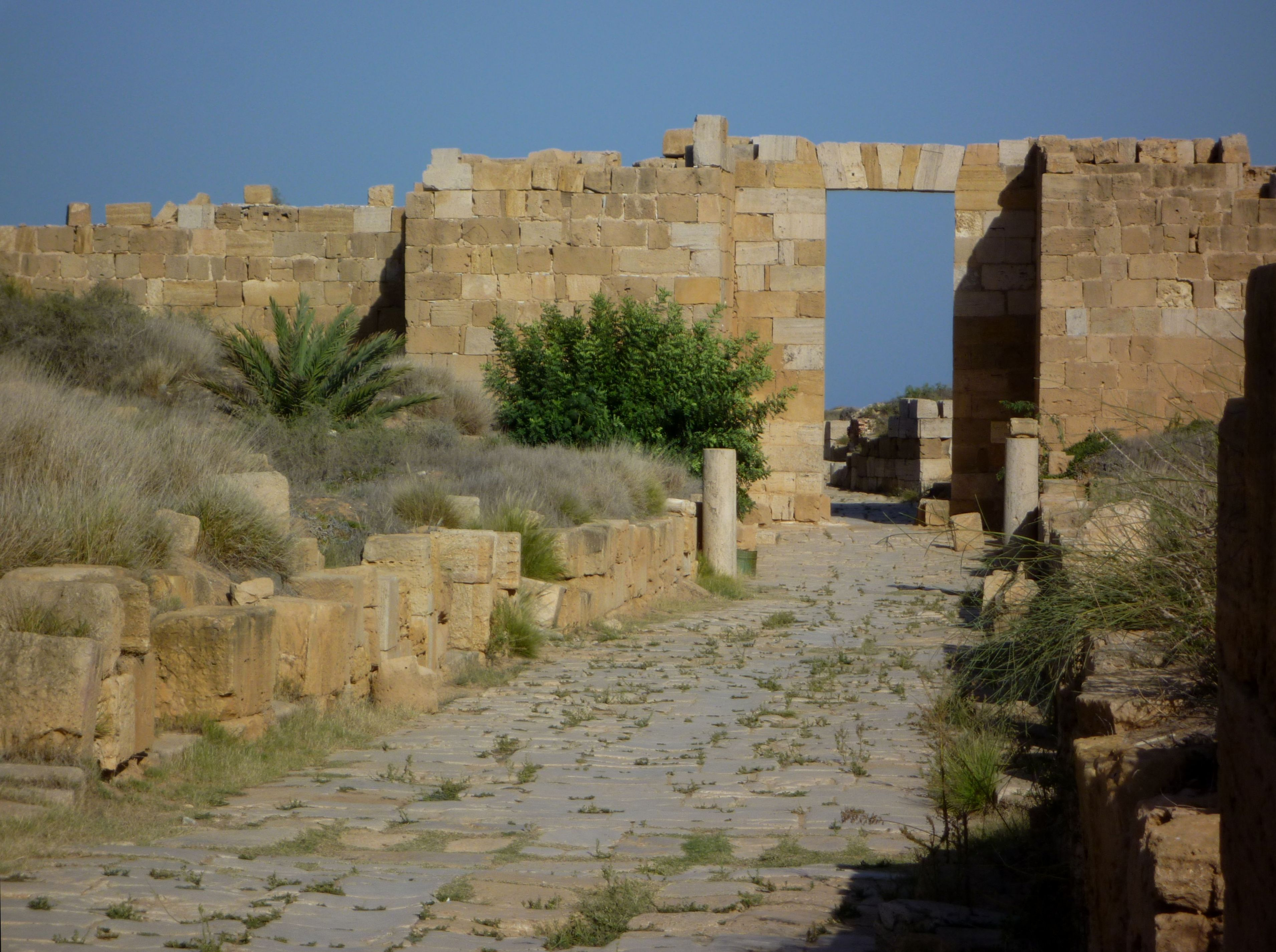
Das byzantinische Tor von Leptis Magna

Im Zuge der Völkerwanderung setzten 429 vielleicht 50.000 (Prokop) oder 80.000 Vandalen und Alanen von Südspanien nach Afrika über. Dies entsprach einer Streitmacht von etwa 10.000 bis 15.000 Mann. Einige Berberstämme unterstützten sie, ebenso wie Anhänger des Donatismus, die sich Schutz vor der Verfolgung durch die römische Staatskirche erhofften. 439 eroberten die Vandalen Karthago, wobei ihnen die dort stationierte Flotte in die Hände fiel. Mit ihr gelang den Vandalen die Eroberung Sardiniens, Korsikas und der Balearen und vor allem plünderten sie im Jahr 455 Rom. Dabei griff König Geiserich erstmals auf Mauren zurück, also Berber, von denen einige Gruppen ihrerseits im Grenzgebiet zur Sahara zunehmende Selbstständigkeit erlangten.
Vandalen drangen 450 in Tripolitanien ein, die dortigen Machtverhältnisse sind jedoch unklar. 456 versuchte Rom einen Gegenangriff, der jedoch stecken blieb. Ein großangelegter Versuch west- und oströmischer Truppen, Africa zurückzuerobern, scheiterte 468. Ein weiterer wurde im Jahr 470 unternommen, möglicherweise auf dem Landweg über Tripolitanien. Doch auch dieser scheiterte.
Die Vandalen hingen dem Arianismus an, einer Glaubensrichtung, die auf dem 1. Konzil von Nicäa zur Häresie erklärt worden war. Besitz der katholischen Kirche wurde in ihrem Machtbereich beschlagnahmt. Dabei schottete sich die verhältnismäßig kleine Eroberergruppe von den provinzialrömischen Untertanen ab. Zugleich erhielten die vandalischen und alanischen Krieger Landgüter, wozu ein Teil des Grundbesitzes der provinzialrömischen Bevölkerung aufgeteilt wurde. Die an den Boden gebundenen Kolonen dürften dabei nur die Herren gewechselt haben; die kaiserlichen Güter wurden wohl einfach in königliche Güter verwandelt und dienten der nunmehr herrschenden Dynastie.

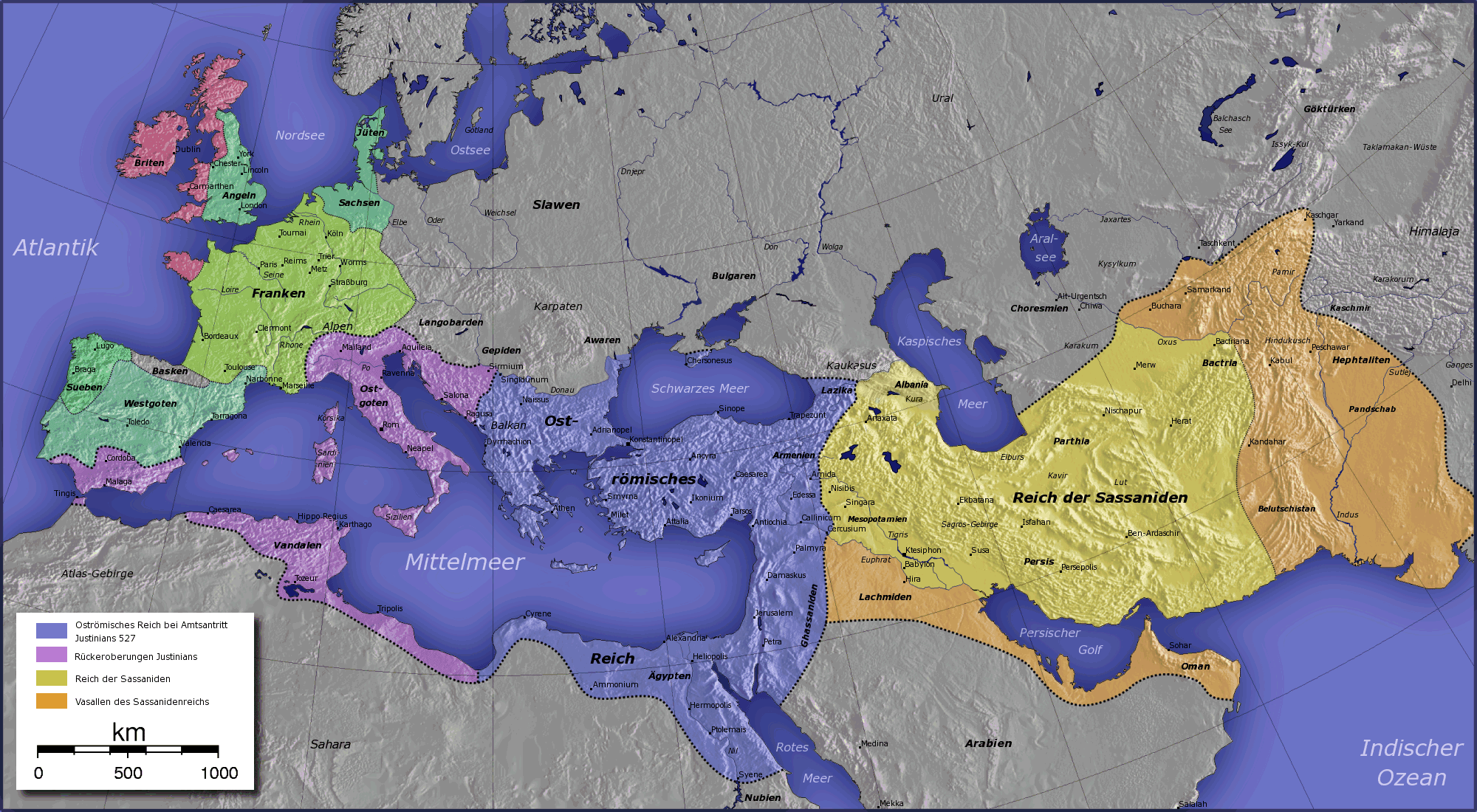
Expansion des Oströmischen, des Persischen und des Frankenreichs im 6. Jahrhundert, Reiche der Ostgoten und Vandalen

Der Nachfolger des Reichsgründers Geiserich, sein ältester Sohn Hunerich ließ wohl Anfang 483 rund 5000 katholische Kleriker gefangensetzen und in den Süden der Byzacena deportieren, dann weiter südwärts in maurisches Gebiet. In zwei Edikten schloss Hunerich alle katholischen Kirchen und forderte den Übertritt zum Arianismus, ähnlich wie es frühere kaiserliche Edikte gegen Häretiker getan hatten. Die Bischöfe zwang er zu einem Eid auf seinen Sohn Hilderich als Thronfolger, machte sie aber daraufhin wegen Verstoßes gegen das biblische Schwurverbot zu Kolonen. Wer sich weigerte, den Eid zu leisten, wurde nach Korsika verbannt und schwerer körperlicher Arbeit unterworfen. Trotz einiger Erfolge verloren die Vandalen an Ansehen, vor allem, weil sie kein Mittel gegen die Berber fanden, die Stück für Stück vandalisches Gebiet besetzten. König Hilderich distanzierte sich zugleich vom Arianismus. Mauren unter Führung eines gewissen Antalas schlugen im Osten Tunesiens eine vandalische Armee. Am 15. Juni 530 stürzte eine Verschwörung, bei der ein Urenkel Geiserichs namens Gelimer eine zentrale Rolle spielte, den König. Zunächst bemühte er sich, Aufstände, darunter auf Sardinien und in Tripolitanien, niederzuschlagen.
Gelimer wurde von Ostrom als Usurpator betrachtet, sein Sturz vorbereitet. 533 landeten 16.000 Mann unter Führung des oströmischen Feldherrn Belisar in Africa. Das Reich der Vandalen ging nach der Schlacht bei Tricamarum unter. König Gelimer setzte sich nach Bulla Regia ab, ungefähr 160 km westlich von Karthago. Sein Bruder Tzazon, der Statthalter auf Sardinien, stieß Anfang Dezember 533 zu ihm, doch kam er zusammen mit 3.000 Vandalen in der besagten Schlacht ums Leben, Gelimer floh zu den Berbern, wurde jedoch bald gefangen genommen. Zwar war am 15. September 533 Karthago an Belisar gefallen, doch erst 546 konnte die Eroberung endgültig abgeschlossen werden.
Tripolitanien wurde ab 533 gleichfalls wieder Bestandteil des Oströmischen Reichs. Nach der Zerstörung durch die Vandalen und nach Übergriffen durch Laguatan (Lwatae)-Nomaden erfolgte nun 539 die Neugründung von Olbia als Polis Nea Theodorias durch Kaiser Justinian I. Die Gründung erfolgte zu Ehren der kaiserlichen Gemahlin Theodora I., die ihre Jugend in dem nahe gelegenen Apollonia verbracht hatte. Die gesamte Region gehörte Ende des 6. Jahrhunderts zum Exarchat von Karthago.
Karthago wurde zunächst Sitz eines oströmischen Statthalters, eines Prätorianerpräfekten, der für zivile Angelegenheiten zuständig war und dem sechs Gouverneure unterstanden. Für den militärischen Bereich wurde ein Magister militum für das kaiserliche Nordafrika eingesetzt, dem vier Generäle unterstanden.
Die nordafrikanische Kirche erreichte bereits um 535 die Erneuerung ihrer alten Privilegien und wehrte sich zugleich gegen den zunehmenden Einfluss der Kirche von Konstantinopel. Der Bischof von Karthago erhielt 535 vom Kaiser die Würde eines Metropoliten.
Die Bindung der Bauern an den Boden, die im Oströmischen Reich bereits Rechtspraxis war, wurde nun auf das ehemalige Vandalenreich und demnach auch auf Tripolitanien übertragen. So übertrug etwa Kaiser Justin II. 570 eine entsprechende Novelle Kaiser Justinians aus dem Jahr 540, die für Illyricum Gültigkeit besaß, auf Africa. 582 wurde diese Übertragung bestätigt. Diese Novelle, die den Status der Kinder von Kolonen und Freien festsetzte, wurde dabei auf Initiative des Bischofs von Karthago Publianus und der Grundbesitzer der Proconsularis auf die Provinz übertragen. Die Provinz wurde unter Kaiser Maurikios um 590 als Exarchat von Karthago reorganisiert, womit, ähnlich wie in Italien, militärische und zivile Befugnisse zusammengefasst wurden, was in der Spätantike ansonsten unüblich gewesen war.
Prokop berichtet, dass die Bewohner von Ghadames von alters her Verbündete Roms gewesen seien und dass sie ihre Verträge während der Regierungszeit Kaiser Justinians I. erneuerten. Eine besondere Gefahr stellten hingegen die Louata dar, Nomaden, die aus Libyen kommend, immer wieder weit Richtung Karthago vorstießen.

## Kurzzeitige Perserherrschaft (618/619–630)

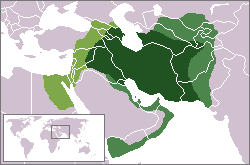
Das persische Sassanidenreich um 620

Römer und persische Sassaniden gerieten seit Jahrhunderten immer wieder in militärische Konflikte, bei denen meist Grenzstreitigkeiten im Mittelpunkt standen. Die römisch-persischen Kämpfe des 7. Jahrhunderts waren jedoch am Ende vom Willen gekennzeichnet, den Gegner vollständig zu besiegen, sein Land zu erobern, nicht mehr, nur Gebietsgewinne zu erzielen. Chosrau II. (590–628) setzte zwischen 603 und 627 an, oströmisches Gebiet systematisch zu besetzen. Dabei proklamierte er sich zum Rächer des von Herakleios’ Vorgänger Phokas ermordeten Maurikios aufwarf, dessen Schützling er geworden war, als er sich vier Jahre am Hof in Konstantinopel aufgehalten hatte. Er eröffnete nun gegen Ostrom einen Eroberungskrieg, in dem ihm die Levante und Teile Kleinasiens zufielen. 614 fiel Jerusalem, 617 besetzten die Sassaniden Ägypten, 618 die Cyrenaica, 619 Tripolitania.
Doch Kaiser Herakleios ging, nachdem er 610 seinen Vorgänger von Karthago herkommend in Konstantinopel gestürzt hatte, in die Offensive über. Eine Gesandtschaft an Chosrau II. erhielt keine Antwort; er war nicht gewillt, seine bereits errungenen Vorteile aufzugeben. 617 überlegte Herakleios, die Hauptstadt des Reiches von Konstantinopel nach Karthago zu verlegen. Er griff die Perser jedoch ab 623 in ihrem Kernland an und ließ sich auch durch Angriffe der Awaren und Slawen auf die Hauptstadt, die sie 626 belagerten, nicht ablenken. Herakleios sammelte weitere Truppen in Lazika am Schwarzen Meer und nahm erneut Kontakt mit den Türken auf, die die Perser ihrerseits angriffen. Das persische Heer unterlag bei Niniveh, Herakleios näherte sich der Hauptstadt Ktesiphon. Schließlich sah sich der Großkönig 629 oder 630 gezwungen, einen Friedensvertrag zu schließen und seine Truppen aus allen eroberten Gebieten abzuziehen.

## Arabische Eroberung und Islamisierung (ab 643), Widerstand der Berber

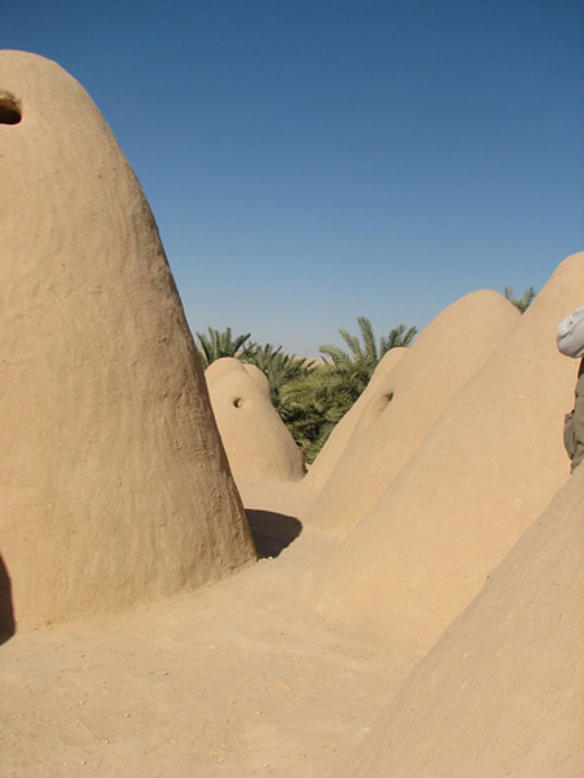
Blick auf die wabenartigen Türme der al-Atiq-Moschee in Awdschila, die aus dem 7. Jahrhundert stammt und als das älteste islamische Gebetshaus des Landes gilt. Sie wurde in den 1980er Jahren restauriert. Die Türme dienten der Klimatisierung.

Wenige Jahre nach dem Ende des Krieges zwischen Ostrom-Byzanz und dem Perserreich begann der zähe Siegeszug der von der arabischen Halbinsel kommenden neuen Religion des Islam, der auf der Schwertmission basierte. Allerdings wurden die Individuen nicht zwangsweise missioniert, doch mussten sie gesellschaftliche Nachteile in Kauf nehmen, wenn sie nicht konvertieren wollten. Sie knüpften an die seit beinahe zwei Jahrzehnten von den Propagandaapparaten der beiden Großreiche ungemein angefachte, religiös begründete Kampfbereitschaft an, die fast den gesamten Mittelmeerraum und die östlich angrenzenden Gebiete zunehmend erfasst hatte. Zugleich traf der Islam auf eine in sich zerklüftete, häufig unversöhnlich verfeindete christliche Welt, so dass die Araber durchaus als Befreier gesehen werden konnten.
Schon kurz nach der muslimischen Eroberung Ägyptens (639-642) wurde zunächst die Kyrenaika wohl zwischen November/Dezember 642 und März 643, dann, frühestens drei Monate später, Tripolitanien besetzt. Wie Amr, der Verwaltungsleiter schrieb, waren seine Truppen damit nur noch neun Tagesmärsche von Ifrīqiya entfernt, dem heutigen Tunesien. Oea widerstand einen Monat der Belagerung, auch Sabrata wurde erstürmt. Durch die Vorstöße der Araber in die Sahara ging das Reich der Garamanten in Fessan endgültig unter. Der Widerstand der Berber wurde 670 gebrochen, das Land islamisiert. Dabei entrichteten die Konvertierten im Gegensatz zu Christen und Juden keine zusätzliche Abgabe, wie sie der Koran forderte.
Die Lawata entrichteten ihre Abgaben nach Misr (Ägypten), wobei sie offenbar keinen Kollektor benötigten, da sie ihre Abgaben nicht persönlich, sondern kollektiv entrichteten. Dies geschah in einer Form, die auch unter arabischen Rechtsgelehrten umstritten war, nämlich dem Verkauf von Frauen und Kindern an die Eroberern. Nur in Armenien ist überhaupt ein solcher Fall kollektiver Abgaben bekannt, daher könnte es sich um eine besonders brutale Bestrafung, vielleicht für einen Aufstand handeln. Die wichtigsten Quellen zur Phase der Unterwerfung der Berber und deren Konversion zum Islam sind die Werke von Ibn Lahi'a († 790) und Al-layth ibn Sa'd († 791). Einige Jahrzehnte nach der Eroberung wurde Griechisch als Verwaltungssprache durch Arabisch ersetzt. Trotz herber Rückschläge und innerer Auseinandersetzungen gelang ab etwa 670 die Eroberung des Maghrebs, der bis 705, wie alle Gebiete des islamischen Nordafrika, dem Statthalter von Ägypten unterstand.
Die herrschende Dynastie war zunächst die der Umayyaden, dann (ab 750) wurden sie von den Abbasiden abgelöst, während sich die iberische Halbinsel unter dem einzig überlebenden Umayyaden von dem binnen weniger Jahrzehnte entstandenen Großreich abspaltete. Doch die Eroberung des Hinterlandes gegen den Widerstand der Berber kam nur langsam voran. Der Königin al-Kahina gelang es sogar, die Araber bis nach Tripolitanien zurückzudrängen, der dortige Statthalter floh nach Barka. Erst 702 unterlag sie in einer Schlacht.
Nach zähem Widerstand konvertierten die meisten Berber zum Islam, vor allem durch die Aufnahme in die Streitkräfte der Araber; kulturell jedoch fanden sie keinerlei Anerkennung, denn die neuen Herren standen ihnen mit ähnlicher Verachtung gegenüber wie einst Griechen und Römer ihren Nachbarn, und sie übernahmen auch das griechische Wort Barbar für diejenigen, die ihre Sprache nicht gelernt hatten. Daher heißen die Imazighen (Singular: Amazigh) noch heute Berber. Sie wurden in der Armee schlechter bezahlt, und ihre Frauen wurden mitunter versklavt wie bei unterworfenen Völkern. Erst Umar II. (717–720) untersagte diese Praxis und entsandte muslimische Gelehrte, um die Imazighen zu bekehren. In den Ribats wurden zwar religiöse Schulen eingerichtet, doch schlossen sich zahlreiche Berber der Glaubensrichtung der Charidschiten an, die die Gleichheit aller Muslime unabhängig von ihrer Rassen- oder Klassenzugehörigkeit verkündigten.
Das Ressentiment gegen die Umayyadenherrschaft verstärkte sich. Schon 740–742 kam es bei Tanger zu einem ersten Aufstand der Charidschiten unter dem Berber Maysara. Einige Berbergruppen machten sich unabhängig, 742 kontrollierten sie ganz Algerien und bedrohten Kairuan in Tunesien. Gleichzeitig gelangte ein gemäßigter Zweig der Charidschiten in Tripolitanien an die Macht. Die Lawata aus der Kyrenaika wanderten 757/758 zusammen mit Nafusa und Nafzawa westwärts und schlossen sich den Ibāḍiyyah Tripolitaniens an. Zwar wurden die Küstenstädte schnell unterworfen, doch dauerte der Widerstand der Berber im Dschabal Nafusa weiter an, als die Stämme sich unter Abu l-Chattab al-Maafiri gleichfalls den charidschitischen Ibaditen anschlossen.
Bereits 747 hatte das Ende der Umayyadenherrschaft in Tunesien begonnen. Die Nachkommen von Uqbah ibn Nāfi, der inzwischen ein legendenumwobener Held und Eroberer geworden war, die Fihriden, nutzten den Aufstand der Abbasiden im Kernreich, um Ifrīqiyyah unabhängig zu machen. Sie beherrschten zwar nun den Norden des Landes, doch den Süden beherrschten die Warfajūma-Berber im Bund mit gemäßigten Charidschiten. Ihnen gelang 756 die Eroberung des Nordens. Doch eine andere gemäßigte Charidschitengruppe, die Ibāḍiyyah aus Tripolitanien, rief einen Imam aus, der sich auf der gleichen Stufe wie der Kalif sah, und eroberte 758 Tunesien. Am Ende gelang den Abbasiden 761 die Eroberung großer Teile des aufständischen Gebiets, wenn ihnen dies auch nur in Tripolitanien, Tunesien und Ostalgerien gelang. Noch einmal 771/772 schlossen sich die Berber aufständischen Charidschiten an, ihre Niederlage führte 772 zum Untergang der Malzūza-Berber. Ibrāhīm ibn al-Aghlab, der die Armee in Ostalgerien kommandierte und die Dynastie der Aghlabiden gründete, machte das Land nach und nach unabhängig, erkannte jedoch formal weiterhin die Herrschaft der Abbasiden an.
Die Abbasiden erhoben Oea zum neuen Zentrum Tripolitaniens, das bald den Namen der Landschaft Tripolis annahm. Es war nun das westlichste noch zum Großreich gehörende Gebiet.

## Auflösung des arabischen Großreichs, Regionalmächte, Aghlabiden in Tripolitanien (740–800)

Einflussgebiet der Aghlabiden

Bereits vor 750 begann ein Prozess, in dem sich die Randgebiete Schritt für Schritt der Kontrolle des arabischen Riesenreiches entzogen. Schließlich lösten sich 789 die Idrisiden (789–985) vom Reich, im Jahr 800 folgten die Aghlabiden, die bald auch Tripolitanien kontrollierten. Im Jahr 800 übergab der Abbasidenkalif Hārūn ar-Raschīd seine Macht über Ifrīqiya dem Emir Ibrahim ibn al-Aghlab und übertrug ihm auch das Recht, seine Funktion zu vererben. Damit wurde die Aghlabiden-Dynastie gegründet, die Ostalgerien, Tunesien und Tripolitanien beherrschte und bald nach Süditalien expandierte.
In der Folgezeit wurde Tripolitanien von den Dynastien der Fatimiden, Almoraviden, Almohaden, Ziriden und Hafsiden in Ifrīqiya beherrscht, während die Kyrenaika sich eher unter der Kontrolle Ägyptens befand. In Ägypten selbst schwang sich 868 der ehemalige türkische Sklave Ahmad ibn Tulun (868–884) zum Statthalter auf, dann proklamierte er die Unabhängigkeit vom Kalifat. Seiner Dynastie folgte die der Ichschididen. Türkische Militärsklaven und Soldaten spielten bis in die jüngste Zeit eine wesentliche Rolle in der Geschichte Ägyptens.

## Fatimiden (909–1171)

### Herkunft, Ausrichtung auf Schiitentum

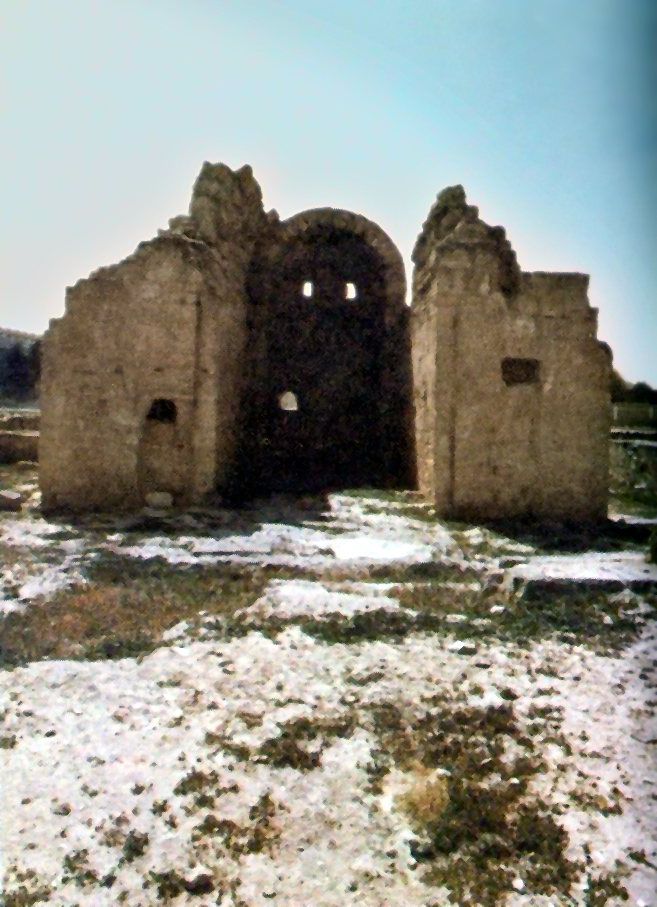
Ruinen der Fatimidenfestung von Adschdabiya, 1984

Nach der Spaltung der Muslime in Sunniten und Schiiten wurden Letztere von Imamen geführt, die Nachkommen des ʿAlī ibn Abī Tālib und Fatimas, der Tochter des Religionsstifters Mohammed († 632) waren. Allerdings kam es unter den Schiiten zu weiteren Spaltungen, da der Übergang der Führungsrolle umstritten war. So entstanden bis ins 9. Jahrhundert die schiitischen Hauptzweige der Imamiten (auch Zwölfer-Schiiten), der Ismailiten (auch Siebener-Schiiten) und der Zaiditen (auch Fünfer-Schiiten). Die Ismailiten erkannten als rechtmäßigen Nachfolger Dschaʿfar as-Sādiqs nicht Mūsā al-Kāzim, sondern Ismāʿīl ibn Dschaʿfar an – daher ihr Name. Ismāʿīls Sohn Muhammad spielt die zentrale Rolle im ismailitischen Lehrsystem: Er wurde von seinen Anhängern als siebenter Imam betrachtet (daher Siebener-Schiiten) und soll nicht gestorben, sondern in eine Verborgenheit gegangen sein, aus der er als Qā'im („der sich Erhebende“, „der Aufstehende“) oder Mahdi wiederkehren würde.
In der Mitte des 9. Jahrhunderts begann ʿAbdallāh al-Akbar († nach 874), als Stellvertreter für den Mahdi Muhammad ibn Ismāʿīl aufzutreten. Er verkündete das Erscheinen des verborgenen siebenten Imams, durch den die Abbasiden gestürzt, alle Gesetzesreligionen (neben dem Christentum und Judentum auch der Islam) abgeschafft und die kultlose Urreligion hergestellt werden sollte. Der Sektengründer trat mit seiner Verkündigung erstmals in Askar Mukram im iranischen Chusistan hervor, floh dann aber über Basra nach Salamya in Syrien. Er scharte eine wachsende Gemeinde um sich und entsandte in alle Teile der islamischen Welt Missionare (Dais), die die Lehre ihres Großmeisters verbreiteten und ein Netzwerk geheimer Ismailitenzellen aufbauten.
Nach Abdallahs Tod übernahm erst sein Sohn Ahmad und dann sein Enkel Abu sch-Schalaghlagh die Leitung der Sekte. Unter Letzterem erzielte die Mission erhebliche Erfolge, vor allem im Maghreb, wo Abū ʿAbdallāh asch-Schīʿī wirkte. Da Abu sch-Schalaghlagh keinen Sohn hatte, designierte er als Nachfolger seinen Neffen Said ibn al-Husain, der sich schließlich als der wahre Mahdi zu erkennen gab. Damit löste er wiederum eine Spaltung der Ismailiten aus, da die Qarmaten und andere Gruppen weiterhin an der Erwartung des verborgenen Mahdis Muhammad ibn Ismāʿīl festhielten.
Nachdem der Missionar Abū ʿAbdallāh asch-Schīʿī die Lehre der Ismailiten unter den Berbern des Maghrebs verbreitet hatte, stürzte er die Dynastie der Aghlabiden in Ifrīqiya, die ihre Machtbasis in Ost-Algerien, Tunesien und Nord-Libyen hatte. Damit ebnete er den Weg für seinen aus Salamya geflohenen Herrn Abdallah al-Mahdi, d. h. Said ibn al-Husain, der in Ifriqiya das Reich der Fatimiden begründete. Dieser führte nun als Nachkomme des Imams Dschaʿfar as-Sādiq seine Abstammung auf die Prophetentochter Fatima zurück.

### Kalifat (909), Eroberung des Maghreb, erste Angriffe auf Ägypten (ab 914), Juden

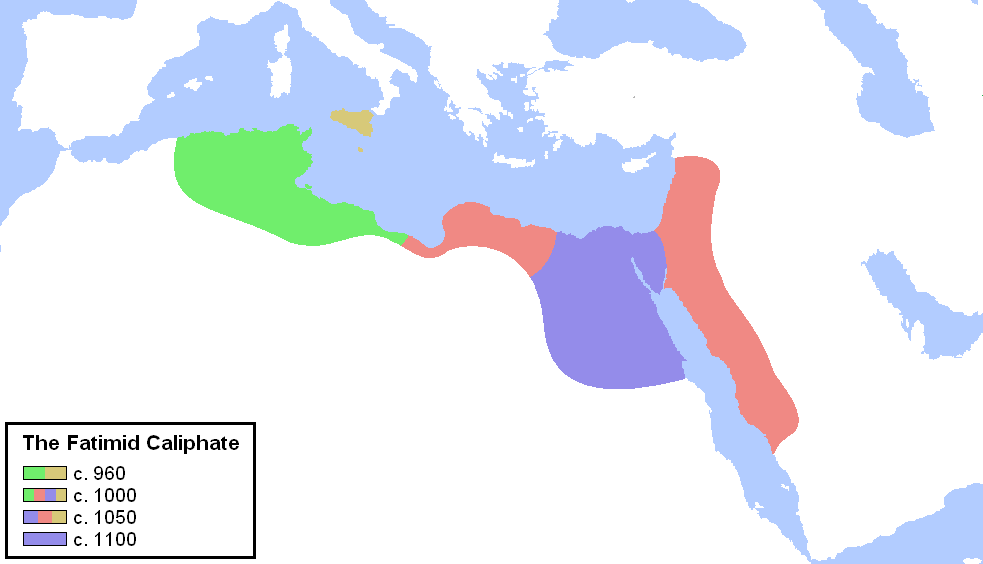
Das Fatimidenreich zur Zeit seiner größten Ausdehnung

909 rief er sich zum Kalifen aus und gründete damit die Fatimiden-Dynastie (bis 1171). Er betrachtete die sunnitischen Umayyaden auf der Iberischen Halbinsel und die ebenfalls sunnitischen Abbasiden als Usurpatoren. Seine Missionare nahmen Kontakt zu oppositionellen Gruppen im Abbasidenreich auf, sie beseitigten die Macht der Aghlabiden, 911 beseitigten sie die Berber, vor allem die Kutāma, als Rivalen um die Vorherrschaft in Ifriqiya. Die Dynastie scheiterte allerdings bei der Einführung der Scharia.
Unter al-Qa'im bi-amri 'llah, dem Sohn des Dynastiegründers, begannen erste Expansionsversuche Richtung Ägypten, doch scheiterten sie 914–915 und 919–921. Ab 917 begann die Eroberung des westlichen Maghrebs, von einer echten Herrschaft konnte jedoch nur in Ifriqiya die Rede sein.
Bereits unter dem Kalifen Muawiya I. (661-680), dem Gründer der Umayyaden-Dynastie, förderte man die Ansiedlung von Juden in Tripolis. In der Zeit der Abbasiden engagierten sich die Juden stark im Fernhandel, und ihre Siedlungen längs des Handelswegs durch Libyen waren dabei von Vorteil. Unter den Fatimiden stieg die jüdische Gemeinde von Kairouan zu einem bedeutsamen Zentrum der jüdischen Welt auf. Im Streit der Jeschiwot von Jerusalem und Bagdad um die Vorherrschaft in Nordafrika schrieb Rabbi Scherira Gaon, zugleich Philosoph und Talmudinterpret (Gaon), 987 seinen historisch bedeutenden Brief an die Juden von Kairouan. Dieser Iggeret ist ein Brief in Traktatlänge, der die Geschichte und die authentische Vermittlung der Mischna und des Talmud, mit biographisch-genealogischen Angaben zu den einzelnen Gelehrten umriss. Er belegte die unverfälschte und ungebrochene Kette von Lehre und Überlieferung genealogisch. Dies war notwendig geworden, weil die Karäer unter den Fatimiden die Mischna ablehnten. Dass das jüdische Leben in Libyen im Goldenen Zeitalter nicht die Blüte erreichte wie im übrigen Maghreb und in Spanien, legt ein Brief von Maimonides aus dem 12. Jahrhundert nahe. Er empfiehlt darin seinem Sohn, er solle den Kontakt mit Juden westlich von Djerba meiden. Diese seien ignorant und hätten ungewöhnliche Sitten. Tatsächlich dürften die häufig wechselnde Herrschaft über die Küste und Nomadenüberfälle aus dem Hinterland den Kontakt der jüdischen Gemeinden in Libyen mit den westlichen Nachbarn behindert haben. Die Geniza von Kairo bietet Dokumente zur jüdischen Geschichte, wie etwa Briefe aus dem 11. Jahrhundert über den Warenaustausch zwischen Sizilien und Tripolis.

### Eroberung Ägyptens, Verlegung der Hauptstadt nach Kairo (969/972), Banu Hillal (um 1050)
969 gelang nach mehreren gescheiterten Versuchen die Eroberung Ägyptens und der Sturz der dortigen Ichschididen. Kalif al-Muizz verlegte 972 die Hauptstadt des Reiches nach Kairo und setzte die Ziriden als Vizekönige im Maghreb ein. Damit gingen Tripolitanien und die Kyrenaika wieder gemeinsame Wege. Dabei wurden, trotz des schiitisch-ismailitischen Bekenntnisses der Fatimiden, die sunnitischen Muslime toleriert. Palästina und Syrien unterwarfen die Fatimiden bis 978; auch gewannen sie die Kontrolle über Mekka und Medina. Damit unterstanden ihnen die wichtigsten Heiligtümer des Islams.
Im Jahr 1004 erhob sich im westlichen Nildelta und in Libyen eine Reihe von Stämmen. Am Nil waren dies die Banu Qurra, in Libyen die Luwata, Mazata und Zanata. Ihr Führer war ein angeblich iberischer Umayyadenprinz namens Abu Rakwa, dem es gelang, Barka zu erobern. Erst 1005, nach mehreren Niederlagen ägyptischer Armeen, konnten die Fatimiden den Aufstand unterdrücken.
Den Höhepunkt der Macht erreichten die Fatimiden unter al-Mustansir (1036–1094) als ismailitische Missionare im Jemen die Macht ergriffen und die Abbasiden in Bagdad 1059 kurzzeitig gestürzt wurden. Allerdings führte diese ausgedehnte Machtpolitik zur Auszehrung des Reiches und zum Niedergang der Dynastie. Zwar konnten die Ziriden in Ifriqiya wieder unter die Botmäßigkeit der Fatimiden gebracht werden, doch gingen Syrien und Palästina 1076 an die Seldschuken verloren; die Gründung des Königreichs Jerusalem durch Kreuzfahrer im Jahr 1099 konnten die Fatimiden nicht mehr verhindern.
Mit der Invasion des Beduinenstamms der Banu Hilal um 1050 wurden in den Küstengebieten Libyens die letzten Reste römischer urbaner Kultur zerstört, so dass das Nomadentum bis ins 20. Jahrhundert wirtschaftliche Grundlage des Landes war. Die Einwanderung der Beduinen führte auch zur Arabisierung der Berberbevölkerung.
Um einer Eroberung Ägyptens durch die Kreuzfahrer zuvorzukommen, führte Nur ad-Din, der Herrscher von Damaskus, bereits 1163 einen Feldzug nach Ägypten, bis sein Offizier Saladin 1171 die Fatimiden stürzte und die Dynastie der Ayyubiden begründete.

## Der Fessan in frühislamischer Zeit
Schon die Garamanten hatten von der Entstehung von dauerhaften Herrschaftsgebieten und städtischen Zentren im Sudan, insbesondere aber von deren Handel profitiert. Ende des 1. Jahrhunderts reiste der Römer Iulius Maternus in Begleitung des Königs der Garamanten nach Agisymba, das nach Ptolemäus südlich des Fessan lag, wahrscheinlich im Tschadseegebiet. In Kanem, östlich dieses Sees, herrschte die Dynastie der Duguwa, die von den arabischen Geographen ab dem 9. Jahrhundert als Zaghawa bezeichnet wurden. Nach der Zerstörung des Garamantenreichs durch den arabischen Feldherrn Uqba ibn Nafi um 666 dehnten die Duguwa ihre Vorherrschaft nach Norden aus. Mitte des 11. Jahrhunderts erstreckte sich ihr Reich bis in den Fessan. Das vorislamische Reich Kanem zeichnete sich durch sein sakrales Königtum aus.

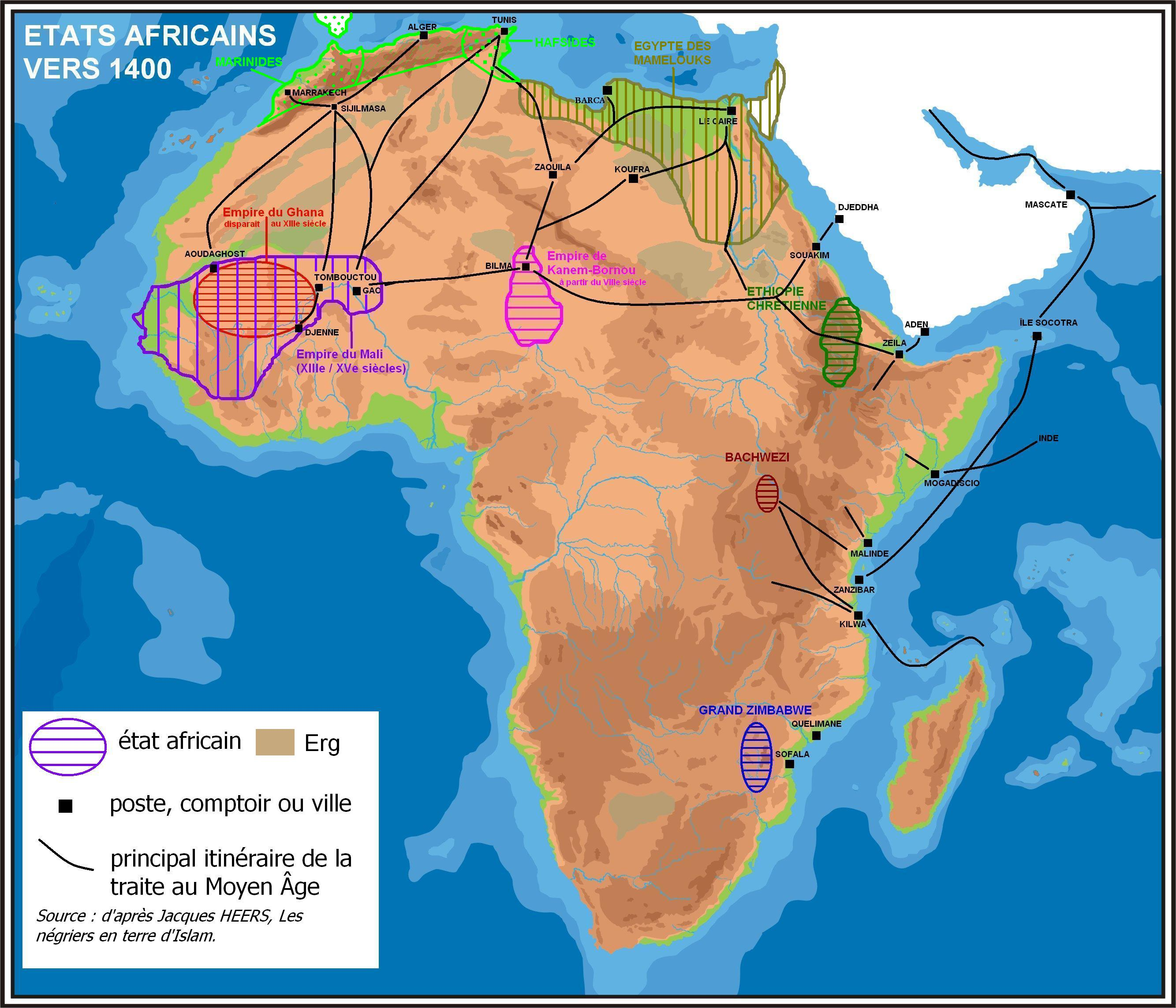
Haupthandelsrouten und afrikanische Reiche um 1400

Bis Mitte des 11. Jahrhunderts kam die Islamisierung südlich des Fessan kaum voran. Erst unter Abd al-Jalil (ca. 1064–1068) und vor allem Hume al-Sayfi (1068–1080), dem ersten muslimischen König von Kanem, drang die neue Religion vor. Der Dīwān schreibt König Dunama I. (1080–1133) 120.000 Soldaten zu. Fest steht, dass die Herrscher von Kanem-Bornu im 12. Jahrhundert ein zentraler Machtfaktor waren, und dass man sie spätestens ab dieser Zeit trotz ihres angeblich jemenitischen Ursprungs als Schwarzafrikaner ansah. Ibn Said al-Maghribi berichtet von der Eingliederung der Berber des Aïr in das Reich, im Norden erstreckte sich das Reich über den Fessan hinaus bis in die Nähe der Mittelmeerküste. Hingegen machte der Islam im Süden Jahrhunderte lang kaum Fortschritte, weil die dortigen Völker häufigen Sklavenrazzien aus Kanem ausgesetzt waren.

## Die ägyptische Kyrenaika

### Ayyubiden (1171–1250)

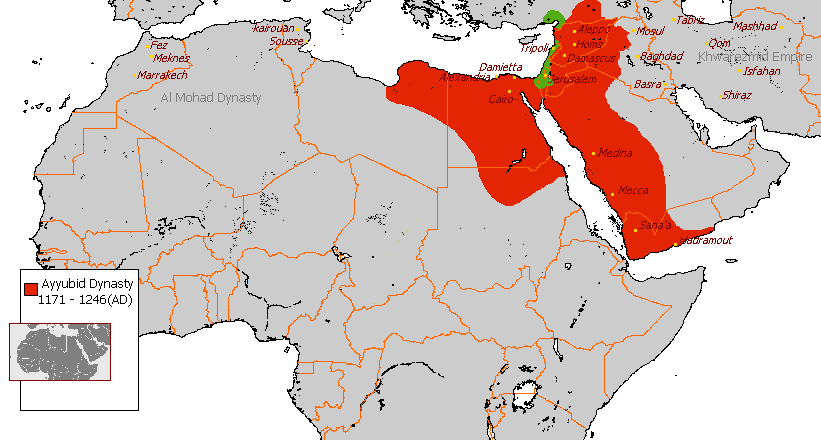
Das Reich der Ayyubiden (1171–1246) in seiner größten Ausdehnung

Unter Saladin wurden Landwirtschaft und Handel gefördert, gleichzeitig löste die sunnitische Dynastie die schiitischen Fatimiden ab. Bis 1181 wurde die Herrschaft über Syrien, Obermesopotamien, den Jemen und Nubien ausgedehnt. Nach Festigung der Herrschaft besiegte er die Kreuzfahrer am 4. Juli 1187 in der Schlacht bei Hattin nahe Tiberias und eroberte Jerusalem. Im nun folgenden Dritten Kreuzzug gelang es den Kreuzfahrern zwar, einige Küstenstädte (darunter Akkon) zurückzuerobern, doch konnten sie Jerusalem nicht wieder einnehmen.
Nachdem Saladin vor seinem Tod das Reich geteilt hatte, kam es zu Machtkämpfen, bei denen sich al-Adil I. (1200–1218) gegen al-Mansur (1198–1200), den minderjährigen Sohn al-Aziz’ (1193–1198), durchsetzen konnte. Zwar teilte auch al-Adil das Reich vor seinem Tod, doch konnte sein Nachfolger al-Kamil (1218–1238) den Kreuzzug von Damiette (1217–1221) in Ägypten abwehren und den Kreuzzug Friedrichs II. (1228–1229) durch Verhandlungen mit dem Kaiser beenden, bei denen das unbefestigte Jerusalem abgetreten wurde. Kurz vor seinem Tod konnte sich al-Kamil auch in Syrien durchsetzen.
Nach dem Ausbruch abermaliger dynastischer Machtkämpfe gelang es as-Salih (1240–1249), weite Teile des Ayyubidenreichs wieder zu vereinigen, auch wenn Nordsyrien, Obermesopotamien und der Jemen endgültig verloren gingen. Ebenso konnte er 1244 Jerusalem endgültig von den Kreuzfahrern erobern.

### Mamluken (1252–1517)

#### Türkische Militärsklaven, Mongolenabwehr

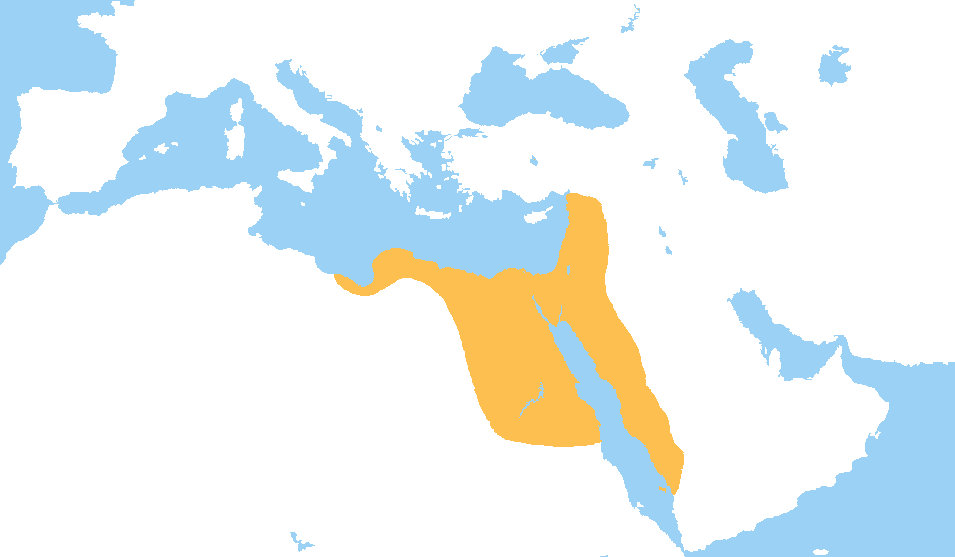
Ausdehnung des ägyptischen Mamluken-Reichs

Unmittelbar nachdem ein weiterer Kreuzzug (1249–1254) abgewehrt worden war, fiel der letzte Ayyubide Turan Schah einer Verschwörung der türkischen Mamluken im Heer zum Opfer, als er deren Einfluss einschränken wollte. Bis 1257 führte nun dessen Stiefmutter Schadschar ad-Dur als Regentin die Regierung, wobei sie den Mamlukenführer Aybak heiratete. Dieser erhob sich als al-Malik al-Muizz 1252 zum Sultan und begründete das Mamlukenreich, das bis 1517 Bestand hatte.
Mamluken – weiße Militärsklaven – wurden im Abbasidenreich vor allem seit dem 9. Jahrhundert eingesetzt. Auch die Leibgarde Saladins bestand aus Soldaten, die meist im Kindes- und Jugendalter auf den Sklavenmärkten des nördlichen Anatolien oder des Kaukasus gekauft und dann durch eine Schulung zu Reitersoldaten und eine islamische Erziehung auf ihren Dienst vorbereitet wurden. Sie konnten die Freiheit erlangen und dann ihrerseits Mamluken erwerben. Auch wenn sie eine militärische Elite bildeten, waren die Mamluken weder Adlige noch hatten sie einen besonderen Segen durch Abstammung von der Prophetenfamilie.
Unter Baibars gelang es ihnen, in der Schlacht bei ʿAin Dschālūt die Mongolen 1260 zu schlagen. Damit war das Mamlukenreich der einzige Staat im Nahen Osten, der sich gegen die sie behaupten konnte. Der zu ihnen aus Bagdad geflohene Abbasidenkalif diente allein der Herrschaftslegitimation der Mamluken und hatte keinerlei politischen Einfluss. Nur al-Mustain (1406–1414) konnte 1412 kurzfristig politische Macht erringen, als er zum Sultan von Ägypten proklamiert wurde.

#### Vertreibung der Kreuzfahrer (bis 1291), Bahri-Dynastie (ab 1279)
Baibars (1260–1277) nutzte den Sieg über die Mongolen, um selbst die Macht in Ägypten zu erringen. Er begann mit der Vertreibung der Franken. Doch sein Sohn wurde 1279 von Qalawun, dem Begründer der Bahri-Dynastie gestürzt. Qalawun (1279–1290) und sein Sohn Chalil (1290–1293) eroberten die Kreuzfahrerstaaten endgültig. In der Folgezeit zerstörten die Mamluken nach und nach nahezu alle der alten Seestädte an der syrischen Küste. Da Ägypten über keine für den Schiffbau geeigneten Holzbestände verfügte und die Seefahrt insgesamt keinen hohen Status besaß, waren maritime Unternehmungen der Mamluken selten.
Qalawun war daran gelegen, die Wirtschaftsbeziehungen mit Europa zu fördern. Die Kreuzfahrer waren hingegen „natürliche“ Verbündete der eigentlichen Feinde der Mamluken, nämlich der mongolischen Il-Chane im Osten. Möglich waren die erfolgreichen militärischen Erfolge gegen Kreuzfahrerstaaten und Il-Chane durch kaukasische Söldner, die in großem Umfang angeworben wurden; sie sollten 100 Jahre später die Bahri-Dynastie stürzen und selbst die Macht übernehmen.
Als es an-Nasir 1309 endlich gelang, die Macht zu übernehmen, rang er den Emiren den Schwur ab, nur mehr Bahris als Sultane einzusetzen. In den Folgejahren gelang es, die Wirtschaft in eine neue Blüte zu führen. Die Steuerbelastung wurde von den Armen und den Mittelschichten auf die Großgrundbesitzer übertragen, die Korruption bekämpft, und Großbauprojekte schufen Arbeit.

#### Burdschiyya-Dynastie (1382–1517)
Nach an-Nasirs Tod stellte die Bahri-Dynastie weitere 40 Jahre die Herrscher, allerdings nur formell – faktisch herrschten wieder die mamlukischen Emire. In dieser Phase gelang es den Mamluken, sich in eine Kaste von Großgrundbesitzern zu verwandeln und dadurch neben der Politik auch die Wirtschaft unter Kontrolle zu bringen. Peter I. von Zypern griff 1365 mit einem Heer und einer Flotte von 115 Schiffen, die von Venedig, den Johannitern und Zypern gestellt wurden, Alexandria an. Die Stadt wurde geplündert, 5000 Menschen als Sklaven verschleppt. Venedig und Genua scheinen Peter schließlich gezwungen zu haben, Frieden zu schließen, um ihre Handelsinteressen in Ägypten wieder wahrnehmen zu können.

## Tripolitanien

### Dominanz der christlichen Seemächte (bis 1551)

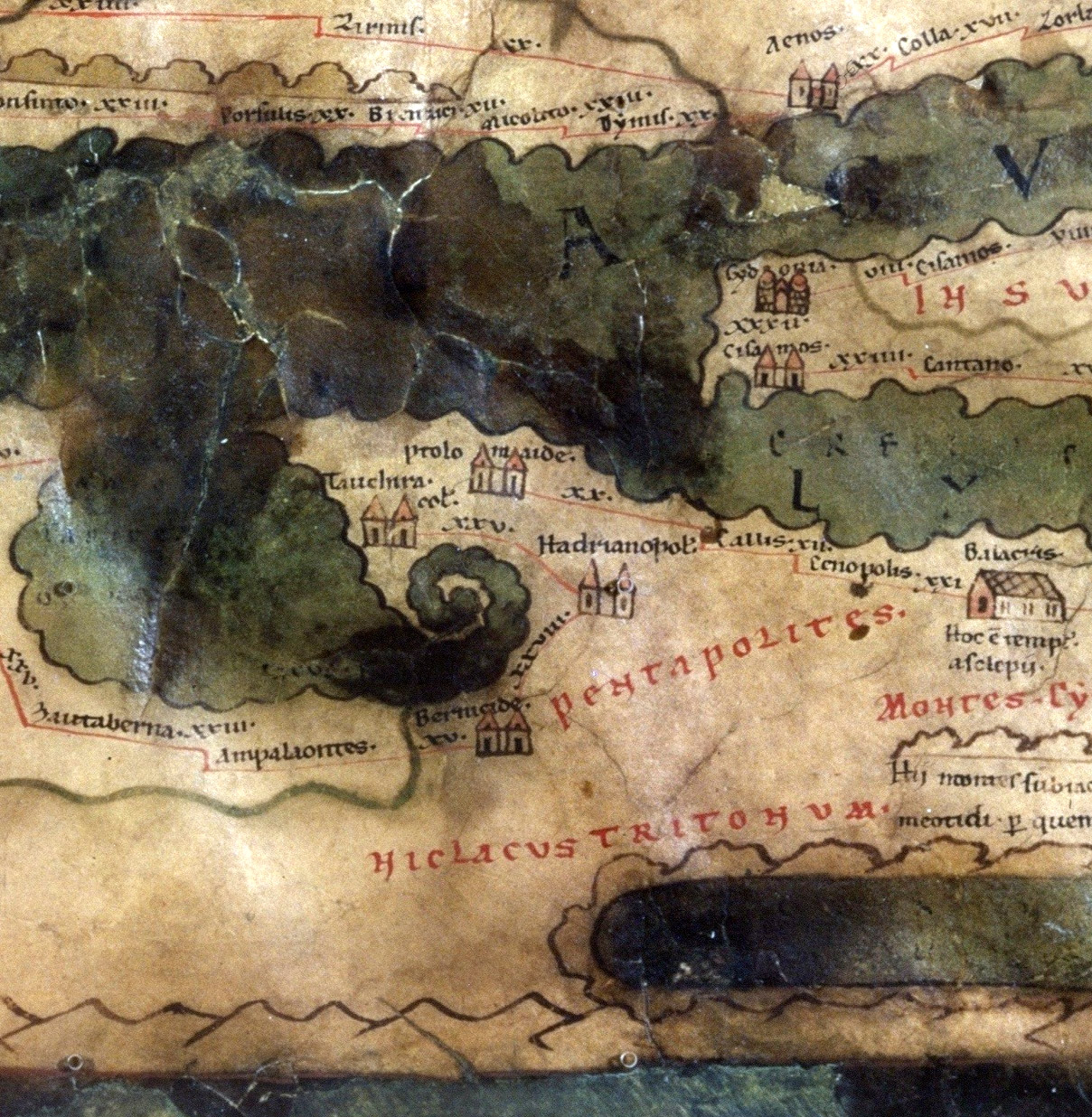
Die Pentapolis in der als Tabula Peutingeriana bekannten, wohl auf eine römische Straßenkarte zurückgehenden, Karte aus dem späten 16. Jahrhundert

Nachdem im 14. Jahrhundert die Piraterie der Korsaren von Tripolis stark zugenommen hatte, kam es immer wieder zu Angriffen der christlichen Seemächte Genua und Aragon. 1509 wurde Tripolis schließlich von Spaniern unter Graf Pietro von Navarra erobert. Kaiser Karl V. überließ die Stadt 1530 dem Johanniterorden als Lehen.

### Turgut Reis
1551 wurde sie von den Osmanen unter Turgut Reis (Dragut) erobert, der daraufhin vom Sultan Süleyman I. zum Bey von Tripolis ernannt wurde. Andrea Doria hatte 1540 von Kaiser Karl V. den Auftrag erhalten, ihn auszuschalten. 1546 hatte Sultan Süleyman dagegen allen osmanischen Seestreitkräften befohlen, Turgut Reis als ihren Admiral anzuerkennen. Er griff Süditalien an, attackierte 1548 die spanischen Besitzungen Susa, Sfax und Monastir an der tunesischen Küste an, 1549 eroberte er dort die Stadt Mahdia. Nun entstand die osmanischen Provinz Tarabalus al-Gharb.

## Osmanen

### Entstehung einer politischen Einheit zwischen Tunesien-Algerien und Ägypten

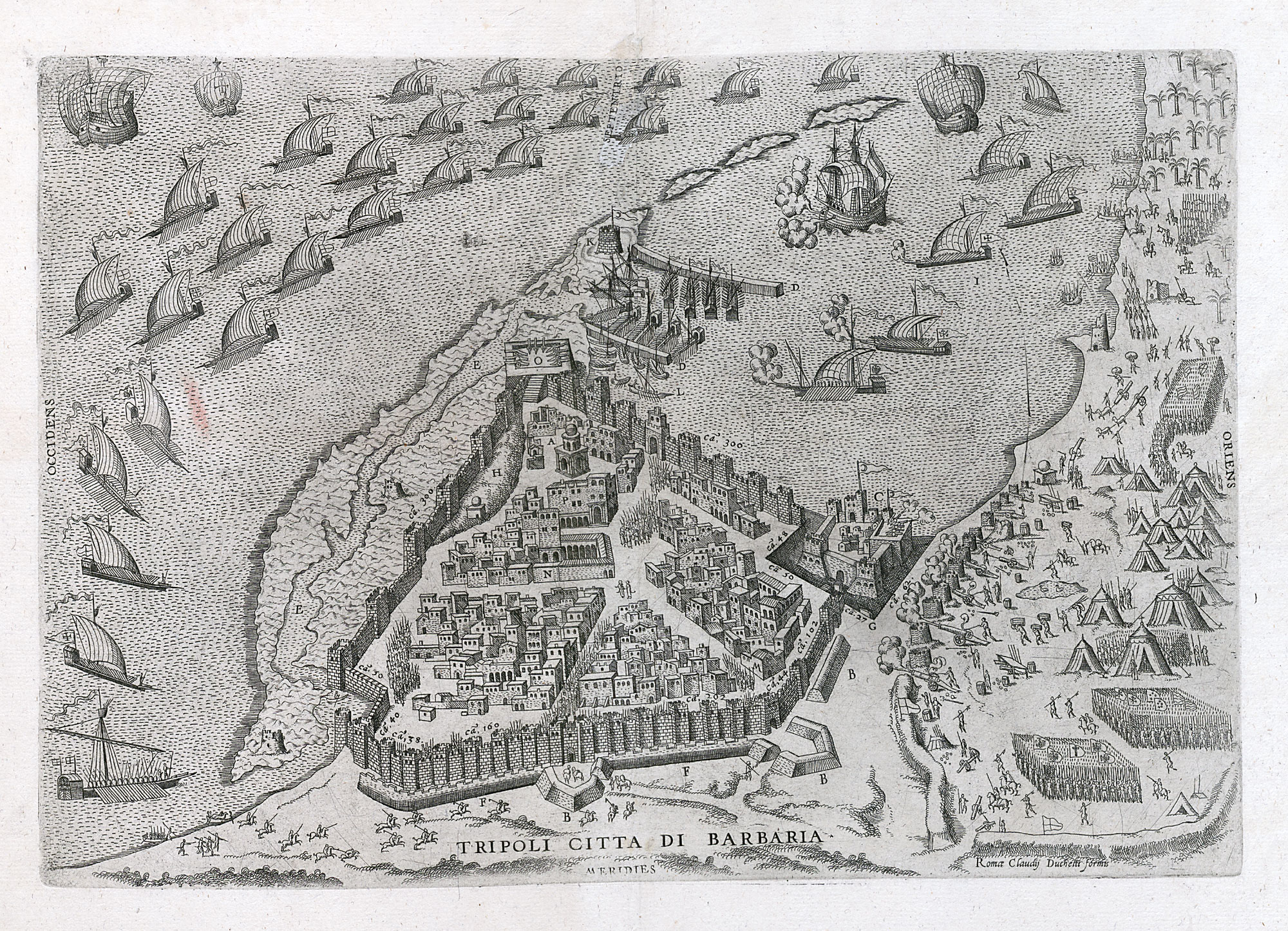
Tripolis um 1570, aus dem ehemaligen Wolf-Dietrich-Klebeband Städtebilder, Universitätsbibliothek Salzburg

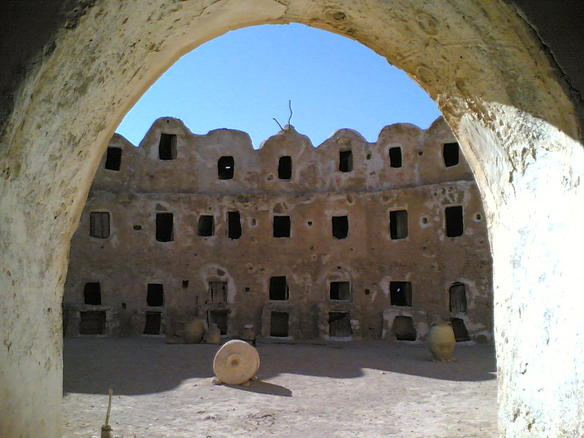
Befestigte Vorratshäuser für Getreide in Qasr el Haj im westlichen Bergland

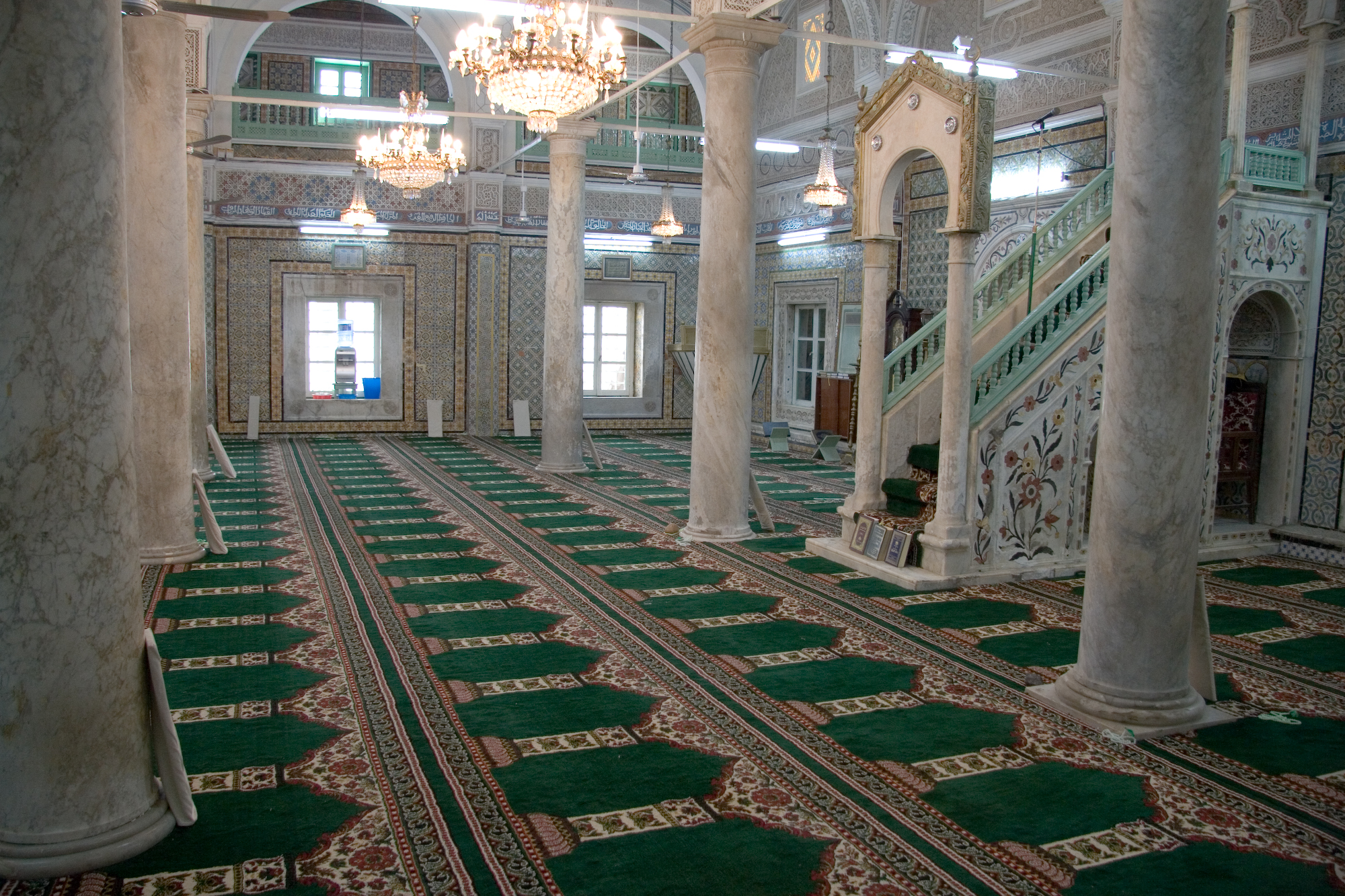
Gebetshalle der in den 1830er Jahren errichteten Gurgi-Moschee mit Kanzel (Minbar) in Tripolis

Mit der Eroberung Ägyptens durch Selim I. (1512–1520) im Jahr 1517 ging das Kalifat an die Osmanen über, womit Konstantinopel zum Sitz des Kalifen wurde. Das Herrschaftssystem der Militärsklaven bestand aber unter osmanischer Oberherrschaft weiter. Doch wurde Syrien der Verwaltung von Ägypten entzogen, die Kyrenaika ebenfalls von Ägypten abgetrennt. Sie bildete ein eigenes Eyâlet. 1551 entstand das Eyâlet Trablus-ı Garb, Tripolitanien, das aber auch die Kyrenaika umfasste und weit in die Sahara reichte. So unterstand Tripolis wie das übrige Libyen der osmanischen Oberhoheit, wenn auch der Fessan nur zeitweilig Tribut leistete und die Kyrenaika erst um 1640 endgültig Istanbul unterstand. Ahmad Qaramanli (1711–1745) errang die Macht in Tripolis und begründete die Dynastie der Qaramanli (1711–1835). Er gewann auch die Kontrolle über die Kyrenaika und den Fessan.

Lage des Vilâyets Tripolitanien im Osmanischen Reich um 1900

Nachdem sich Ägypten weitgehend unabhängig gemacht hatte, blieb den Osmanen in Afrika nur noch der unmittelbare Zugriff auf Tripolitanien. Während der Tanzimat-Periode wurde 1864 das Vilâyet Tripolitanien eingerichtet, das das Eyalet Tripolitanien ersetzte.

### Ansiedlung jüdischer Flüchtlinge von der iberischen Halbinsel
Tripolitanien bildete nach der Reconquista einen wichtigen Fluchtpunkt für die Juden, die gleichzeitig mit zahlreichen Mauren aufgrund des Alhambra-Edikts von 1492 Spanien verlassen mussten. Zu ihnen gehörten die Vorfahren von Shimon ibn Lavi. Er reorganisierte im 16. Jahrhundert das religiöse Leben der Juden in Libyen und gilt bis heute als Vater der libyschen Tradition im Judentum. Bei Ankunft der Spanier in Tripolis 1510 flohen 800 jüdische Familien, von denen ein Teil in die Nafusa-Berge bei Gharyan zu den dortigen Troglodyten-Juden ging. Viele kehrten zurück, nachdem die Türken, die schon ab 1517 in der Kyrenaika auftraten, 1551 Tripolis erobert hatten.
Bei Lösegelderpressungen für gefangene Christen traten Juden häufig als Vermittler auf. Sie waren aber auch 1705 an der Verteidigung von Tripolis beteiligt, als der Bey von Tunis, Ibrahim el-Scherif, bei einer Strafaktion gegen Piraten die Stadt belagerte. Der überraschende Abbruch der Belagerung und damit die Rettung der Juden war der Grund für ihr traditionelles Fest Purim Scherif. Ein weiteres regionales Purim-Fest, Purim Burghol, erinnert an die Erlösung der Stadt aus der Schreckensherrschaft des Korsaren Ali Burghol.

### Piraterie und Barbareskenkriege
Im 18. und frühen 19. Jahrhundert blieb die Piraterie weiterhin ein wichtiger Wirtschaftsfaktor, weshalb Tripolis mehrmals von den Flotten Britanniens und Frankreichs beschossen wurde, was 1728 zur Zerstörung der Stadt führte. Auch die Flotte Venedigs operierte 1778 vor Tripolis.
Als Thomas Jefferson 1801 Präsident der Vereinigten Staaten wurde, verlangte der Pascha Yussif Qaramanli von Tripolis, ein Enkel von Ahmad Qaramanli, 225.000 US-Dollar als Tribut von der neuen Regierung. Als Jefferson die Zahlung verweigerte, erklärte der Pascha im Mai 1801 den USA den Krieg, indem er den Fahnenmast vor dem amerikanischen Konsulat fällte. Marokko, Algerien und Tunesien schlossen sich diesem Schritt an. Der Kongress erwiderte die Kriegserklärung zwar nicht, ermächtigte den Präsidenten jedoch, Kriegsschiffen die Beschlagnahme von Schiffen und Waren des Paschas zu gestatten sowie „alle weiteren Maßnahmen zur Abwehr oder zum Angriff, je nachdem wie die Kriegslage dies erfordert“.

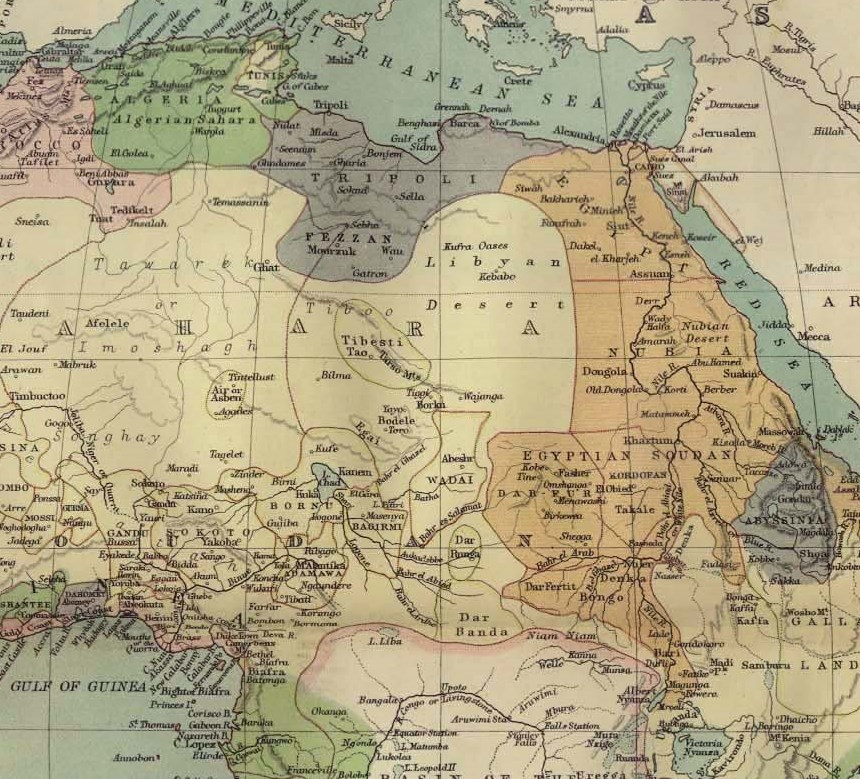
Afrikanische Staaten und Kolonien im Jahr 1885

1802 entsandte Jefferson die Schiffe Constituion, Constellation, Philadelphia, Chesapeake, Argus, Syren und Intrepid unter dem Oberkommando von Edward Preble. 1803 etablierte Preble eine Blockade und ließ die Flotte der Städte attackieren; am 14. Juli 1804 griff er Tripolis an. Der Wendepunkt des Krieges war die Schlacht von Derna im April und Mai 1805, die durch einen Angriff auf dem Landweg eingeleitet wurde, an dem die Marineinfanterie sowie arabische, griechische und berberische Söldner teilnahmen. In Sorge, sein abgesetzter älterer Bruder Hamet könnte wieder als Herrscher eingesetzt werden, unterzeichnete Yussif Qaramanli am 10. Juni 1805 einen Waffenstillstandsvertrag. Im Vertrag wurde ein Gefangenenaustausch vereinbart, in dem etwa 300 Amerikaner gegen etwa 100 Tripolitaner und 60.000 Dollar gegengerechnet wurden. Bis 1812 nahmen Korsaren jedoch immer wieder die Besatzungen amerikanischer Handelsschiffe gefangen und forderten Lösegeld. Als die USA 1812 bis 1815 im Krieg mit Großbritannien lagen, vertrieb London die US-Schiffe aus dem Mittelmeer; die USA sahen sich gezwungen, Lösegeld zu zahlen. 1815 und 1816 griff sowohl eine amerikanische als auch eine britisch-niederländische Flotten Algier an (Zweiter Barbareskenkrieg), letztere beschoss die Stadt tagelang und zerstörte die Flotte. Damit endete die Piraterie, aber auch dem Handel wurde ein schwerer Schlag versetzt. 1830 besetzte Frankreich Algier.

### Osmanisches Vilayet Tripolitanien (1835–1911), Sanussiya in der Kyrenaika (ab 1843)
Ab 27. Juni 1835 wurde das Land erneut unter osmanische Herrschaft mit direkter Verwaltung (Wilayat) durch Mustafa Negib Pascha, ab September 1835 durch Mehmed Reis Pascha, gestellt. Das Gebiet hieß von nun an Vilâyet Tripolitanien. Die Osmanen verfügten jedoch über eine schwache Garnison in Tripolitanien. 1841 wurde die Stadt Murzuq der Verwaltungssitz der Osmanen im Fezzan. Araberstämme wehrten sich gegen die Herrschaft der Türken, die sich aber auch in Fessan und der Kyrenaika durchsetzten.
Neben den osmanischen Statthaltern regierte ab 1843 auch die Sanussiya-Bruderschaft in der Kyrenaika und übernahm die Kontrolle über den Karawanenhandel durch die Wüste nach Süden und durch die von Mohammed as-Senussi gegründete islamische Senussi-Bruderschaft. Muhammad as-Sanussi gründete 1840 in Al-Baida das Ordenszentrum (Zawiya) der Sanussiya-Bruderschaft, musste jedoch auf Weisung der türkischen Oberhoheit die Stadt verlassen.
1857 wurde der Sklavenhandel abgeschafft, der auf den Karawanenstrecken eine der wichtigsten Einnahmequellen des Landes war; verdeckt wurde er noch bis 1890 betrieben.
Istanbul hob ab 1835 alle bestehenden diskriminierenden Vorschriften für Juden auf. Der in Moldawien geborene Israel Joseph Benjamin, der neben vielen anderen Ländern Mitte des 19. Jahrhunderts auch Libyen bereiste, berichtete von fast 1000 jüdischen Familien mit acht Synagogen in Tripolis, 400 Familien mit zwei Synagogen in Bengasi sowie von acht weiteren kleinen Gemeinden – teilweise in Troglodyten. Die insgesamt 2200 Familien lebten von Handel, Hausieren, Handwerk (besonders Weberei und Schlosserei) und Landwirtschaft. Trotz ihrer verbrieften Rechte litten sie demnach unter der Intoleranz des Muslime.

## Der Fessan und die Osmanen

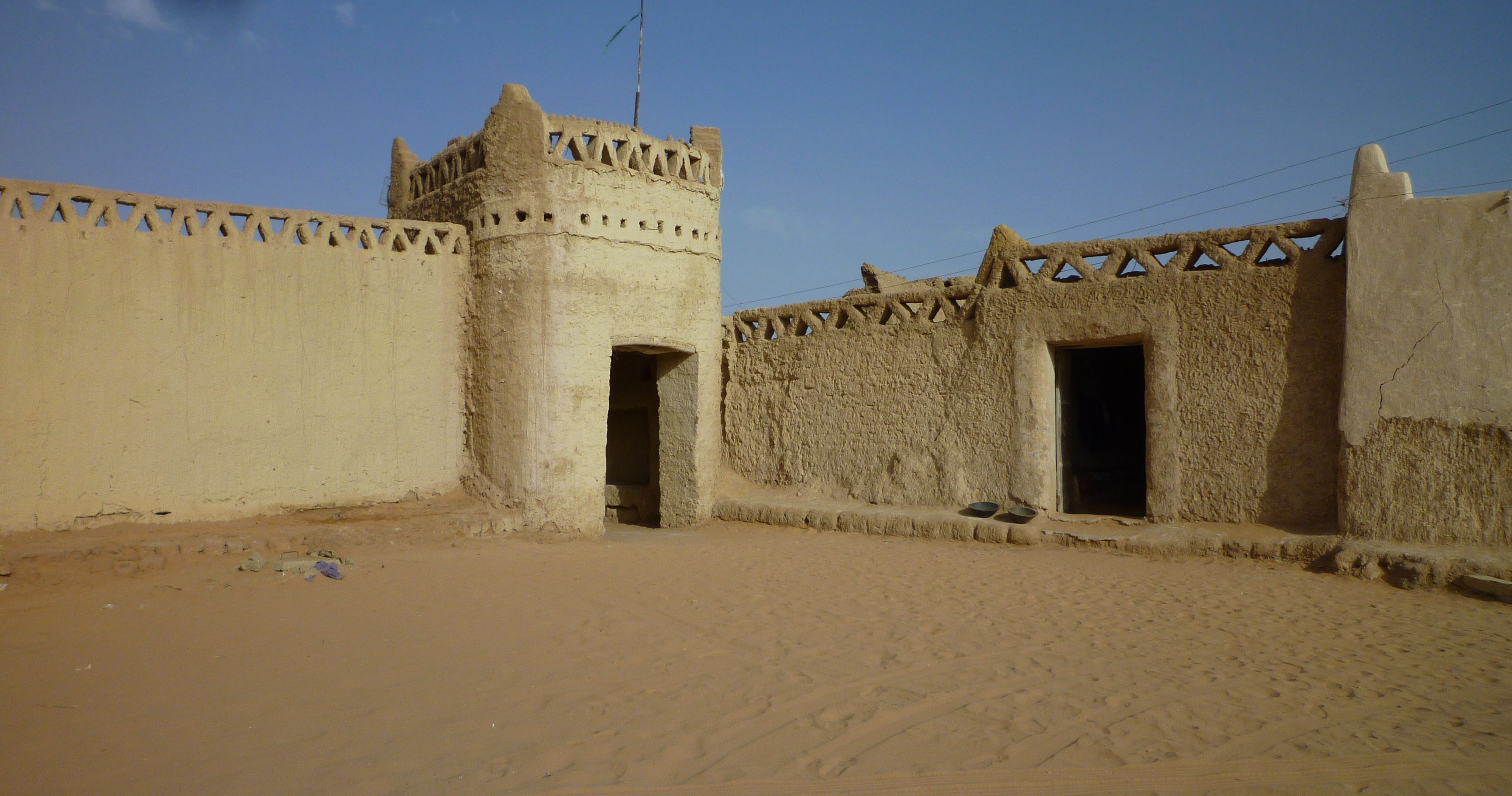
Stadtmauer und -tor von Ghat

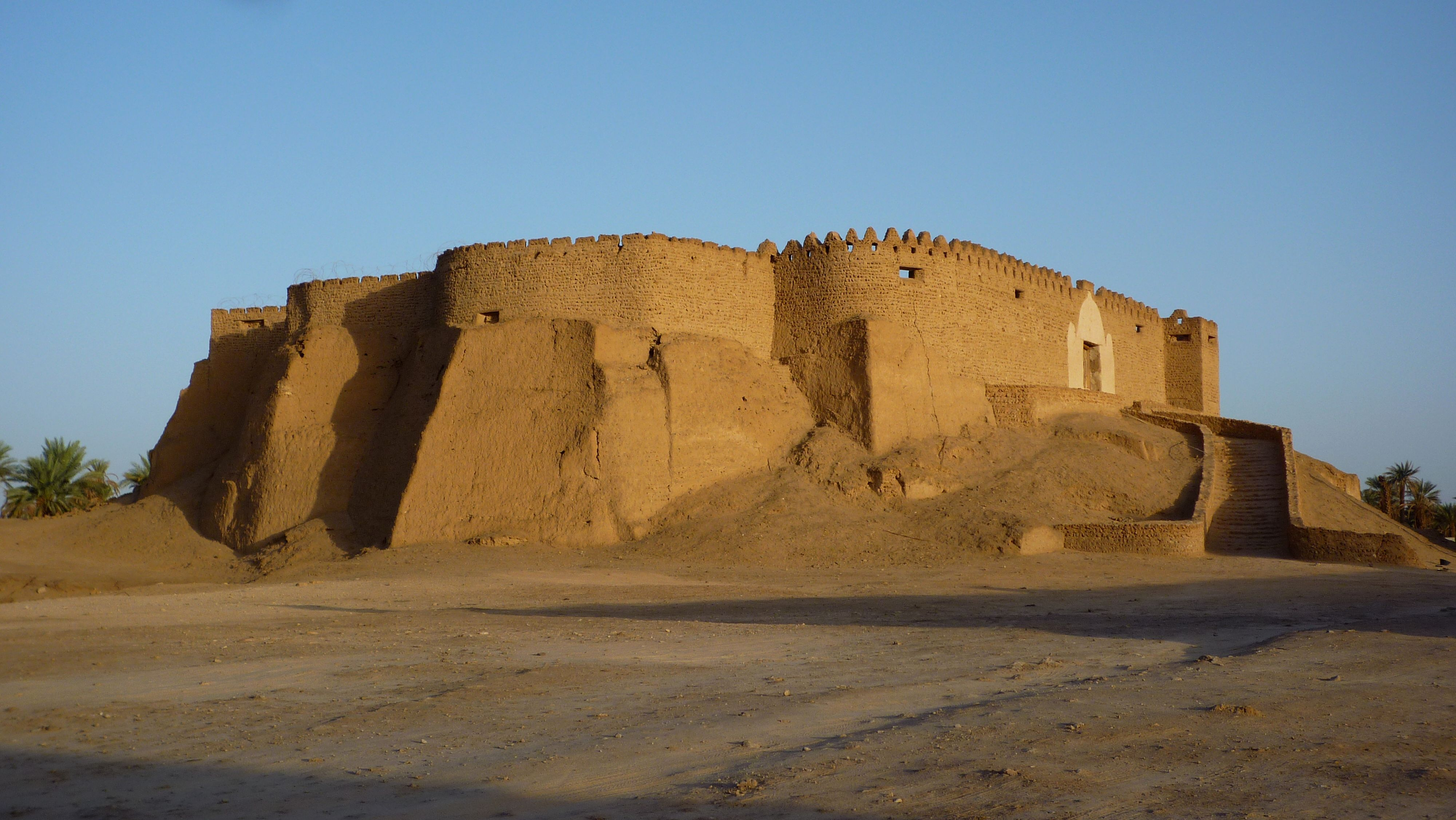
Die unter den Osmanen errichtete Festung von Murzuq

Die osmanische Macht reichte zunächst nur bis an den Wüstenrand, weiter im Süden endete die Zeit der Vorherrschaft Bornus, das vor allem unter Idris Alooma (1580–1617) Kriege mit den Tubu führte, bereits früher. Bornu kontrollierte unter seiner Herrschaft von N'gazargamu aus den Handel zwischen dem Sudan und dem Fessan. Die Osmanen entsandten eine große Gesandtschaft in seine Hauptstadt. Im Fessan herrschte Awlad Muhammad, der als Abkömmling Mohammeds den Status eines Scherifen beanspruchte. Einer seiner Vorfahren kam aus Fès in Marokko. Dieser Muhammad al-Fasi und seine Nachkommen beherrschten den Fessan ab etwa 1550. Dieser profitierte von den Handelskarawanen, die sein Territorium durchquerten und von den im Fessan organisierten Karawanen. So entstand der größte Markt zwischen Marokko und Ägypten sowie dem Sudan.
Mit den Osmanen kam es zu Auseinandersetzungen um die Kontrolle über den Handel, daher schickten sie aus Tripolitanien Armeen südwärts. Doch Awlad Muhammad konnte Richtung Tschadsee ausweichen und nach dem Abzug der Osmanen zurückkehren. 1639 erzielte die Ulama des Fessan einen Kompromiss mit den Osmanen. Gegen eine jährliche Tributleistung von Gold und Sklaven erkannte Istanbul den Staat an. Doch 1682 weigerte sich Sultan Najib M. Jhaym, den Tribut zu entrichten, woraufhin die Osmanen unter Murad al-Malti Murzwaq attackierten und den Sultan töteten. Sein Sohn Muhammad al-Nasir erklärte sich bis 1689 zu Tributleistungen bereit. Die erneute Einstellung der Tribute veranlasste Gouverneur Muhammad Sha'ib al 'Ain anzugreifen, doch unterlag er, so dass der Sultan bis 1715 keine Tribute zahlte. In diesem Jahr gründete Ahmad al-Qaramanli einen unabhängigen Staat in Tunesien.

## Kolonie Italiens

### Italienisch-Türkischer Krieg

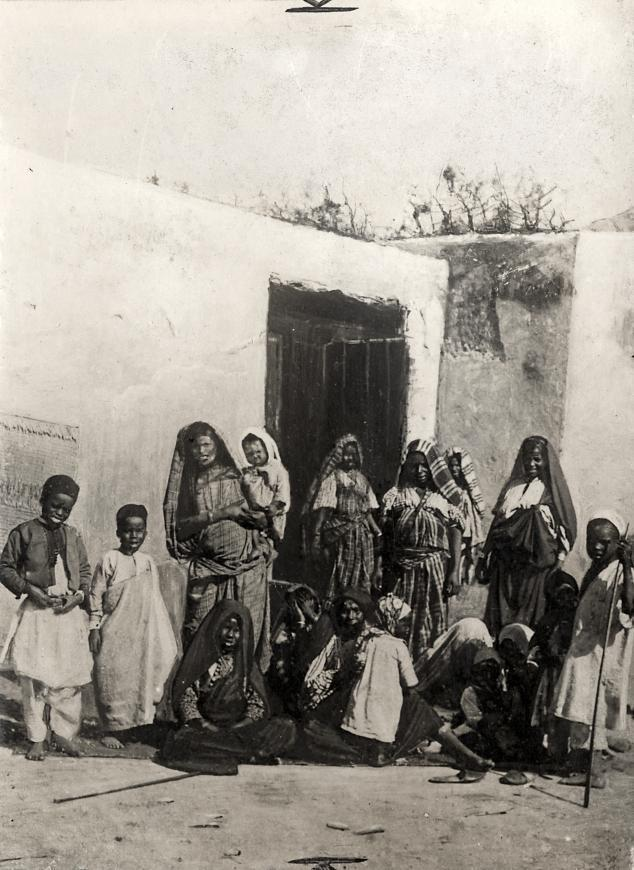
Innenhof eines Harems in Tripolis, 1911

Am 29. September 1911 marschierten italienische Truppen in das osmanische Libyen ein. Die italienische Regierung unter Giovanni Giolitti begründete diesen Schritt mit dortigen Beeinträchtigungen der Handelsfreiheit italienischer Kaufleute. Zudem hatte die Festigung der französischen Position in Marokko Befürchtungen aufkommen lassen, Frankreich könne versuchen, sich auch noch das letzte noch nicht kolonialisierte Gebiet Nordafrikas einzuverleiben. Ein Ultimatum an das Osmanische Reich vom 28. September 1911, in dem das Königreich Italien freie Hand bei der Besetzung Libyens forderte, wurde vom Sultan abgelehnt. Daraufhin erklärte Italien dem Osmanischen Reich den Krieg und begann am 30. September 1911 mit der Beschießung des Forts von Tripolis.
Am 5. Oktober 1911 wurde die Hauptstadt Tripolis und der Küstenstreifen der Kyrenaika von den Italienern besetzt. Die dort stationierten osmanischen Divisionen leisteten unerwartet heftigen Widerstand, so dass der italienische Außenminister Antonio di San Giuliano harte Maßnahmen gegen die Verteidiger anordnete. Italien antwortete am 11. November mit der ersten Bombardierung durch Flugzeuge in der Geschichte. Nach mehrtägigem Bombardement auf Tripolis richteten die italienischen Invasoren ein Blutbad unter der Bevölkerung an. Der türkische Widerstand gegen die italienische Invasion wurde von der Wüste aus geleitet. Dem späteren Staatsgründer der Türkei Mustafa Kemal Atatürk und Enver Pascha wurde der Abschnitt von Darna zugeteilt. Sie stellten ihre Truppen aus den Moslems der Sahara-Oasen zusammen. Die Italiener konnten aus den Küstenorten Libyens aber nicht mehr vertrieben werden.
Am 5. November 1911 unterzeichnete der italienische König Viktor Emanuel III. ein Dekret über die Annexion von Tripolis und der Kyrenaika. Der Kriegszustand zwischen Italien und dem Osmanischen Reich blieb bestehen. Für Tripolitanien wurde der italienische Gouverneur Raffaele Borea Ricci D'Olmo (1857–1911) am 5. Oktober 1911 eingesetzt und eine Woche später durch Carlo Francesco Giovanni Battista abgelöst. Bereits im folgenden Jahr wurde ein erster Eisenbahnabschnitt in Betrieb genommen, in der Hoffnung, die auf Kamele angewiesene Kriegsführung zu beschleunigen. Die erste Strecke verband ab dem 17. März 1912 Tripolis und das 11 km entfernte Ain Zara, am 13. Juli wurde die 21 km lange Strecke nach Tajoura fertiggestellt, dann die 6 km nach Gargaresh am 20. April, die am 5. September bis Zanzur (12 km) verlängert werden konnte. Letztere Strecke erwies sich für den Kampf mit den osmanischen Einheiten als besonders wichtig. Sie unterstand zunächst dem Militär, wie die gesamte Eisenbahn des Landes, doch ab dem 1. Mai 1913 übernahm sie die staatliche Eisenbahn, die 117 km lange Strecke nach Zuara, westlich von Tripolis, entstand. Ende 1915 umfasste das kleine Netz eine Gesamtstrecke von 180 km. Dabei konnte die Region erst 1925 endgültig befriedet werden, die Bahnstrecke nach Henschir el-Abiad wurde mehrfach zerstört. Um Benghasi wurde im September 1914 die erste Eisenbahnstrecke eingeweiht.
In Libyen setzten die Italiener zum ersten Mal in der Geschichte Fliegerbomben und Militärflugzeuge ein. Die italienischen Truppen stießen auf heftigen Widerstand der Beduinen unter Sulaimān al-Bārūnī in Tripolitanien und des Senussi-Ordens unter Umar al-Muchtar in der Kyrenaika. Die zunehmenden Spannungen auf dem Balkan schwächten in der Folge erheblich die Position der Osmanen. So sah sich die Regierung in Istanbul gezwungen, mit italienischen Regierungsvertretern am 18. Oktober 1912 im Schloss von Ouchy bei Lausanne einen Friedensvertrag zu unterzeichnen. Mit dem Frieden von Ouchy wurde der Krieg in Libyen beendet. Unter dem Druck der sich anbahnenden Balkankrise gab das Osmanenreich seine Gebietsansprüche auf und trat Tripolis und die Kyrenaika mit Bengasi an Italien ab. Am 15. Oktober 1912 wurde der Italiener Ottavio Briccolo Generalgouverneur der Kyrenaika.
Ahmad asch-Scharif unterstützte die Osmanen ab 1911 im Kampf gegen die in Libyen gelandeten italienischen Truppen. Im Landesinneren Libyens führten die Wüstenscheichs einen erfolgreichen Kleinkrieg. Nach einem Friedensabkommen, das 1917 zur Anerkennung lokaler Regierungen in Tripolitanien und in der Kyrenaika führte (unter Anerkennung der italienischen Oberhoheit), beruhigte sich die Lage. Die Eroberung des Landesinneren und der Kufra-Oasen gelang erst Mussolini in den frühen 1930er Jahren.

### Erster Weltkrieg und italienische Kolonie

Gebietsentwicklung Libyens unter italienischer Kolonialherrschaft (1912–1943)

Italienische Konzentrationslager im Osten Libyens in den Jahren 1930 bis 1933

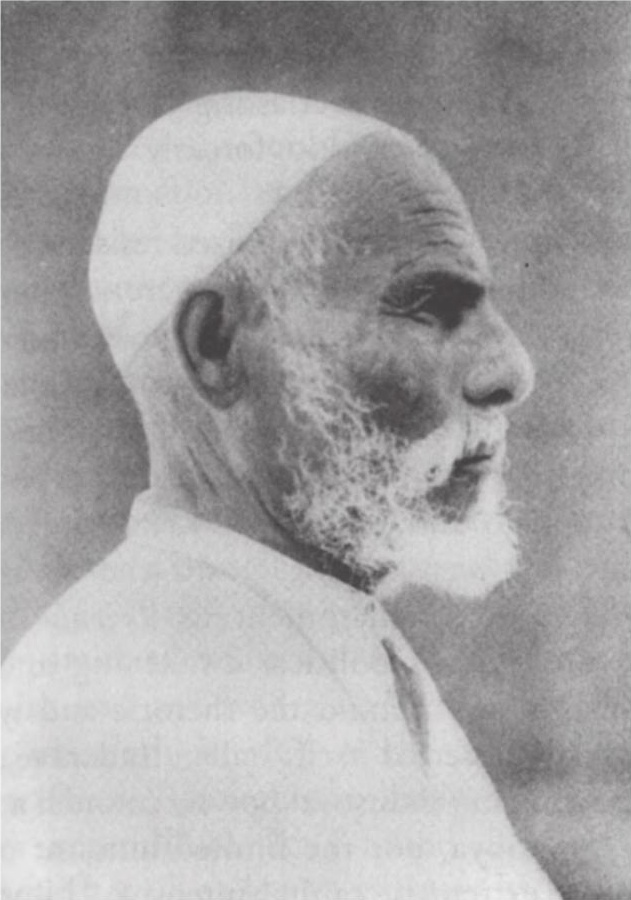
Umar al-Muchtar war der führende Kopf des Widerstands gegen die italienische Kolonialisierung in der Kyrenaica.

Im Ersten Weltkrieg hatten die Aufständischen die Italiener ab 1915 im Norden und Westen allmählich bis direkt an die Küste zurückgedrängt, nur noch fünf Hafenstädte wurden von Italien kontrolliert. Im Osten sollten die Senussi von Dschaghbub über die Oase Siwa nach Ägypten einfallen und dort helfen, den 1914 von den Briten gestürzten Vizekönig Abbas Hilmi wiedereinzusetzen, der mit der deutsch-türkischen Armee über den Sinai kommen sollte. Doch schon bei Sollum wurden die Senussi 1916 von anglo-ägyptischen Truppen entscheidend geschlagen. Dem Deutschen und Osmanischen Reich blieb nur die Unterstützung der Senussi über das Mittelmeer. Von November 1915 bis Oktober 1918 verkehrten zu diesem Zweck deutsche Unterseeboote zwischen den Häfen der Mittelmächte und der libyschen Küste. 1917 wurde auch die Oase Siwa von einer motorisierten Division der Briten und Australier eingenommen, die Kämpfer der Senussi-Bruderschaft mussten auch hier weichen. Ahmads Macht schwand, und nachdem seine Anhänger 1918 die Hafenstadt Misrata einnehmen konnten, blieb ihm nur noch die Flucht in die Türkei auf einem dort gelandeten deutschen U-Boot. Sidi Muhammad Idris al-Mahdi al-Senussi (1916–1983), einer der Enkel des Ordensgründers, wurde 1918 unter Anerkennung der italienischen Oberhoheit als Regent in der Kyrenaika und 1922 als Emir von Tripolitanien anerkannt.
Die am 8. bzw. 16. November 1918 ausgerufene Republik Tripolitanien hatte aber nur provisorischen Charakter und sie war eher ein Satellitenstaat der Italiener. Am 17. Mai 1919 wurde die Kyrenaika italienische Kolonie und am 12. September 1919 unterzeichneten Italien mit Frankreich einen Vertrag, der die Hinzuziehung einiger algerischer und westafrikanischer Oasen und Grenzstreifen zu Libyen vorsah.
Der am 10. August 1920 geschlossene Friedensvertrag von Sèvres stellte harte Friedensbedingungen: Das ehemalige osmanische Großreich wurde durch den Vertrag drastisch reduziert, seine Streitkräfte erheblich eingeschränkt und das Land in Interessensphären aufgeteilt. Nach Artikel 121 des Vertrages verzichtete die Türkei damit auf alle Rechte in Libyen. Italien hatte Tripolitanien und die Kyrenaika ab 1922 wieder fest in der Hand.

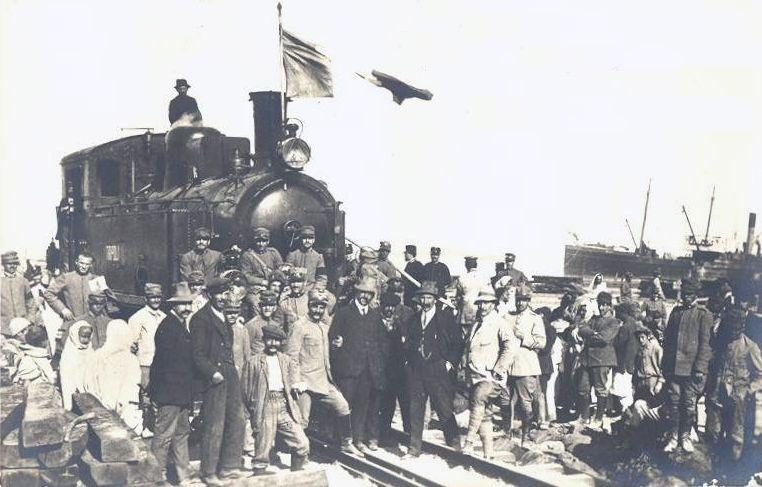
Ankunft der ersten Lokomotive im Hafen von Tripolis, 1912

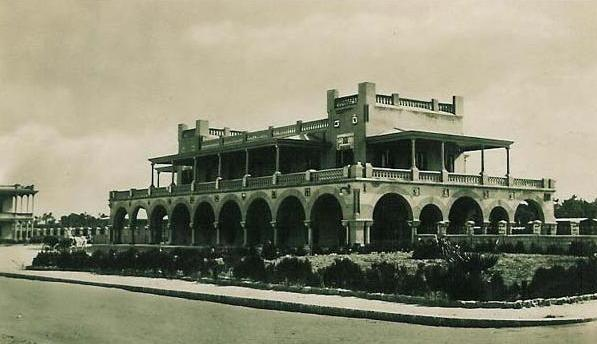
Der Hauptbahnhof von Tripolis in den 1930er Jahren. Bis 1926 baute Italien Eisenbahnstrecken um Tripolis und Benghasi, die insgesamt 400 km umfassten.

Nach der Machtergreifung Mussolinis wurde Idris 1923 ins Exil nach Kairo vertrieben und die Republik aufgelöst. Ab 1. Mai 1923 kam es zum Kriegsausbruch zwischen den Italienern und der Senussi-Bruderschaft. Der Militärgouverneur der Kyrenaika, Luigi Bongiovanni (1866–1941), sprach den Senussi alle Rechte ab.
Emilio De Bono (1866–1944) wurde von Juli 1925 bis zum 24. Januar 1929 Generalgouverneur von Tripolitanien. Unter seiner Führung eroberte Italien bis 1925 auch den südlichen Fessan und erwarb 1926 den Sitz der Senussi, die Oase Dschaghbub. 1927 und 1928 setzte Italien bei Kämpfen mit Aufständischen Giftgas ein. Am 9. März 1927 verboten die Italiener jegliche lokale Selbstbestimmung durch Verwaltungen in Tripolitanien und der Kyrenaika durch Libyer. 1926 endeten vorläufig die Eisenbahnbauten, da Mussolini auf den Ausbau des Straßennetzes setzte; nur 1941–1942 wurden noch wenige Kilometer Eisenbahnstrecke fertiggestellt. Währenddessen entstanden 5000 Straßenkilometer.
Marschall Pietro Badoglio wurde am 24. Januar 1929 neuer Gouverneur von Libyen (bis 1933). Vizegouverneur u. a. zuständig für die Kyrenaika, wurde im Januar 1929 Dominico Siciliani (1879–1938), der im März 1930 von Vizegouverneur Rodolfo Graziani abgelöst wurde. Den Widerstand der Stämme unter Umar al-Muchtar schlugen die Italiener bis 1932 in einem heftigen und verlustreichen Kleinkrieg nieder. Nach seiner Gefangennahme in Salwenta durch das 7. italienische Regiment wurde Umar Mukhtar am 15. September 1931 in Bengasi von einem Militärgericht zum Tode verurteilt und einen Tag später hingerichtet. Etwa 100.000 Italiener ließen sich im Norden Libyens nieder. Sie vertrieben die ansässigen libyschen Bauern.
Neuer Generalgouverneur wurde am 6. November 1933 Italo Balbo, der auch die Autorennstrecke Autodromo della Mellaha in Tripolis eröffnete. Ab 1933 wurden die Grand-Prix-Rennen (heute Formel-1) auch in Libyen ausgetragen. Die rund 13 km lange Strecke galt als der bis dahin schnellste Kurs mit Geschwindigkeiten bis 220 km/h und wurde über 40 Runden ausgetragen. Auch deutsche Fahrer wie Rudolf Caracciola und Hermann Lang siegten bei den Autorennen in Tripolis. Einige Monate zuvor wurde die Lotteria di Tripoli eingeführt, in der auf die Grand-Prix-Veranstaltungen Wetten angenommen wurden.
Erst 1931 konnte mit der Einnahme der Kufra-Oasen der letzte Widerstand gebrochen werden, 1934 wurde aus den Eroberungen die italienische Kolonie Libia gebildet. Am 1. Januar 1935 wurden Tripolitanien, Fezzan und die Kyrenaika zur italienischen Kolonie Libyen vereinigt. Mit Frankreich wurde die Grenzziehung zwischen der Kolonie Libyen und dem französisch kontrolliertem Gebiet des heutigen Tschad vereinbart. Der Vertrag wurde aber nicht ratifiziert.
Die über längere Zeit im Lande stationierten Soldaten in den italienischen Kolonien gingen oftmals Beziehungen zu dort lebenden Frauen ein. Dabei unterdrückte Mussolinis Partei Kontakte italienischer Soldaten mit afrikanischen Frauen (madamato).

### Faschistisches Siedlungsprogramm, Zweiter Weltkrieg

Faschistisches Wappen Libyens (1940–1943)

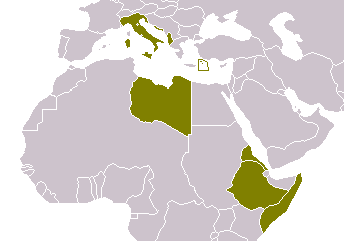
Italienisches Kolonialreich 1940

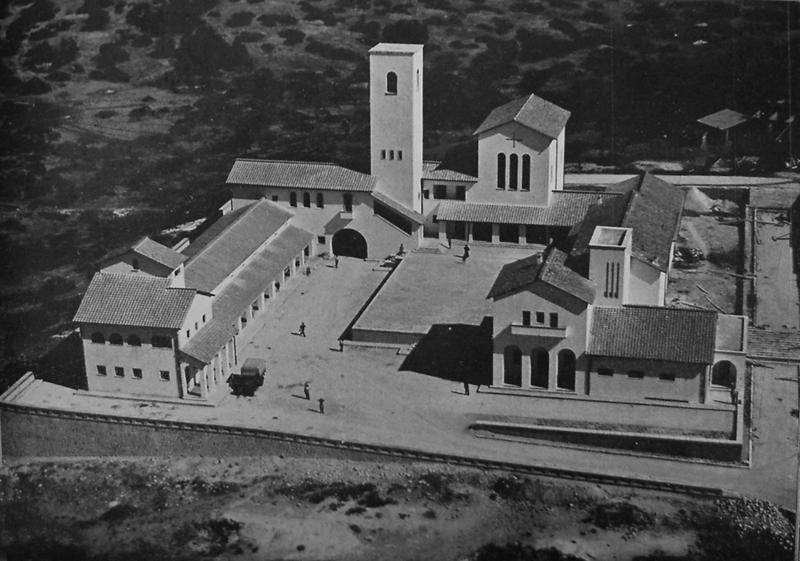
Kolonisten aus Italien sollten neue Siedlungen gründen, wie diese von Al Bayyada, die 1938 als D'Annunzio entstand.

1931 wurden die ersten 5.000 italienischen Kolonisten in Tripolitanien angesiedelt. Doch erst mit dem neuen Gouverneur Italo Balbo, der die neue Küstenstraße Litoranea Libica bauen ließ, begann ein intensiviertes Siedlungsprogramm, vor allem in der Kyrenaika. 1938 kamen 15.000 Kolonisten ins Land, 1939 folgten weitere 10.000. Insgesamt waren bis 1951 500.000 vorgesehen. So entstanden die Dörfer Beda Littoria, Luigi di Savoia, Primavera (später Luigi Razza) und Giovanni Berta bis 1934, dann folgten von 1936 bis 1939 die Dörfer Baracca, Oberdan, D'Annunzio, Battisti, Mameli, Filzi, Giordani, Micca, Oliveti (der Name erinnerte an den Piloten Ivo Oliveti, der im Äthiopienkrieg umkam), Gioda, Breviglieri, Crispi, Marconi, Garibaldi, Corradini, Tazzoli, Michele Bianchi und Maddalena. Für die enteigneten Libyer, die den Kolonien weichen mussten, waren Ersatzdörfer vorgesehen, doch blieb dieses Projekt bei Kriegsbeginn stecken. Es wurde überhaupt erst begonnen, weil die Zahl der Landlosen und Vertriebenen beständig zunahm und dies die koloniale Ordnung gefährdete.
Im Zweiten Weltkrieg standen sich in Nordafrika die Achsenmächte und die Alliierten gegenüber. Am 13. September 1940 befahl der italienische Führer und Ministerpräsident Benito Mussolini den Angriff auf das von britischen Streitkräften verteidigte Ägypten. Der Angriff der italienischen 10. Armee blieb aber wegen des starken britischen Widerstandes stecken, ihnen gelang nur die Eroberung der ägyptischen Stadt Sidi Barrani. Am 9. Dezember 1940 begann das britische XIII. Korps unter Generalleutnant Richard O’Connor mit der britischen 7. Panzerdivision und der indischen 4. Infanteriedivision eine Gegenoffensive mit nur 36.000 Soldaten, die sich rasch zur Katastrophe der italienischen Truppen entwickelte. Sidi Barrani wurde zurückerobert und die Briten stießen immer weiter nach Libyen vor. Auf einen italienischen Hilferuf vom 19. Dezember 1940 hin entsandte der Führer des Deutschen Reiches Adolf Hitler am 9. Januar 1941 einen ersten deutschen „Sperrverband“ nach Libyen. Deutsche Truppen, darunter Soldaten der 5. leichten Division und später der 15. Panzerdivision unter Führung des Generalleutnants Erwin Rommel, trafen im Rahmen des Unternehmens Sonnenblume am 11. und 12. Februar 1941 in Tripolis ein mit dem Befehl, mit schwachen Verbänden, dem Deutschen Afrikakorps, den erfolglosen Bündnispartner Italien bei seiner Verteidigung zu unterstützen.
Britische Truppen der 'Western Desert Force' eroberten am 6. Februar 1941 die Stadt Bengasi. Bei der alliierten (britischen) Gegenoffensive wurden völlig überraschend zehn italienische Divisionen vernichtet und 130.000 Soldaten gerieten in Kriegsgefangenschaft. Die Alliierten hatten bei der Offensive nur 600 Gefallene zu beklagen. Am 2. März 1941 wurden die südöstlich gelegenen Kufra-Oasen von freifranzösischen Truppen der „Groupe Lorraine“ aus dem Tschad unter dem Oberst Jacques-Philippe Leclerc und zusammen mit einer britischen Einheit besetzt. Leclerc war seit dem 22. November 1940 auch französischer Militärgouverneur im Tschad.

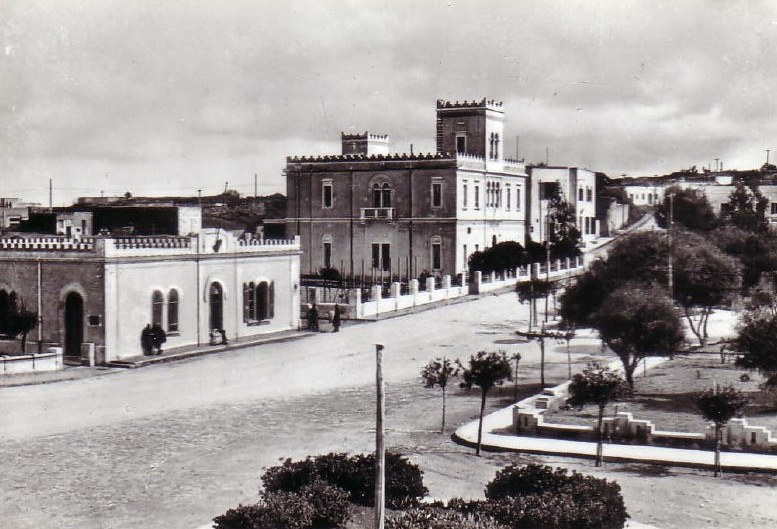
Altstadt von Gharian in den 1940er Jahren

Rommel hielt eine defensive Haltung für unangebracht, stattdessen wollte er angreifen. Entgegen Hitlers Befehlen griff Rommel mit dem Afrika-Korps am 31. März 1941 die alliierten (britischen) Truppen bei El Agheila an und leitete damit die Rückeroberung der Kyrenaika durch deutsche und italienische Truppen ein. Sein Hauptvorstoß richtete sich auf Mersa Brega, um somit das Tor zur Kyrenaika aufzustoßen. Die Offensive der Achsenmächte führte zum Erfolg, so dass am 4. April Bengasi besetzt werden konnte. Am 10. April 1941 standen deutsche Panzer vor der ostlibyschen Hafenstadt und Festung Tobruk, die kurz zuvor noch von den Italienern ausgebaut und dann beinahe kampflos geräumt worden war. Bis zum 13. April unternahmen die deutschen und italienischen Truppen drei Angriffe auf die Festung, die jedoch alle fehlschlugen. Auch weitere Vorstöße der Achsenmächte konnten wegen Versorgungsengpässen nicht durchgeführt werden, so dass beide Seiten in einen Stellungskrieg übergingen.

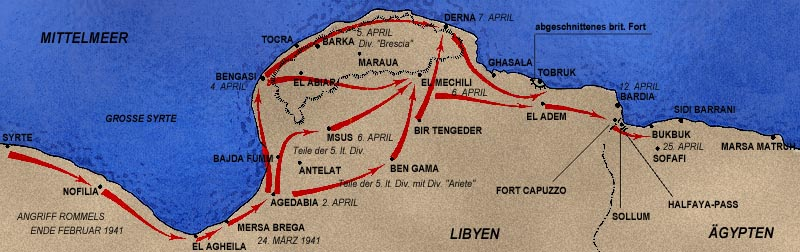
Vorstoß des Afrikakorps nach Ägypten bis zum 25. April 1941

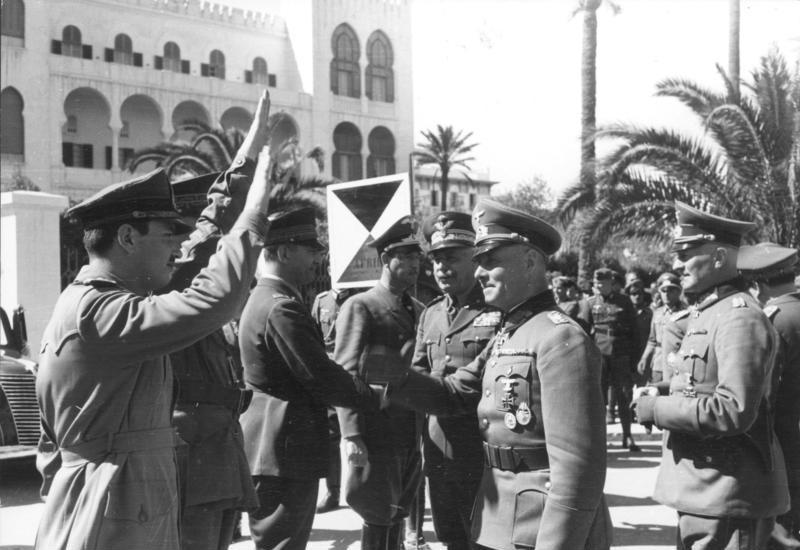
Rommel wird von General Johannes Streich und dem 1941 eingesetzten Gouverneur General Italo Gariboldi (3. von rechts) im Februar 1941 in Tripolis empfangen.

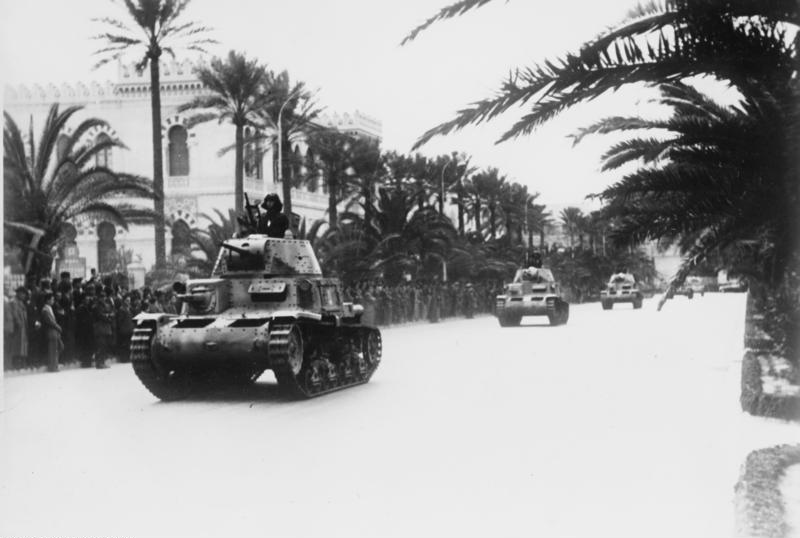
Truppenparade italienischer Panzer vor dem deutschen General Rommel im März 1941 in Tripolis

Am 18. November 1941 begannen die Alliierten mit der Operation Crusader und der britischen 8. Armee eine Gegenoffensive. Am 26. November 1941 erfolgte ein zweiter Angriff, wobei der Besatzung von Tobruk nun endlich der Ausbruch aus dem Belagerungsring gelang. Am 7. Dezember zog sich das Afrika-Korps zur Gazala-Linie zurück. Nachdem Tobruk augenscheinlich vor einer Eroberung des Afrika-Korps gefeit war, griff General Rommel im Januar 1942 wieder an.
Am 26. Mai 1942 begann das Afrika-Korps mit dem Unternehmen Theseus mit dem Ziel, Tobruk zu erobern. Nach schweren Panzergefechten gelang es den Achsenmächten, Bir Hacheim am 10. Juni einzunehmen, um dann den Vormarsch auf Tobruk einzuleiten. Am 20. Juni wurden Stadt und Festung besetzt, daraufhin wurde Rommel zum Generalfeldmarschall befördert. Der weitere Vormarsch sollte nun durch Ägypten erfolgen. Die Stadt Alexandria sollte fallen und der Sueskanal besetzt werden. Kurz vor El Alamein hatten die Alliierten einen 65 Kilometer langen Verteidigungsgürtel aufgebaut. Die deutsche Offensive blieb stecken. Der neue britische Befehlshaber Bernard Montgomery begann am 23. Oktober 1942 einen Gegenangriff. Das Afrika-Korps war zahlenmäßig unterlegen und musste den Rückzug antreten.
Bei einem zehnminütigen Luftangriff von fünf amerikanischen B-17-Bombern und zehn Jagdflugzeugen der Freien Französischen Streitkräfte auf italienische Truppen am 11. Januar 1943 wurden Teile von Ghadames – darunter auch die beiden mittelalterlichen Moscheen – zerstört. 44 Zivilisten starben; die feindlichen Soldaten und ihr Kriegsgerät wurden jedoch nicht getroffen.
Am 23. Januar 1943 besetzten die Alliierten Tripolis. Im März und April 1943 wurden die Achsenmächte schließlich eingeschlossen (Schlacht um Tunesien). Lediglich an der Mareth-Linie wurde noch erbitterter Widerstand geleistet. Am 13. Mai 1943 erfolgte die Kapitulation der deutsch-italienischen Heeresgruppe Afrika mit den Resten von elf deutschen und sechs italienischen Divisionen durch Generaloberst Hans-Jürgen von Arnim. 130.000 deutsche und 120.000 italienische Soldaten gerieten in alliierte Kriegsgefangenschaft. Insgesamt starben während des Zweiten Weltkriegs in Nordafrika auf beiden Seiten über 96.000 Soldaten. Die Zahl der zivilen Opfer ist unbekannt.
Nach dem Einmarsch der alliierten Truppen, zusammen mit der kurz zuvor von Idris as-Senussi gegründeten Senussi-Befreiungsarmee, wurde die Kyrenaika und Tripolitanien unter britische und der südliche Landesteil Fezzan ab 1. September 1943 unter freifranzösische Verwaltung gestellt.

### Jüdische Gemeinde und Faschismus

Zahlenmäßige Verteilung der Juden in Libyen um 1939

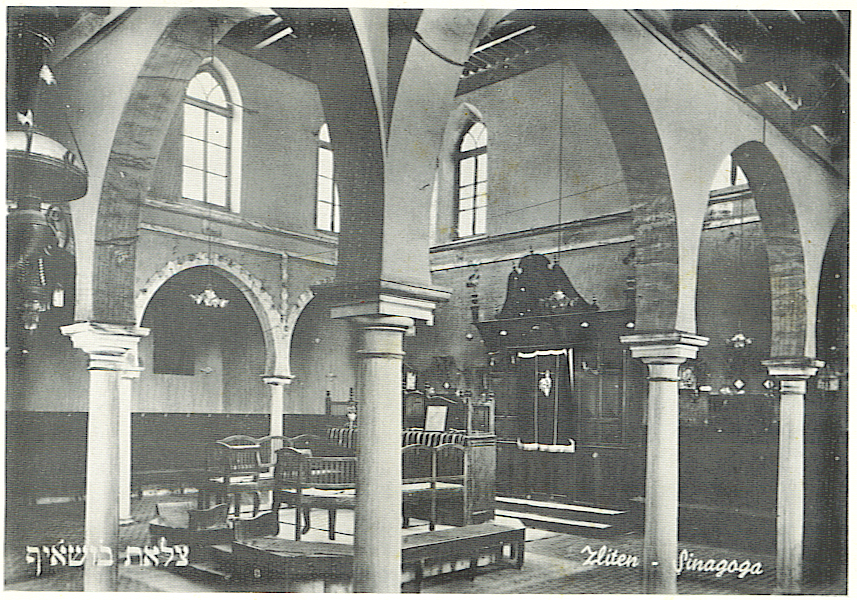
Slat Abn Shaif Synagoge in Zliten vor dem Zweiten Weltkrieg

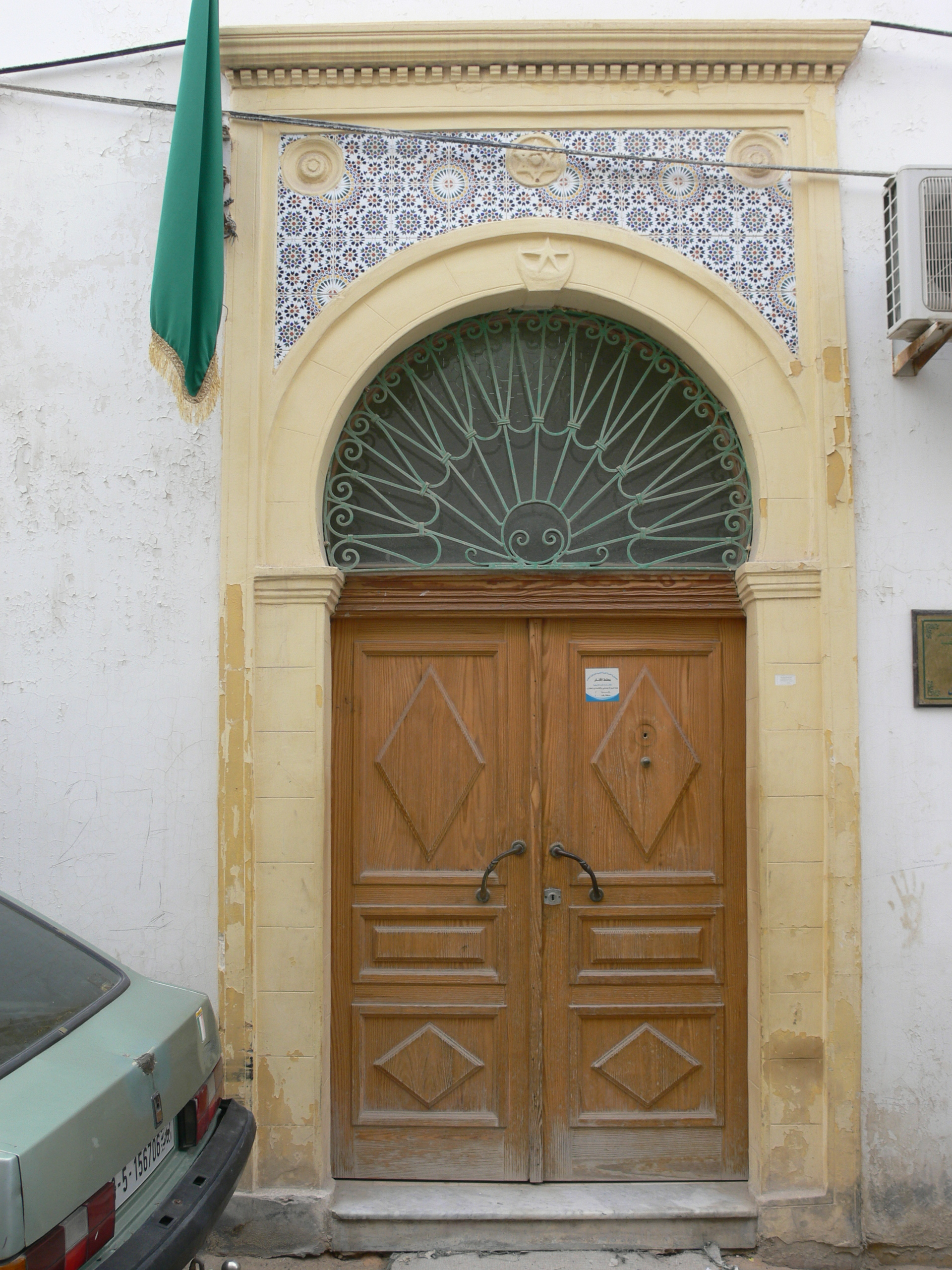
Dar E Serousi Synagoge und Hebräischschule in der Altstadt von Tripolis

Die italienische Besetzung begann 1911 ein und konzentrierte sich zunächst auf Tripolitanien. Der Fessan wurde erst 1924 und die Kyrenaika erst 1932 völlig unter Kontrolle gebracht. In Tripolitanien lebten 1931 21.000 Juden in 15 Orten, was ca. 4 % der Bevölkerung entsprach, davon allein 15.000 in Tripolis. In der Kyrenaika wurden über 3000 Juden gezählt, davon 2236 in Bengasi. Der Oberrabbiner in Tripolis und viele Rabbiner stammten aus Italien, desgleichen zahlreiche der oft aus Livorno eingewanderten Gläubigen. 1936 zählte man 28.299 Juden in Libyen, 1940 lebten dort ungefähr 38.000.
Die Allianz Italiens mit dem Dritten Reich führte nach einer Zeit der Anerkennung des kulturellen und wirtschaftlichen Aufschwungs zu erneuter Diskriminierung. Nach dem Einmarsch des deutschen Afrikakorps, das 1941 zur Unterstützung der italienischen Truppen gegen die Alliierten eingriff, wurden ab April 1942 die antisemitischen Maßnahmen verschärft. Wegen Sympathie mit dem Feind wurden die Juden Benghasis in die Nafusa-Berge deportiert. Im Hauptlager in Jado starb innerhalb von 14 Monaten fast ein Viertel der 2600 Insassen an Hunger und Typhus, bevor die Überlebenden im Januar 1943 durch die Briten befreit wurden. Die anderen waren nach Gharyan und Jefren deportiert worden. Erst ab April 1943 durften die seit mehr als zwei Jahren geschlossenen Schulen wieder eröffnet werden. Doch bereits im November 1945 kam es zu Angriffen muslimischer Bürger, die vom exilierten Mufti von Palästina angetrieben worden waren. Die Gewaltakte begannen in Tripolis und weiteten sich, ohne britisches Gegensteuern, auf andere Orte aus. Man zählte 135 Tote und über 300 Verletzte.

## UN-Treuhandgebiet, britische Besatzung (1945–1951)

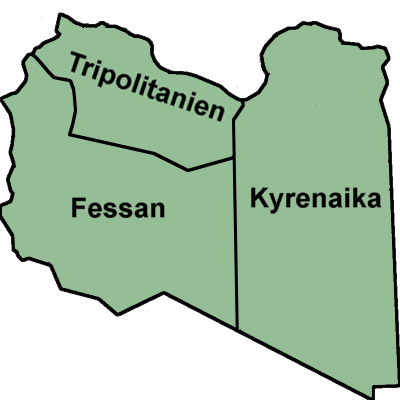
Dreiteilung Libyens nach der italienischen Niederlage (1943) und während der UN-Treuhandverwaltung (1947–1951): Tripolitanien und die Kyrenaika waren britisch, der Fessan französisch besetzt

### Druck auf die Minderheiten: Italiener, Juden
Während die etwa 60.000 italienischen Bauern aus der Kyrenaika von den britischen Besatzern sofort vertrieben wurden, konnten die rund 40.000 Italiener in Tripolitanien noch verbleiben. Der britische Militärgouverneur von Tripolitanien Travers Robert Blackley wurde ab 1946 bis zur Unabhängigkeit Libyens als Verwalter der Vereinten Nationen bestimmt. Am 17. Mai 1945 wurde der ehemalige Luftwaffenstützpunkt der Italiener bei Tripolis von Mellaha in Wheelus Air Force Base zu Ehren des US-Luftwaffensoldaten Richard Wheelus umbenannt, der bei einem Flugzeugabsturz im Iran ums Leben gekommen war. Ab 15. Mai 1947 wurde der Stützpunkt von den USA nicht mehr genutzt, erst im Juni 1948 erfolgt die Weiternutzung.
Die Lage der jüdischen Libyer änderte sich zunächst wenig. Mit dem Ende des Zweiten Weltkriegs kam es zu größeren Zuwanderungen von Flüchtlingen aus Jugoslawien, Griechenland und von Malta. Allerdings kam es zu einer Reihe von Pogromen, wie das Pogrom von 1945, bei dem 100 Juden in Tripolis und anderen Städten ermordet und fünf Synagogen zerstört wurden. Ein weiteres Pogrom fand im November 1945 statt, wobei mehr als 140 Juden ermordet und nahezu sämtliche Synagogen geplündert wurden. In Libyen lebten 1947 rund 38.000 Juden, davon etwa 20.000 in der näheren Umgebung der Hauptstadt Tripolis. Es kam 1948 zu abermaligen Pogromen. Nach der Gründung des Staates Israel verließen ab Mai 1948 etwa 2.500 Juden das Land. Weitere Auswanderungen folgten, so dass 1951 nur noch rund 8.000 Juden im Land blieben. Sie gingen überwiegend nach Israel, einige gingen nach Rom und in andere italienische Städte.

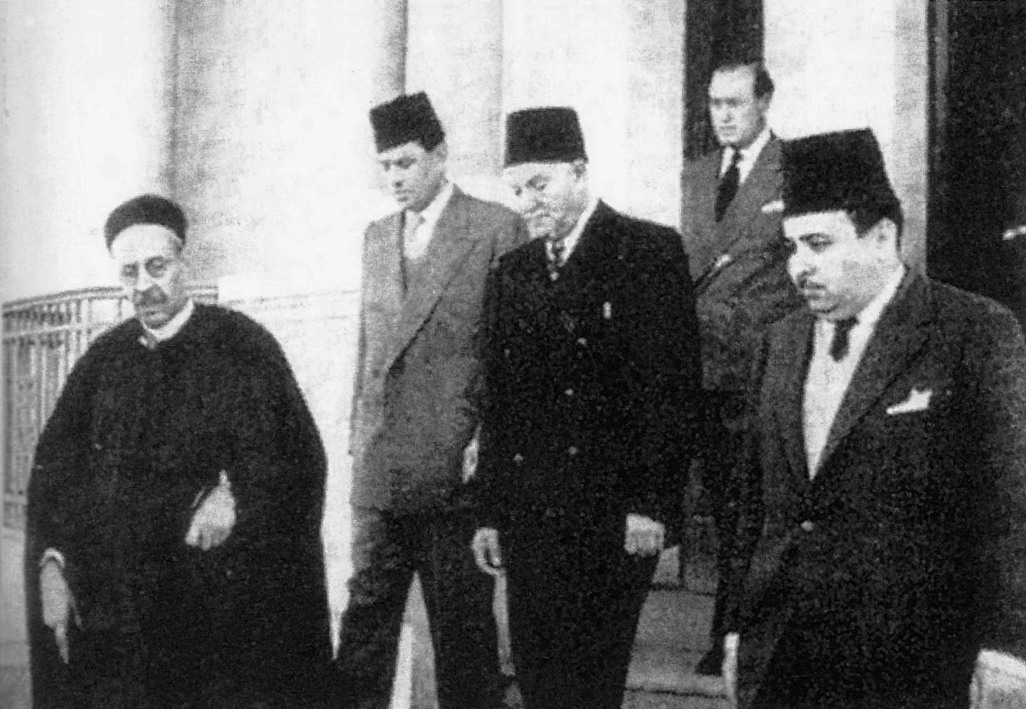
Idris, damals Emir der Kyrenaika, mit Hussein Maziq, Mohammed Sakizli und Mustafa Ben Halim bildete die erste Regierung.

### Union von Tripolitanien und Cyrenaika, Vorbereitung der Unabhängigkeit
Das libysche Befreiungskomitee in Kairo unter der Führung von Bashir al-Sa`dawi (Bashir es Sadawi) sprach sich im März 1947 für eine „Union von Tripolitanien und Cyrenaika“ unter Führung der Senussi aus. Die Region Fezzan wurde von 1947 bis zur Unabhängigkeit des Landesteils von dem Franzosen Maurice Sarazac geleitet.
Der Bevin-Sforza-Plan über die Zukunft Libyens verfehlte am 17. Mai 1949 bei den Vereinten Nationen die notwendige Zwei-Drittel-Mehrheit. Entscheidend war die Stimme Haitis, dessen Botschafter trotz gegenteiliger Weisung seiner Regierung gegen den Plan stimmte. Der britisch-italienische Plan, benannt nach den Außenministern Ernest Bevin und Carlo Sforza, hätte Libyen in drei UN-Treuhandgebiete aufgeteilt: Die Kyrenaika unter britischer Verwaltung, Tripolitanien unter italienischer und der Fezzan unter französischer Verwaltung.
Am 1. Juni 1949 wurde das Emirat in der Kyrenaika unter Emir Sayyid Muhammad Idris as-Senussi mit Zustimmung der britischen UN-Verwalter reorganisiert. Im Juli 1949 reiste as-Senussi nach Großbritannien, um über die Zukunft Libyens zu beraten. Am 9. November wurde Umar Mansur Kikhia (1901–1958) Ministerpräsident des Emirats der Kyrenaika.
Am 21. November 1949 verabschiedeten die Vereinten Nationen eine Resolution, die vorsah, Libyen bis 1952 in die Unabhängigkeit zu entlassen. Die Siegermächte des Zweiten Weltkriegs hatten im Friedensvertrag mit Italien im Februar 1947 das Urteil über die weitere Zukunft der ehemals italienischen Kolonien den Vereinten Nationen überlassen. Die Resolution wurde mit 48 gegen 1 Stimme (Haile Selassie aus Äthiopien stimmte dagegen) und neun Enthaltungen (u. a. Frankreich und die Sowjetunion), angenommen. Die ehemalige Kolonie sollte bis zum 1. Januar 1952 ein souveräner, föderativer Staat werden. Ein UN-Kommissar und ein ihn unterstützendes internationales Gremium wurde ernannt, die dem Emir von Kyrenaika, dem späteren König Idris I., die Regierungsgeschäfte übergeben sollten. Am 21. November 1949 erhielt das Emirat der Kyrenaika unter Emir Sayyid Muhammed Idris as-Senussi Autonomierechte bis zur Unabhängigkeit des Landes. Als Hochkommissar der Vereinten Nationen für Libyen wurde am 10. Dezember 1949 der Niederländer Adrian Pelt bestimmt. Am 17. März 1950 übernahm er kommissarisch die Staatsgeschäfte Libyens bis zur Unabhängigkeit am 24. Dezember 1951.
Am 12. Februar 1950 wurde Ahmad Sayf an-Nasr Chef du territoire über den Fezzan und kooperierte mit dem französischen Residenten Maurice Sarazac, um einen reibungslosen Übergang in die Unabhängigkeit zu gewährleisten.
Während des Kalten Krieges ordnete das US-amerikanische Strategic Air Command am 16. November 1950 die Verlegung von Bomberflugzeugen vom Typ B-50, B-36, B-47 und KC-97 Tankflugzeuge zur Wheelus Air Force Base nahe Tripolis an. Die Langstreckenflugzeuge boten der Luftwaffe die Möglichkeit zu Spionageflügen an der sowjetischen Südgrenze.
Die libysche Nationalversammlung, deren Mitglieder zu gleichen Teilen aus der Kyrenaika, Tripolitanien und dem Fezzan stammten, traten am 2. Dezember 1950 in Tripolis zusammen und bestimmten den Regierungschef der Kyrenaika und Führer der Senussi, Emir Idris as-Senussi, zum zukünftigen König. Eine unter Idris as-Sanussi gebildete Regierung übernahm nach Beratungen der Nationalversammlung ab Mitte März 1951 schrittweise die Verwaltung des Landes. Die Nationalversammlung verabschiedete am 7. Oktober 1951 eine Verfassung.

## Vereinigtes Königreich von Libyen

### Monarchie

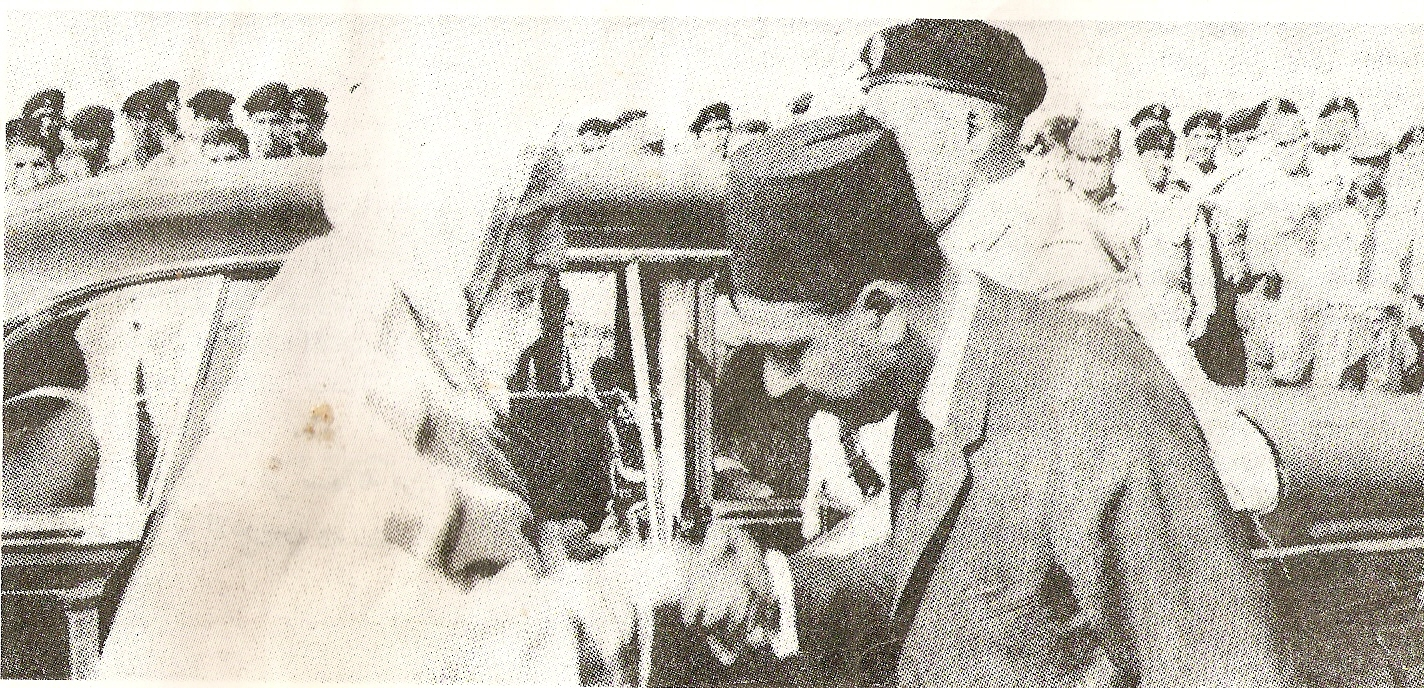
König Idris begrüßt seinen Premierminister Wanis El Qadaf anlässlich der Eröffnung der Universität von Libyen im Jahr 1968

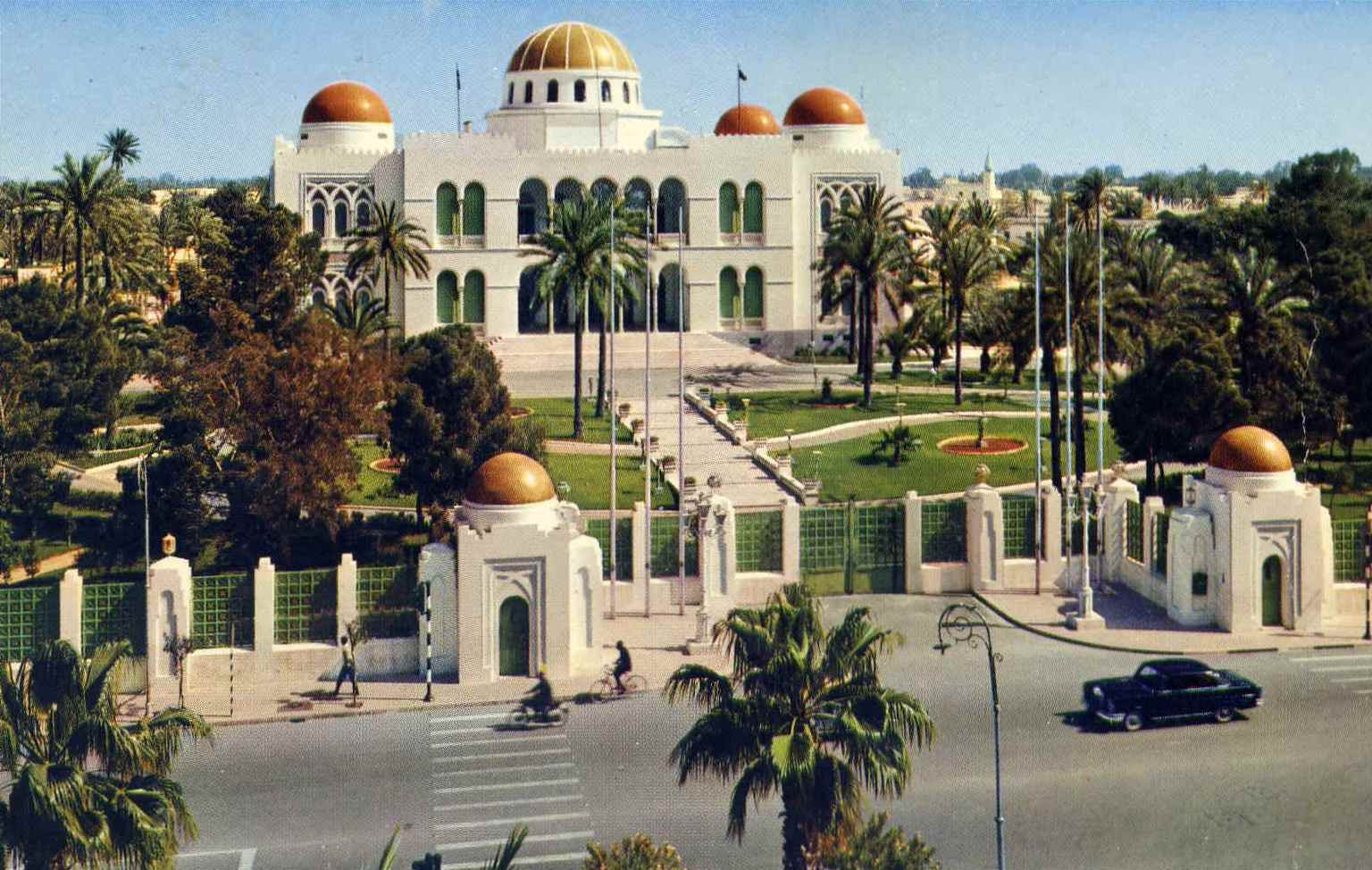
Der Königspalast in Tripolis

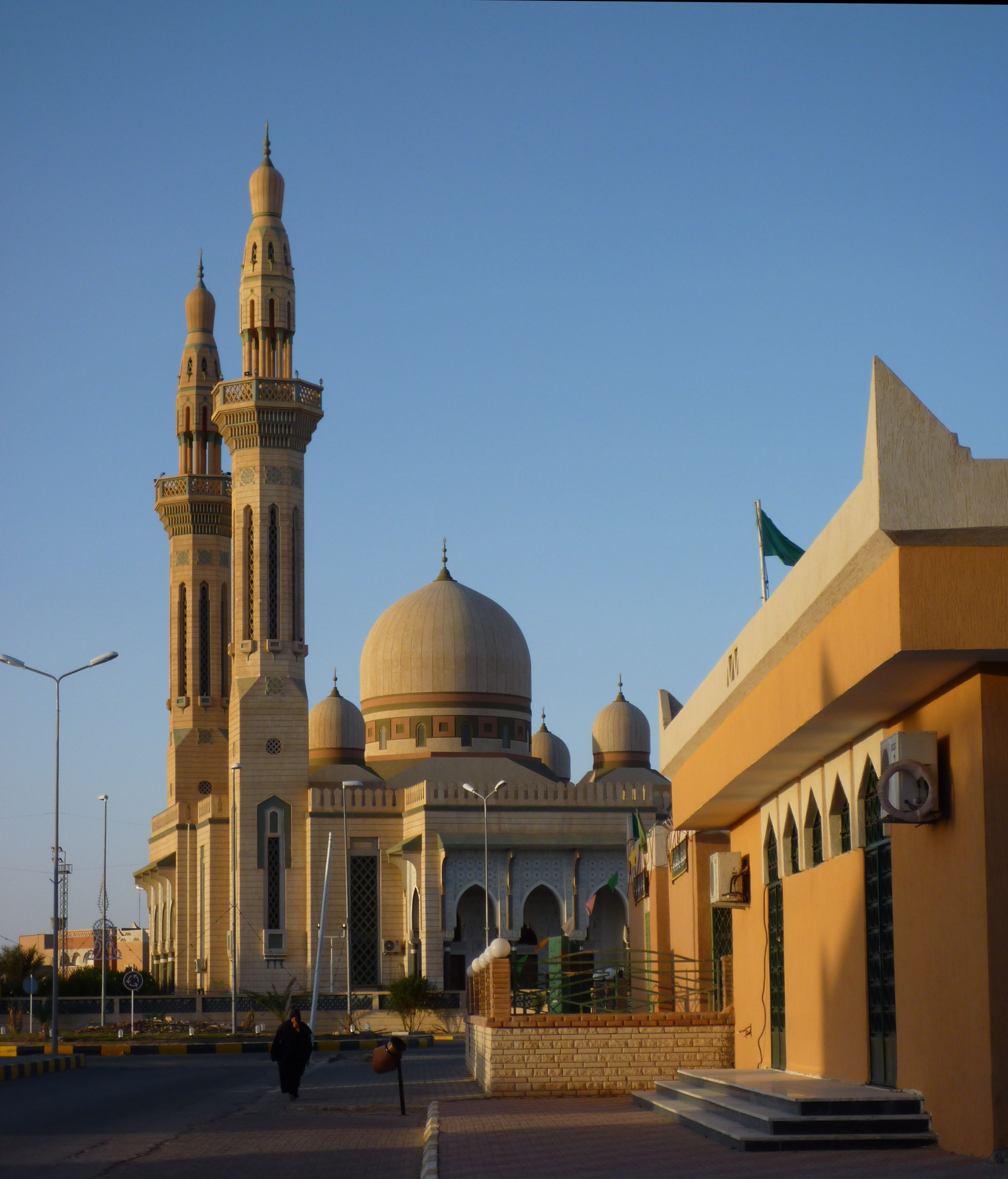
Große Moschee von Ghadames

Libyen wurde am 24. Dezember 1951 unter Idris I., dem religiösen Oberhaupt des Senussi-Ordens, zur Monarchie erklärt. Der föderative Charakter des Staates sollte für die Repräsentation der drei Provinzen Tripolitanien, Kyrenaika und Fezzan mit den Provinzsitzen Tripolis, Bengasi und Murzuq sorgen, die je eigene Parlamente erhielten. Damit mündete die Kolonialpolitik Großbritanniens, die stets bemüht war, lokale, kooperationsbereite Potentaten an der Macht zu halten, in die Königsherrschaft der Senussi. Zugleich schloss Libyen ein Militärabkommen mit den USA ab, das die weitere Nutzung der Wheelus Air Base bei Tripolis ermöglichte. Dort waren 1951 rund 4.600 Soldaten stationiert. Das bereits seit 1922 unabhängige Königreich Ägypten unter Faruq leistete dem neuen Staat Entwicklungshilfe, um Einfluss zu gewinnen.
Erster Regierungschef wurde am 25. Dezember 1951 Mahmud al-Muntasir (1903–1970), der zugleich das Amt des Bildungs- und Justizministers übernahm. Verteidigungsminister wurde Omar Faiek Shennib, Finanzminister Mansour Qadara, Informationsminister Ibrahim Bin Sha'ban und Außenminister Muhammad Uthman as-Said. Zu dieser Zeit gehörte das Land, das überwiegend von der Landwirtschaft und der Verpachtung von Militärstützpunkten lebte, zu den ärmsten Staaten der Welt. Über 90 % der einheimischen Bevölkerung waren Analphabeten. Dadurch stiegen die nach dem Krieg verbliebenen Italiener zwangsläufig zur politischen und wirtschaftlichen Oberschicht auf, von denen rund 52.000 geblieben waren. Die ersten Parlamentswahlen fanden am 19. Februar 1952 statt. Im März trat das Parlament erstmals zusammen. Wegen des Sieges der Regierungspartei, die sich überwiegend aus Angehörigen der Senussi und aus Ausländern rekrutierte, kam es zu Auseinandersetzungen mit der ausländerfeindlichen „Nationale Kongresspartei“ und zu Unruhen. Daraufhin verbot König Idris die Gründung politischer Parteien und auch Gewerkschaften. Ein Gericht verhängte am 5. Februar 1952 gegen Mitglieder der Baath-Partei 87 Urteile und verbot die Organisation.
Am 28. März 1952 trat Libyen der 1945 gegründeten Arabischen Liga bei und wurde im Februar 1953 Vollmitglied. Am 29. Juli 1953 erfolgte die Unterzeichnung eines Freundschafts- und Beistandsvertrages mit Großbritannien. Auf dem britischen Stützpunkt El Adam bei Tobruk waren 3.000 britische Soldaten stationiert. Zudem hatte die britische Luftwaffe Verfügungsrechte auf dem Idris International Airport in Tripolis. In Bengasi wurde am 9. September 1954 ein neues Militärabkommen mit den USA zur Nutzung des Luftwaffenstützpunkt Wheelus nahe Tripolis bis zum Jahr 1971 unterzeichnet. Rund 14.000 Soldaten mit ihren Angehörigen lebten auf dem Stützpunkt. Anders entwickelte sich das Verhältnis zu Frankreich. 1952 kam es zu Streitigkeiten über die Dauer des Verbleibens französischer Truppen im Fezzan. Erst 1956 zog Frankreich seine letzten Truppen ab.
Am 5. Oktober 1954 wurde der Palastminister Ibrahim al-Shalhi, den der König als eine Art Sohn betrachtete, durch Muhyi al-Din, einen Prinzen der Königsfamilie ermordet. Als Reaktion entzog Idris der königlichen Verwandtschaft mit Ausnahme seines Bruders und der Königin ihre Privilegien und schloss sie von der Thronfolge aus, wie er sie bereits 1949/50 und im Rahmen der Verfassung der Kyrenaika aus dem Kabinett ausgeschlossen hatte. Seinerzeit hatte Abu Qasim, ein Sohn seines älteren Bruders, der während des Krieges einige Zeit die Regierung geführt hatte, versucht, Unterstützung bei den Stämmen zu finden. In Absprache mit den Briten war er gestürzt worden, seit 1950 schloss ein Familiengesetz die gesamte Familie aus Verwaltungs- und Politikaufgaben aus. Die sechs Zweige der Sanussi drängten seither in die wichtigsten Wirtschaftspositionen, zumal ihnen das Familiengesetz eine standesgemäße Lebensgrundlage zusprach. 1954 musste daher Ibrahim al-Shalbi sterben, den man für die Hauptursache des Ausschlusses aus allen Machtpositionen hielt. Der erbenlose König drohte mit der Ausweisung der gesamten Sanussi-Zweige, entmachtete den Ahmad-al-Sharif-Zweig, doch schließlich ernannte er den Sohn des Ermordeten zu seinem Nachfolger als Hofminister. Am 20. April 1955 starb Mohammed ar-Ridha, Bruder von Idris I. und Thronfolger, woraufhin Mustafa ben-Halim, der Premierminister, den König aufforderte eine Republik auszurufen, mit dem König als lebenslangem Präsidenten. Zwar stimmte Idris zu, musste jedoch nachgeben, als die Stämme der Kyrenaika signalisierten, dass sie dies nicht akzeptieren würden. Als neuer Thronfolger wurde am 26. November 1955 Hassan ar-Ridha bestimmt, doch es zeichnete sich ab, dass die Monarchie den Tod des Königs nicht lange überdauern würde.

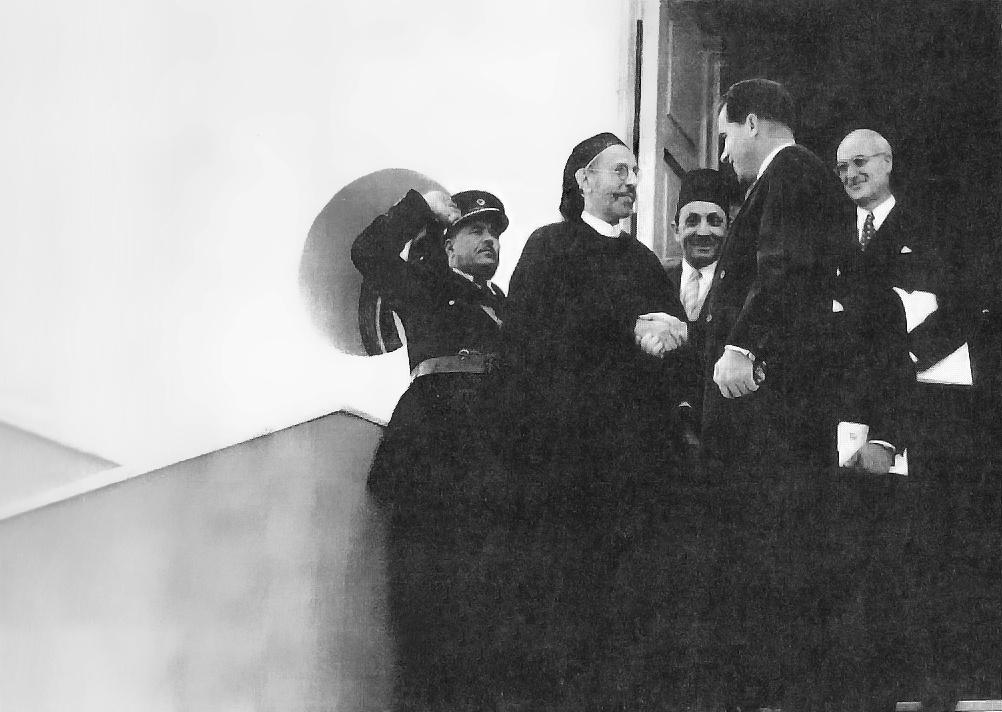
Treffen zwischen König Idris und dem amerikanischen Vizepräsidenten Nixon um 1957. Libyen war um gute Beziehungen mit dem Westen bemüht.

Öl- und Gasfelder nebst Pipelines, 2011

Während der Sueskrise 1956 kam es vor dem Königspalast zu Kundgebungen gegen die Besetzung des Suez-Kanals und die Bombardierung von Flugplätzen in Ägypten durch die britischen Streitkräfte, zumal britische Kampfflugzeuge für ihre Operationen auch libysche Luftwaffenstützpunkte nutzten.
1955 wurden die ersten Explorationsrechte für Erdöl vergeben. Dabei teilten die Libyer die Erkundungsgebiete in viele kleine Konzessionen auf und vergaben diese bevorzugt an kleinere, unabhängige Ölgesellschaften. Grund dafür war ihre Überlegung, dass kleine Ölgesellschaften über weniger Alternativen verfügten und deshalb intensiver nach dem libyschen Öl suchen würden. Diese Strategie zahlte sich aus. Im Januar 1958 wurden im Land die ersten Ölquellen in der Großen Syrte entdeckt. Durch den Beginn der Erdölförderung und den Bau einer ersten 167 km langen Pipeline von den Ölfeldern im Landesinneren bis zur Mittelmeerküste, konnte die wirtschaftliche Situation des Landes ab 1961 erheblich verbessert werden. Am 12. September 1961 erfolgte die erste Verschiffung von Rohöl in Marsa el Brega. 1969 exportierte Libyen soviel Erdöl wie Saudi-Arabien. Libyen vereinbarte am 26. März 1962 mit den Staaten der Casablanca-Gruppe, also mit Algerien, Ghana, Guinea, Mali, Marokko und der Vereinigten Arabischen Republik (Ägypten, Syrien) eine Zollsenkung in Höhe von 25 % als ersten Schritt eines gemeinsamen afrikanischen Marktes. Bereits am 21. März hatten die Länder ein Abkommen über technische, wissenschaftliche und administrative Zusammenarbeit unterzeichnet. Am 14. Dezember 1955 wurde Libyen Vollmitglied der Vereinten Nationen.
Staat und Oberschicht kamen durch die steigende Erdölproduktion zu Reichtum. König Idris I. zentralisierte ab 1963 die staatliche Verwaltung. Der Regierung der USA unter John F. Kennedy lagen 1962 Informationen über großangelegte Korruption vor. Die libysche Regierung sollte in erheblichem Maße Einnahmen aus dem Erdölgeschäft auf Bankkonten in der Schweiz transferiert haben. Am 13. und 14. Januar 1963 kam es zu schweren Unruhen im Land. Anlass war u. a. die Politik gegenüber Israel und die Tatsache, dass König Idris nicht am Gipfeltreffen der Arabischen Liga im Juli 1962 in Kairo teilgenommen hatte, wo Maßnahmen zur Sicherung der Unabhängigkeit des künftigen Algerien beraten worden waren.
Am 21. Februar 1963 verzeichnete Libyen ein Erdbeben mit dem Epizentrum nahe Al Maraj (Barca). 320 Menschen kamen dabei ums Leben. Das Erdbeben der Stärke 5,3 auf der Richterskala zerstörte auch die psychiatrische Klinik Al Maraj Al-Qadim. Sechs US-Flugzeuge von der Wheelus Air Force Base nahe Tripolis leisteten Hilfe vor Ort, medizinisches Personal wurde eingeflogen. 12.000 Bürger wurden obdachlos.

### Einheitsstaat, neue Hauptstadt, Frauenwahlrecht

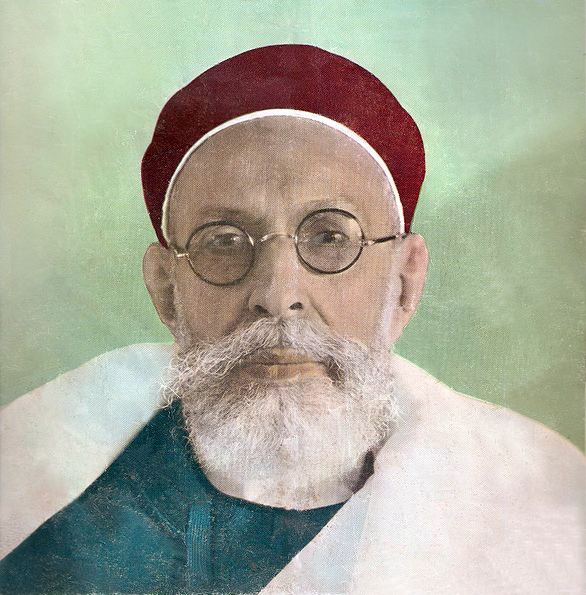
König Idris, um 1965

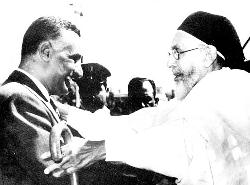
König Idris und der ägyptische Staatspräsident Nasser

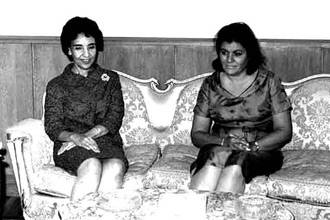
Königin Fatima von Libyen (links) mit Tahia Kazem, der Frau von Präsident Nasser

Am 27. April 1963 erfolgte eine Verfassungsänderung. Libyen mit seinen 1.474.000 Einwohnern, darunter 40.000 Italiener und 3.000 Juden, wurde zu einem Einheitsstaat und die bundesstaatlichen Strukturen (Föderalismus) wurden aufgehoben. Stattdessen wurden zehn neue Verwaltungsbezirke geschaffen. Neue Hauptstadt sollte die im Ausbau befindliche Stadt Al-Baida zwischen Tobruk und Bengasi werden. Tripolis mit 200.000 Einwohnern wurde vorerst neue und ständige Hauptstadt. Am 7. Oktober 1963 wurde das Wahlrecht für Frauen eingeführt.
Der ägyptische Präsident Gamal Abdel Nasser forderte Libyen am 22. Februar 1964 zur Liquidierung der ausländischen Militärbasen im Land auf. Libyen forderte von den USA mehr technische Unterstützung für die Ölwirtschaft und eine bessere Ausrüstung der Streitkräfte durch die USA. Großbritannien und Frankreich erklärten sich bereit, ihre finanzielle Unterstützung auszuweiten, sofern sie das Recht erhielten, ihre militärischen Einrichtungen weiterhin auf libyschem Boden betreiben zu dürfen. Nach der Verurteilung der libyschen Stützpunktpolitik durch Nasser kam es erneut zu schweren Unruhen in den Städten Tripolis und Bengasi. Am 16. März 1964 beschloss das Parlament einstimmig die Beendigung der Stützpunktverträge. Das Abkommen mit Großbritannien sollte 1973 und das mit den USA 1971 auslaufen.
Die Regierung führte ab 1965 verstärkte repressive Maßnahmen gegen oppositionelle Kreise (Gewerkschaften, kleine Anhängerschaften der Baath-Partei, des Nasserismus und der Muslimbruderschaft) durch. Das Land beschäftigte bis zu 20.000 Geheimpolizisten, ungefähr genauso viele, wie in der Erdölbranche arbeiteten. Bereits unter König Idris folterte die Polizei Häftlinge, z. B. mit der Bastonade.
Während des Sechstagekrieges verweigerte die Regierung den algerischen Truppen die Durchfahrt nach Ägypten. Zwar genehmigte sie später, nach dem Sechstagekrieg, Jordanien und Ägypten großzügige finanzielle Unterstützung zum Wiederaufbau ihrer Wirtschaft, doch am 5. Juni kam es zu erneuten Demonstrationen und Attacken gegen amerikanische Einrichtungen. Die USA evakuierten daraufhin am 6. Juni 1967 in der „Operation Creek Haven“ 3.346 Soldaten und 3.835 Zivilisten und Arbeiter sowie einige Europäer von dem Luftwaffenstützpunkt Wheelus. Am 10. und 11. Juni 1967 folgte mit der „Operation Creek Dipper“ eine weitere Evakuierung von 812 US-Bürgern und einer unbestimmten Anzahl Jordanier von dem Luftwaffenstützpunkt Wheelus. Am 11. Juni befanden sich 38 US-Kampfflugzeuge vom Typ F-100 Super Sabre auf dem Stützpunkt. Am 15. August 1968 befand sich in Libyen ein Inspektionsteam (Survey Team on Expansion) der US-Luftstreitkräfte in Europe (United States Air Forces in Europe), um die Einführung der neuen Kampfflugzeuge vom Typ Northrop F-5A und F-5B Freedom Fighter für die libysche Luftwaffe zu begleiten und diese zu einer taktischen Luftstreitkraft auszubauen. Sie begannen auch den Bau eines zweiten Luftwaffenstützpunkts in Benina bei Bengasi.

## Arabische Republik (1969–2011)

### Putsch
Am 1. September 1969 wurde König Idris I., der sich mit Königin Fatima zu einem Kuraufenthalt in Bursa in der Türkei aufhielt, von einer Gruppe panarabischer Offiziere gestürzt. Mit Truppentransportern und Panzern des britischen Typs Centurion und nur rund 200 Mann beendeten sie die Monarchie in Libyen, ohne auf größeren Widerstand in der Bevölkerung zu stoßen. Die Putschisten besetzten alle strategisch wichtigen Plätze in Tripolis, u. a. das Gebäude der Sicherheitspolizei, den Königspalast und die nationalen Radiostationen sowie Ministerien. Nur in Al-Baida leistete die königliche „Weiße Garde“ Widerstand.
Über den lokalen Hörfunksender Etha'at al-Mamlaka al-Libya rief Oberst Muammar al-Gaddafi am 1. September 1969 die „Arabische Republik Libyen“ aus. Er verkündete der Bevölkerung, die Kontrolle in Libyen ohne Blutvergießen übernommen zu haben. König Idris wurde für abgesetzt erklärt. Er blieb mit seinem Neffen, dem Kronprinzen Hassan Rida (* 1940) zunächst in der Türkei, ging später nach Griechenland und danach ins Exil nach Ägypten, wo er 1983 im Alter von 94 Jahren verstarb.
Der Revolutionäre Kommandorat unter Führung von Gaddafi forderte in seinen ersten Reden an die Bevölkerung ein Mitspracherecht bei Problemen im Nahen Osten und in Nordafrika. Er wollte als neue Führungspersönlichkeit in der arabischen Welt fungieren und mit Korruption und Vetternwirtschaft der Königsfamilie aufräumen. Er forderte mehr Effektivität im Staatsapparat. Entgegen vielen anderen afrikanischen Putschisten sollte Gaddafi nach Einschätzung westlicher Geheimdienstkreise nicht an persönlichem Reichtum interessiert sein und galt als unbestechlich. Die USA, so wurde vermutet, tolerierten den Putsch, um die Option für einen Fortbestand der Militärstützpunkte im Land behalten zu können.

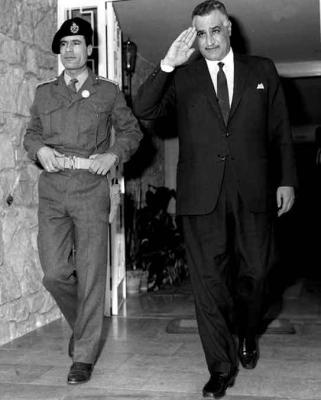
Gaddafi und Nasser, 1969

Die Mitglieder des revolutionären Kommandorats (Majlis Kyiadat Ath-thawra) waren 1969 neben Muammar al-Gaddafi: Abdussalam Jalloud, Abu Bakr Yunis Jaber, Awad Hamza, Basheer Hawwadi, Mukhtar al-Gherwi, Abdel-Monem al-Houni, Emhemmed al-Mghariaf, Mohammad Najm, Mustafa al-Kharoubi, Al-Khwaildi al-Hmaidi und Omar al-Amhaishi. Die Anerkennung der libyschen Revolutionsregierung erfolgte als erstes durch das Nachbarland Ägypten und durch den Irak. Die europäischen Staaten zögerten.

### Autoritäre Staatsführung, Verstaatlichungen, Ende der jüdischen Gemeinden
Am 11. Dezember 1969 erfolgte die Erklärung einer neuen Verfassung, die auch die Einsetzung des revolutionären Kommandorates als oberstes Staatsorgan vorschrieb. Auch ein Dekret zum Schutz der Revolution wurde erlassen: Jeder Bürger, der die Grundlagen der Revolution in Frage stellte, konnte mit Haft oder sogar mit dem Tode bestraft werden. Alle ausländischen Banken, Versicherungen sowie die Erdölindustrie wurden nach und nach verstaatlicht. Auf Anordnung der Revolutionsregierung vom 13. November 1969 mussten die ausländischen Banken ihr Kapital zu 51 % an den libyschen Staat abtreten und ihre Filialen in arabische Namen umwandeln. Betroffene waren: Barclays Bank (künftig: Aljomhorya Bank), Banco di Roma (Omma Bank), The Arab Bank (Oroba Bank) und Banco di Napoli (Al Istikal Bank). Es erfolgte die Gründung einer neuen Staatsbank, der Alkafila Domestic Bank. Auch wurde das erst 1960 durch Esso Libya erschlossene Zletin-Ölfeld am 21. Juli 1970 verstaatlicht.
Für seine Ölpolitik ließ sich Gaddafi vom saudischen Ölexperten Abdullah Al-Tariki beraten. 1970 verlangte er von allen im Land tätigen Ölgesellschaften eine erhebliche Erhöhung der Förderpreise sowie des Anteils des Erzeugerstaats an den Ölgewinnen, der bis dahin bei 50 % gelegen hatte. Weil viele Ölgesellschaften aufgrund der libyschen Strategie der Bevorzugung kleinerer Unternehmen bei der Konzessionsvergabe keine anderen Ölquellen besaßen, mussten sie nach und nach auf die Forderungen eingehen. So konnte Libyen als erstes arabisches Land eine Erhöhung seines Anteils an den Ölprofiten auf 55 % durchsetzen. Iran, Irak und Saudi-Arabien folgten seinem Beispiel.
Während des Sechstagekriegs vom 5. bis zum 10. Juni 1967 brachte die libysche Regierung Juden in einem Lager aus Tripolis bzw. Bengasi in Sicherheit. Dennoch gab es mehrere Morde und zahlreiche Brandschatzungen von Synagogen, Läden und Häusern – auch in den neuen Judenquartieren. Italien half bei der Evakuierung der Flüchtlinge. Gaddafi verschärfte die Aufenthaltsbestimmungen und ließ die Verstaatlichung des Besitzes ausgewanderter oder abwesender Juden durchführen. Synagogen wurden in Moscheen umgewandelt oder geschlossen. Neben den Briten und US-Amerikanern mussten auch alle 25.000 Italiener und Juden das Land bis Oktober 1970 verlassen, ihr Besitz in Libyen wurde enteignet. Am 10. Oktober 2003 verließ der letzte Jude das Land: Rina Debash siedelte im Alter von 81 Jahren zu ihrem Neffen nach Rom über. In Israel leben heute etwa 120.000 Nachfahren libyscher Juden, in Italien vielleicht 4500. Im israelischen Or Yehuda entstand ein Museum. In Tripolis gab es vor der Vertreibung 62 Synagogen. Die 1628 errichtete Sla El Kebira Synagoge ist heute eine Moschee, das Gebäude der früheren Dar E Serousi Synagoge birgt nach der Restaurierung von 1994 ein Stadtarchiv, und die Dar Bishi Synagoge, an deren Einweihung seinerzeit der italienische König Viktor Emanuel III. teilgenommen hatte, sollte nach dem Ende des Regimes restauriert werden. Doch musste der Initiator aufgeben, weil er bedroht wurde.
Dessen ungeachtet erfreute sich das Regime zunehmend internationaler Anerkennung. Vom 25. bis zum 27. Februar 1970 war als erster europäischer Staatschef der jugoslawische Präsident Josip Broz Tito zu einem Staatsbesuch in Libyen. Vom 5. bis 9. September 1973 nahm das Land an der Konferenz der Blockfreien Staaten in Algier teil. Am 29. Juni 1973 nahm Libyen diplomatische Beziehungen zur Deutschen Demokratischen Republik auf.
Zum 1. September 1973 und gleichzeitig am 5. Jahrestag der Revolution wurden alle Konzessionen der Ölgesellschaften, die noch nicht verstaatlicht worden waren, verstaatlicht, darunter ExxonMobil (Esso/Mobil Oil), Shell, Gelsenberg, Texaco, SoCal, Grace Petroleum und Libyan-American ARCO. Die Ölkonzerne waren bis 1969 und teilweise bis 1972 weiterhin sehr einflussreich. Konzessionen des Staates gaben ihnen Exklusivrechte und Exterritorialität. Die Konzerne bestimmten den Preis und die Fördermenge des Rohöls.
Am 28. März 1970 wurde der seit 1948 bestehende US-Luftwaffenstützpunkt geschlossen, am 11. Juni 1970 auch der seit 1955 genutzte britische Stützpunkt. Die libyschen Streitkräfte erhielten ab September 1970 von Frankreich modernere Ausrüstung, darunter 57 Kampfflugzeuge vom Typ Mirage 5, 53 Mirage 5D Kampfbomber, 32 Mirage 5DE Aufklärungsflugzeuge, neun SA.321M Super Frelon Hubschrauber und zehn SA.316B Alouette II Hubschrauber. Auch die Sowjetunion begann mit der Auslieferung von T-55 Kampfpanzern und BMP-1 Schützenpanzern. Zudem plante Libyen den Kauf von 16 Transportflugzeugen vom Typ C-130H Hercules aus den USA.

### Panarabismus, Parteienverbot, „Völkische Revolution“

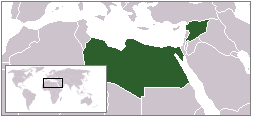
Vereinigung Libyens mit Ägypten und Syrien (1972 bis 1977)

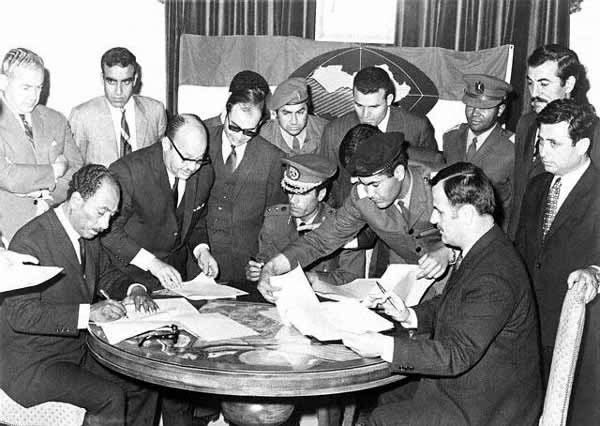
Syriens Präsident Hafez al-Assad (sitzend, rechts), Ägyptens Anwar al-Sadat (sitzend, links) und Gaddafi unterzeichnen in Bengasi am 18. April 1971 einen Vertrag zur Vereinigung der drei Länder

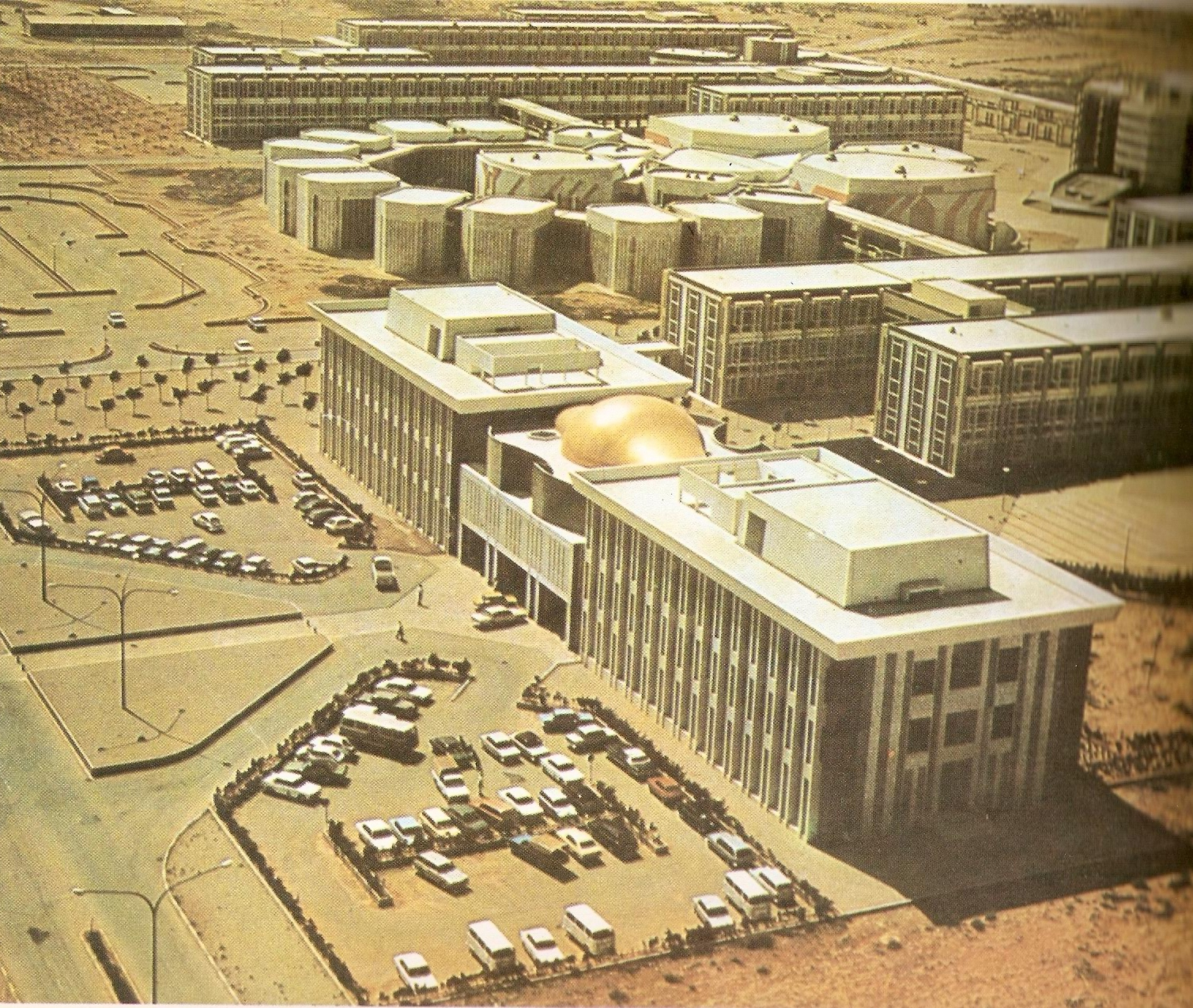
Die Garyounis University, 1984. 1955 als erste libysche Universität eröffnet, wurde sie 1973 in zwei eigenständige Universitäten aufgeteilt, in die Universität Al Fateh in Tripolis und die Garyounis in Benghasi. Seit 2011 ist sie wieder die Universität von Benghasi.

Die panarabische Politik Gaddafis und Fusionspläne mit anderen islamischen Staaten wie die 1971 ausgerufene Föderation Arabischer Republiken mit Ägypten und Syrien und die Gründung einer panarabisch orientierten Einheitspartei, der Arabischen Sozialistischen Union (ASU), am 11. Juni 1971 scheiterten bis 1977. Ebenso erfolglos blieb die 1974 gegründete Arabische Islamische Republik mit Tunesien. Libyen erhielt am 1. Januar 1972 ein neues Staatswappen und eine neue Nationalflagge. Gamal Abdel Nasser, den Gaddafi als sein Vorbild bezeichnete, machte aus seiner Geringschätzung für ihn keinen Hehl und ging nach dem ersten Treffen der beiden deutlich auf Distanz. Die Anziehungskraft der Versuche Gaddafis, die Rolle Nassers als panarabischer Führer zu übernehmen, beruhte ausschließlich auf Geld.
Der erste Allgemeine Volkskongress (Al-Ittihad Al-Ishtiraki Al-Arabi) tagte am 28. März 1972 in Tripolis. Verabschiedet wurde das Gesetz Nr. 71 in Bezug auf ein Verbot von Parteiaktivitäten. Alle Parteien außer der Arabischen Sozialistischen Union (ASU) wurden dadurch verboten.
Am 21. Februar 1973 schossen zwei israelische Kampfflugzeuge des Typs F-4E Phantom II ein Passagierflugzeug des Typs Boeing 727-224 (Kennzeichen: 5A-DAH) der Fluggesellschaft Libyan Arab Airlines (Flug LN 114, Bengasi-Kairo) über dem israelisch besetzten Sinai nahe der Stadt Ismailia ab. An Bord befanden sich u. a. der französische Flugkapitän Jacques Berjes, der libysche Kopilot Almahdi Younis Ay-Yad und der ebenfalls libysche Flugingenieur Naudin. Dabei kamen 108 Insassen ums Leben; der Kopilot und vier Passagiere überlebten den Abschuss. Wegen Navigationsfehlern der Piloten geriet das Flugzeug über die Sinai-Halbinsel.
Die Piloten der israelischen Abfangjäger versuchten nach dem Eindringen der libyschen Maschine in ihren Luftraum wiederholt, deren Piloten mit Handzeichen sowie den international festgelegten Signalen bei Abfangmanövern für Flugzeuge und schließlich Warnschüssen vor den Bug dazu zu veranlassen, ihnen zu folgen und auf dem nahegelegenen Militärflugplatz Bir Gifgafa zu landen. Die Piloten der Boeing 727 gingen stattdessen in den Steigflug über.
Eine der israelischen Maschinen gab schließlich Schüsse auf die rechte Tragflächenwurzel der Boeing 727 ab. Daraufhin entstand dort ein Feuer, und in etwa 1000 Meter Höhe wurden zwei der drei Triebwerke abgestellt oder fielen aus. Bei der Notlandung in der Wüste kollidierte die Maschine mit einer Sanddüne, drehte sich auf den Rücken und rutschte noch ein Stück weiter. Der israelische General Mordechai Hod und Kommandeur der israelischen Luftwaffe verteidigte den Einsatz in einer Pressekonferenz am 22. Februar 1973.
Muammar al-Gaddafi proklamierte im April 1973 die „Völkische Revolution“ („das Volk hat das Recht und die Aufgabe, die Macht und Verantwortung zu übernehmen“) und den Islam zum sozialrevolutionären Weg. Daraufhin bildeten sich zahlreiche sogenannte „Volkskomitees“. Diese exekutiven Volkskomitees sollen alle zwei Jahre gewählt werden und den Volkskonferenzen verantwortlich sein. Die Parteizellen der Arabischen Sozialistischen Union wurden in offene „Basisvolkskonferenzen“ umgewandelt, denen dann legislative Aufgaben zufielen.

### Tschadkrieg, „Arabischer Einheitsmarsch“ (1973), Grenzkrieg mit Ägypten (1977)
Weite Teile des zum Tschad gehörenden Aouzou-Streifens im Norden des Landes wurden von libyschen Truppen im Juni 1973 besetzt und im August 1973 annektiert, wohl auch wegen des vermuteten Vorkommens an Uran in diesem Gebiet. Die dort lebenden etwa 350.000 Tubu leben auf einer Gesamtfläche von 1.300.000 km². Im Konflikt zwischen Libyen und dem Tschad um den Aouzou-Streifen (1973–1994) unterstützten die Tubu die Libyer. Im Osten der Republik Niger schlossen sie sich in den 1990er Jahren zur paramilitärischen Organisation Front démocratique pour le renouveau zusammen. In Libyen verfolgte die Regierung ab 2007 hingegen eine Politik, den Tubu die Staatsbürgerrechte zu verweigern.
Mit über 50.000 Teilnehmern startete am 18. Juli 1973 der „Arabische Einheitsmarsch“ von der tunesischen Grenze bis nach Kairo, um den vereinbarten Zusammenschluss mit Ägypten zu beschleunigen. Die Demonstranten übermittelten eine mit Blut geschriebene Einheitsbotschaft auf dem 2.000 km langen Fußmarsch. Gaddafi erklärte in der Moschee von Tripolis, „Ägypten hat den Nil, während wir das Öl und das Land haben“ und „Ägypten hat die Arbeitskräfte, und beide Länder brauchen und ergänzen einander.“ Doch der Massenprotest verfehlte sein Ziel, stattdessen rief Gaddafi später die Ägypter zur „Volksrevolution“ gegen Anwar as-Sadat auf, nachdem dieser den „Marsch nach Kairo“ östlich von Marsa Matruh hatte stoppen lassen. Zuvor hatte Gaddafi erklärt, er würde zurücktreten, um kein Hindernis für die Union mit Ägypten zu sein. Er plante aber für diesen Fall die Übernahme des Oberbefehls über die ägyptischen Streitkräfte.
Am 6. Oktober 1973 kam es zum Ausbruch des Jom-Kippur-Kriegs, des vierten Nahostkriegs. Libyen unterstützte Ägypten mit der Entsendung von Kampfflugzeugen vom Typ Mirage II und Mirage 5, die von ägyptischen Piloten entgegen einer Rüstungskontrollvereinbarung mit Frankreich geflogen wurden. Die Flugzeuge kamen aber offensichtlich nicht zum Kampfeinsatz. Gaddafi erklärte im Oktober 1973 den gesamten Golf von Sidra (Große Syrte) zum Hoheitsgewässer der Arabischen Republik Libyen und ebenso den Luftraum von 100 Seemeilen vor der Küste.
Im Juli 1977 kam es zum Libysch-Ägyptischen Grenzkrieg. Am 26. März 1979 war in Washington ein Frieden mit Israel geschlossen worden. Dieser Ausgleich führte jedoch zu einer Isolierung Ägyptens in der islamischen Welt; so erfolgte der Ausschluss aus der Arabischen Liga.

### „Staat der Massen“ (Dschamahirija), „Revolutionsführer“ Gaddafi
Mit der „Proklamation der Volksherrschaft“ am 2. März 1977 wurde Libyen zu einem Staat mit direkter Volksherrschaft umgestaltet und nannte sich fortan Große Sozialistische Libysch-Arabische Volks-Dschamahirija. Der Koran wurde zur Rechtsgrundlage erklärt, 1200 Volkskomitees übernahmen die Verwaltung aller politischen, sozialen und vieler ökonomischer Angelegenheiten.
Im März 1979 trat Muammar al-Gaddafi von allen Staatsämtern zurück, blieb aber Revolutionsführer – eine Bezeichnung ohne Befugnisse – und konnte sich weiter auf loyale Bevölkerungsteile stützen. Eine aus den Volkskomitees hervorgegangene „Allgemeine Volkskonferenz“ bildete die Legislative. Im Ersten Golfkrieg unterstützte Libyen ab 1985 den Iran gegen den Irak.

### Tschadkrieg (1980–1987/94), Terroranschläge, Embargo (bis 1999/2003)
In den Tschad rückten während des Bürgerkriegs im Jahr 1980 libysche Soldaten in den Norden ein. Nach Festigung ihres Einflusses zogen sie sich sieben Jahre später zurück. 1989 kam es zu einem Friedensvertrag beider Länder. Nach einem Richterspruch des Internationalen Gerichtshofes in Den Haag räumte Libyen 1994 den strittigen Aouzou-Streifen im Tschad.
In den 1980er und 1990er Jahren unterstützte Libyen terroristische Organisationen und insbesondere deren gegen die USA oder Israel gerichtete Anschläge. Nach einer Attentatsserie, unter anderem auf die West-Berliner Diskothek „La Belle“ verhängten 1986 die USA ein Wirtschaftsembargo gegen das nordafrikanische Land und führten Luftangriffe auf Tripolis und Bengasi durch (Operation El Dorado Canyon). Wegen Unterstützung des Terrorismus und Verwicklung in den Lockerbie-Anschlag 1988 beschloss auf Druck der USA 1992 der Sicherheitsrat der Vereinten Nationen Embargomaßnahmen gegen den „Schurkenstaat“ Libyen. Ende 1993 wurde eine Militärrevolte in Tripolis niedergeschlagen.
Wohl auch bedingt durch den Fokus auf den Bau des Great-Man-Made-River-Projekts, mit dem Gaddafi die libysche Wüste bewässern wollte, wurden ab Mitte der 1990er Jahre die Aufwendungen für konventionelle Rüstung, Chemiewaffen und Revolutionsexport extrem reduziert. Zugleich litten aber auch andere von Gaddafi favorisierte Infrastruktur- und Sozialprojekte zunehmend unter Geldmangel, sodass der Lebensstandard in Libyen in den 1990er Jahren sank.
Die UN-Sanktionen wurden 1999 nach einem Einlenken Gaddafis in der Terrorismusfrage und Überstellung zweier Tatverdächtiger am Lockerbie-Attentat an ein internationales Gericht in den Niederlanden wieder ausgesetzt. Im Zweiten Golfkrieg stellte sich Libyen auf die Seite des Irak. Nachdem Libyen das Lockerbie-Attentat eingestanden und Entschädigungen für die Angehörigen dieser sowie der 170 Opfer des Bombenanschlags auf ein französisches Verkehrsflugzeug im September 1989 (UTA-Flug 772) geleistet hatte, wurden die Embargomaßnahmen im September 2003 vollständig aufgehoben.
Bei allen Bombenanschlägen, die Libyen zur Last gelegt wurden, gab es aber auch Zweifel an der libyschen Täterschaft. Im Fall der Diskothek La Belle deuteten Ermittlungsergebnisse auf eine Beteiligung Syriens hin, wie die West-Berliner Polizei und das State Department 1988 mitteilten. In den Fällen Lockerbie und UTA-Flug 772 gibt es ebenfalls Hinweise auf eine Täterschaft Syriens, Irans oder der palästinensischen PFLP-GC. Libyen wurde danach belastet, weil die USA, Großbritannien und Frankreich eine Konfrontation mit diesen beiden Staaten vor dem Zweiten Golfkrieg scheuten.

### Versuche, die Isolation aufzubrechen, Privatisierung

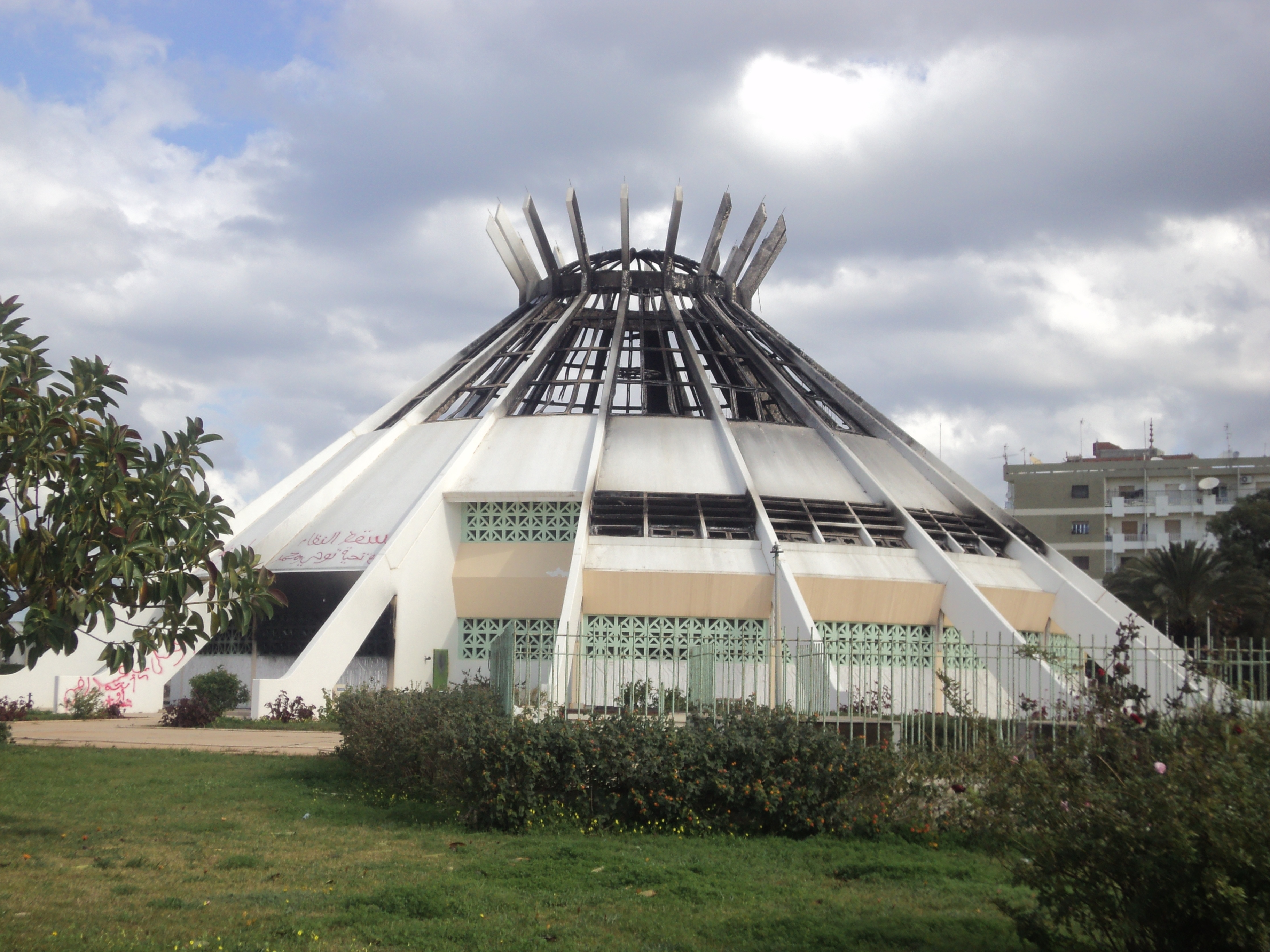
Büro eines Revolutionskomitees in einem Vorort von Benghasi, ausgebrannt 2011

Bei westlichen Staaten versuchte Libyen dadurch Vertrauen zu gewinnen, dass es im August 2000 bei islamischen Terroristen auf den Philippinen vermittelte, was zur Freilassung westlicher Geiseln führte. Nach den Terroranschlägen auf das New Yorker World Trade Center am 11. September 2001 verurteilte Gaddafi die Gewaltakte und akzeptierte ausdrücklich ein US-amerikanisches Recht auf Selbstverteidigung. Im Dezember 2003 erklärte er den Verzicht Libyens auf Massenvernichtungswaffen und ließ Anfang 2004 zahlreiche Komponenten für chemische Waffen vernichten.
Libyen unterschrieb trotz zeitweiser politischer Annäherung nie einen Freundschaftsvertrag mit der Sowjetunion, Gaddafi kündigte dies lediglich 1981 an.
2000 löste das Parlament auf Vorschlag Gaddafis die Zentralverwaltung des Landes weitgehend auf und übergab Gesetzgebung und Regierungsgewalt an regionale Parlamente und Ausschüsse. Die Menschenrechtslage im Innern änderte sich jedoch trotz der außenpolitischen Öffnung nicht. Presse- und Meinungsfreiheit existierten nicht, sämtliche Medien wurden weiterhin von Gaddafis Personenkult dominiert. Besonders in den 1970er bis 1990er Jahren kam es zu zahlreichen willkürlichen Festnahmen, Fällen von Verschwindenlassen, Folter und willkürlichen Hinrichtungen. Die Opfer kamen aus allen politischen und sozialen Gruppen. Der Inlandsgeheimdienst ISA, der für die Verfolgung politischer Gegner zuständig war, unterhielt zwei eigene Gefängnisse in Abu Salim und Ain Zara. Im Gefängnis von Abu Salim wurden 1996, vermutlich nach einer Revolte der Gefangenen gegen die Haftbedingungen, bis zu 1200 Gefangene ohne Verfahren hingerichtet. Erst 2004 gab Gaddafi dies gegenüber Amnesty International zu. Oppositionelle wurden auch im Ausland verfolgt und ermordet. Im September 2000 gab es Pogrome libyscher Arbeitsloser gegen afrikanische Gastarbeiter, wofür im Januar 2001 331 mutmaßliche Täter angeklagt wurden.

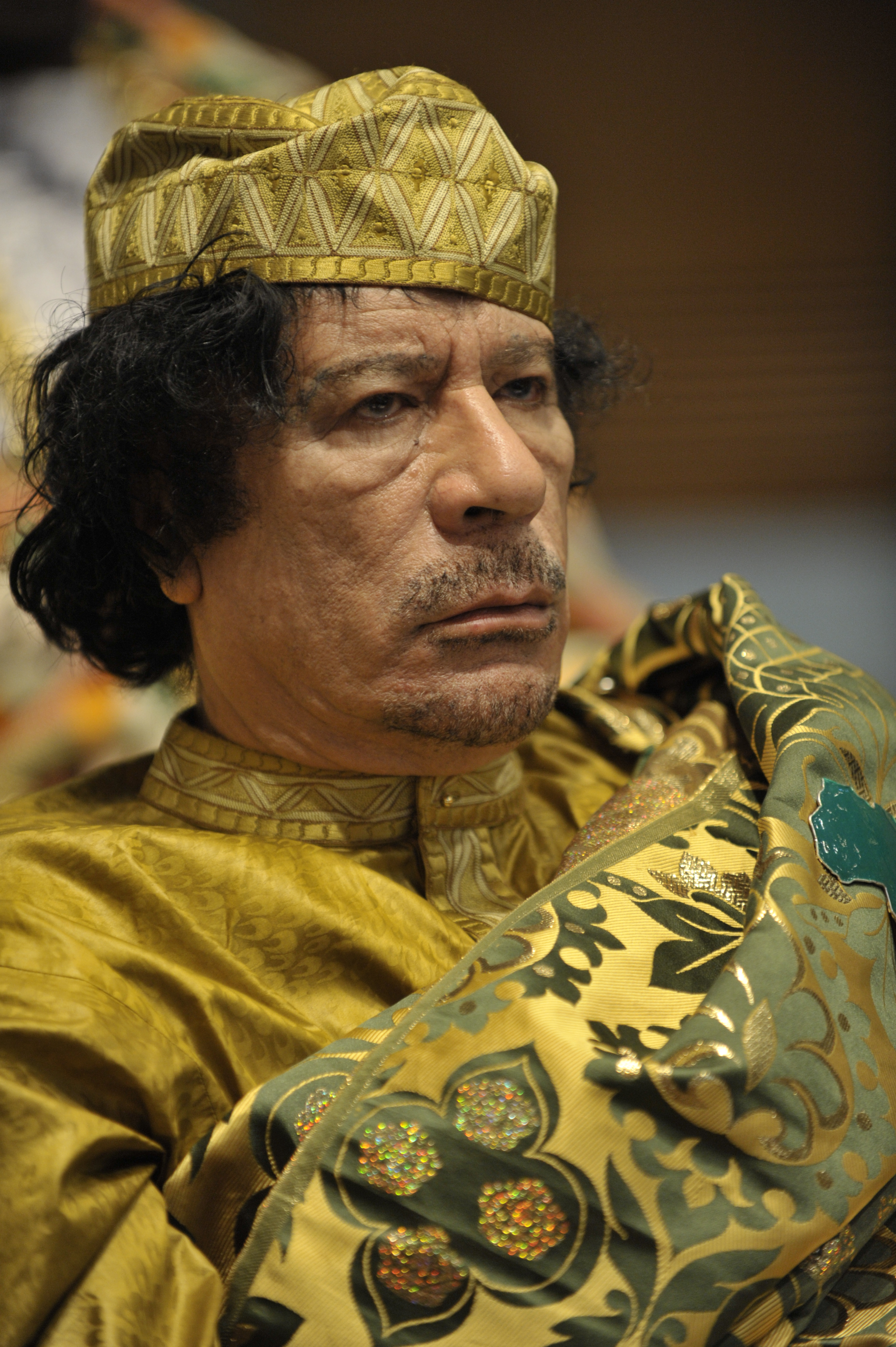
Gaddafi beim Kongress für Afrikanische Einheit in Addis Abeba, 2. Februar 2009

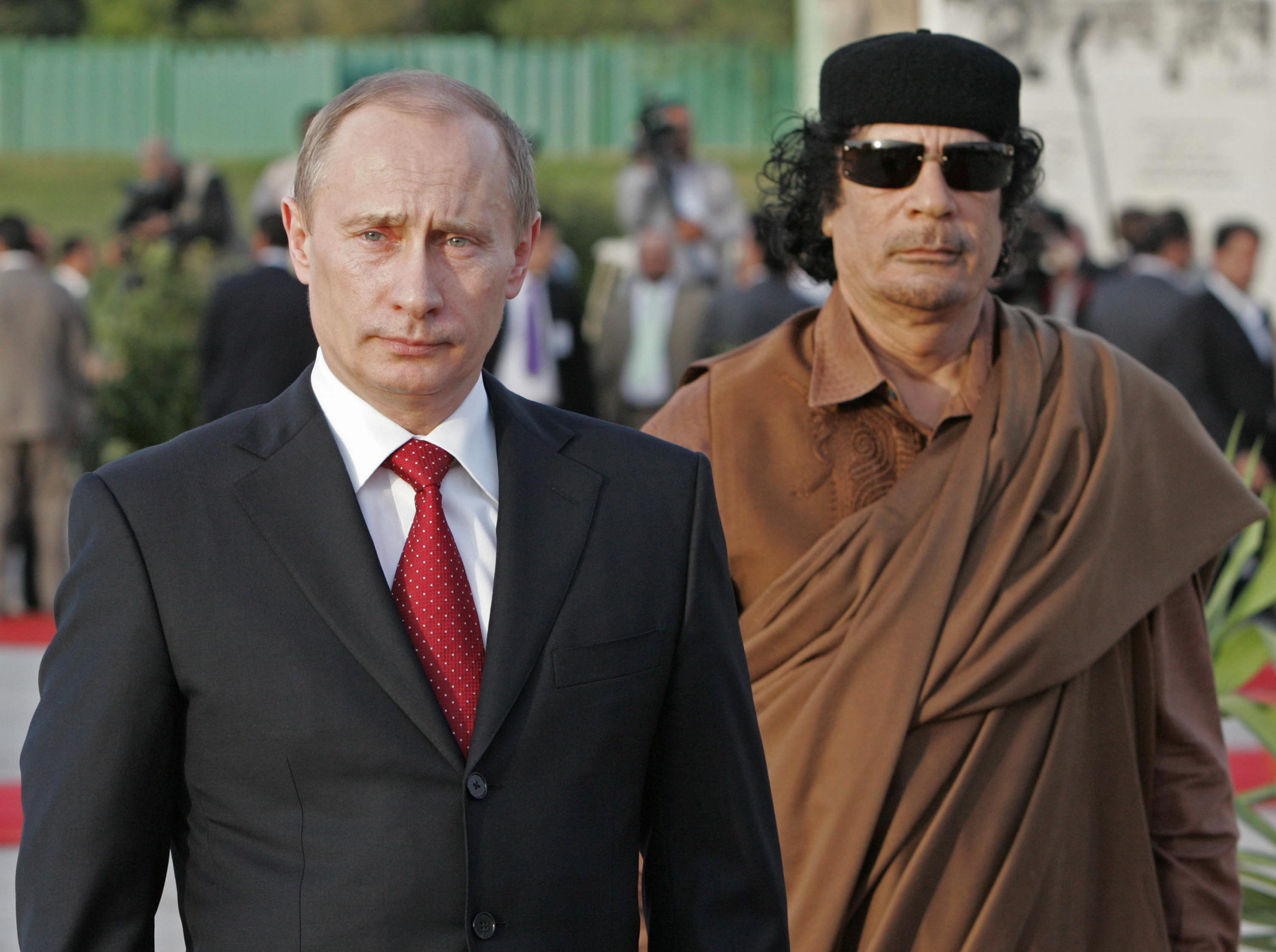
Wladimir Putin mit Gaddafi in Tripolis, 16. April 2008

Nach dem Ende der Wirtschaftssanktionen 2003/2004 verfolgte Libyen eine Privatisierungspolitik. Sie war Teil einer forcierten Integration in den Weltmarkt. So plante die Regierung, bis 2020 die Hälfte aller staatlichen Unternehmen zu privatisieren. Dazu wurde im Jahr 2006 eine Börse gegründet. Die Spielräume für Meinungsäußerungen und Kritik wurden in den letzten Jahren vor Beginn des Bürgerkrieges zwar etwas größer, Kritik an Gaddafi oder der Dritten Universaltheorie blieb aber verboten. Bei Diebstahl und Ehebruch ordneten die Gerichte teilweise Hadd-Strafen wie z. B. Auspeitschungen an. Die Folge der Privatisierungspolitik war ein Anstieg der Arbeitslosigkeit auf über 20 %. Diese Entwicklung wurde zusammen mit der Bildungsexpansion, der Verstädterung und dem hohen Jugendanteil der Bevölkerung als entscheidende Ursache für den Ausbruch des Bürgerkriegs 2011 genannt.

### Bürgerkrieg und Sturz Gaddafis 2011
Zu ersten Kundgebungen kam es Mitte Januar 2011. Ende Januar rief der libysche Schriftsteller und Oppositionelle Jamal al-Hajji zu Protesten gegen das Regime auf und wurde wenig später verhaftet. Für den 17. Februar wurde von der Opposition um Abdul Hakim Ghoga ein Tag des Zorns ausgerufen; es kam zu Demonstrationen in allen großen Städten, die die Sicherheitskräfte gewaltsam zu ersticken suchten. Nun kam es zu einer Spaltung der politischen Führung des Landes analog zu den Regimewechseln in Ägypten und Tunesien im Zuge des „Arabischen Frühlings“.
In Bengasi übernahmen bewaffnete Oppositionelle am 20. Februar die Kontrolle, Teile des diplomatischen Korps und der Streitkräfte schlossen sich ihnen an. Das Regime ging jedoch mit schweren Waffen gegen die Opposition vor, so dass es zu einem militärischen Eingreifen der NATO und einer Reihe arabischer Staaten zur Durchsetzung der mit der UN-Resolution 1973 eingerichteten Flugverbotszone kam. Den in der Libyschen Nationalen Befreiungsarmee zusammengeschlossenen Milizen gelang es, da die Luftwaffe zerstört wurde, die Einheiten der regulären Streitkräfte Libyens zu besiegen.
Nach Angaben der neuen Regierung kamen während des Bürgerkriegs etwa 10.000 Menschen ums Leben, je rund 5.000 Gaddafi-Anhänger und Rebellen. Das Gesundheitsministerium war von 30.000 Toten allein auf Seiten der Rebellen ausgegangen. Rund 60.000 Libyer wurden verletzt und mussten medizinisch behandelt werden.
Der Bürgerkrieg endete mit dem gewaltsamen Tod Gaddafis am 20. Oktober 2011. Das Vermögen seiner Familie wurde zur Zeit ihrer Herrschaft auf 80 bis 150 Milliarden US-Dollar geschätzt. Die Bevorzugung anderer Stämme und die damit einhergehende ungleiche Verteilung des Ölreichtums führte andererseits in der Kyrenaika zu Unzufriedenheit, die sich in gewalttätigen Auseinandersetzungen manifestierte. Seit den 1990er Jahren kam es zu Verteilungskämpfen und Putschversuchen. Die extremistische Organisation Libysche Islamische Kampfgruppe führte ab Juni 1995 einen bewaffneten Aufstand im Osten des Landes. Nach Angaben eines ehemaligen Agenten des britischen Geheimdienstes soll der MI6 die Gruppe bei dem Attentatsversuch auf Gaddafi im Jahr 1996 unterstützt haben. Medienberichten zufolge schlossen sich Mitglieder dieser Gruppierung dem bewaffneten Kampf gegen die Regierung an. NATO-General James Stavridis gab in einer Anhörung im US-Senat an, militante Gruppen hätten nach Geheimdienstinformationen keine signifikante Rolle beim Aufstand gespielt. Auch US-Stabschef Mike Mullen gab an, keine Präsenz von Al-Qaida unter den Aufständischen zu erkennen.
Nach sechs Monaten Bürgerkrieg war der Großteil des Landes bis auf Gaddafis Heimatstadt Sirte, Bani Walid und den Fessan in der Hand der Rebellen, die mit ihren Institutionen Nationaler Übergangsrat und Exekutivrat international als einzige legitime Vertretung des libyschen Volkes angesehen wurden. Vor allem die Regionen Kyrenaika und Tripolitanien wurden von Truppen des Nationalen Übergangsrats kontrolliert. Am 5. März gründete er einen Exekutivrat, der Regierungsaufgaben übernahm; den Vorsitz hatte Mahmud Dschibril inne.
Am 26. Juli 2011 schlug der Sondergesandte der Vereinten Nationen Abdul Ilah al-Chatib den Konfliktparteien einen Präsidialrat vor, um zu einem Waffenstillstand zu kommen. Dieser hätte mit zwei Vertretern aus dem Osten und zwei aus dem Westen des geteilten Landes besetzt werden sollen. Der Inhaber des fünften Sitzes hätte von den vier anderen gewählt werden sollen. Chatibs Vorschlag wurde jedoch vom Nationalen Übergangsrat abgelehnt.
Nachdem am 28. Juli der militärische Führer Abdel Fattah Yunis und frühere Innenminister unter Gaddafi aus den eigenen Reihen erschossen worden war, löste der Präsident des Nationalen Übergangsrats, Mustafa Abdul Dschalil, den Exekutivrat Anfang August auf.
Am 20. August 2011 begann in Tripolis unter dem Decknamen „Operation Mermaid Dawn“ ein seit längerem vorbereiteter Aufstand; gleichzeitig stießen Truppen der Rebellen von den Nafusa-Bergen aus in Richtung Tripolis vor. Am 21. August rückten sie in Tripolis ein. Am 29. August wurde Ghadames an der tunesischen Grenze eingenommen, am 22. September die Wüstenstadt Sabha, am 17. Oktober Bani Walid, und als letzte Stadt am 20. Oktober, nach wochenlangen Kämpfen, Gaddafis Geburtsstadt Sirte. Gaddafi wurde in der Nähe seiner Geburtsstadt, die er nach der Einnahme Tripolis’ durch den Nationalen Übergangsrat zur neuen Hauptstadt erklärt hatte, am 20. Oktober gestellt und getötet. Bis Ende Januar 2012 wurden mehr als 6000 Menschen verhaftet.
2011 kämpften die Tubu auf Seiten der Rebellen gegen die Truppen Gaddafis und die von ihm ins Land geholten Söldner aus den südlichen Nachbarstaaten. Neben Schmugglern von Waffen, Drogen und Flüchtlingen waren hier vor allem Al-Qaida-Anhänger Hauptgegner. Im Februar 2012 kam es in Kufra zu Kämpfen zwischen Tubu und arabisch-stämmigen Suwaja. Die Folgen des Bürgerkriegs für das nördliche Afrika sind nicht zu überschauen.
Im August 2011 wurden Wahlen zu einer verfassunggebenden Versammlung angekündigt, die im Juni 2012 stattfinden sollten. Anfang März 2012 erklärten Stammesführer und Milizen die Region Barqa oder Kyrenaika gegen den Widerstand der Zentralregierung für halbautonom. Über die Wiederherstellung der ursprünglichen Großprovinz hinaus erhoben sie Anspruch auf Teile der Ölregion Fezzan. Erklärtermaßen sollte Bengasi in Zukunft die Wirtschaftsmetropole des Landes werden, was die Konzentration auf die Metropolregion Tripolis abgeschwächt hätte. Das Finanz- und das Ölministerium sollten dorthin verlegt werden.
Es kam zu Kämpfen zwischen Revolutionsbrigaden aus verschiedenen Landesteilen, gegen die die Regierung nicht einschritt, wie etwa Anfang Februar 2012 in Tripolis zwischen Brigaden aus Misrata im Osten und Sintan im Westen des Landes. Als Grund galten Streitigkeiten um Einflussgebiete. Bei einem terroristischen Angriff auf das Konsulat der USA in Bengasi kamen am 11. September 2012 der Botschafter J. Christopher Stevens und drei weitere Amerikaner ums Leben. Stevens gehörte den Chinook an und war seit Mai 2012 Botschafter. Der „jemenitische Al-Kaida-Zweig“ bezeichnete den Angriff auf das Konsulat als Racheakt für die Tötung von Abu Yahya al-Libi, der am 4. Juni 2012 in Pakistan starb.

## Seit dem Ende des Bürgerkriegs
Am 23. Oktober erklärte der Übergangsrat Libyen für befreit. Anfang November erklärten Vertreter der Brigaden, sie wollten ihre Waffen so lange behalten, bis es eine neue, aus Wahlen hervorgegangene legitime Regierung gebe.
Am 31. Oktober 2011 wurde Abdel Rahim el-Kib mit 26 von 51 Stimmen zum neuen Chef der Übergangsregierung und damit zum Ministerpräsidenten von Libyen gewählt. Am 22. November 2011 stellte el-Kib eine neue provisorische Regierung vor, die regionale und ideologische Interessen versöhnen sollte. Schlüsselressorts in diesem Kabinett gingen an ehemalige Rebellenkommandeure. So wurde etwa der Milizenführer aus Az-Zintan Usama al-Dschuwaili der neue Verteidigungsminister und Fausi Abdelali, der Anführer der Revolutionsbrigade von Misrata, wurde Innenminister. Diese Regierungsumbildung wurde als Rückschlag für die säkularen Liberalen und als Erfolg für die Islamisten gewertet.
Am 21. Januar 2012 stürmten und plünderten Demonstranten den Sitz des Übergangsrats in Bengasi. In den Wochen davor hatte es anhaltende Proteste und Vorwürfe mangelnder Transparenz und Kritik an der Weiterbeschäftigung von Mitgliedern der gestürzten Führung unter Gaddafi in der provisorischen Regierung gegeben. Abdul Hafiz Ghoga kündigte seinen Rücktritt an. Mustafa Abdul Dschalil, unter Gaddafi Justizminister, der auch angegriffen worden war, erklärte, er selbst werde nicht zurücktreten, weil sonst ein neuer Bürgerkrieg drohe. Die Proteste in Bengasi hatten sich entzündet, nachdem ein Entwurf zum Wahlgesetz für die verfassunggebende Versammlung im Internet veröffentlicht worden war.
Am 29. Januar 2012 wurde in Tripolis das Wahlgesetz für eine solche Versammlung beschlossen. Die Wahlen waren für Juni 2012 angekündigt. Im Anschluss daran sollte binnen Jahresfrist ein Präsident gewählt werden.
Am 13. Februar 2012 schlossen sich rund hundert Milizen aus dem Westen Libyens zu einer Föderation zusammen. Ziel des Zusammenschlusses sei eine Beendigung der Kämpfe zwischen den Milizen. Außerdem wollte man gemeinsam Druck auf die Regierung ausüben, um weitere Reformen voranzubringen. Der Zusammenschluss wurde als Herausforderung für den Nationalen Übergangsrat gewertet. Tags darauf hielten mehrere Tausend Angehörige dieser Milizen eine Militärparade in Tripolis ab, um ihre Stärke zu demonstrieren. Ein Kommandant einer Brigade, die sich der Föderation anschloss, erklärte, die Kämpfer würden ihre Waffen nicht an eine korrupte Regierung abgeben. Man habe nicht gegen Gaddafi gekämpft, sondern gegen ein korruptes Regime und werde die Waffen so lange nicht niederlegen, bis man sicher sei, dass die Revolution in die richtige Richtung gehe. Er kritisierte außerdem das vom Übergangsrat geschaffene Komitee zur Integration der Kämpfer und beschuldigte es, zu viele aufzunehmen, die für Gaddafi gekämpft hätten. Dieses Komitee sei ein Versuch, die Revolution zu kapern.
Bis zum 18. Februar 2012 hatten sich bei dem von Verteidigungsminister Usama al-Dschuwaili eingerichteten Krieger-Komitee (Warriors Committee) rund 200.000 Revolutionäre registrieren lassen. Für Unzufriedenheit sorgte, dass darunter auch viele Mitglieder von Gaddafi-Einheiten waren – ein Versuch zur Aussöhnung des Landes. Ein Kommandant einer in Tripolis operierenden Miliz aus Misrata sprach sich dafür aus, dass generell nur Kämpfer gegen Gaddafi in die neue Armee aufgenommen werden.
Im Februar 2012 kam es in Kufra zu Kämpfen zwischen Tubu und Suwaja. Ein Sprecher der Suwaja erklärte, man habe sich gegen Kämpfer aus den Nachbarländern Tschad und Sudan zur Wehr gesetzt.
Am 6. März 2012 erklärte sich der Osten Libyens einseitig für autonom. Scheich Ahmed Subair al-Senussi, der bei einem Treffen von Stammesvertretern der Region in Bengasi zum Führer der „autonomen Region Kyrenaika“ bestimmt wurde, wies jedoch darauf hin, dass die Übergangsregierung in Tripolis „als Symbol der Einheit des Landes und legitimer Repräsentant bei internationalen Gipfeltreffen“ anerkannt werde. Der Übergangsrat hielt dagegen weiterhin an der erst 1963 erfolgten Aufhebung des Föderalismus fest.
Bei der Wahl vom 7. Juli 2012 gewann die liberale Allianz der Nationalen Kräfte des früheren Regierungschefs Mahmud Dschibril mehr als doppelt so viele Mandate wie die religiösen Parteien. Die Mehrheitsverhältnisse im Parlament waren gleichwohl unklar.
In vom Staat nicht kontrollierten Internierungslagern, die von Milizen betrieben wurden, wurden als Anhänger Gaddafis Verdächtigte festgehalten und oftmals gefoltert. Besonders die schwarze Bevölkerung wurde zum Ziel von Repressalien der Rebellen. Nach einem Bericht der United Nations Support Mission in Libya waren im September 2013 noch etwa 8000 Menschen inhaftiert, meist in Haftanstalten ohne Kontrolle der Regierung. Einziger Haftgrund war oft die Zugehörigkeit zu einer Ethnie oder einem Stamm, der ohne Prüfung des Einzelfalls Loyalität zu Gaddafi unterstellt wurde.
In einem neuen Bürgerkrieg standen sich ab 2014 zwei Regierungen gegenüber. Nach der Eroberung Tripolis durch das Milizenbündnis Fadschr Libya im August 2014 flohen Regierung und Abgeordnetenrat nach al-Baida und Tobruk in den Osten. In Tripolis tagte danach der Neue Allgemeine Nationalkongress.

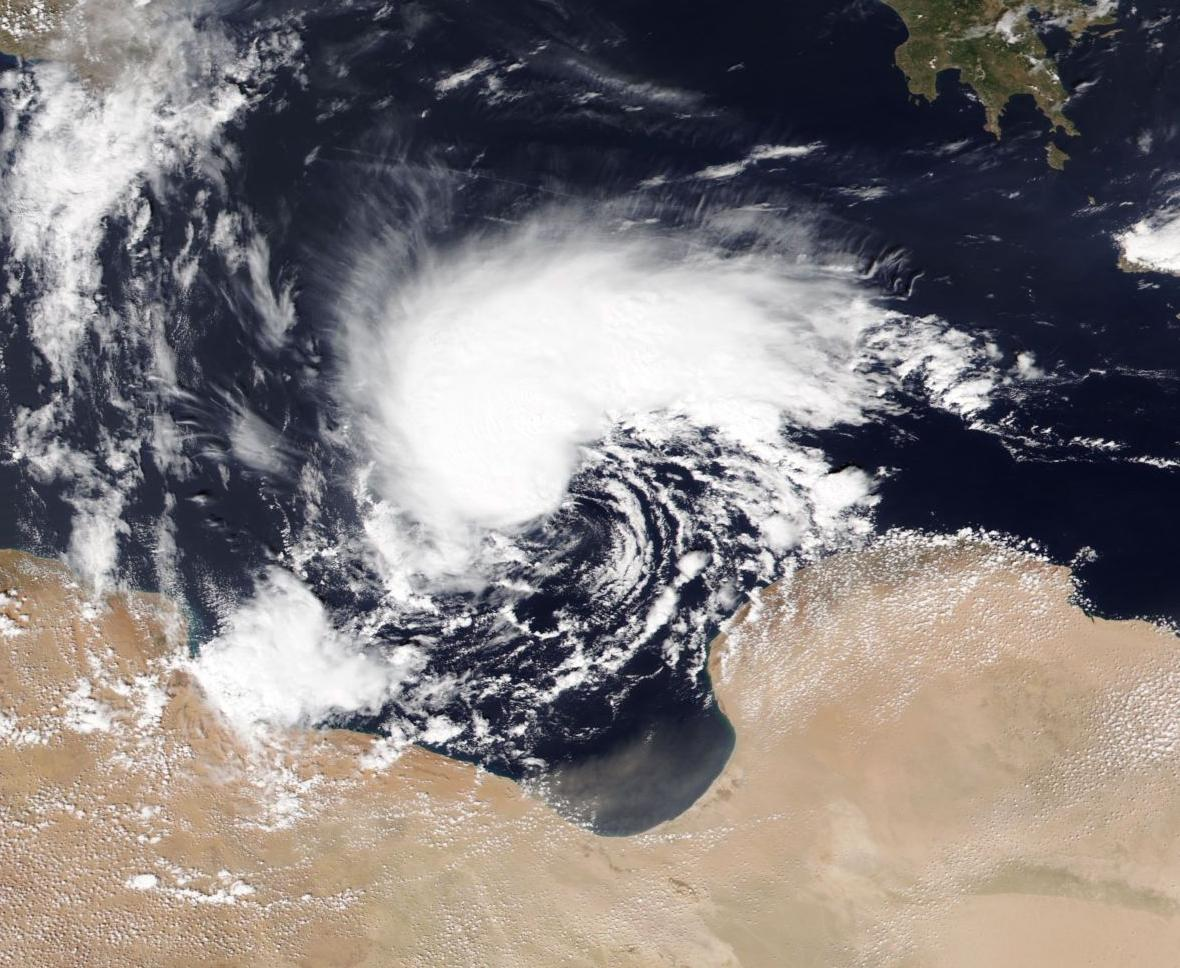
Das Sturmtief Daniel vor der libyschen Küste am 9. September 2023. Es verursachte überaus heftige Überschwemmungen, verstärkt durch den Bruch von Staudämmen, mit möglicherweise bis zu 10.000 Toten.

### Überblickswerke
- John Wright: A History of Libya, Columbia University Press, 2012.
- Ronald Bruce St John: Historical dictionary of Libya, Scarecrow Press, Lanham/Toronto/Oxford 2006. (Digitalisat)
- Pierre Pinta: Libye. Des cités antiques aux oasis du Sahara, Editions Olizane, 2007.

### Ur- und Frühgeschichte
- Mebus A.Geyha, Friedhelm Thiedig: The Middle Pleistocene Al Mahrúqah Formation in the Murzuq Basin, northern Sahara, Libya; evidence for orbitally-forced humid episodes during the last 500,000 years, in: Palaeogeography, Palaeoclimatology, Palaeoecology 257 (2008) 1-21.
- Barbara Barich, Elena Garcea: Ecological Patterns in the Upper Pleistocene and Holocene in the Jebel Gharbi, Northern Libya: Chronology, Climate and Human Occupation, in: African Archaeological Review 25 (2008) 87-97.
- Barbara E. Barich, Thierry Tillet: Hunters vs. Pastoralists in the Sahara. Material Culture and Symbolic Aspects, Archaeopress, 2005.
- Linda Olmi, Anna Maria Mercuri, M. Thomas P. Gilbert, Stefano Biagetti, Sarah Fordyce, Enrico Cappellini, Isabella Massamba N'siala, Savino di Lernia: Morphological and Genetic Analyses of Early and Mid Holocene Wild Cereals from the Takarkori Rockshelter (central Sahara, Libya): First Results and Prospects, in: Ahmed G. Fahmy, Stefanie Kahlheber, A. Catherine D'Andrea (Hrsg.): Windows on the African Past. Current approaches to African archaeobotany, Africa Magna Verlag, Frankfurt 2011, S. 175–184. (academia.edu)
- Erwin Maria Ruprechtsberger: Die Garamanten. Geschichte und Kultur eines libyschen Volkes in der Sahara, Philipp von Zabern, Mainz 1997.
- E. Bellini, Sophie Arié: Segnalazione di pitture rupestri in località Carcur Dris nel Gebel Auenat (Libia), in: Rivista di Scienze Preistoriche 17 (1962) 261-267.
- András Zboray: New rock art findings at Jebel Uweinat and the Gilf Kebir, in: Sahara : preistoria e storia del Sahara 14 (2003) 111-127.
- András Zboray: Rock Art of the Libyan Desert, Fliegel Jezerniczky Expeditions, Newbury, 2005. (DVD-Dokumentation der rund 500 Fundstätten im Gebiet von Gilf Kebir und Jebel Uweinat)

### Griechisch-römische Antike, Judentum, Christentum
- François Baratte: Die Römer in Tunesien und Libyen. Nordafrika in römischer Zeit, Zaberns Bildbände zur Archäologie, Darmstadt/Mainz 2012. ISBN 978-3-8053-4459-3
- Klaus Zimmermann: Libyen. Das Land südlich des Mittelmeers im Weltbild der Griechen, Beck, München 1999. ISBN 3-406-44556-X
- Noel Robertson: Religion and Reconciliation in Greek Cities. The Sacred Laws of Selinus and Cyrene, Oxford University Press, 2009.
- Ignazio Tantillo: Un Principalis Alessandrino a Leptis Magna: Aurelius Sempronius Serenus signo Dulcitius, in: Rita Lizzi Testa (Hrsg.): Le trasformazioni delle élites in età tardoantica, Atti del convegno internazionale, Perugia, 15.–16. März 2004, L'erma di Bretschneider, Rom 2006, S. 405–436.
- Erwin M. Ruprechtsberger: Die römische Limeszone in Tripolitanien und der Kyrenaika, Tunesien – Libyen, Schriften des Limesmuseums Aalen 47. Gesellschaft für Ur- und Frühgeschichte in Württemberg und Hohenzollern, Stuttgart 1993.
- Antonino Di Vita, Ginette di Vita-Evrard, Lidiano Bacchielli, Robert Polidori: Libya. The Lost Cities of the Roman Empire, Könemann, 1999.
- Shimon Applebaum: Jews and Greeks in Ancient Cyrenaica, Brill, Leiden 1979.
- Thomas C. Oden: Early Libyan Christianity. Uncovering a North African Tradition, InterVarsity Press, 2011.
- André Laronde: Construction des églises et christianisation de la Cyrénaïque, in: Detlev Kreikenbom, Karl-Uwe Mahler, Patrick Schollmeyer, Thomas M. Weber (Hrsg.): Krise und Kult. Vorderer Orient und Nordafrika von Aurelian bis Justinian, de Gruyter, Berlin 2010, S. 255–278.
- J. B. Ward-Perkins, R. G. Goodchild: Christian Monuments of Cyrenaica, hgg. von Joyce Reynolds, Society for Libyan Studies, London 2003 (44 Monumente, davon 35 Kirchen)
- Karl-Uwe Mahler: Christentum in Leptis Magna, in: Detlev Kreikenbom, Karl-Uwe Mahler, Patrick Schollmeyer, Thomas M. Weber (Hrsg.): Krise und Kult. Vorderer Orient und Nordafrika von Aurelian bis Justinian, de Gruyter, Berlin 2010, S. 317–361.
- Detlev Kreikenbom: Kirchen bei Prokop: Leptis Magna im Vergleich mit anderen Städten, in: Detlev Kreikenbom, Karl-Uwe Mahler, Patrick Schollmeyer, Thomas M. Weber (Hrsg.): Krise und Kult. Vorderer Orient und Nordafrika von Aurelian bis Justinian, de Gruyter, Berlin 2010, S. 363–378.

### Libyen als Teil muslimischer Reiche
- Jacques Thiry: Le Sahara libyen dans l'Afrique du Nord médiévale, Peeters, Löwen 1995.

### Jüngere Geschichte
- Ali Abdullatif Ahmida: The Making of Modern Libya. State Formation, Colonization, and Resistance, 1830–1932, University of New York Press, New York 2009.
- Isabella Nardi, Sandro Gentili: La grande illusione. Opinione pubblica e mass media al tempo della Guerra di Libia, Morlacchi Editore, Perugia 2009.
- Vittoria Capresi: The Built Utopia. The Italian Rural Centres Founded in Colonial Libya (1934–1940), Bologna 2009.
- Ercole Tuccimei: La Banca d'Italia in Africa, Laterza, Bari 1999.
- Ali Abdullatif Ahmida: Forgotten Voices. Power and Agency in Colonial and Postcolonial Libya, Routledge, 2005.

### Wissenschaftsgeschichte
- Graeme Barker, David Gilbertson, Barri Jones, David Mattingly: Farming the Desert. The UNESCO Libyan Valleys Archaeological Survey, Paris 1996 (Abstract).